# Stallo (scacchi)
|   | a                                                       | b                                                       | c                                                       | d                                                       | e                                                       | f                                                       | g                                                       | h                                                       |   |
| 8 | h8 re del nero · f7 donna del bianco · e3 re del bianco | h8 re del nero · f7 donna del bianco · e3 re del bianco | h8 re del nero · f7 donna del bianco · e3 re del bianco | h8 re del nero · f7 donna del bianco · e3 re del bianco | h8 re del nero · f7 donna del bianco · e3 re del bianco | h8 re del nero · f7 donna del bianco · e3 re del bianco | h8 re del nero · f7 donna del bianco · e3 re del bianco | h8 re del nero · f7 donna del bianco · e3 re del bianco | 8 |
| 7 | h8 re del nero · f7 donna del bianco · e3 re del bianco | h8 re del nero · f7 donna del bianco · e3 re del bianco | h8 re del nero · f7 donna del bianco · e3 re del bianco | h8 re del nero · f7 donna del bianco · e3 re del bianco | h8 re del nero · f7 donna del bianco · e3 re del bianco | h8 re del nero · f7 donna del bianco · e3 re del bianco | h8 re del nero · f7 donna del bianco · e3 re del bianco | h8 re del nero · f7 donna del bianco · e3 re del bianco | 7 |
| 6 | h8 re del nero · f7 donna del bianco · e3 re del bianco | h8 re del nero · f7 donna del bianco · e3 re del bianco | h8 re del nero · f7 donna del bianco · e3 re del bianco | h8 re del nero · f7 donna del bianco · e3 re del bianco | h8 re del nero · f7 donna del bianco · e3 re del bianco | h8 re del nero · f7 donna del bianco · e3 re del bianco | h8 re del nero · f7 donna del bianco · e3 re del bianco | h8 re del nero · f7 donna del bianco · e3 re del bianco | 6 |
| 5 | h8 re del nero · f7 donna del bianco · e3 re del bianco | h8 re del nero · f7 donna del bianco · e3 re del bianco | h8 re del nero · f7 donna del bianco · e3 re del bianco | h8 re del nero · f7 donna del bianco · e3 re del bianco | h8 re del nero · f7 donna del bianco · e3 re del bianco | h8 re del nero · f7 donna del bianco · e3 re del bianco | h8 re del nero · f7 donna del bianco · e3 re del bianco | h8 re del nero · f7 donna del bianco · e3 re del bianco | 5 |
| 4 | h8 re del nero · f7 donna del bianco · e3 re del bianco | h8 re del nero · f7 donna del bianco · e3 re del bianco | h8 re del nero · f7 donna del bianco · e3 re del bianco | h8 re del nero · f7 donna del bianco · e3 re del bianco | h8 re del nero · f7 donna del bianco · e3 re del bianco | h8 re del nero · f7 donna del bianco · e3 re del bianco | h8 re del nero · f7 donna del bianco · e3 re del bianco | h8 re del nero · f7 donna del bianco · e3 re del bianco | 4 |
| 3 | h8 re del nero · f7 donna del bianco · e3 re del bianco | h8 re del nero · f7 donna del bianco · e3 re del bianco | h8 re del nero · f7 donna del bianco · e3 re del bianco | h8 re del nero · f7 donna del bianco · e3 re del bianco | h8 re del nero · f7 donna del bianco · e3 re del bianco | h8 re del nero · f7 donna del bianco · e3 re del bianco | h8 re del nero · f7 donna del bianco · e3 re del bianco | h8 re del nero · f7 donna del bianco · e3 re del bianco | 3 |
| 2 | h8 re del nero · f7 donna del bianco · e3 re del bianco | h8 re del nero · f7 donna del bianco · e3 re del bianco | h8 re del nero · f7 donna del bianco · e3 re del bianco | h8 re del nero · f7 donna del bianco · e3 re del bianco | h8 re del nero · f7 donna del bianco · e3 re del bianco | h8 re del nero · f7 donna del bianco · e3 re del bianco | h8 re del nero · f7 donna del bianco · e3 re del bianco | h8 re del nero · f7 donna del bianco · e3 re del bianco | 2 |
| 1 | h8 re del nero · f7 donna del bianco · e3 re del bianco | h8 re del nero · f7 donna del bianco · e3 re del bianco | h8 re del nero · f7 donna del bianco · e3 re del bianco | h8 re del nero · f7 donna del bianco · e3 re del bianco | h8 re del nero · f7 donna del bianco · e3 re del bianco | h8 re del nero · f7 donna del bianco · e3 re del bianco | h8 re del nero · f7 donna del bianco · e3 re del bianco | h8 re del nero · f7 donna del bianco · e3 re del bianco | 1 |
|   | a                                                       | b                                                       | c                                                       | d                                                       | e                                                       | f                                                       | g                                                       | h                                                       |   |

Nel gioco degli scacchi, lo stallo, anticamente anche "tavola" è il termine con cui si indica la situazione in cui un giocatore non ha a disposizione mosse legali effettuabili pur non trovandosi sotto scacco.
Lo stallo determina la fine immediata della partita con il risultato di patta.
Spesso, durante i finali, il giocatore in netto svantaggio di materiale o di posizione, può cercare di trovare una situazione di stallo per impattare ed evitare la sconfitta.
In alcune varianti degli scacchi, quali ad esempio gli scacchi vinciperdi, lo stallo non determina necessariamente la conclusione in parità della partita.
In funzione del tipo di variante, lo stallo può determinare la vittoria del giocatore con meno materiale (in caso di materiale pari si ha di nuovo una patta) o di quello che viene a trovarsi in stallo.

## Storia
«per far "tavola" o come anche si dice (forse oggi più comunemente) "stallo" non è necessario che il Re sia solo; può avere altri pezzi o pedoni che siano nell'impossibilità di muoversi p. es. un pedone fronteggiato da un altro, o un pezzo che movendosi scoprirebbe scacco al Re. Intavolare non equivale asso. Certamente a impattare, è uno dei modi d'impattare, perché la partita può esser dichiarata patta in molti altri casi oltre quello della "tavola"»»
(Da un manoscritto del 1899 conservato dall'Accademia della Crusca, in cui si possono notare anche i sinonimi: tavola, far tavola, intavolare)
La regola dello stallo ha subito un'evoluzione in qualche modo contorta. Nei predecessori degli scacchi moderni (come lo shatranj) lo stallo assegnava la vittoria all'avversario del giocatore che lo subiva, questa regola perdurò per un certo tempo anche negli scacchi moderni. Secondo A History of Chess (Oxford University Press, 1913) di H.J.R. Murray, la regola vigente in Gran Bretagna era che lo stallo provocasse la vittoria del giocatore che lo subiva. L'attuale regola che associa lo stallo alla patta è stata generalmente adottata nel corso del XIX secolo.
Assumendo come esempio che il re nero sia quello che subisca lo stallo, la situazione delle diverse regole nel corso dei secoli è stata la seguente:
- vittoria del Bianco (X secolo in Arabia)
- semi-vittoria del Bianco (XVIII secolo in Spagna)
- vittoria del Nero (XVII secolo in Russia e XIX secolo in Gran Bretagna)
- il Nero passa la mossa (Medioevo in Francia)
- una mossa che portasse allo stallo era considerata illegale (inizi del XX secolo in Estremo Oriente)
- patta (XIV secolo in Italia ed in seguito diffusa in tutta Europa, a parte l'Inghilterra fino al XIX secolo)

Ci furono tentativi di stabilire che lo stallo assegnasse la vittoria al giocatore che lo provocava.
L'effetto di tale regola avrebbe però enfatizzato troppo il vantaggio di materiale, un pedone in più sarebbe stato un vantaggio molto superiore a quanto lo sia oggi; ad esempio, nel finale di re e pedone contro re, il giocatore con il pedone in più (in grado di difenderlo) avrebbe vinto in ogni caso.

## Lo stallo e la teoria dei finali
|   | a                                                        | b                                                        | c                                                        | d                                                        | e                                                        | f                                                        | g                                                        | h                                                        |   |
| 8 | c8 re del nero · c7 pedone del bianco · c6 re del bianco | c8 re del nero · c7 pedone del bianco · c6 re del bianco | c8 re del nero · c7 pedone del bianco · c6 re del bianco | c8 re del nero · c7 pedone del bianco · c6 re del bianco | c8 re del nero · c7 pedone del bianco · c6 re del bianco | c8 re del nero · c7 pedone del bianco · c6 re del bianco | c8 re del nero · c7 pedone del bianco · c6 re del bianco | c8 re del nero · c7 pedone del bianco · c6 re del bianco | 8 |
| 7 | c8 re del nero · c7 pedone del bianco · c6 re del bianco | c8 re del nero · c7 pedone del bianco · c6 re del bianco | c8 re del nero · c7 pedone del bianco · c6 re del bianco | c8 re del nero · c7 pedone del bianco · c6 re del bianco | c8 re del nero · c7 pedone del bianco · c6 re del bianco | c8 re del nero · c7 pedone del bianco · c6 re del bianco | c8 re del nero · c7 pedone del bianco · c6 re del bianco | c8 re del nero · c7 pedone del bianco · c6 re del bianco | 7 |
| 6 | c8 re del nero · c7 pedone del bianco · c6 re del bianco | c8 re del nero · c7 pedone del bianco · c6 re del bianco | c8 re del nero · c7 pedone del bianco · c6 re del bianco | c8 re del nero · c7 pedone del bianco · c6 re del bianco | c8 re del nero · c7 pedone del bianco · c6 re del bianco | c8 re del nero · c7 pedone del bianco · c6 re del bianco | c8 re del nero · c7 pedone del bianco · c6 re del bianco | c8 re del nero · c7 pedone del bianco · c6 re del bianco | 6 |
| 5 | c8 re del nero · c7 pedone del bianco · c6 re del bianco | c8 re del nero · c7 pedone del bianco · c6 re del bianco | c8 re del nero · c7 pedone del bianco · c6 re del bianco | c8 re del nero · c7 pedone del bianco · c6 re del bianco | c8 re del nero · c7 pedone del bianco · c6 re del bianco | c8 re del nero · c7 pedone del bianco · c6 re del bianco | c8 re del nero · c7 pedone del bianco · c6 re del bianco | c8 re del nero · c7 pedone del bianco · c6 re del bianco | 5 |
| 4 | c8 re del nero · c7 pedone del bianco · c6 re del bianco | c8 re del nero · c7 pedone del bianco · c6 re del bianco | c8 re del nero · c7 pedone del bianco · c6 re del bianco | c8 re del nero · c7 pedone del bianco · c6 re del bianco | c8 re del nero · c7 pedone del bianco · c6 re del bianco | c8 re del nero · c7 pedone del bianco · c6 re del bianco | c8 re del nero · c7 pedone del bianco · c6 re del bianco | c8 re del nero · c7 pedone del bianco · c6 re del bianco | 4 |
| 3 | c8 re del nero · c7 pedone del bianco · c6 re del bianco | c8 re del nero · c7 pedone del bianco · c6 re del bianco | c8 re del nero · c7 pedone del bianco · c6 re del bianco | c8 re del nero · c7 pedone del bianco · c6 re del bianco | c8 re del nero · c7 pedone del bianco · c6 re del bianco | c8 re del nero · c7 pedone del bianco · c6 re del bianco | c8 re del nero · c7 pedone del bianco · c6 re del bianco | c8 re del nero · c7 pedone del bianco · c6 re del bianco | 3 |
| 2 | c8 re del nero · c7 pedone del bianco · c6 re del bianco | c8 re del nero · c7 pedone del bianco · c6 re del bianco | c8 re del nero · c7 pedone del bianco · c6 re del bianco | c8 re del nero · c7 pedone del bianco · c6 re del bianco | c8 re del nero · c7 pedone del bianco · c6 re del bianco | c8 re del nero · c7 pedone del bianco · c6 re del bianco | c8 re del nero · c7 pedone del bianco · c6 re del bianco | c8 re del nero · c7 pedone del bianco · c6 re del bianco | 2 |
| 1 | c8 re del nero · c7 pedone del bianco · c6 re del bianco | c8 re del nero · c7 pedone del bianco · c6 re del bianco | c8 re del nero · c7 pedone del bianco · c6 re del bianco | c8 re del nero · c7 pedone del bianco · c6 re del bianco | c8 re del nero · c7 pedone del bianco · c6 re del bianco | c8 re del nero · c7 pedone del bianco · c6 re del bianco | c8 re del nero · c7 pedone del bianco · c6 re del bianco | c8 re del nero · c7 pedone del bianco · c6 re del bianco | 1 |
|   | a                                                        | b                                                        | c                                                        | d                                                        | e                                                        | f                                                        | g                                                        | h                                                        |   |

|   | a                                                                                | b                                                                                | c                                                                                | d                                                                                | e                                                                                | f                                                                                | g                                                                                | h                                                                                |   |
| 8 | a8 re del nero · a7 pedone del bianco · b6 re del bianco · d6 alfiere del bianco | a8 re del nero · a7 pedone del bianco · b6 re del bianco · d6 alfiere del bianco | a8 re del nero · a7 pedone del bianco · b6 re del bianco · d6 alfiere del bianco | a8 re del nero · a7 pedone del bianco · b6 re del bianco · d6 alfiere del bianco | a8 re del nero · a7 pedone del bianco · b6 re del bianco · d6 alfiere del bianco | a8 re del nero · a7 pedone del bianco · b6 re del bianco · d6 alfiere del bianco | a8 re del nero · a7 pedone del bianco · b6 re del bianco · d6 alfiere del bianco | a8 re del nero · a7 pedone del bianco · b6 re del bianco · d6 alfiere del bianco | 8 |
| 7 | a8 re del nero · a7 pedone del bianco · b6 re del bianco · d6 alfiere del bianco | a8 re del nero · a7 pedone del bianco · b6 re del bianco · d6 alfiere del bianco | a8 re del nero · a7 pedone del bianco · b6 re del bianco · d6 alfiere del bianco | a8 re del nero · a7 pedone del bianco · b6 re del bianco · d6 alfiere del bianco | a8 re del nero · a7 pedone del bianco · b6 re del bianco · d6 alfiere del bianco | a8 re del nero · a7 pedone del bianco · b6 re del bianco · d6 alfiere del bianco | a8 re del nero · a7 pedone del bianco · b6 re del bianco · d6 alfiere del bianco | a8 re del nero · a7 pedone del bianco · b6 re del bianco · d6 alfiere del bianco | 7 |
| 6 | a8 re del nero · a7 pedone del bianco · b6 re del bianco · d6 alfiere del bianco | a8 re del nero · a7 pedone del bianco · b6 re del bianco · d6 alfiere del bianco | a8 re del nero · a7 pedone del bianco · b6 re del bianco · d6 alfiere del bianco | a8 re del nero · a7 pedone del bianco · b6 re del bianco · d6 alfiere del bianco | a8 re del nero · a7 pedone del bianco · b6 re del bianco · d6 alfiere del bianco | a8 re del nero · a7 pedone del bianco · b6 re del bianco · d6 alfiere del bianco | a8 re del nero · a7 pedone del bianco · b6 re del bianco · d6 alfiere del bianco | a8 re del nero · a7 pedone del bianco · b6 re del bianco · d6 alfiere del bianco | 6 |
| 5 | a8 re del nero · a7 pedone del bianco · b6 re del bianco · d6 alfiere del bianco | a8 re del nero · a7 pedone del bianco · b6 re del bianco · d6 alfiere del bianco | a8 re del nero · a7 pedone del bianco · b6 re del bianco · d6 alfiere del bianco | a8 re del nero · a7 pedone del bianco · b6 re del bianco · d6 alfiere del bianco | a8 re del nero · a7 pedone del bianco · b6 re del bianco · d6 alfiere del bianco | a8 re del nero · a7 pedone del bianco · b6 re del bianco · d6 alfiere del bianco | a8 re del nero · a7 pedone del bianco · b6 re del bianco · d6 alfiere del bianco | a8 re del nero · a7 pedone del bianco · b6 re del bianco · d6 alfiere del bianco | 5 |
| 4 | a8 re del nero · a7 pedone del bianco · b6 re del bianco · d6 alfiere del bianco | a8 re del nero · a7 pedone del bianco · b6 re del bianco · d6 alfiere del bianco | a8 re del nero · a7 pedone del bianco · b6 re del bianco · d6 alfiere del bianco | a8 re del nero · a7 pedone del bianco · b6 re del bianco · d6 alfiere del bianco | a8 re del nero · a7 pedone del bianco · b6 re del bianco · d6 alfiere del bianco | a8 re del nero · a7 pedone del bianco · b6 re del bianco · d6 alfiere del bianco | a8 re del nero · a7 pedone del bianco · b6 re del bianco · d6 alfiere del bianco | a8 re del nero · a7 pedone del bianco · b6 re del bianco · d6 alfiere del bianco | 4 |
| 3 | a8 re del nero · a7 pedone del bianco · b6 re del bianco · d6 alfiere del bianco | a8 re del nero · a7 pedone del bianco · b6 re del bianco · d6 alfiere del bianco | a8 re del nero · a7 pedone del bianco · b6 re del bianco · d6 alfiere del bianco | a8 re del nero · a7 pedone del bianco · b6 re del bianco · d6 alfiere del bianco | a8 re del nero · a7 pedone del bianco · b6 re del bianco · d6 alfiere del bianco | a8 re del nero · a7 pedone del bianco · b6 re del bianco · d6 alfiere del bianco | a8 re del nero · a7 pedone del bianco · b6 re del bianco · d6 alfiere del bianco | a8 re del nero · a7 pedone del bianco · b6 re del bianco · d6 alfiere del bianco | 3 |
| 2 | a8 re del nero · a7 pedone del bianco · b6 re del bianco · d6 alfiere del bianco | a8 re del nero · a7 pedone del bianco · b6 re del bianco · d6 alfiere del bianco | a8 re del nero · a7 pedone del bianco · b6 re del bianco · d6 alfiere del bianco | a8 re del nero · a7 pedone del bianco · b6 re del bianco · d6 alfiere del bianco | a8 re del nero · a7 pedone del bianco · b6 re del bianco · d6 alfiere del bianco | a8 re del nero · a7 pedone del bianco · b6 re del bianco · d6 alfiere del bianco | a8 re del nero · a7 pedone del bianco · b6 re del bianco · d6 alfiere del bianco | a8 re del nero · a7 pedone del bianco · b6 re del bianco · d6 alfiere del bianco | 2 |
| 1 | a8 re del nero · a7 pedone del bianco · b6 re del bianco · d6 alfiere del bianco | a8 re del nero · a7 pedone del bianco · b6 re del bianco · d6 alfiere del bianco | a8 re del nero · a7 pedone del bianco · b6 re del bianco · d6 alfiere del bianco | a8 re del nero · a7 pedone del bianco · b6 re del bianco · d6 alfiere del bianco | a8 re del nero · a7 pedone del bianco · b6 re del bianco · d6 alfiere del bianco | a8 re del nero · a7 pedone del bianco · b6 re del bianco · d6 alfiere del bianco | a8 re del nero · a7 pedone del bianco · b6 re del bianco · d6 alfiere del bianco | a8 re del nero · a7 pedone del bianco · b6 re del bianco · d6 alfiere del bianco | 1 |
|   | a                                                                                | b                                                                                | c                                                                                | d                                                                                | e                                                                                | f                                                                                | g                                                                                | h                                                                                |   |

Se lo stallo significasse la sconfitta del giocatore che non può muovere, l'esito di alcuni finali sarebbe differente.
In queste situazioni lo stallo può essere forzato dal giocatore in fase di attacco, ma può anche essere a volte un'importante risorsa difensiva.
- Il finale di re e pedone contro re sarebbe sempre vinto (a meno di riuscire a catturare il pedone) dato che, se il pedone non può essere né preso né promosso, il re difendente finisce con il subire lo stallo (diagramma 1).
- Due cavalli e un re possono forzare lo stallo contro un re solo, quindi tale finale non sarebbe più una patta teorica.
- Un pedone in colonna "a" o "h" e un alfiere che muove su case di colore contrario a quella di promozione del pedone diventerebbe una posizione vinta invece che patta perché è possibile forzare lo stallo (diagramma 2).
- Re e torre contro re e alfiere sarebbe un finale vinto, sempre per la possibilità di forzare lo stallo (a differenza di re e torre contro re e cavallo).
- Un re in un angolo della scacchiera potrebbe finire per trovarsi in posizione di stallo causata da un solo alfiere o cavallo, anche se non sarebbe possibile forzare la posizione.
- La manovra difensiva effettuata con il pedone "a", "c", "f" o "h" in settima con il proprio re nei suoi pressi contro la donna non sarebbe più possibile (vedi Finali di donna).

## Esempi teorici
|   | a | b | c | d | e | f | g | h |   |
| 8 | a8 re del nero · d8 cerchio nero · f8 re del nero · d7 cerchio nero · f7 pedone del bianco · b6 re del bianco · c6 cavallo del bianco · d6 cerchio nero · f6 re del bianco · d5 cerchio nero · a4 cerchio nero · b4 cerchio nero · c4 cerchio nero · d4 cerchio nero · e4 cerchio nero · f4 cerchio nero · g4 cerchio nero · h4 cerchio nero · b3 donna del bianco · d3 cerchio nero · f3 re del bianco · h3 donna del bianco · a2 pedone del nero · d2 cerchio nero · a1 re del nero · d1 cerchio nero · g1 re del nero | a8 re del nero · d8 cerchio nero · f8 re del nero · d7 cerchio nero · f7 pedone del bianco · b6 re del bianco · c6 cavallo del bianco · d6 cerchio nero · f6 re del bianco · d5 cerchio nero · a4 cerchio nero · b4 cerchio nero · c4 cerchio nero · d4 cerchio nero · e4 cerchio nero · f4 cerchio nero · g4 cerchio nero · h4 cerchio nero · b3 donna del bianco · d3 cerchio nero · f3 re del bianco · h3 donna del bianco · a2 pedone del nero · d2 cerchio nero · a1 re del nero · d1 cerchio nero · g1 re del nero | a8 re del nero · d8 cerchio nero · f8 re del nero · d7 cerchio nero · f7 pedone del bianco · b6 re del bianco · c6 cavallo del bianco · d6 cerchio nero · f6 re del bianco · d5 cerchio nero · a4 cerchio nero · b4 cerchio nero · c4 cerchio nero · d4 cerchio nero · e4 cerchio nero · f4 cerchio nero · g4 cerchio nero · h4 cerchio nero · b3 donna del bianco · d3 cerchio nero · f3 re del bianco · h3 donna del bianco · a2 pedone del nero · d2 cerchio nero · a1 re del nero · d1 cerchio nero · g1 re del nero | a8 re del nero · d8 cerchio nero · f8 re del nero · d7 cerchio nero · f7 pedone del bianco · b6 re del bianco · c6 cavallo del bianco · d6 cerchio nero · f6 re del bianco · d5 cerchio nero · a4 cerchio nero · b4 cerchio nero · c4 cerchio nero · d4 cerchio nero · e4 cerchio nero · f4 cerchio nero · g4 cerchio nero · h4 cerchio nero · b3 donna del bianco · d3 cerchio nero · f3 re del bianco · h3 donna del bianco · a2 pedone del nero · d2 cerchio nero · a1 re del nero · d1 cerchio nero · g1 re del nero | a8 re del nero · d8 cerchio nero · f8 re del nero · d7 cerchio nero · f7 pedone del bianco · b6 re del bianco · c6 cavallo del bianco · d6 cerchio nero · f6 re del bianco · d5 cerchio nero · a4 cerchio nero · b4 cerchio nero · c4 cerchio nero · d4 cerchio nero · e4 cerchio nero · f4 cerchio nero · g4 cerchio nero · h4 cerchio nero · b3 donna del bianco · d3 cerchio nero · f3 re del bianco · h3 donna del bianco · a2 pedone del nero · d2 cerchio nero · a1 re del nero · d1 cerchio nero · g1 re del nero | a8 re del nero · d8 cerchio nero · f8 re del nero · d7 cerchio nero · f7 pedone del bianco · b6 re del bianco · c6 cavallo del bianco · d6 cerchio nero · f6 re del bianco · d5 cerchio nero · a4 cerchio nero · b4 cerchio nero · c4 cerchio nero · d4 cerchio nero · e4 cerchio nero · f4 cerchio nero · g4 cerchio nero · h4 cerchio nero · b3 donna del bianco · d3 cerchio nero · f3 re del bianco · h3 donna del bianco · a2 pedone del nero · d2 cerchio nero · a1 re del nero · d1 cerchio nero · g1 re del nero | a8 re del nero · d8 cerchio nero · f8 re del nero · d7 cerchio nero · f7 pedone del bianco · b6 re del bianco · c6 cavallo del bianco · d6 cerchio nero · f6 re del bianco · d5 cerchio nero · a4 cerchio nero · b4 cerchio nero · c4 cerchio nero · d4 cerchio nero · e4 cerchio nero · f4 cerchio nero · g4 cerchio nero · h4 cerchio nero · b3 donna del bianco · d3 cerchio nero · f3 re del bianco · h3 donna del bianco · a2 pedone del nero · d2 cerchio nero · a1 re del nero · d1 cerchio nero · g1 re del nero | a8 re del nero · d8 cerchio nero · f8 re del nero · d7 cerchio nero · f7 pedone del bianco · b6 re del bianco · c6 cavallo del bianco · d6 cerchio nero · f6 re del bianco · d5 cerchio nero · a4 cerchio nero · b4 cerchio nero · c4 cerchio nero · d4 cerchio nero · e4 cerchio nero · f4 cerchio nero · g4 cerchio nero · h4 cerchio nero · b3 donna del bianco · d3 cerchio nero · f3 re del bianco · h3 donna del bianco · a2 pedone del nero · d2 cerchio nero · a1 re del nero · d1 cerchio nero · g1 re del nero | 8 |
| 7 | a8 re del nero · d8 cerchio nero · f8 re del nero · d7 cerchio nero · f7 pedone del bianco · b6 re del bianco · c6 cavallo del bianco · d6 cerchio nero · f6 re del bianco · d5 cerchio nero · a4 cerchio nero · b4 cerchio nero · c4 cerchio nero · d4 cerchio nero · e4 cerchio nero · f4 cerchio nero · g4 cerchio nero · h4 cerchio nero · b3 donna del bianco · d3 cerchio nero · f3 re del bianco · h3 donna del bianco · a2 pedone del nero · d2 cerchio nero · a1 re del nero · d1 cerchio nero · g1 re del nero | a8 re del nero · d8 cerchio nero · f8 re del nero · d7 cerchio nero · f7 pedone del bianco · b6 re del bianco · c6 cavallo del bianco · d6 cerchio nero · f6 re del bianco · d5 cerchio nero · a4 cerchio nero · b4 cerchio nero · c4 cerchio nero · d4 cerchio nero · e4 cerchio nero · f4 cerchio nero · g4 cerchio nero · h4 cerchio nero · b3 donna del bianco · d3 cerchio nero · f3 re del bianco · h3 donna del bianco · a2 pedone del nero · d2 cerchio nero · a1 re del nero · d1 cerchio nero · g1 re del nero | a8 re del nero · d8 cerchio nero · f8 re del nero · d7 cerchio nero · f7 pedone del bianco · b6 re del bianco · c6 cavallo del bianco · d6 cerchio nero · f6 re del bianco · d5 cerchio nero · a4 cerchio nero · b4 cerchio nero · c4 cerchio nero · d4 cerchio nero · e4 cerchio nero · f4 cerchio nero · g4 cerchio nero · h4 cerchio nero · b3 donna del bianco · d3 cerchio nero · f3 re del bianco · h3 donna del bianco · a2 pedone del nero · d2 cerchio nero · a1 re del nero · d1 cerchio nero · g1 re del nero | a8 re del nero · d8 cerchio nero · f8 re del nero · d7 cerchio nero · f7 pedone del bianco · b6 re del bianco · c6 cavallo del bianco · d6 cerchio nero · f6 re del bianco · d5 cerchio nero · a4 cerchio nero · b4 cerchio nero · c4 cerchio nero · d4 cerchio nero · e4 cerchio nero · f4 cerchio nero · g4 cerchio nero · h4 cerchio nero · b3 donna del bianco · d3 cerchio nero · f3 re del bianco · h3 donna del bianco · a2 pedone del nero · d2 cerchio nero · a1 re del nero · d1 cerchio nero · g1 re del nero | a8 re del nero · d8 cerchio nero · f8 re del nero · d7 cerchio nero · f7 pedone del bianco · b6 re del bianco · c6 cavallo del bianco · d6 cerchio nero · f6 re del bianco · d5 cerchio nero · a4 cerchio nero · b4 cerchio nero · c4 cerchio nero · d4 cerchio nero · e4 cerchio nero · f4 cerchio nero · g4 cerchio nero · h4 cerchio nero · b3 donna del bianco · d3 cerchio nero · f3 re del bianco · h3 donna del bianco · a2 pedone del nero · d2 cerchio nero · a1 re del nero · d1 cerchio nero · g1 re del nero | a8 re del nero · d8 cerchio nero · f8 re del nero · d7 cerchio nero · f7 pedone del bianco · b6 re del bianco · c6 cavallo del bianco · d6 cerchio nero · f6 re del bianco · d5 cerchio nero · a4 cerchio nero · b4 cerchio nero · c4 cerchio nero · d4 cerchio nero · e4 cerchio nero · f4 cerchio nero · g4 cerchio nero · h4 cerchio nero · b3 donna del bianco · d3 cerchio nero · f3 re del bianco · h3 donna del bianco · a2 pedone del nero · d2 cerchio nero · a1 re del nero · d1 cerchio nero · g1 re del nero | a8 re del nero · d8 cerchio nero · f8 re del nero · d7 cerchio nero · f7 pedone del bianco · b6 re del bianco · c6 cavallo del bianco · d6 cerchio nero · f6 re del bianco · d5 cerchio nero · a4 cerchio nero · b4 cerchio nero · c4 cerchio nero · d4 cerchio nero · e4 cerchio nero · f4 cerchio nero · g4 cerchio nero · h4 cerchio nero · b3 donna del bianco · d3 cerchio nero · f3 re del bianco · h3 donna del bianco · a2 pedone del nero · d2 cerchio nero · a1 re del nero · d1 cerchio nero · g1 re del nero | a8 re del nero · d8 cerchio nero · f8 re del nero · d7 cerchio nero · f7 pedone del bianco · b6 re del bianco · c6 cavallo del bianco · d6 cerchio nero · f6 re del bianco · d5 cerchio nero · a4 cerchio nero · b4 cerchio nero · c4 cerchio nero · d4 cerchio nero · e4 cerchio nero · f4 cerchio nero · g4 cerchio nero · h4 cerchio nero · b3 donna del bianco · d3 cerchio nero · f3 re del bianco · h3 donna del bianco · a2 pedone del nero · d2 cerchio nero · a1 re del nero · d1 cerchio nero · g1 re del nero | 7 |
| 6 | a8 re del nero · d8 cerchio nero · f8 re del nero · d7 cerchio nero · f7 pedone del bianco · b6 re del bianco · c6 cavallo del bianco · d6 cerchio nero · f6 re del bianco · d5 cerchio nero · a4 cerchio nero · b4 cerchio nero · c4 cerchio nero · d4 cerchio nero · e4 cerchio nero · f4 cerchio nero · g4 cerchio nero · h4 cerchio nero · b3 donna del bianco · d3 cerchio nero · f3 re del bianco · h3 donna del bianco · a2 pedone del nero · d2 cerchio nero · a1 re del nero · d1 cerchio nero · g1 re del nero | a8 re del nero · d8 cerchio nero · f8 re del nero · d7 cerchio nero · f7 pedone del bianco · b6 re del bianco · c6 cavallo del bianco · d6 cerchio nero · f6 re del bianco · d5 cerchio nero · a4 cerchio nero · b4 cerchio nero · c4 cerchio nero · d4 cerchio nero · e4 cerchio nero · f4 cerchio nero · g4 cerchio nero · h4 cerchio nero · b3 donna del bianco · d3 cerchio nero · f3 re del bianco · h3 donna del bianco · a2 pedone del nero · d2 cerchio nero · a1 re del nero · d1 cerchio nero · g1 re del nero | a8 re del nero · d8 cerchio nero · f8 re del nero · d7 cerchio nero · f7 pedone del bianco · b6 re del bianco · c6 cavallo del bianco · d6 cerchio nero · f6 re del bianco · d5 cerchio nero · a4 cerchio nero · b4 cerchio nero · c4 cerchio nero · d4 cerchio nero · e4 cerchio nero · f4 cerchio nero · g4 cerchio nero · h4 cerchio nero · b3 donna del bianco · d3 cerchio nero · f3 re del bianco · h3 donna del bianco · a2 pedone del nero · d2 cerchio nero · a1 re del nero · d1 cerchio nero · g1 re del nero | a8 re del nero · d8 cerchio nero · f8 re del nero · d7 cerchio nero · f7 pedone del bianco · b6 re del bianco · c6 cavallo del bianco · d6 cerchio nero · f6 re del bianco · d5 cerchio nero · a4 cerchio nero · b4 cerchio nero · c4 cerchio nero · d4 cerchio nero · e4 cerchio nero · f4 cerchio nero · g4 cerchio nero · h4 cerchio nero · b3 donna del bianco · d3 cerchio nero · f3 re del bianco · h3 donna del bianco · a2 pedone del nero · d2 cerchio nero · a1 re del nero · d1 cerchio nero · g1 re del nero | a8 re del nero · d8 cerchio nero · f8 re del nero · d7 cerchio nero · f7 pedone del bianco · b6 re del bianco · c6 cavallo del bianco · d6 cerchio nero · f6 re del bianco · d5 cerchio nero · a4 cerchio nero · b4 cerchio nero · c4 cerchio nero · d4 cerchio nero · e4 cerchio nero · f4 cerchio nero · g4 cerchio nero · h4 cerchio nero · b3 donna del bianco · d3 cerchio nero · f3 re del bianco · h3 donna del bianco · a2 pedone del nero · d2 cerchio nero · a1 re del nero · d1 cerchio nero · g1 re del nero | a8 re del nero · d8 cerchio nero · f8 re del nero · d7 cerchio nero · f7 pedone del bianco · b6 re del bianco · c6 cavallo del bianco · d6 cerchio nero · f6 re del bianco · d5 cerchio nero · a4 cerchio nero · b4 cerchio nero · c4 cerchio nero · d4 cerchio nero · e4 cerchio nero · f4 cerchio nero · g4 cerchio nero · h4 cerchio nero · b3 donna del bianco · d3 cerchio nero · f3 re del bianco · h3 donna del bianco · a2 pedone del nero · d2 cerchio nero · a1 re del nero · d1 cerchio nero · g1 re del nero | a8 re del nero · d8 cerchio nero · f8 re del nero · d7 cerchio nero · f7 pedone del bianco · b6 re del bianco · c6 cavallo del bianco · d6 cerchio nero · f6 re del bianco · d5 cerchio nero · a4 cerchio nero · b4 cerchio nero · c4 cerchio nero · d4 cerchio nero · e4 cerchio nero · f4 cerchio nero · g4 cerchio nero · h4 cerchio nero · b3 donna del bianco · d3 cerchio nero · f3 re del bianco · h3 donna del bianco · a2 pedone del nero · d2 cerchio nero · a1 re del nero · d1 cerchio nero · g1 re del nero | a8 re del nero · d8 cerchio nero · f8 re del nero · d7 cerchio nero · f7 pedone del bianco · b6 re del bianco · c6 cavallo del bianco · d6 cerchio nero · f6 re del bianco · d5 cerchio nero · a4 cerchio nero · b4 cerchio nero · c4 cerchio nero · d4 cerchio nero · e4 cerchio nero · f4 cerchio nero · g4 cerchio nero · h4 cerchio nero · b3 donna del bianco · d3 cerchio nero · f3 re del bianco · h3 donna del bianco · a2 pedone del nero · d2 cerchio nero · a1 re del nero · d1 cerchio nero · g1 re del nero | 6 |
| 5 | a8 re del nero · d8 cerchio nero · f8 re del nero · d7 cerchio nero · f7 pedone del bianco · b6 re del bianco · c6 cavallo del bianco · d6 cerchio nero · f6 re del bianco · d5 cerchio nero · a4 cerchio nero · b4 cerchio nero · c4 cerchio nero · d4 cerchio nero · e4 cerchio nero · f4 cerchio nero · g4 cerchio nero · h4 cerchio nero · b3 donna del bianco · d3 cerchio nero · f3 re del bianco · h3 donna del bianco · a2 pedone del nero · d2 cerchio nero · a1 re del nero · d1 cerchio nero · g1 re del nero | a8 re del nero · d8 cerchio nero · f8 re del nero · d7 cerchio nero · f7 pedone del bianco · b6 re del bianco · c6 cavallo del bianco · d6 cerchio nero · f6 re del bianco · d5 cerchio nero · a4 cerchio nero · b4 cerchio nero · c4 cerchio nero · d4 cerchio nero · e4 cerchio nero · f4 cerchio nero · g4 cerchio nero · h4 cerchio nero · b3 donna del bianco · d3 cerchio nero · f3 re del bianco · h3 donna del bianco · a2 pedone del nero · d2 cerchio nero · a1 re del nero · d1 cerchio nero · g1 re del nero | a8 re del nero · d8 cerchio nero · f8 re del nero · d7 cerchio nero · f7 pedone del bianco · b6 re del bianco · c6 cavallo del bianco · d6 cerchio nero · f6 re del bianco · d5 cerchio nero · a4 cerchio nero · b4 cerchio nero · c4 cerchio nero · d4 cerchio nero · e4 cerchio nero · f4 cerchio nero · g4 cerchio nero · h4 cerchio nero · b3 donna del bianco · d3 cerchio nero · f3 re del bianco · h3 donna del bianco · a2 pedone del nero · d2 cerchio nero · a1 re del nero · d1 cerchio nero · g1 re del nero | a8 re del nero · d8 cerchio nero · f8 re del nero · d7 cerchio nero · f7 pedone del bianco · b6 re del bianco · c6 cavallo del bianco · d6 cerchio nero · f6 re del bianco · d5 cerchio nero · a4 cerchio nero · b4 cerchio nero · c4 cerchio nero · d4 cerchio nero · e4 cerchio nero · f4 cerchio nero · g4 cerchio nero · h4 cerchio nero · b3 donna del bianco · d3 cerchio nero · f3 re del bianco · h3 donna del bianco · a2 pedone del nero · d2 cerchio nero · a1 re del nero · d1 cerchio nero · g1 re del nero | a8 re del nero · d8 cerchio nero · f8 re del nero · d7 cerchio nero · f7 pedone del bianco · b6 re del bianco · c6 cavallo del bianco · d6 cerchio nero · f6 re del bianco · d5 cerchio nero · a4 cerchio nero · b4 cerchio nero · c4 cerchio nero · d4 cerchio nero · e4 cerchio nero · f4 cerchio nero · g4 cerchio nero · h4 cerchio nero · b3 donna del bianco · d3 cerchio nero · f3 re del bianco · h3 donna del bianco · a2 pedone del nero · d2 cerchio nero · a1 re del nero · d1 cerchio nero · g1 re del nero | a8 re del nero · d8 cerchio nero · f8 re del nero · d7 cerchio nero · f7 pedone del bianco · b6 re del bianco · c6 cavallo del bianco · d6 cerchio nero · f6 re del bianco · d5 cerchio nero · a4 cerchio nero · b4 cerchio nero · c4 cerchio nero · d4 cerchio nero · e4 cerchio nero · f4 cerchio nero · g4 cerchio nero · h4 cerchio nero · b3 donna del bianco · d3 cerchio nero · f3 re del bianco · h3 donna del bianco · a2 pedone del nero · d2 cerchio nero · a1 re del nero · d1 cerchio nero · g1 re del nero | a8 re del nero · d8 cerchio nero · f8 re del nero · d7 cerchio nero · f7 pedone del bianco · b6 re del bianco · c6 cavallo del bianco · d6 cerchio nero · f6 re del bianco · d5 cerchio nero · a4 cerchio nero · b4 cerchio nero · c4 cerchio nero · d4 cerchio nero · e4 cerchio nero · f4 cerchio nero · g4 cerchio nero · h4 cerchio nero · b3 donna del bianco · d3 cerchio nero · f3 re del bianco · h3 donna del bianco · a2 pedone del nero · d2 cerchio nero · a1 re del nero · d1 cerchio nero · g1 re del nero | a8 re del nero · d8 cerchio nero · f8 re del nero · d7 cerchio nero · f7 pedone del bianco · b6 re del bianco · c6 cavallo del bianco · d6 cerchio nero · f6 re del bianco · d5 cerchio nero · a4 cerchio nero · b4 cerchio nero · c4 cerchio nero · d4 cerchio nero · e4 cerchio nero · f4 cerchio nero · g4 cerchio nero · h4 cerchio nero · b3 donna del bianco · d3 cerchio nero · f3 re del bianco · h3 donna del bianco · a2 pedone del nero · d2 cerchio nero · a1 re del nero · d1 cerchio nero · g1 re del nero | 5 |
| 4 | a8 re del nero · d8 cerchio nero · f8 re del nero · d7 cerchio nero · f7 pedone del bianco · b6 re del bianco · c6 cavallo del bianco · d6 cerchio nero · f6 re del bianco · d5 cerchio nero · a4 cerchio nero · b4 cerchio nero · c4 cerchio nero · d4 cerchio nero · e4 cerchio nero · f4 cerchio nero · g4 cerchio nero · h4 cerchio nero · b3 donna del bianco · d3 cerchio nero · f3 re del bianco · h3 donna del bianco · a2 pedone del nero · d2 cerchio nero · a1 re del nero · d1 cerchio nero · g1 re del nero | a8 re del nero · d8 cerchio nero · f8 re del nero · d7 cerchio nero · f7 pedone del bianco · b6 re del bianco · c6 cavallo del bianco · d6 cerchio nero · f6 re del bianco · d5 cerchio nero · a4 cerchio nero · b4 cerchio nero · c4 cerchio nero · d4 cerchio nero · e4 cerchio nero · f4 cerchio nero · g4 cerchio nero · h4 cerchio nero · b3 donna del bianco · d3 cerchio nero · f3 re del bianco · h3 donna del bianco · a2 pedone del nero · d2 cerchio nero · a1 re del nero · d1 cerchio nero · g1 re del nero | a8 re del nero · d8 cerchio nero · f8 re del nero · d7 cerchio nero · f7 pedone del bianco · b6 re del bianco · c6 cavallo del bianco · d6 cerchio nero · f6 re del bianco · d5 cerchio nero · a4 cerchio nero · b4 cerchio nero · c4 cerchio nero · d4 cerchio nero · e4 cerchio nero · f4 cerchio nero · g4 cerchio nero · h4 cerchio nero · b3 donna del bianco · d3 cerchio nero · f3 re del bianco · h3 donna del bianco · a2 pedone del nero · d2 cerchio nero · a1 re del nero · d1 cerchio nero · g1 re del nero | a8 re del nero · d8 cerchio nero · f8 re del nero · d7 cerchio nero · f7 pedone del bianco · b6 re del bianco · c6 cavallo del bianco · d6 cerchio nero · f6 re del bianco · d5 cerchio nero · a4 cerchio nero · b4 cerchio nero · c4 cerchio nero · d4 cerchio nero · e4 cerchio nero · f4 cerchio nero · g4 cerchio nero · h4 cerchio nero · b3 donna del bianco · d3 cerchio nero · f3 re del bianco · h3 donna del bianco · a2 pedone del nero · d2 cerchio nero · a1 re del nero · d1 cerchio nero · g1 re del nero | a8 re del nero · d8 cerchio nero · f8 re del nero · d7 cerchio nero · f7 pedone del bianco · b6 re del bianco · c6 cavallo del bianco · d6 cerchio nero · f6 re del bianco · d5 cerchio nero · a4 cerchio nero · b4 cerchio nero · c4 cerchio nero · d4 cerchio nero · e4 cerchio nero · f4 cerchio nero · g4 cerchio nero · h4 cerchio nero · b3 donna del bianco · d3 cerchio nero · f3 re del bianco · h3 donna del bianco · a2 pedone del nero · d2 cerchio nero · a1 re del nero · d1 cerchio nero · g1 re del nero | a8 re del nero · d8 cerchio nero · f8 re del nero · d7 cerchio nero · f7 pedone del bianco · b6 re del bianco · c6 cavallo del bianco · d6 cerchio nero · f6 re del bianco · d5 cerchio nero · a4 cerchio nero · b4 cerchio nero · c4 cerchio nero · d4 cerchio nero · e4 cerchio nero · f4 cerchio nero · g4 cerchio nero · h4 cerchio nero · b3 donna del bianco · d3 cerchio nero · f3 re del bianco · h3 donna del bianco · a2 pedone del nero · d2 cerchio nero · a1 re del nero · d1 cerchio nero · g1 re del nero | a8 re del nero · d8 cerchio nero · f8 re del nero · d7 cerchio nero · f7 pedone del bianco · b6 re del bianco · c6 cavallo del bianco · d6 cerchio nero · f6 re del bianco · d5 cerchio nero · a4 cerchio nero · b4 cerchio nero · c4 cerchio nero · d4 cerchio nero · e4 cerchio nero · f4 cerchio nero · g4 cerchio nero · h4 cerchio nero · b3 donna del bianco · d3 cerchio nero · f3 re del bianco · h3 donna del bianco · a2 pedone del nero · d2 cerchio nero · a1 re del nero · d1 cerchio nero · g1 re del nero | a8 re del nero · d8 cerchio nero · f8 re del nero · d7 cerchio nero · f7 pedone del bianco · b6 re del bianco · c6 cavallo del bianco · d6 cerchio nero · f6 re del bianco · d5 cerchio nero · a4 cerchio nero · b4 cerchio nero · c4 cerchio nero · d4 cerchio nero · e4 cerchio nero · f4 cerchio nero · g4 cerchio nero · h4 cerchio nero · b3 donna del bianco · d3 cerchio nero · f3 re del bianco · h3 donna del bianco · a2 pedone del nero · d2 cerchio nero · a1 re del nero · d1 cerchio nero · g1 re del nero | 4 |
| 3 | a8 re del nero · d8 cerchio nero · f8 re del nero · d7 cerchio nero · f7 pedone del bianco · b6 re del bianco · c6 cavallo del bianco · d6 cerchio nero · f6 re del bianco · d5 cerchio nero · a4 cerchio nero · b4 cerchio nero · c4 cerchio nero · d4 cerchio nero · e4 cerchio nero · f4 cerchio nero · g4 cerchio nero · h4 cerchio nero · b3 donna del bianco · d3 cerchio nero · f3 re del bianco · h3 donna del bianco · a2 pedone del nero · d2 cerchio nero · a1 re del nero · d1 cerchio nero · g1 re del nero | a8 re del nero · d8 cerchio nero · f8 re del nero · d7 cerchio nero · f7 pedone del bianco · b6 re del bianco · c6 cavallo del bianco · d6 cerchio nero · f6 re del bianco · d5 cerchio nero · a4 cerchio nero · b4 cerchio nero · c4 cerchio nero · d4 cerchio nero · e4 cerchio nero · f4 cerchio nero · g4 cerchio nero · h4 cerchio nero · b3 donna del bianco · d3 cerchio nero · f3 re del bianco · h3 donna del bianco · a2 pedone del nero · d2 cerchio nero · a1 re del nero · d1 cerchio nero · g1 re del nero | a8 re del nero · d8 cerchio nero · f8 re del nero · d7 cerchio nero · f7 pedone del bianco · b6 re del bianco · c6 cavallo del bianco · d6 cerchio nero · f6 re del bianco · d5 cerchio nero · a4 cerchio nero · b4 cerchio nero · c4 cerchio nero · d4 cerchio nero · e4 cerchio nero · f4 cerchio nero · g4 cerchio nero · h4 cerchio nero · b3 donna del bianco · d3 cerchio nero · f3 re del bianco · h3 donna del bianco · a2 pedone del nero · d2 cerchio nero · a1 re del nero · d1 cerchio nero · g1 re del nero | a8 re del nero · d8 cerchio nero · f8 re del nero · d7 cerchio nero · f7 pedone del bianco · b6 re del bianco · c6 cavallo del bianco · d6 cerchio nero · f6 re del bianco · d5 cerchio nero · a4 cerchio nero · b4 cerchio nero · c4 cerchio nero · d4 cerchio nero · e4 cerchio nero · f4 cerchio nero · g4 cerchio nero · h4 cerchio nero · b3 donna del bianco · d3 cerchio nero · f3 re del bianco · h3 donna del bianco · a2 pedone del nero · d2 cerchio nero · a1 re del nero · d1 cerchio nero · g1 re del nero | a8 re del nero · d8 cerchio nero · f8 re del nero · d7 cerchio nero · f7 pedone del bianco · b6 re del bianco · c6 cavallo del bianco · d6 cerchio nero · f6 re del bianco · d5 cerchio nero · a4 cerchio nero · b4 cerchio nero · c4 cerchio nero · d4 cerchio nero · e4 cerchio nero · f4 cerchio nero · g4 cerchio nero · h4 cerchio nero · b3 donna del bianco · d3 cerchio nero · f3 re del bianco · h3 donna del bianco · a2 pedone del nero · d2 cerchio nero · a1 re del nero · d1 cerchio nero · g1 re del nero | a8 re del nero · d8 cerchio nero · f8 re del nero · d7 cerchio nero · f7 pedone del bianco · b6 re del bianco · c6 cavallo del bianco · d6 cerchio nero · f6 re del bianco · d5 cerchio nero · a4 cerchio nero · b4 cerchio nero · c4 cerchio nero · d4 cerchio nero · e4 cerchio nero · f4 cerchio nero · g4 cerchio nero · h4 cerchio nero · b3 donna del bianco · d3 cerchio nero · f3 re del bianco · h3 donna del bianco · a2 pedone del nero · d2 cerchio nero · a1 re del nero · d1 cerchio nero · g1 re del nero | a8 re del nero · d8 cerchio nero · f8 re del nero · d7 cerchio nero · f7 pedone del bianco · b6 re del bianco · c6 cavallo del bianco · d6 cerchio nero · f6 re del bianco · d5 cerchio nero · a4 cerchio nero · b4 cerchio nero · c4 cerchio nero · d4 cerchio nero · e4 cerchio nero · f4 cerchio nero · g4 cerchio nero · h4 cerchio nero · b3 donna del bianco · d3 cerchio nero · f3 re del bianco · h3 donna del bianco · a2 pedone del nero · d2 cerchio nero · a1 re del nero · d1 cerchio nero · g1 re del nero | a8 re del nero · d8 cerchio nero · f8 re del nero · d7 cerchio nero · f7 pedone del bianco · b6 re del bianco · c6 cavallo del bianco · d6 cerchio nero · f6 re del bianco · d5 cerchio nero · a4 cerchio nero · b4 cerchio nero · c4 cerchio nero · d4 cerchio nero · e4 cerchio nero · f4 cerchio nero · g4 cerchio nero · h4 cerchio nero · b3 donna del bianco · d3 cerchio nero · f3 re del bianco · h3 donna del bianco · a2 pedone del nero · d2 cerchio nero · a1 re del nero · d1 cerchio nero · g1 re del nero | 3 |
| 2 | a8 re del nero · d8 cerchio nero · f8 re del nero · d7 cerchio nero · f7 pedone del bianco · b6 re del bianco · c6 cavallo del bianco · d6 cerchio nero · f6 re del bianco · d5 cerchio nero · a4 cerchio nero · b4 cerchio nero · c4 cerchio nero · d4 cerchio nero · e4 cerchio nero · f4 cerchio nero · g4 cerchio nero · h4 cerchio nero · b3 donna del bianco · d3 cerchio nero · f3 re del bianco · h3 donna del bianco · a2 pedone del nero · d2 cerchio nero · a1 re del nero · d1 cerchio nero · g1 re del nero | a8 re del nero · d8 cerchio nero · f8 re del nero · d7 cerchio nero · f7 pedone del bianco · b6 re del bianco · c6 cavallo del bianco · d6 cerchio nero · f6 re del bianco · d5 cerchio nero · a4 cerchio nero · b4 cerchio nero · c4 cerchio nero · d4 cerchio nero · e4 cerchio nero · f4 cerchio nero · g4 cerchio nero · h4 cerchio nero · b3 donna del bianco · d3 cerchio nero · f3 re del bianco · h3 donna del bianco · a2 pedone del nero · d2 cerchio nero · a1 re del nero · d1 cerchio nero · g1 re del nero | a8 re del nero · d8 cerchio nero · f8 re del nero · d7 cerchio nero · f7 pedone del bianco · b6 re del bianco · c6 cavallo del bianco · d6 cerchio nero · f6 re del bianco · d5 cerchio nero · a4 cerchio nero · b4 cerchio nero · c4 cerchio nero · d4 cerchio nero · e4 cerchio nero · f4 cerchio nero · g4 cerchio nero · h4 cerchio nero · b3 donna del bianco · d3 cerchio nero · f3 re del bianco · h3 donna del bianco · a2 pedone del nero · d2 cerchio nero · a1 re del nero · d1 cerchio nero · g1 re del nero | a8 re del nero · d8 cerchio nero · f8 re del nero · d7 cerchio nero · f7 pedone del bianco · b6 re del bianco · c6 cavallo del bianco · d6 cerchio nero · f6 re del bianco · d5 cerchio nero · a4 cerchio nero · b4 cerchio nero · c4 cerchio nero · d4 cerchio nero · e4 cerchio nero · f4 cerchio nero · g4 cerchio nero · h4 cerchio nero · b3 donna del bianco · d3 cerchio nero · f3 re del bianco · h3 donna del bianco · a2 pedone del nero · d2 cerchio nero · a1 re del nero · d1 cerchio nero · g1 re del nero | a8 re del nero · d8 cerchio nero · f8 re del nero · d7 cerchio nero · f7 pedone del bianco · b6 re del bianco · c6 cavallo del bianco · d6 cerchio nero · f6 re del bianco · d5 cerchio nero · a4 cerchio nero · b4 cerchio nero · c4 cerchio nero · d4 cerchio nero · e4 cerchio nero · f4 cerchio nero · g4 cerchio nero · h4 cerchio nero · b3 donna del bianco · d3 cerchio nero · f3 re del bianco · h3 donna del bianco · a2 pedone del nero · d2 cerchio nero · a1 re del nero · d1 cerchio nero · g1 re del nero | a8 re del nero · d8 cerchio nero · f8 re del nero · d7 cerchio nero · f7 pedone del bianco · b6 re del bianco · c6 cavallo del bianco · d6 cerchio nero · f6 re del bianco · d5 cerchio nero · a4 cerchio nero · b4 cerchio nero · c4 cerchio nero · d4 cerchio nero · e4 cerchio nero · f4 cerchio nero · g4 cerchio nero · h4 cerchio nero · b3 donna del bianco · d3 cerchio nero · f3 re del bianco · h3 donna del bianco · a2 pedone del nero · d2 cerchio nero · a1 re del nero · d1 cerchio nero · g1 re del nero | a8 re del nero · d8 cerchio nero · f8 re del nero · d7 cerchio nero · f7 pedone del bianco · b6 re del bianco · c6 cavallo del bianco · d6 cerchio nero · f6 re del bianco · d5 cerchio nero · a4 cerchio nero · b4 cerchio nero · c4 cerchio nero · d4 cerchio nero · e4 cerchio nero · f4 cerchio nero · g4 cerchio nero · h4 cerchio nero · b3 donna del bianco · d3 cerchio nero · f3 re del bianco · h3 donna del bianco · a2 pedone del nero · d2 cerchio nero · a1 re del nero · d1 cerchio nero · g1 re del nero | a8 re del nero · d8 cerchio nero · f8 re del nero · d7 cerchio nero · f7 pedone del bianco · b6 re del bianco · c6 cavallo del bianco · d6 cerchio nero · f6 re del bianco · d5 cerchio nero · a4 cerchio nero · b4 cerchio nero · c4 cerchio nero · d4 cerchio nero · e4 cerchio nero · f4 cerchio nero · g4 cerchio nero · h4 cerchio nero · b3 donna del bianco · d3 cerchio nero · f3 re del bianco · h3 donna del bianco · a2 pedone del nero · d2 cerchio nero · a1 re del nero · d1 cerchio nero · g1 re del nero | 2 |
| 1 | a8 re del nero · d8 cerchio nero · f8 re del nero · d7 cerchio nero · f7 pedone del bianco · b6 re del bianco · c6 cavallo del bianco · d6 cerchio nero · f6 re del bianco · d5 cerchio nero · a4 cerchio nero · b4 cerchio nero · c4 cerchio nero · d4 cerchio nero · e4 cerchio nero · f4 cerchio nero · g4 cerchio nero · h4 cerchio nero · b3 donna del bianco · d3 cerchio nero · f3 re del bianco · h3 donna del bianco · a2 pedone del nero · d2 cerchio nero · a1 re del nero · d1 cerchio nero · g1 re del nero | a8 re del nero · d8 cerchio nero · f8 re del nero · d7 cerchio nero · f7 pedone del bianco · b6 re del bianco · c6 cavallo del bianco · d6 cerchio nero · f6 re del bianco · d5 cerchio nero · a4 cerchio nero · b4 cerchio nero · c4 cerchio nero · d4 cerchio nero · e4 cerchio nero · f4 cerchio nero · g4 cerchio nero · h4 cerchio nero · b3 donna del bianco · d3 cerchio nero · f3 re del bianco · h3 donna del bianco · a2 pedone del nero · d2 cerchio nero · a1 re del nero · d1 cerchio nero · g1 re del nero | a8 re del nero · d8 cerchio nero · f8 re del nero · d7 cerchio nero · f7 pedone del bianco · b6 re del bianco · c6 cavallo del bianco · d6 cerchio nero · f6 re del bianco · d5 cerchio nero · a4 cerchio nero · b4 cerchio nero · c4 cerchio nero · d4 cerchio nero · e4 cerchio nero · f4 cerchio nero · g4 cerchio nero · h4 cerchio nero · b3 donna del bianco · d3 cerchio nero · f3 re del bianco · h3 donna del bianco · a2 pedone del nero · d2 cerchio nero · a1 re del nero · d1 cerchio nero · g1 re del nero | a8 re del nero · d8 cerchio nero · f8 re del nero · d7 cerchio nero · f7 pedone del bianco · b6 re del bianco · c6 cavallo del bianco · d6 cerchio nero · f6 re del bianco · d5 cerchio nero · a4 cerchio nero · b4 cerchio nero · c4 cerchio nero · d4 cerchio nero · e4 cerchio nero · f4 cerchio nero · g4 cerchio nero · h4 cerchio nero · b3 donna del bianco · d3 cerchio nero · f3 re del bianco · h3 donna del bianco · a2 pedone del nero · d2 cerchio nero · a1 re del nero · d1 cerchio nero · g1 re del nero | a8 re del nero · d8 cerchio nero · f8 re del nero · d7 cerchio nero · f7 pedone del bianco · b6 re del bianco · c6 cavallo del bianco · d6 cerchio nero · f6 re del bianco · d5 cerchio nero · a4 cerchio nero · b4 cerchio nero · c4 cerchio nero · d4 cerchio nero · e4 cerchio nero · f4 cerchio nero · g4 cerchio nero · h4 cerchio nero · b3 donna del bianco · d3 cerchio nero · f3 re del bianco · h3 donna del bianco · a2 pedone del nero · d2 cerchio nero · a1 re del nero · d1 cerchio nero · g1 re del nero | a8 re del nero · d8 cerchio nero · f8 re del nero · d7 cerchio nero · f7 pedone del bianco · b6 re del bianco · c6 cavallo del bianco · d6 cerchio nero · f6 re del bianco · d5 cerchio nero · a4 cerchio nero · b4 cerchio nero · c4 cerchio nero · d4 cerchio nero · e4 cerchio nero · f4 cerchio nero · g4 cerchio nero · h4 cerchio nero · b3 donna del bianco · d3 cerchio nero · f3 re del bianco · h3 donna del bianco · a2 pedone del nero · d2 cerchio nero · a1 re del nero · d1 cerchio nero · g1 re del nero | a8 re del nero · d8 cerchio nero · f8 re del nero · d7 cerchio nero · f7 pedone del bianco · b6 re del bianco · c6 cavallo del bianco · d6 cerchio nero · f6 re del bianco · d5 cerchio nero · a4 cerchio nero · b4 cerchio nero · c4 cerchio nero · d4 cerchio nero · e4 cerchio nero · f4 cerchio nero · g4 cerchio nero · h4 cerchio nero · b3 donna del bianco · d3 cerchio nero · f3 re del bianco · h3 donna del bianco · a2 pedone del nero · d2 cerchio nero · a1 re del nero · d1 cerchio nero · g1 re del nero | a8 re del nero · d8 cerchio nero · f8 re del nero · d7 cerchio nero · f7 pedone del bianco · b6 re del bianco · c6 cavallo del bianco · d6 cerchio nero · f6 re del bianco · d5 cerchio nero · a4 cerchio nero · b4 cerchio nero · c4 cerchio nero · d4 cerchio nero · e4 cerchio nero · f4 cerchio nero · g4 cerchio nero · h4 cerchio nero · b3 donna del bianco · d3 cerchio nero · f3 re del bianco · h3 donna del bianco · a2 pedone del nero · d2 cerchio nero · a1 re del nero · d1 cerchio nero · g1 re del nero | 1 |
|   | a | b | c | d | e | f | g | h |   |

Con la mossa al Nero, il re nero è in stallo in ciascuna delle quattro posizioni illustrate nel diagramma a destra. Lo stallo è un fattore da tenere bene in considerazione nell'analisi dei finali. La situazione della parte superiore a destra del diagramma è spesso considerata nella teoria del finale di re e pedone contro re.
La posizione nel settore inferiore a sinistra è un esempio di pedone che pareggia contro una Donna. Stalli di questo tipo possono salvare un giocatore da una posizione apparentemente senza speranza nei finali di donna. In tale posizione, anche con la mossa al Bianco, non c'è modo di evitare lo stallo senza consentire la promozione del pedone.

## Esempi in partita
In partita si sono verificati molti esempi di stallo verificatisi sia con pochi che molti pezzi in gioco.

### Anand-Kramnik
|   | a | b | c | d | e | f | g | h |   |
| 8 | g7 pedone del nero · f6 pedone del nero · f5 pedone del bianco · h5 re del bianco · e4 re del nero · h4 pedone del bianco | g7 pedone del nero · f6 pedone del nero · f5 pedone del bianco · h5 re del bianco · e4 re del nero · h4 pedone del bianco | g7 pedone del nero · f6 pedone del nero · f5 pedone del bianco · h5 re del bianco · e4 re del nero · h4 pedone del bianco | g7 pedone del nero · f6 pedone del nero · f5 pedone del bianco · h5 re del bianco · e4 re del nero · h4 pedone del bianco | g7 pedone del nero · f6 pedone del nero · f5 pedone del bianco · h5 re del bianco · e4 re del nero · h4 pedone del bianco | g7 pedone del nero · f6 pedone del nero · f5 pedone del bianco · h5 re del bianco · e4 re del nero · h4 pedone del bianco | g7 pedone del nero · f6 pedone del nero · f5 pedone del bianco · h5 re del bianco · e4 re del nero · h4 pedone del bianco | g7 pedone del nero · f6 pedone del nero · f5 pedone del bianco · h5 re del bianco · e4 re del nero · h4 pedone del bianco | 8 |
| 7 | g7 pedone del nero · f6 pedone del nero · f5 pedone del bianco · h5 re del bianco · e4 re del nero · h4 pedone del bianco | g7 pedone del nero · f6 pedone del nero · f5 pedone del bianco · h5 re del bianco · e4 re del nero · h4 pedone del bianco | g7 pedone del nero · f6 pedone del nero · f5 pedone del bianco · h5 re del bianco · e4 re del nero · h4 pedone del bianco | g7 pedone del nero · f6 pedone del nero · f5 pedone del bianco · h5 re del bianco · e4 re del nero · h4 pedone del bianco | g7 pedone del nero · f6 pedone del nero · f5 pedone del bianco · h5 re del bianco · e4 re del nero · h4 pedone del bianco | g7 pedone del nero · f6 pedone del nero · f5 pedone del bianco · h5 re del bianco · e4 re del nero · h4 pedone del bianco | g7 pedone del nero · f6 pedone del nero · f5 pedone del bianco · h5 re del bianco · e4 re del nero · h4 pedone del bianco | g7 pedone del nero · f6 pedone del nero · f5 pedone del bianco · h5 re del bianco · e4 re del nero · h4 pedone del bianco | 7 |
| 6 | g7 pedone del nero · f6 pedone del nero · f5 pedone del bianco · h5 re del bianco · e4 re del nero · h4 pedone del bianco | g7 pedone del nero · f6 pedone del nero · f5 pedone del bianco · h5 re del bianco · e4 re del nero · h4 pedone del bianco | g7 pedone del nero · f6 pedone del nero · f5 pedone del bianco · h5 re del bianco · e4 re del nero · h4 pedone del bianco | g7 pedone del nero · f6 pedone del nero · f5 pedone del bianco · h5 re del bianco · e4 re del nero · h4 pedone del bianco | g7 pedone del nero · f6 pedone del nero · f5 pedone del bianco · h5 re del bianco · e4 re del nero · h4 pedone del bianco | g7 pedone del nero · f6 pedone del nero · f5 pedone del bianco · h5 re del bianco · e4 re del nero · h4 pedone del bianco | g7 pedone del nero · f6 pedone del nero · f5 pedone del bianco · h5 re del bianco · e4 re del nero · h4 pedone del bianco | g7 pedone del nero · f6 pedone del nero · f5 pedone del bianco · h5 re del bianco · e4 re del nero · h4 pedone del bianco | 6 |
| 5 | g7 pedone del nero · f6 pedone del nero · f5 pedone del bianco · h5 re del bianco · e4 re del nero · h4 pedone del bianco | g7 pedone del nero · f6 pedone del nero · f5 pedone del bianco · h5 re del bianco · e4 re del nero · h4 pedone del bianco | g7 pedone del nero · f6 pedone del nero · f5 pedone del bianco · h5 re del bianco · e4 re del nero · h4 pedone del bianco | g7 pedone del nero · f6 pedone del nero · f5 pedone del bianco · h5 re del bianco · e4 re del nero · h4 pedone del bianco | g7 pedone del nero · f6 pedone del nero · f5 pedone del bianco · h5 re del bianco · e4 re del nero · h4 pedone del bianco | g7 pedone del nero · f6 pedone del nero · f5 pedone del bianco · h5 re del bianco · e4 re del nero · h4 pedone del bianco | g7 pedone del nero · f6 pedone del nero · f5 pedone del bianco · h5 re del bianco · e4 re del nero · h4 pedone del bianco | g7 pedone del nero · f6 pedone del nero · f5 pedone del bianco · h5 re del bianco · e4 re del nero · h4 pedone del bianco | 5 |
| 4 | g7 pedone del nero · f6 pedone del nero · f5 pedone del bianco · h5 re del bianco · e4 re del nero · h4 pedone del bianco | g7 pedone del nero · f6 pedone del nero · f5 pedone del bianco · h5 re del bianco · e4 re del nero · h4 pedone del bianco | g7 pedone del nero · f6 pedone del nero · f5 pedone del bianco · h5 re del bianco · e4 re del nero · h4 pedone del bianco | g7 pedone del nero · f6 pedone del nero · f5 pedone del bianco · h5 re del bianco · e4 re del nero · h4 pedone del bianco | g7 pedone del nero · f6 pedone del nero · f5 pedone del bianco · h5 re del bianco · e4 re del nero · h4 pedone del bianco | g7 pedone del nero · f6 pedone del nero · f5 pedone del bianco · h5 re del bianco · e4 re del nero · h4 pedone del bianco | g7 pedone del nero · f6 pedone del nero · f5 pedone del bianco · h5 re del bianco · e4 re del nero · h4 pedone del bianco | g7 pedone del nero · f6 pedone del nero · f5 pedone del bianco · h5 re del bianco · e4 re del nero · h4 pedone del bianco | 4 |
| 3 | g7 pedone del nero · f6 pedone del nero · f5 pedone del bianco · h5 re del bianco · e4 re del nero · h4 pedone del bianco | g7 pedone del nero · f6 pedone del nero · f5 pedone del bianco · h5 re del bianco · e4 re del nero · h4 pedone del bianco | g7 pedone del nero · f6 pedone del nero · f5 pedone del bianco · h5 re del bianco · e4 re del nero · h4 pedone del bianco | g7 pedone del nero · f6 pedone del nero · f5 pedone del bianco · h5 re del bianco · e4 re del nero · h4 pedone del bianco | g7 pedone del nero · f6 pedone del nero · f5 pedone del bianco · h5 re del bianco · e4 re del nero · h4 pedone del bianco | g7 pedone del nero · f6 pedone del nero · f5 pedone del bianco · h5 re del bianco · e4 re del nero · h4 pedone del bianco | g7 pedone del nero · f6 pedone del nero · f5 pedone del bianco · h5 re del bianco · e4 re del nero · h4 pedone del bianco | g7 pedone del nero · f6 pedone del nero · f5 pedone del bianco · h5 re del bianco · e4 re del nero · h4 pedone del bianco | 3 |
| 2 | g7 pedone del nero · f6 pedone del nero · f5 pedone del bianco · h5 re del bianco · e4 re del nero · h4 pedone del bianco | g7 pedone del nero · f6 pedone del nero · f5 pedone del bianco · h5 re del bianco · e4 re del nero · h4 pedone del bianco | g7 pedone del nero · f6 pedone del nero · f5 pedone del bianco · h5 re del bianco · e4 re del nero · h4 pedone del bianco | g7 pedone del nero · f6 pedone del nero · f5 pedone del bianco · h5 re del bianco · e4 re del nero · h4 pedone del bianco | g7 pedone del nero · f6 pedone del nero · f5 pedone del bianco · h5 re del bianco · e4 re del nero · h4 pedone del bianco | g7 pedone del nero · f6 pedone del nero · f5 pedone del bianco · h5 re del bianco · e4 re del nero · h4 pedone del bianco | g7 pedone del nero · f6 pedone del nero · f5 pedone del bianco · h5 re del bianco · e4 re del nero · h4 pedone del bianco | g7 pedone del nero · f6 pedone del nero · f5 pedone del bianco · h5 re del bianco · e4 re del nero · h4 pedone del bianco | 2 |
| 1 | g7 pedone del nero · f6 pedone del nero · f5 pedone del bianco · h5 re del bianco · e4 re del nero · h4 pedone del bianco | g7 pedone del nero · f6 pedone del nero · f5 pedone del bianco · h5 re del bianco · e4 re del nero · h4 pedone del bianco | g7 pedone del nero · f6 pedone del nero · f5 pedone del bianco · h5 re del bianco · e4 re del nero · h4 pedone del bianco | g7 pedone del nero · f6 pedone del nero · f5 pedone del bianco · h5 re del bianco · e4 re del nero · h4 pedone del bianco | g7 pedone del nero · f6 pedone del nero · f5 pedone del bianco · h5 re del bianco · e4 re del nero · h4 pedone del bianco | g7 pedone del nero · f6 pedone del nero · f5 pedone del bianco · h5 re del bianco · e4 re del nero · h4 pedone del bianco | g7 pedone del nero · f6 pedone del nero · f5 pedone del bianco · h5 re del bianco · e4 re del nero · h4 pedone del bianco | g7 pedone del nero · f6 pedone del nero · f5 pedone del bianco · h5 re del bianco · e4 re del nero · h4 pedone del bianco | 1 |
|   | a | b | c | d | e | f | g | h |   |

In questa partita tra Viswanathan Anand e Vladimir Kramnik del campionato del mondo di scacchi 2007, il Nero deve catturare il pedone in f5 e causare lo stallo. Ogni altra mossa perde.

### Korchnoi-Karpov
|   | a | b | c | d | e | f | g | h |   |
| 8 | f7 re del bianco · g7 alfiere del bianco · h7 re del nero · a4 pedone del nero · a3 pedone del bianco | f7 re del bianco · g7 alfiere del bianco · h7 re del nero · a4 pedone del nero · a3 pedone del bianco | f7 re del bianco · g7 alfiere del bianco · h7 re del nero · a4 pedone del nero · a3 pedone del bianco | f7 re del bianco · g7 alfiere del bianco · h7 re del nero · a4 pedone del nero · a3 pedone del bianco | f7 re del bianco · g7 alfiere del bianco · h7 re del nero · a4 pedone del nero · a3 pedone del bianco | f7 re del bianco · g7 alfiere del bianco · h7 re del nero · a4 pedone del nero · a3 pedone del bianco | f7 re del bianco · g7 alfiere del bianco · h7 re del nero · a4 pedone del nero · a3 pedone del bianco | f7 re del bianco · g7 alfiere del bianco · h7 re del nero · a4 pedone del nero · a3 pedone del bianco | 8 |
| 7 | f7 re del bianco · g7 alfiere del bianco · h7 re del nero · a4 pedone del nero · a3 pedone del bianco | f7 re del bianco · g7 alfiere del bianco · h7 re del nero · a4 pedone del nero · a3 pedone del bianco | f7 re del bianco · g7 alfiere del bianco · h7 re del nero · a4 pedone del nero · a3 pedone del bianco | f7 re del bianco · g7 alfiere del bianco · h7 re del nero · a4 pedone del nero · a3 pedone del bianco | f7 re del bianco · g7 alfiere del bianco · h7 re del nero · a4 pedone del nero · a3 pedone del bianco | f7 re del bianco · g7 alfiere del bianco · h7 re del nero · a4 pedone del nero · a3 pedone del bianco | f7 re del bianco · g7 alfiere del bianco · h7 re del nero · a4 pedone del nero · a3 pedone del bianco | f7 re del bianco · g7 alfiere del bianco · h7 re del nero · a4 pedone del nero · a3 pedone del bianco | 7 |
| 6 | f7 re del bianco · g7 alfiere del bianco · h7 re del nero · a4 pedone del nero · a3 pedone del bianco | f7 re del bianco · g7 alfiere del bianco · h7 re del nero · a4 pedone del nero · a3 pedone del bianco | f7 re del bianco · g7 alfiere del bianco · h7 re del nero · a4 pedone del nero · a3 pedone del bianco | f7 re del bianco · g7 alfiere del bianco · h7 re del nero · a4 pedone del nero · a3 pedone del bianco | f7 re del bianco · g7 alfiere del bianco · h7 re del nero · a4 pedone del nero · a3 pedone del bianco | f7 re del bianco · g7 alfiere del bianco · h7 re del nero · a4 pedone del nero · a3 pedone del bianco | f7 re del bianco · g7 alfiere del bianco · h7 re del nero · a4 pedone del nero · a3 pedone del bianco | f7 re del bianco · g7 alfiere del bianco · h7 re del nero · a4 pedone del nero · a3 pedone del bianco | 6 |
| 5 | f7 re del bianco · g7 alfiere del bianco · h7 re del nero · a4 pedone del nero · a3 pedone del bianco | f7 re del bianco · g7 alfiere del bianco · h7 re del nero · a4 pedone del nero · a3 pedone del bianco | f7 re del bianco · g7 alfiere del bianco · h7 re del nero · a4 pedone del nero · a3 pedone del bianco | f7 re del bianco · g7 alfiere del bianco · h7 re del nero · a4 pedone del nero · a3 pedone del bianco | f7 re del bianco · g7 alfiere del bianco · h7 re del nero · a4 pedone del nero · a3 pedone del bianco | f7 re del bianco · g7 alfiere del bianco · h7 re del nero · a4 pedone del nero · a3 pedone del bianco | f7 re del bianco · g7 alfiere del bianco · h7 re del nero · a4 pedone del nero · a3 pedone del bianco | f7 re del bianco · g7 alfiere del bianco · h7 re del nero · a4 pedone del nero · a3 pedone del bianco | 5 |
| 4 | f7 re del bianco · g7 alfiere del bianco · h7 re del nero · a4 pedone del nero · a3 pedone del bianco | f7 re del bianco · g7 alfiere del bianco · h7 re del nero · a4 pedone del nero · a3 pedone del bianco | f7 re del bianco · g7 alfiere del bianco · h7 re del nero · a4 pedone del nero · a3 pedone del bianco | f7 re del bianco · g7 alfiere del bianco · h7 re del nero · a4 pedone del nero · a3 pedone del bianco | f7 re del bianco · g7 alfiere del bianco · h7 re del nero · a4 pedone del nero · a3 pedone del bianco | f7 re del bianco · g7 alfiere del bianco · h7 re del nero · a4 pedone del nero · a3 pedone del bianco | f7 re del bianco · g7 alfiere del bianco · h7 re del nero · a4 pedone del nero · a3 pedone del bianco | f7 re del bianco · g7 alfiere del bianco · h7 re del nero · a4 pedone del nero · a3 pedone del bianco | 4 |
| 3 | f7 re del bianco · g7 alfiere del bianco · h7 re del nero · a4 pedone del nero · a3 pedone del bianco | f7 re del bianco · g7 alfiere del bianco · h7 re del nero · a4 pedone del nero · a3 pedone del bianco | f7 re del bianco · g7 alfiere del bianco · h7 re del nero · a4 pedone del nero · a3 pedone del bianco | f7 re del bianco · g7 alfiere del bianco · h7 re del nero · a4 pedone del nero · a3 pedone del bianco | f7 re del bianco · g7 alfiere del bianco · h7 re del nero · a4 pedone del nero · a3 pedone del bianco | f7 re del bianco · g7 alfiere del bianco · h7 re del nero · a4 pedone del nero · a3 pedone del bianco | f7 re del bianco · g7 alfiere del bianco · h7 re del nero · a4 pedone del nero · a3 pedone del bianco | f7 re del bianco · g7 alfiere del bianco · h7 re del nero · a4 pedone del nero · a3 pedone del bianco | 3 |
| 2 | f7 re del bianco · g7 alfiere del bianco · h7 re del nero · a4 pedone del nero · a3 pedone del bianco | f7 re del bianco · g7 alfiere del bianco · h7 re del nero · a4 pedone del nero · a3 pedone del bianco | f7 re del bianco · g7 alfiere del bianco · h7 re del nero · a4 pedone del nero · a3 pedone del bianco | f7 re del bianco · g7 alfiere del bianco · h7 re del nero · a4 pedone del nero · a3 pedone del bianco | f7 re del bianco · g7 alfiere del bianco · h7 re del nero · a4 pedone del nero · a3 pedone del bianco | f7 re del bianco · g7 alfiere del bianco · h7 re del nero · a4 pedone del nero · a3 pedone del bianco | f7 re del bianco · g7 alfiere del bianco · h7 re del nero · a4 pedone del nero · a3 pedone del bianco | f7 re del bianco · g7 alfiere del bianco · h7 re del nero · a4 pedone del nero · a3 pedone del bianco | 2 |
| 1 | f7 re del bianco · g7 alfiere del bianco · h7 re del nero · a4 pedone del nero · a3 pedone del bianco | f7 re del bianco · g7 alfiere del bianco · h7 re del nero · a4 pedone del nero · a3 pedone del bianco | f7 re del bianco · g7 alfiere del bianco · h7 re del nero · a4 pedone del nero · a3 pedone del bianco | f7 re del bianco · g7 alfiere del bianco · h7 re del nero · a4 pedone del nero · a3 pedone del bianco | f7 re del bianco · g7 alfiere del bianco · h7 re del nero · a4 pedone del nero · a3 pedone del bianco | f7 re del bianco · g7 alfiere del bianco · h7 re del nero · a4 pedone del nero · a3 pedone del bianco | f7 re del bianco · g7 alfiere del bianco · h7 re del nero · a4 pedone del nero · a3 pedone del bianco | f7 re del bianco · g7 alfiere del bianco · h7 re del nero · a4 pedone del nero · a3 pedone del bianco | 1 |
|   | a | b | c | d | e | f | g | h |   |

Uno stallo intenzionale capitò alla 124ª mossa della quinta partita del campionato del mondo di scacchi 1978 tra Anatolij Karpov e Viktor Korčnoj. La partita era una patta teorica già da molte mosse, infatti, anche se il Bianco può catturare il pedone, il re nero può raggiungere l'angolo a8 da dove non può essere scacciato ed impedire così la promozione del Bianco. Dato però che i due contendenti non si rivolgevano la parola, nessuno offrì la patta d'accordo. Korčnoj disse in seguito che gli fece piacere "imporre" lo stallo a Karpov, cosa che considerò in una certa misura umiliante per l'avversario. Si trattava, fino al 2021, della partita con il maggior numero di mosse mai giocata in un campionato del mondo di scacchi e la sola a terminare con uno stallo.

### Gelfand-Kramnik
|   | a | b | c | d | e | f | g | h |   |
| 8 | c8 donna del nero · d8 torre del nero · e7 torre del bianco · g7 pedone del nero · h7 re del nero · a6 pedone del nero · b6 donna del bianco · f6 pedone del nero · h6 pedone del nero · a5 pedone del bianco · f5 pedone del bianco · h5 pedone del bianco · d4 pedone del bianco · g4 pedone del bianco · f3 pedone del bianco · h3 re del bianco | c8 donna del nero · d8 torre del nero · e7 torre del bianco · g7 pedone del nero · h7 re del nero · a6 pedone del nero · b6 donna del bianco · f6 pedone del nero · h6 pedone del nero · a5 pedone del bianco · f5 pedone del bianco · h5 pedone del bianco · d4 pedone del bianco · g4 pedone del bianco · f3 pedone del bianco · h3 re del bianco | c8 donna del nero · d8 torre del nero · e7 torre del bianco · g7 pedone del nero · h7 re del nero · a6 pedone del nero · b6 donna del bianco · f6 pedone del nero · h6 pedone del nero · a5 pedone del bianco · f5 pedone del bianco · h5 pedone del bianco · d4 pedone del bianco · g4 pedone del bianco · f3 pedone del bianco · h3 re del bianco | c8 donna del nero · d8 torre del nero · e7 torre del bianco · g7 pedone del nero · h7 re del nero · a6 pedone del nero · b6 donna del bianco · f6 pedone del nero · h6 pedone del nero · a5 pedone del bianco · f5 pedone del bianco · h5 pedone del bianco · d4 pedone del bianco · g4 pedone del bianco · f3 pedone del bianco · h3 re del bianco | c8 donna del nero · d8 torre del nero · e7 torre del bianco · g7 pedone del nero · h7 re del nero · a6 pedone del nero · b6 donna del bianco · f6 pedone del nero · h6 pedone del nero · a5 pedone del bianco · f5 pedone del bianco · h5 pedone del bianco · d4 pedone del bianco · g4 pedone del bianco · f3 pedone del bianco · h3 re del bianco | c8 donna del nero · d8 torre del nero · e7 torre del bianco · g7 pedone del nero · h7 re del nero · a6 pedone del nero · b6 donna del bianco · f6 pedone del nero · h6 pedone del nero · a5 pedone del bianco · f5 pedone del bianco · h5 pedone del bianco · d4 pedone del bianco · g4 pedone del bianco · f3 pedone del bianco · h3 re del bianco | c8 donna del nero · d8 torre del nero · e7 torre del bianco · g7 pedone del nero · h7 re del nero · a6 pedone del nero · b6 donna del bianco · f6 pedone del nero · h6 pedone del nero · a5 pedone del bianco · f5 pedone del bianco · h5 pedone del bianco · d4 pedone del bianco · g4 pedone del bianco · f3 pedone del bianco · h3 re del bianco | c8 donna del nero · d8 torre del nero · e7 torre del bianco · g7 pedone del nero · h7 re del nero · a6 pedone del nero · b6 donna del bianco · f6 pedone del nero · h6 pedone del nero · a5 pedone del bianco · f5 pedone del bianco · h5 pedone del bianco · d4 pedone del bianco · g4 pedone del bianco · f3 pedone del bianco · h3 re del bianco | 8 |
| 7 | c8 donna del nero · d8 torre del nero · e7 torre del bianco · g7 pedone del nero · h7 re del nero · a6 pedone del nero · b6 donna del bianco · f6 pedone del nero · h6 pedone del nero · a5 pedone del bianco · f5 pedone del bianco · h5 pedone del bianco · d4 pedone del bianco · g4 pedone del bianco · f3 pedone del bianco · h3 re del bianco | c8 donna del nero · d8 torre del nero · e7 torre del bianco · g7 pedone del nero · h7 re del nero · a6 pedone del nero · b6 donna del bianco · f6 pedone del nero · h6 pedone del nero · a5 pedone del bianco · f5 pedone del bianco · h5 pedone del bianco · d4 pedone del bianco · g4 pedone del bianco · f3 pedone del bianco · h3 re del bianco | c8 donna del nero · d8 torre del nero · e7 torre del bianco · g7 pedone del nero · h7 re del nero · a6 pedone del nero · b6 donna del bianco · f6 pedone del nero · h6 pedone del nero · a5 pedone del bianco · f5 pedone del bianco · h5 pedone del bianco · d4 pedone del bianco · g4 pedone del bianco · f3 pedone del bianco · h3 re del bianco | c8 donna del nero · d8 torre del nero · e7 torre del bianco · g7 pedone del nero · h7 re del nero · a6 pedone del nero · b6 donna del bianco · f6 pedone del nero · h6 pedone del nero · a5 pedone del bianco · f5 pedone del bianco · h5 pedone del bianco · d4 pedone del bianco · g4 pedone del bianco · f3 pedone del bianco · h3 re del bianco | c8 donna del nero · d8 torre del nero · e7 torre del bianco · g7 pedone del nero · h7 re del nero · a6 pedone del nero · b6 donna del bianco · f6 pedone del nero · h6 pedone del nero · a5 pedone del bianco · f5 pedone del bianco · h5 pedone del bianco · d4 pedone del bianco · g4 pedone del bianco · f3 pedone del bianco · h3 re del bianco | c8 donna del nero · d8 torre del nero · e7 torre del bianco · g7 pedone del nero · h7 re del nero · a6 pedone del nero · b6 donna del bianco · f6 pedone del nero · h6 pedone del nero · a5 pedone del bianco · f5 pedone del bianco · h5 pedone del bianco · d4 pedone del bianco · g4 pedone del bianco · f3 pedone del bianco · h3 re del bianco | c8 donna del nero · d8 torre del nero · e7 torre del bianco · g7 pedone del nero · h7 re del nero · a6 pedone del nero · b6 donna del bianco · f6 pedone del nero · h6 pedone del nero · a5 pedone del bianco · f5 pedone del bianco · h5 pedone del bianco · d4 pedone del bianco · g4 pedone del bianco · f3 pedone del bianco · h3 re del bianco | c8 donna del nero · d8 torre del nero · e7 torre del bianco · g7 pedone del nero · h7 re del nero · a6 pedone del nero · b6 donna del bianco · f6 pedone del nero · h6 pedone del nero · a5 pedone del bianco · f5 pedone del bianco · h5 pedone del bianco · d4 pedone del bianco · g4 pedone del bianco · f3 pedone del bianco · h3 re del bianco | 7 |
| 6 | c8 donna del nero · d8 torre del nero · e7 torre del bianco · g7 pedone del nero · h7 re del nero · a6 pedone del nero · b6 donna del bianco · f6 pedone del nero · h6 pedone del nero · a5 pedone del bianco · f5 pedone del bianco · h5 pedone del bianco · d4 pedone del bianco · g4 pedone del bianco · f3 pedone del bianco · h3 re del bianco | c8 donna del nero · d8 torre del nero · e7 torre del bianco · g7 pedone del nero · h7 re del nero · a6 pedone del nero · b6 donna del bianco · f6 pedone del nero · h6 pedone del nero · a5 pedone del bianco · f5 pedone del bianco · h5 pedone del bianco · d4 pedone del bianco · g4 pedone del bianco · f3 pedone del bianco · h3 re del bianco | c8 donna del nero · d8 torre del nero · e7 torre del bianco · g7 pedone del nero · h7 re del nero · a6 pedone del nero · b6 donna del bianco · f6 pedone del nero · h6 pedone del nero · a5 pedone del bianco · f5 pedone del bianco · h5 pedone del bianco · d4 pedone del bianco · g4 pedone del bianco · f3 pedone del bianco · h3 re del bianco | c8 donna del nero · d8 torre del nero · e7 torre del bianco · g7 pedone del nero · h7 re del nero · a6 pedone del nero · b6 donna del bianco · f6 pedone del nero · h6 pedone del nero · a5 pedone del bianco · f5 pedone del bianco · h5 pedone del bianco · d4 pedone del bianco · g4 pedone del bianco · f3 pedone del bianco · h3 re del bianco | c8 donna del nero · d8 torre del nero · e7 torre del bianco · g7 pedone del nero · h7 re del nero · a6 pedone del nero · b6 donna del bianco · f6 pedone del nero · h6 pedone del nero · a5 pedone del bianco · f5 pedone del bianco · h5 pedone del bianco · d4 pedone del bianco · g4 pedone del bianco · f3 pedone del bianco · h3 re del bianco | c8 donna del nero · d8 torre del nero · e7 torre del bianco · g7 pedone del nero · h7 re del nero · a6 pedone del nero · b6 donna del bianco · f6 pedone del nero · h6 pedone del nero · a5 pedone del bianco · f5 pedone del bianco · h5 pedone del bianco · d4 pedone del bianco · g4 pedone del bianco · f3 pedone del bianco · h3 re del bianco | c8 donna del nero · d8 torre del nero · e7 torre del bianco · g7 pedone del nero · h7 re del nero · a6 pedone del nero · b6 donna del bianco · f6 pedone del nero · h6 pedone del nero · a5 pedone del bianco · f5 pedone del bianco · h5 pedone del bianco · d4 pedone del bianco · g4 pedone del bianco · f3 pedone del bianco · h3 re del bianco | c8 donna del nero · d8 torre del nero · e7 torre del bianco · g7 pedone del nero · h7 re del nero · a6 pedone del nero · b6 donna del bianco · f6 pedone del nero · h6 pedone del nero · a5 pedone del bianco · f5 pedone del bianco · h5 pedone del bianco · d4 pedone del bianco · g4 pedone del bianco · f3 pedone del bianco · h3 re del bianco | 6 |
| 5 | c8 donna del nero · d8 torre del nero · e7 torre del bianco · g7 pedone del nero · h7 re del nero · a6 pedone del nero · b6 donna del bianco · f6 pedone del nero · h6 pedone del nero · a5 pedone del bianco · f5 pedone del bianco · h5 pedone del bianco · d4 pedone del bianco · g4 pedone del bianco · f3 pedone del bianco · h3 re del bianco | c8 donna del nero · d8 torre del nero · e7 torre del bianco · g7 pedone del nero · h7 re del nero · a6 pedone del nero · b6 donna del bianco · f6 pedone del nero · h6 pedone del nero · a5 pedone del bianco · f5 pedone del bianco · h5 pedone del bianco · d4 pedone del bianco · g4 pedone del bianco · f3 pedone del bianco · h3 re del bianco | c8 donna del nero · d8 torre del nero · e7 torre del bianco · g7 pedone del nero · h7 re del nero · a6 pedone del nero · b6 donna del bianco · f6 pedone del nero · h6 pedone del nero · a5 pedone del bianco · f5 pedone del bianco · h5 pedone del bianco · d4 pedone del bianco · g4 pedone del bianco · f3 pedone del bianco · h3 re del bianco | c8 donna del nero · d8 torre del nero · e7 torre del bianco · g7 pedone del nero · h7 re del nero · a6 pedone del nero · b6 donna del bianco · f6 pedone del nero · h6 pedone del nero · a5 pedone del bianco · f5 pedone del bianco · h5 pedone del bianco · d4 pedone del bianco · g4 pedone del bianco · f3 pedone del bianco · h3 re del bianco | c8 donna del nero · d8 torre del nero · e7 torre del bianco · g7 pedone del nero · h7 re del nero · a6 pedone del nero · b6 donna del bianco · f6 pedone del nero · h6 pedone del nero · a5 pedone del bianco · f5 pedone del bianco · h5 pedone del bianco · d4 pedone del bianco · g4 pedone del bianco · f3 pedone del bianco · h3 re del bianco | c8 donna del nero · d8 torre del nero · e7 torre del bianco · g7 pedone del nero · h7 re del nero · a6 pedone del nero · b6 donna del bianco · f6 pedone del nero · h6 pedone del nero · a5 pedone del bianco · f5 pedone del bianco · h5 pedone del bianco · d4 pedone del bianco · g4 pedone del bianco · f3 pedone del bianco · h3 re del bianco | c8 donna del nero · d8 torre del nero · e7 torre del bianco · g7 pedone del nero · h7 re del nero · a6 pedone del nero · b6 donna del bianco · f6 pedone del nero · h6 pedone del nero · a5 pedone del bianco · f5 pedone del bianco · h5 pedone del bianco · d4 pedone del bianco · g4 pedone del bianco · f3 pedone del bianco · h3 re del bianco | c8 donna del nero · d8 torre del nero · e7 torre del bianco · g7 pedone del nero · h7 re del nero · a6 pedone del nero · b6 donna del bianco · f6 pedone del nero · h6 pedone del nero · a5 pedone del bianco · f5 pedone del bianco · h5 pedone del bianco · d4 pedone del bianco · g4 pedone del bianco · f3 pedone del bianco · h3 re del bianco | 5 |
| 4 | c8 donna del nero · d8 torre del nero · e7 torre del bianco · g7 pedone del nero · h7 re del nero · a6 pedone del nero · b6 donna del bianco · f6 pedone del nero · h6 pedone del nero · a5 pedone del bianco · f5 pedone del bianco · h5 pedone del bianco · d4 pedone del bianco · g4 pedone del bianco · f3 pedone del bianco · h3 re del bianco | c8 donna del nero · d8 torre del nero · e7 torre del bianco · g7 pedone del nero · h7 re del nero · a6 pedone del nero · b6 donna del bianco · f6 pedone del nero · h6 pedone del nero · a5 pedone del bianco · f5 pedone del bianco · h5 pedone del bianco · d4 pedone del bianco · g4 pedone del bianco · f3 pedone del bianco · h3 re del bianco | c8 donna del nero · d8 torre del nero · e7 torre del bianco · g7 pedone del nero · h7 re del nero · a6 pedone del nero · b6 donna del bianco · f6 pedone del nero · h6 pedone del nero · a5 pedone del bianco · f5 pedone del bianco · h5 pedone del bianco · d4 pedone del bianco · g4 pedone del bianco · f3 pedone del bianco · h3 re del bianco | c8 donna del nero · d8 torre del nero · e7 torre del bianco · g7 pedone del nero · h7 re del nero · a6 pedone del nero · b6 donna del bianco · f6 pedone del nero · h6 pedone del nero · a5 pedone del bianco · f5 pedone del bianco · h5 pedone del bianco · d4 pedone del bianco · g4 pedone del bianco · f3 pedone del bianco · h3 re del bianco | c8 donna del nero · d8 torre del nero · e7 torre del bianco · g7 pedone del nero · h7 re del nero · a6 pedone del nero · b6 donna del bianco · f6 pedone del nero · h6 pedone del nero · a5 pedone del bianco · f5 pedone del bianco · h5 pedone del bianco · d4 pedone del bianco · g4 pedone del bianco · f3 pedone del bianco · h3 re del bianco | c8 donna del nero · d8 torre del nero · e7 torre del bianco · g7 pedone del nero · h7 re del nero · a6 pedone del nero · b6 donna del bianco · f6 pedone del nero · h6 pedone del nero · a5 pedone del bianco · f5 pedone del bianco · h5 pedone del bianco · d4 pedone del bianco · g4 pedone del bianco · f3 pedone del bianco · h3 re del bianco | c8 donna del nero · d8 torre del nero · e7 torre del bianco · g7 pedone del nero · h7 re del nero · a6 pedone del nero · b6 donna del bianco · f6 pedone del nero · h6 pedone del nero · a5 pedone del bianco · f5 pedone del bianco · h5 pedone del bianco · d4 pedone del bianco · g4 pedone del bianco · f3 pedone del bianco · h3 re del bianco | c8 donna del nero · d8 torre del nero · e7 torre del bianco · g7 pedone del nero · h7 re del nero · a6 pedone del nero · b6 donna del bianco · f6 pedone del nero · h6 pedone del nero · a5 pedone del bianco · f5 pedone del bianco · h5 pedone del bianco · d4 pedone del bianco · g4 pedone del bianco · f3 pedone del bianco · h3 re del bianco | 4 |
| 3 | c8 donna del nero · d8 torre del nero · e7 torre del bianco · g7 pedone del nero · h7 re del nero · a6 pedone del nero · b6 donna del bianco · f6 pedone del nero · h6 pedone del nero · a5 pedone del bianco · f5 pedone del bianco · h5 pedone del bianco · d4 pedone del bianco · g4 pedone del bianco · f3 pedone del bianco · h3 re del bianco | c8 donna del nero · d8 torre del nero · e7 torre del bianco · g7 pedone del nero · h7 re del nero · a6 pedone del nero · b6 donna del bianco · f6 pedone del nero · h6 pedone del nero · a5 pedone del bianco · f5 pedone del bianco · h5 pedone del bianco · d4 pedone del bianco · g4 pedone del bianco · f3 pedone del bianco · h3 re del bianco | c8 donna del nero · d8 torre del nero · e7 torre del bianco · g7 pedone del nero · h7 re del nero · a6 pedone del nero · b6 donna del bianco · f6 pedone del nero · h6 pedone del nero · a5 pedone del bianco · f5 pedone del bianco · h5 pedone del bianco · d4 pedone del bianco · g4 pedone del bianco · f3 pedone del bianco · h3 re del bianco | c8 donna del nero · d8 torre del nero · e7 torre del bianco · g7 pedone del nero · h7 re del nero · a6 pedone del nero · b6 donna del bianco · f6 pedone del nero · h6 pedone del nero · a5 pedone del bianco · f5 pedone del bianco · h5 pedone del bianco · d4 pedone del bianco · g4 pedone del bianco · f3 pedone del bianco · h3 re del bianco | c8 donna del nero · d8 torre del nero · e7 torre del bianco · g7 pedone del nero · h7 re del nero · a6 pedone del nero · b6 donna del bianco · f6 pedone del nero · h6 pedone del nero · a5 pedone del bianco · f5 pedone del bianco · h5 pedone del bianco · d4 pedone del bianco · g4 pedone del bianco · f3 pedone del bianco · h3 re del bianco | c8 donna del nero · d8 torre del nero · e7 torre del bianco · g7 pedone del nero · h7 re del nero · a6 pedone del nero · b6 donna del bianco · f6 pedone del nero · h6 pedone del nero · a5 pedone del bianco · f5 pedone del bianco · h5 pedone del bianco · d4 pedone del bianco · g4 pedone del bianco · f3 pedone del bianco · h3 re del bianco | c8 donna del nero · d8 torre del nero · e7 torre del bianco · g7 pedone del nero · h7 re del nero · a6 pedone del nero · b6 donna del bianco · f6 pedone del nero · h6 pedone del nero · a5 pedone del bianco · f5 pedone del bianco · h5 pedone del bianco · d4 pedone del bianco · g4 pedone del bianco · f3 pedone del bianco · h3 re del bianco | c8 donna del nero · d8 torre del nero · e7 torre del bianco · g7 pedone del nero · h7 re del nero · a6 pedone del nero · b6 donna del bianco · f6 pedone del nero · h6 pedone del nero · a5 pedone del bianco · f5 pedone del bianco · h5 pedone del bianco · d4 pedone del bianco · g4 pedone del bianco · f3 pedone del bianco · h3 re del bianco | 3 |
| 2 | c8 donna del nero · d8 torre del nero · e7 torre del bianco · g7 pedone del nero · h7 re del nero · a6 pedone del nero · b6 donna del bianco · f6 pedone del nero · h6 pedone del nero · a5 pedone del bianco · f5 pedone del bianco · h5 pedone del bianco · d4 pedone del bianco · g4 pedone del bianco · f3 pedone del bianco · h3 re del bianco | c8 donna del nero · d8 torre del nero · e7 torre del bianco · g7 pedone del nero · h7 re del nero · a6 pedone del nero · b6 donna del bianco · f6 pedone del nero · h6 pedone del nero · a5 pedone del bianco · f5 pedone del bianco · h5 pedone del bianco · d4 pedone del bianco · g4 pedone del bianco · f3 pedone del bianco · h3 re del bianco | c8 donna del nero · d8 torre del nero · e7 torre del bianco · g7 pedone del nero · h7 re del nero · a6 pedone del nero · b6 donna del bianco · f6 pedone del nero · h6 pedone del nero · a5 pedone del bianco · f5 pedone del bianco · h5 pedone del bianco · d4 pedone del bianco · g4 pedone del bianco · f3 pedone del bianco · h3 re del bianco | c8 donna del nero · d8 torre del nero · e7 torre del bianco · g7 pedone del nero · h7 re del nero · a6 pedone del nero · b6 donna del bianco · f6 pedone del nero · h6 pedone del nero · a5 pedone del bianco · f5 pedone del bianco · h5 pedone del bianco · d4 pedone del bianco · g4 pedone del bianco · f3 pedone del bianco · h3 re del bianco | c8 donna del nero · d8 torre del nero · e7 torre del bianco · g7 pedone del nero · h7 re del nero · a6 pedone del nero · b6 donna del bianco · f6 pedone del nero · h6 pedone del nero · a5 pedone del bianco · f5 pedone del bianco · h5 pedone del bianco · d4 pedone del bianco · g4 pedone del bianco · f3 pedone del bianco · h3 re del bianco | c8 donna del nero · d8 torre del nero · e7 torre del bianco · g7 pedone del nero · h7 re del nero · a6 pedone del nero · b6 donna del bianco · f6 pedone del nero · h6 pedone del nero · a5 pedone del bianco · f5 pedone del bianco · h5 pedone del bianco · d4 pedone del bianco · g4 pedone del bianco · f3 pedone del bianco · h3 re del bianco | c8 donna del nero · d8 torre del nero · e7 torre del bianco · g7 pedone del nero · h7 re del nero · a6 pedone del nero · b6 donna del bianco · f6 pedone del nero · h6 pedone del nero · a5 pedone del bianco · f5 pedone del bianco · h5 pedone del bianco · d4 pedone del bianco · g4 pedone del bianco · f3 pedone del bianco · h3 re del bianco | c8 donna del nero · d8 torre del nero · e7 torre del bianco · g7 pedone del nero · h7 re del nero · a6 pedone del nero · b6 donna del bianco · f6 pedone del nero · h6 pedone del nero · a5 pedone del bianco · f5 pedone del bianco · h5 pedone del bianco · d4 pedone del bianco · g4 pedone del bianco · f3 pedone del bianco · h3 re del bianco | 2 |
| 1 | c8 donna del nero · d8 torre del nero · e7 torre del bianco · g7 pedone del nero · h7 re del nero · a6 pedone del nero · b6 donna del bianco · f6 pedone del nero · h6 pedone del nero · a5 pedone del bianco · f5 pedone del bianco · h5 pedone del bianco · d4 pedone del bianco · g4 pedone del bianco · f3 pedone del bianco · h3 re del bianco | c8 donna del nero · d8 torre del nero · e7 torre del bianco · g7 pedone del nero · h7 re del nero · a6 pedone del nero · b6 donna del bianco · f6 pedone del nero · h6 pedone del nero · a5 pedone del bianco · f5 pedone del bianco · h5 pedone del bianco · d4 pedone del bianco · g4 pedone del bianco · f3 pedone del bianco · h3 re del bianco | c8 donna del nero · d8 torre del nero · e7 torre del bianco · g7 pedone del nero · h7 re del nero · a6 pedone del nero · b6 donna del bianco · f6 pedone del nero · h6 pedone del nero · a5 pedone del bianco · f5 pedone del bianco · h5 pedone del bianco · d4 pedone del bianco · g4 pedone del bianco · f3 pedone del bianco · h3 re del bianco | c8 donna del nero · d8 torre del nero · e7 torre del bianco · g7 pedone del nero · h7 re del nero · a6 pedone del nero · b6 donna del bianco · f6 pedone del nero · h6 pedone del nero · a5 pedone del bianco · f5 pedone del bianco · h5 pedone del bianco · d4 pedone del bianco · g4 pedone del bianco · f3 pedone del bianco · h3 re del bianco | c8 donna del nero · d8 torre del nero · e7 torre del bianco · g7 pedone del nero · h7 re del nero · a6 pedone del nero · b6 donna del bianco · f6 pedone del nero · h6 pedone del nero · a5 pedone del bianco · f5 pedone del bianco · h5 pedone del bianco · d4 pedone del bianco · g4 pedone del bianco · f3 pedone del bianco · h3 re del bianco | c8 donna del nero · d8 torre del nero · e7 torre del bianco · g7 pedone del nero · h7 re del nero · a6 pedone del nero · b6 donna del bianco · f6 pedone del nero · h6 pedone del nero · a5 pedone del bianco · f5 pedone del bianco · h5 pedone del bianco · d4 pedone del bianco · g4 pedone del bianco · f3 pedone del bianco · h3 re del bianco | c8 donna del nero · d8 torre del nero · e7 torre del bianco · g7 pedone del nero · h7 re del nero · a6 pedone del nero · b6 donna del bianco · f6 pedone del nero · h6 pedone del nero · a5 pedone del bianco · f5 pedone del bianco · h5 pedone del bianco · d4 pedone del bianco · g4 pedone del bianco · f3 pedone del bianco · h3 re del bianco | c8 donna del nero · d8 torre del nero · e7 torre del bianco · g7 pedone del nero · h7 re del nero · a6 pedone del nero · b6 donna del bianco · f6 pedone del nero · h6 pedone del nero · a5 pedone del bianco · f5 pedone del bianco · h5 pedone del bianco · d4 pedone del bianco · g4 pedone del bianco · f3 pedone del bianco · h3 re del bianco | 1 |
|   | a | b | c | d | e | f | g | h |   |

Lo stallo può anche verificarsi con più pezzi sulla scacchiera. La posizione nel diagramma si verificò nella sesta partita del match dei candidati al titolo mondiale FIDE del 1994 tra Boris Gelfand e Vladimir Kramnik. Quest'ultimo, con il Nero, sotto di due pedoni e sulla difensiva sarebbe stato molto lieto di ottenere una patta. Il suo avversario aveva appena giocato 67.Te7?, una mossa apparentemente buona che minaccia 68.Dxf6 guadagnando un terzo pedone o 68.Tc7 che restringerebbe ancora di più i movimenti del Nero. La risposta di Kramnik fu 67…Dc1! Se il Bianco cattura la torre nera indifesa con 68.Dxd8, il Nero patta con 68.Dh1+ 69.Rg3 Dh2+! forzando 70.Rxh2 stallo. Se il Bianco decidesse di evitare lo stallo con 68.Txg7 Rxg7 69.Dxd8, il Nero patterebbe per scacco perpetuo con 69…Dh1+ 70.Rg3 Dg1+ 71.Rf4 Dc1+! 72.Re4 Dc6+! 73.Rd3!? (73.d5 Dc4+; 73.Dd5 Dc2+) Dxf3+! 74.Rd2 Dg2+! 75.Rc3 Dc6+ 76.Rb4 Db5+ 77.Ra3 Dd3+. Gelfand giocò invece 68.d5, ma riuscì ugualmente solo a pattare.

### Bernstein-Smyslov
|   | a | b | c | d | e | f | g | h |   |
| 8 | b8 torre del bianco · f5 re del nero · f4 pedone del nero · b3 pedone del nero · h3 torre del nero · e2 re del bianco | b8 torre del bianco · f5 re del nero · f4 pedone del nero · b3 pedone del nero · h3 torre del nero · e2 re del bianco | b8 torre del bianco · f5 re del nero · f4 pedone del nero · b3 pedone del nero · h3 torre del nero · e2 re del bianco | b8 torre del bianco · f5 re del nero · f4 pedone del nero · b3 pedone del nero · h3 torre del nero · e2 re del bianco | b8 torre del bianco · f5 re del nero · f4 pedone del nero · b3 pedone del nero · h3 torre del nero · e2 re del bianco | b8 torre del bianco · f5 re del nero · f4 pedone del nero · b3 pedone del nero · h3 torre del nero · e2 re del bianco | b8 torre del bianco · f5 re del nero · f4 pedone del nero · b3 pedone del nero · h3 torre del nero · e2 re del bianco | b8 torre del bianco · f5 re del nero · f4 pedone del nero · b3 pedone del nero · h3 torre del nero · e2 re del bianco | 8 |
| 7 | b8 torre del bianco · f5 re del nero · f4 pedone del nero · b3 pedone del nero · h3 torre del nero · e2 re del bianco | b8 torre del bianco · f5 re del nero · f4 pedone del nero · b3 pedone del nero · h3 torre del nero · e2 re del bianco | b8 torre del bianco · f5 re del nero · f4 pedone del nero · b3 pedone del nero · h3 torre del nero · e2 re del bianco | b8 torre del bianco · f5 re del nero · f4 pedone del nero · b3 pedone del nero · h3 torre del nero · e2 re del bianco | b8 torre del bianco · f5 re del nero · f4 pedone del nero · b3 pedone del nero · h3 torre del nero · e2 re del bianco | b8 torre del bianco · f5 re del nero · f4 pedone del nero · b3 pedone del nero · h3 torre del nero · e2 re del bianco | b8 torre del bianco · f5 re del nero · f4 pedone del nero · b3 pedone del nero · h3 torre del nero · e2 re del bianco | b8 torre del bianco · f5 re del nero · f4 pedone del nero · b3 pedone del nero · h3 torre del nero · e2 re del bianco | 7 |
| 6 | b8 torre del bianco · f5 re del nero · f4 pedone del nero · b3 pedone del nero · h3 torre del nero · e2 re del bianco | b8 torre del bianco · f5 re del nero · f4 pedone del nero · b3 pedone del nero · h3 torre del nero · e2 re del bianco | b8 torre del bianco · f5 re del nero · f4 pedone del nero · b3 pedone del nero · h3 torre del nero · e2 re del bianco | b8 torre del bianco · f5 re del nero · f4 pedone del nero · b3 pedone del nero · h3 torre del nero · e2 re del bianco | b8 torre del bianco · f5 re del nero · f4 pedone del nero · b3 pedone del nero · h3 torre del nero · e2 re del bianco | b8 torre del bianco · f5 re del nero · f4 pedone del nero · b3 pedone del nero · h3 torre del nero · e2 re del bianco | b8 torre del bianco · f5 re del nero · f4 pedone del nero · b3 pedone del nero · h3 torre del nero · e2 re del bianco | b8 torre del bianco · f5 re del nero · f4 pedone del nero · b3 pedone del nero · h3 torre del nero · e2 re del bianco | 6 |
| 5 | b8 torre del bianco · f5 re del nero · f4 pedone del nero · b3 pedone del nero · h3 torre del nero · e2 re del bianco | b8 torre del bianco · f5 re del nero · f4 pedone del nero · b3 pedone del nero · h3 torre del nero · e2 re del bianco | b8 torre del bianco · f5 re del nero · f4 pedone del nero · b3 pedone del nero · h3 torre del nero · e2 re del bianco | b8 torre del bianco · f5 re del nero · f4 pedone del nero · b3 pedone del nero · h3 torre del nero · e2 re del bianco | b8 torre del bianco · f5 re del nero · f4 pedone del nero · b3 pedone del nero · h3 torre del nero · e2 re del bianco | b8 torre del bianco · f5 re del nero · f4 pedone del nero · b3 pedone del nero · h3 torre del nero · e2 re del bianco | b8 torre del bianco · f5 re del nero · f4 pedone del nero · b3 pedone del nero · h3 torre del nero · e2 re del bianco | b8 torre del bianco · f5 re del nero · f4 pedone del nero · b3 pedone del nero · h3 torre del nero · e2 re del bianco | 5 |
| 4 | b8 torre del bianco · f5 re del nero · f4 pedone del nero · b3 pedone del nero · h3 torre del nero · e2 re del bianco | b8 torre del bianco · f5 re del nero · f4 pedone del nero · b3 pedone del nero · h3 torre del nero · e2 re del bianco | b8 torre del bianco · f5 re del nero · f4 pedone del nero · b3 pedone del nero · h3 torre del nero · e2 re del bianco | b8 torre del bianco · f5 re del nero · f4 pedone del nero · b3 pedone del nero · h3 torre del nero · e2 re del bianco | b8 torre del bianco · f5 re del nero · f4 pedone del nero · b3 pedone del nero · h3 torre del nero · e2 re del bianco | b8 torre del bianco · f5 re del nero · f4 pedone del nero · b3 pedone del nero · h3 torre del nero · e2 re del bianco | b8 torre del bianco · f5 re del nero · f4 pedone del nero · b3 pedone del nero · h3 torre del nero · e2 re del bianco | b8 torre del bianco · f5 re del nero · f4 pedone del nero · b3 pedone del nero · h3 torre del nero · e2 re del bianco | 4 |
| 3 | b8 torre del bianco · f5 re del nero · f4 pedone del nero · b3 pedone del nero · h3 torre del nero · e2 re del bianco | b8 torre del bianco · f5 re del nero · f4 pedone del nero · b3 pedone del nero · h3 torre del nero · e2 re del bianco | b8 torre del bianco · f5 re del nero · f4 pedone del nero · b3 pedone del nero · h3 torre del nero · e2 re del bianco | b8 torre del bianco · f5 re del nero · f4 pedone del nero · b3 pedone del nero · h3 torre del nero · e2 re del bianco | b8 torre del bianco · f5 re del nero · f4 pedone del nero · b3 pedone del nero · h3 torre del nero · e2 re del bianco | b8 torre del bianco · f5 re del nero · f4 pedone del nero · b3 pedone del nero · h3 torre del nero · e2 re del bianco | b8 torre del bianco · f5 re del nero · f4 pedone del nero · b3 pedone del nero · h3 torre del nero · e2 re del bianco | b8 torre del bianco · f5 re del nero · f4 pedone del nero · b3 pedone del nero · h3 torre del nero · e2 re del bianco | 3 |
| 2 | b8 torre del bianco · f5 re del nero · f4 pedone del nero · b3 pedone del nero · h3 torre del nero · e2 re del bianco | b8 torre del bianco · f5 re del nero · f4 pedone del nero · b3 pedone del nero · h3 torre del nero · e2 re del bianco | b8 torre del bianco · f5 re del nero · f4 pedone del nero · b3 pedone del nero · h3 torre del nero · e2 re del bianco | b8 torre del bianco · f5 re del nero · f4 pedone del nero · b3 pedone del nero · h3 torre del nero · e2 re del bianco | b8 torre del bianco · f5 re del nero · f4 pedone del nero · b3 pedone del nero · h3 torre del nero · e2 re del bianco | b8 torre del bianco · f5 re del nero · f4 pedone del nero · b3 pedone del nero · h3 torre del nero · e2 re del bianco | b8 torre del bianco · f5 re del nero · f4 pedone del nero · b3 pedone del nero · h3 torre del nero · e2 re del bianco | b8 torre del bianco · f5 re del nero · f4 pedone del nero · b3 pedone del nero · h3 torre del nero · e2 re del bianco | 2 |
| 1 | b8 torre del bianco · f5 re del nero · f4 pedone del nero · b3 pedone del nero · h3 torre del nero · e2 re del bianco | b8 torre del bianco · f5 re del nero · f4 pedone del nero · b3 pedone del nero · h3 torre del nero · e2 re del bianco | b8 torre del bianco · f5 re del nero · f4 pedone del nero · b3 pedone del nero · h3 torre del nero · e2 re del bianco | b8 torre del bianco · f5 re del nero · f4 pedone del nero · b3 pedone del nero · h3 torre del nero · e2 re del bianco | b8 torre del bianco · f5 re del nero · f4 pedone del nero · b3 pedone del nero · h3 torre del nero · e2 re del bianco | b8 torre del bianco · f5 re del nero · f4 pedone del nero · b3 pedone del nero · h3 torre del nero · e2 re del bianco | b8 torre del bianco · f5 re del nero · f4 pedone del nero · b3 pedone del nero · h3 torre del nero · e2 re del bianco | b8 torre del bianco · f5 re del nero · f4 pedone del nero · b3 pedone del nero · h3 torre del nero · e2 re del bianco | 1 |
|   | a | b | c | d | e | f | g | h |   |

A volte uno stallo a sorpresa può salvare una partita. Nell'incontro tra Ossip Bernstein e Vasilij Smyslov il Nero doveva vincere sacrificando il pedone f e usando il re per sostenere il pedone b. Smyslov, però, pensò bene di avanzare il pedone b a causa dell'infilata della torre se avesse catturato il pedone una volta giunto in b2. La partita continuò così:
1…b2??
2.Txb2!
Ora se 2.…Th2+ 3.Rf3! Txb2 stallo. Smyslov giocò 2…Rg4 e la partita fu patta dopo 3.Rf1.

### Matulovic-Minev
|   | a | b | c | d | e | f | g | h |   |
| 8 | a6 pedone del bianco · b6 torre del bianco · f5 re del nero · f3 pedone del bianco · g3 re del bianco · a2 torre del nero | a6 pedone del bianco · b6 torre del bianco · f5 re del nero · f3 pedone del bianco · g3 re del bianco · a2 torre del nero | a6 pedone del bianco · b6 torre del bianco · f5 re del nero · f3 pedone del bianco · g3 re del bianco · a2 torre del nero | a6 pedone del bianco · b6 torre del bianco · f5 re del nero · f3 pedone del bianco · g3 re del bianco · a2 torre del nero | a6 pedone del bianco · b6 torre del bianco · f5 re del nero · f3 pedone del bianco · g3 re del bianco · a2 torre del nero | a6 pedone del bianco · b6 torre del bianco · f5 re del nero · f3 pedone del bianco · g3 re del bianco · a2 torre del nero | a6 pedone del bianco · b6 torre del bianco · f5 re del nero · f3 pedone del bianco · g3 re del bianco · a2 torre del nero | a6 pedone del bianco · b6 torre del bianco · f5 re del nero · f3 pedone del bianco · g3 re del bianco · a2 torre del nero | 8 |
| 7 | a6 pedone del bianco · b6 torre del bianco · f5 re del nero · f3 pedone del bianco · g3 re del bianco · a2 torre del nero | a6 pedone del bianco · b6 torre del bianco · f5 re del nero · f3 pedone del bianco · g3 re del bianco · a2 torre del nero | a6 pedone del bianco · b6 torre del bianco · f5 re del nero · f3 pedone del bianco · g3 re del bianco · a2 torre del nero | a6 pedone del bianco · b6 torre del bianco · f5 re del nero · f3 pedone del bianco · g3 re del bianco · a2 torre del nero | a6 pedone del bianco · b6 torre del bianco · f5 re del nero · f3 pedone del bianco · g3 re del bianco · a2 torre del nero | a6 pedone del bianco · b6 torre del bianco · f5 re del nero · f3 pedone del bianco · g3 re del bianco · a2 torre del nero | a6 pedone del bianco · b6 torre del bianco · f5 re del nero · f3 pedone del bianco · g3 re del bianco · a2 torre del nero | a6 pedone del bianco · b6 torre del bianco · f5 re del nero · f3 pedone del bianco · g3 re del bianco · a2 torre del nero | 7 |
| 6 | a6 pedone del bianco · b6 torre del bianco · f5 re del nero · f3 pedone del bianco · g3 re del bianco · a2 torre del nero | a6 pedone del bianco · b6 torre del bianco · f5 re del nero · f3 pedone del bianco · g3 re del bianco · a2 torre del nero | a6 pedone del bianco · b6 torre del bianco · f5 re del nero · f3 pedone del bianco · g3 re del bianco · a2 torre del nero | a6 pedone del bianco · b6 torre del bianco · f5 re del nero · f3 pedone del bianco · g3 re del bianco · a2 torre del nero | a6 pedone del bianco · b6 torre del bianco · f5 re del nero · f3 pedone del bianco · g3 re del bianco · a2 torre del nero | a6 pedone del bianco · b6 torre del bianco · f5 re del nero · f3 pedone del bianco · g3 re del bianco · a2 torre del nero | a6 pedone del bianco · b6 torre del bianco · f5 re del nero · f3 pedone del bianco · g3 re del bianco · a2 torre del nero | a6 pedone del bianco · b6 torre del bianco · f5 re del nero · f3 pedone del bianco · g3 re del bianco · a2 torre del nero | 6 |
| 5 | a6 pedone del bianco · b6 torre del bianco · f5 re del nero · f3 pedone del bianco · g3 re del bianco · a2 torre del nero | a6 pedone del bianco · b6 torre del bianco · f5 re del nero · f3 pedone del bianco · g3 re del bianco · a2 torre del nero | a6 pedone del bianco · b6 torre del bianco · f5 re del nero · f3 pedone del bianco · g3 re del bianco · a2 torre del nero | a6 pedone del bianco · b6 torre del bianco · f5 re del nero · f3 pedone del bianco · g3 re del bianco · a2 torre del nero | a6 pedone del bianco · b6 torre del bianco · f5 re del nero · f3 pedone del bianco · g3 re del bianco · a2 torre del nero | a6 pedone del bianco · b6 torre del bianco · f5 re del nero · f3 pedone del bianco · g3 re del bianco · a2 torre del nero | a6 pedone del bianco · b6 torre del bianco · f5 re del nero · f3 pedone del bianco · g3 re del bianco · a2 torre del nero | a6 pedone del bianco · b6 torre del bianco · f5 re del nero · f3 pedone del bianco · g3 re del bianco · a2 torre del nero | 5 |
| 4 | a6 pedone del bianco · b6 torre del bianco · f5 re del nero · f3 pedone del bianco · g3 re del bianco · a2 torre del nero | a6 pedone del bianco · b6 torre del bianco · f5 re del nero · f3 pedone del bianco · g3 re del bianco · a2 torre del nero | a6 pedone del bianco · b6 torre del bianco · f5 re del nero · f3 pedone del bianco · g3 re del bianco · a2 torre del nero | a6 pedone del bianco · b6 torre del bianco · f5 re del nero · f3 pedone del bianco · g3 re del bianco · a2 torre del nero | a6 pedone del bianco · b6 torre del bianco · f5 re del nero · f3 pedone del bianco · g3 re del bianco · a2 torre del nero | a6 pedone del bianco · b6 torre del bianco · f5 re del nero · f3 pedone del bianco · g3 re del bianco · a2 torre del nero | a6 pedone del bianco · b6 torre del bianco · f5 re del nero · f3 pedone del bianco · g3 re del bianco · a2 torre del nero | a6 pedone del bianco · b6 torre del bianco · f5 re del nero · f3 pedone del bianco · g3 re del bianco · a2 torre del nero | 4 |
| 3 | a6 pedone del bianco · b6 torre del bianco · f5 re del nero · f3 pedone del bianco · g3 re del bianco · a2 torre del nero | a6 pedone del bianco · b6 torre del bianco · f5 re del nero · f3 pedone del bianco · g3 re del bianco · a2 torre del nero | a6 pedone del bianco · b6 torre del bianco · f5 re del nero · f3 pedone del bianco · g3 re del bianco · a2 torre del nero | a6 pedone del bianco · b6 torre del bianco · f5 re del nero · f3 pedone del bianco · g3 re del bianco · a2 torre del nero | a6 pedone del bianco · b6 torre del bianco · f5 re del nero · f3 pedone del bianco · g3 re del bianco · a2 torre del nero | a6 pedone del bianco · b6 torre del bianco · f5 re del nero · f3 pedone del bianco · g3 re del bianco · a2 torre del nero | a6 pedone del bianco · b6 torre del bianco · f5 re del nero · f3 pedone del bianco · g3 re del bianco · a2 torre del nero | a6 pedone del bianco · b6 torre del bianco · f5 re del nero · f3 pedone del bianco · g3 re del bianco · a2 torre del nero | 3 |
| 2 | a6 pedone del bianco · b6 torre del bianco · f5 re del nero · f3 pedone del bianco · g3 re del bianco · a2 torre del nero | a6 pedone del bianco · b6 torre del bianco · f5 re del nero · f3 pedone del bianco · g3 re del bianco · a2 torre del nero | a6 pedone del bianco · b6 torre del bianco · f5 re del nero · f3 pedone del bianco · g3 re del bianco · a2 torre del nero | a6 pedone del bianco · b6 torre del bianco · f5 re del nero · f3 pedone del bianco · g3 re del bianco · a2 torre del nero | a6 pedone del bianco · b6 torre del bianco · f5 re del nero · f3 pedone del bianco · g3 re del bianco · a2 torre del nero | a6 pedone del bianco · b6 torre del bianco · f5 re del nero · f3 pedone del bianco · g3 re del bianco · a2 torre del nero | a6 pedone del bianco · b6 torre del bianco · f5 re del nero · f3 pedone del bianco · g3 re del bianco · a2 torre del nero | a6 pedone del bianco · b6 torre del bianco · f5 re del nero · f3 pedone del bianco · g3 re del bianco · a2 torre del nero | 2 |
| 1 | a6 pedone del bianco · b6 torre del bianco · f5 re del nero · f3 pedone del bianco · g3 re del bianco · a2 torre del nero | a6 pedone del bianco · b6 torre del bianco · f5 re del nero · f3 pedone del bianco · g3 re del bianco · a2 torre del nero | a6 pedone del bianco · b6 torre del bianco · f5 re del nero · f3 pedone del bianco · g3 re del bianco · a2 torre del nero | a6 pedone del bianco · b6 torre del bianco · f5 re del nero · f3 pedone del bianco · g3 re del bianco · a2 torre del nero | a6 pedone del bianco · b6 torre del bianco · f5 re del nero · f3 pedone del bianco · g3 re del bianco · a2 torre del nero | a6 pedone del bianco · b6 torre del bianco · f5 re del nero · f3 pedone del bianco · g3 re del bianco · a2 torre del nero | a6 pedone del bianco · b6 torre del bianco · f5 re del nero · f3 pedone del bianco · g3 re del bianco · a2 torre del nero | a6 pedone del bianco · b6 torre del bianco · f5 re del nero · f3 pedone del bianco · g3 re del bianco · a2 torre del nero | 1 |
|   | a | b | c | d | e | f | g | h |   |

Nella partita Bernstein-Smyslov la possibilità di stallo si verificò a seguito di un errore. Non fu questo il caso della partita tra Milan Matulović e Nikolaj Minev. La continuazione fu:
1.Tc6 Rg5
2.Rh3 Rh5
3.f4
sperando in 3…Ta3+?, con vittoria per il Bianco
3…Txa6!
ora 4.Txa6 sarebbe stallo. Il Bianco giocò invece 4.Tc5+ e la partita terminò patta alcune mosse più tardi.

### Williams-Harrwitz
Nella partita tra Williams e Harrwitz, il Nero era in vantaggio di un cavallo e un pedone nel finale. Un tale vantaggio sarebbe normalmente decisivo, ma il Nero non riusciva a trovare un modo di concretizzarlo a causa delle varie possibilità di stallo a disposizione del Bianco. La partita proseguì con 72…Ta8 73.Tc1 (evitando la minaccia 73…Cc2+) Re3 74.Tc4 Ta4 75.Tc1 Rd2 76.Tc4 Rd3 (76…Cc2+ 77.Txc2+! Rxc2 stallo) 77.Tc3+! Rd4 (77…Rxc3 stallo) 78.Tc1 Ta3 79.Td1+ Rc5 (79…Td3 80.Txd3+! lascia al Nero materiale insufficiente per vincere dopo 80…Cxd3 81.Rxa2, o una posizione di patta teorica dopo 80…Rxd3) 80.Tc1+ Rb5 81.Tc7 Cd5 82.Tc2 Cc3 83.Tb2+ Rc4 84.Tb3! (vedi diagramma 2). Qui i giocatori si accordarono per la patta dato che 84…Rxb3 o 84…Txb3 portano allo stallo così come 84…Ta8 85.Txc3+! Rxc3.
|   | a | b | c | d | e | f | g | h |   |
| 8 | b8 torre del nero · b4 cavallo del nero · f4 re del nero · a2 pedone del nero · a1 re del bianco · g1 torre del bianco | b8 torre del nero · b4 cavallo del nero · f4 re del nero · a2 pedone del nero · a1 re del bianco · g1 torre del bianco | b8 torre del nero · b4 cavallo del nero · f4 re del nero · a2 pedone del nero · a1 re del bianco · g1 torre del bianco | b8 torre del nero · b4 cavallo del nero · f4 re del nero · a2 pedone del nero · a1 re del bianco · g1 torre del bianco | b8 torre del nero · b4 cavallo del nero · f4 re del nero · a2 pedone del nero · a1 re del bianco · g1 torre del bianco | b8 torre del nero · b4 cavallo del nero · f4 re del nero · a2 pedone del nero · a1 re del bianco · g1 torre del bianco | b8 torre del nero · b4 cavallo del nero · f4 re del nero · a2 pedone del nero · a1 re del bianco · g1 torre del bianco | b8 torre del nero · b4 cavallo del nero · f4 re del nero · a2 pedone del nero · a1 re del bianco · g1 torre del bianco | 8 |
| 7 | b8 torre del nero · b4 cavallo del nero · f4 re del nero · a2 pedone del nero · a1 re del bianco · g1 torre del bianco | b8 torre del nero · b4 cavallo del nero · f4 re del nero · a2 pedone del nero · a1 re del bianco · g1 torre del bianco | b8 torre del nero · b4 cavallo del nero · f4 re del nero · a2 pedone del nero · a1 re del bianco · g1 torre del bianco | b8 torre del nero · b4 cavallo del nero · f4 re del nero · a2 pedone del nero · a1 re del bianco · g1 torre del bianco | b8 torre del nero · b4 cavallo del nero · f4 re del nero · a2 pedone del nero · a1 re del bianco · g1 torre del bianco | b8 torre del nero · b4 cavallo del nero · f4 re del nero · a2 pedone del nero · a1 re del bianco · g1 torre del bianco | b8 torre del nero · b4 cavallo del nero · f4 re del nero · a2 pedone del nero · a1 re del bianco · g1 torre del bianco | b8 torre del nero · b4 cavallo del nero · f4 re del nero · a2 pedone del nero · a1 re del bianco · g1 torre del bianco | 7 |
| 6 | b8 torre del nero · b4 cavallo del nero · f4 re del nero · a2 pedone del nero · a1 re del bianco · g1 torre del bianco | b8 torre del nero · b4 cavallo del nero · f4 re del nero · a2 pedone del nero · a1 re del bianco · g1 torre del bianco | b8 torre del nero · b4 cavallo del nero · f4 re del nero · a2 pedone del nero · a1 re del bianco · g1 torre del bianco | b8 torre del nero · b4 cavallo del nero · f4 re del nero · a2 pedone del nero · a1 re del bianco · g1 torre del bianco | b8 torre del nero · b4 cavallo del nero · f4 re del nero · a2 pedone del nero · a1 re del bianco · g1 torre del bianco | b8 torre del nero · b4 cavallo del nero · f4 re del nero · a2 pedone del nero · a1 re del bianco · g1 torre del bianco | b8 torre del nero · b4 cavallo del nero · f4 re del nero · a2 pedone del nero · a1 re del bianco · g1 torre del bianco | b8 torre del nero · b4 cavallo del nero · f4 re del nero · a2 pedone del nero · a1 re del bianco · g1 torre del bianco | 6 |
| 5 | b8 torre del nero · b4 cavallo del nero · f4 re del nero · a2 pedone del nero · a1 re del bianco · g1 torre del bianco | b8 torre del nero · b4 cavallo del nero · f4 re del nero · a2 pedone del nero · a1 re del bianco · g1 torre del bianco | b8 torre del nero · b4 cavallo del nero · f4 re del nero · a2 pedone del nero · a1 re del bianco · g1 torre del bianco | b8 torre del nero · b4 cavallo del nero · f4 re del nero · a2 pedone del nero · a1 re del bianco · g1 torre del bianco | b8 torre del nero · b4 cavallo del nero · f4 re del nero · a2 pedone del nero · a1 re del bianco · g1 torre del bianco | b8 torre del nero · b4 cavallo del nero · f4 re del nero · a2 pedone del nero · a1 re del bianco · g1 torre del bianco | b8 torre del nero · b4 cavallo del nero · f4 re del nero · a2 pedone del nero · a1 re del bianco · g1 torre del bianco | b8 torre del nero · b4 cavallo del nero · f4 re del nero · a2 pedone del nero · a1 re del bianco · g1 torre del bianco | 5 |
| 4 | b8 torre del nero · b4 cavallo del nero · f4 re del nero · a2 pedone del nero · a1 re del bianco · g1 torre del bianco | b8 torre del nero · b4 cavallo del nero · f4 re del nero · a2 pedone del nero · a1 re del bianco · g1 torre del bianco | b8 torre del nero · b4 cavallo del nero · f4 re del nero · a2 pedone del nero · a1 re del bianco · g1 torre del bianco | b8 torre del nero · b4 cavallo del nero · f4 re del nero · a2 pedone del nero · a1 re del bianco · g1 torre del bianco | b8 torre del nero · b4 cavallo del nero · f4 re del nero · a2 pedone del nero · a1 re del bianco · g1 torre del bianco | b8 torre del nero · b4 cavallo del nero · f4 re del nero · a2 pedone del nero · a1 re del bianco · g1 torre del bianco | b8 torre del nero · b4 cavallo del nero · f4 re del nero · a2 pedone del nero · a1 re del bianco · g1 torre del bianco | b8 torre del nero · b4 cavallo del nero · f4 re del nero · a2 pedone del nero · a1 re del bianco · g1 torre del bianco | 4 |
| 3 | b8 torre del nero · b4 cavallo del nero · f4 re del nero · a2 pedone del nero · a1 re del bianco · g1 torre del bianco | b8 torre del nero · b4 cavallo del nero · f4 re del nero · a2 pedone del nero · a1 re del bianco · g1 torre del bianco | b8 torre del nero · b4 cavallo del nero · f4 re del nero · a2 pedone del nero · a1 re del bianco · g1 torre del bianco | b8 torre del nero · b4 cavallo del nero · f4 re del nero · a2 pedone del nero · a1 re del bianco · g1 torre del bianco | b8 torre del nero · b4 cavallo del nero · f4 re del nero · a2 pedone del nero · a1 re del bianco · g1 torre del bianco | b8 torre del nero · b4 cavallo del nero · f4 re del nero · a2 pedone del nero · a1 re del bianco · g1 torre del bianco | b8 torre del nero · b4 cavallo del nero · f4 re del nero · a2 pedone del nero · a1 re del bianco · g1 torre del bianco | b8 torre del nero · b4 cavallo del nero · f4 re del nero · a2 pedone del nero · a1 re del bianco · g1 torre del bianco | 3 |
| 2 | b8 torre del nero · b4 cavallo del nero · f4 re del nero · a2 pedone del nero · a1 re del bianco · g1 torre del bianco | b8 torre del nero · b4 cavallo del nero · f4 re del nero · a2 pedone del nero · a1 re del bianco · g1 torre del bianco | b8 torre del nero · b4 cavallo del nero · f4 re del nero · a2 pedone del nero · a1 re del bianco · g1 torre del bianco | b8 torre del nero · b4 cavallo del nero · f4 re del nero · a2 pedone del nero · a1 re del bianco · g1 torre del bianco | b8 torre del nero · b4 cavallo del nero · f4 re del nero · a2 pedone del nero · a1 re del bianco · g1 torre del bianco | b8 torre del nero · b4 cavallo del nero · f4 re del nero · a2 pedone del nero · a1 re del bianco · g1 torre del bianco | b8 torre del nero · b4 cavallo del nero · f4 re del nero · a2 pedone del nero · a1 re del bianco · g1 torre del bianco | b8 torre del nero · b4 cavallo del nero · f4 re del nero · a2 pedone del nero · a1 re del bianco · g1 torre del bianco | 2 |
| 1 | b8 torre del nero · b4 cavallo del nero · f4 re del nero · a2 pedone del nero · a1 re del bianco · g1 torre del bianco | b8 torre del nero · b4 cavallo del nero · f4 re del nero · a2 pedone del nero · a1 re del bianco · g1 torre del bianco | b8 torre del nero · b4 cavallo del nero · f4 re del nero · a2 pedone del nero · a1 re del bianco · g1 torre del bianco | b8 torre del nero · b4 cavallo del nero · f4 re del nero · a2 pedone del nero · a1 re del bianco · g1 torre del bianco | b8 torre del nero · b4 cavallo del nero · f4 re del nero · a2 pedone del nero · a1 re del bianco · g1 torre del bianco | b8 torre del nero · b4 cavallo del nero · f4 re del nero · a2 pedone del nero · a1 re del bianco · g1 torre del bianco | b8 torre del nero · b4 cavallo del nero · f4 re del nero · a2 pedone del nero · a1 re del bianco · g1 torre del bianco | b8 torre del nero · b4 cavallo del nero · f4 re del nero · a2 pedone del nero · a1 re del bianco · g1 torre del bianco | 1 |
|   | a | b | c | d | e | f | g | h |   |

|   | a | b | c | d | e | f | g | h |   |
| 8 | c4 re del nero · a3 torre del nero · b3 torre del bianco · c3 cavallo del nero · a2 pedone del nero · a1 re del bianco | c4 re del nero · a3 torre del nero · b3 torre del bianco · c3 cavallo del nero · a2 pedone del nero · a1 re del bianco | c4 re del nero · a3 torre del nero · b3 torre del bianco · c3 cavallo del nero · a2 pedone del nero · a1 re del bianco | c4 re del nero · a3 torre del nero · b3 torre del bianco · c3 cavallo del nero · a2 pedone del nero · a1 re del bianco | c4 re del nero · a3 torre del nero · b3 torre del bianco · c3 cavallo del nero · a2 pedone del nero · a1 re del bianco | c4 re del nero · a3 torre del nero · b3 torre del bianco · c3 cavallo del nero · a2 pedone del nero · a1 re del bianco | c4 re del nero · a3 torre del nero · b3 torre del bianco · c3 cavallo del nero · a2 pedone del nero · a1 re del bianco | c4 re del nero · a3 torre del nero · b3 torre del bianco · c3 cavallo del nero · a2 pedone del nero · a1 re del bianco | 8 |
| 7 | c4 re del nero · a3 torre del nero · b3 torre del bianco · c3 cavallo del nero · a2 pedone del nero · a1 re del bianco | c4 re del nero · a3 torre del nero · b3 torre del bianco · c3 cavallo del nero · a2 pedone del nero · a1 re del bianco | c4 re del nero · a3 torre del nero · b3 torre del bianco · c3 cavallo del nero · a2 pedone del nero · a1 re del bianco | c4 re del nero · a3 torre del nero · b3 torre del bianco · c3 cavallo del nero · a2 pedone del nero · a1 re del bianco | c4 re del nero · a3 torre del nero · b3 torre del bianco · c3 cavallo del nero · a2 pedone del nero · a1 re del bianco | c4 re del nero · a3 torre del nero · b3 torre del bianco · c3 cavallo del nero · a2 pedone del nero · a1 re del bianco | c4 re del nero · a3 torre del nero · b3 torre del bianco · c3 cavallo del nero · a2 pedone del nero · a1 re del bianco | c4 re del nero · a3 torre del nero · b3 torre del bianco · c3 cavallo del nero · a2 pedone del nero · a1 re del bianco | 7 |
| 6 | c4 re del nero · a3 torre del nero · b3 torre del bianco · c3 cavallo del nero · a2 pedone del nero · a1 re del bianco | c4 re del nero · a3 torre del nero · b3 torre del bianco · c3 cavallo del nero · a2 pedone del nero · a1 re del bianco | c4 re del nero · a3 torre del nero · b3 torre del bianco · c3 cavallo del nero · a2 pedone del nero · a1 re del bianco | c4 re del nero · a3 torre del nero · b3 torre del bianco · c3 cavallo del nero · a2 pedone del nero · a1 re del bianco | c4 re del nero · a3 torre del nero · b3 torre del bianco · c3 cavallo del nero · a2 pedone del nero · a1 re del bianco | c4 re del nero · a3 torre del nero · b3 torre del bianco · c3 cavallo del nero · a2 pedone del nero · a1 re del bianco | c4 re del nero · a3 torre del nero · b3 torre del bianco · c3 cavallo del nero · a2 pedone del nero · a1 re del bianco | c4 re del nero · a3 torre del nero · b3 torre del bianco · c3 cavallo del nero · a2 pedone del nero · a1 re del bianco | 6 |
| 5 | c4 re del nero · a3 torre del nero · b3 torre del bianco · c3 cavallo del nero · a2 pedone del nero · a1 re del bianco | c4 re del nero · a3 torre del nero · b3 torre del bianco · c3 cavallo del nero · a2 pedone del nero · a1 re del bianco | c4 re del nero · a3 torre del nero · b3 torre del bianco · c3 cavallo del nero · a2 pedone del nero · a1 re del bianco | c4 re del nero · a3 torre del nero · b3 torre del bianco · c3 cavallo del nero · a2 pedone del nero · a1 re del bianco | c4 re del nero · a3 torre del nero · b3 torre del bianco · c3 cavallo del nero · a2 pedone del nero · a1 re del bianco | c4 re del nero · a3 torre del nero · b3 torre del bianco · c3 cavallo del nero · a2 pedone del nero · a1 re del bianco | c4 re del nero · a3 torre del nero · b3 torre del bianco · c3 cavallo del nero · a2 pedone del nero · a1 re del bianco | c4 re del nero · a3 torre del nero · b3 torre del bianco · c3 cavallo del nero · a2 pedone del nero · a1 re del bianco | 5 |
| 4 | c4 re del nero · a3 torre del nero · b3 torre del bianco · c3 cavallo del nero · a2 pedone del nero · a1 re del bianco | c4 re del nero · a3 torre del nero · b3 torre del bianco · c3 cavallo del nero · a2 pedone del nero · a1 re del bianco | c4 re del nero · a3 torre del nero · b3 torre del bianco · c3 cavallo del nero · a2 pedone del nero · a1 re del bianco | c4 re del nero · a3 torre del nero · b3 torre del bianco · c3 cavallo del nero · a2 pedone del nero · a1 re del bianco | c4 re del nero · a3 torre del nero · b3 torre del bianco · c3 cavallo del nero · a2 pedone del nero · a1 re del bianco | c4 re del nero · a3 torre del nero · b3 torre del bianco · c3 cavallo del nero · a2 pedone del nero · a1 re del bianco | c4 re del nero · a3 torre del nero · b3 torre del bianco · c3 cavallo del nero · a2 pedone del nero · a1 re del bianco | c4 re del nero · a3 torre del nero · b3 torre del bianco · c3 cavallo del nero · a2 pedone del nero · a1 re del bianco | 4 |
| 3 | c4 re del nero · a3 torre del nero · b3 torre del bianco · c3 cavallo del nero · a2 pedone del nero · a1 re del bianco | c4 re del nero · a3 torre del nero · b3 torre del bianco · c3 cavallo del nero · a2 pedone del nero · a1 re del bianco | c4 re del nero · a3 torre del nero · b3 torre del bianco · c3 cavallo del nero · a2 pedone del nero · a1 re del bianco | c4 re del nero · a3 torre del nero · b3 torre del bianco · c3 cavallo del nero · a2 pedone del nero · a1 re del bianco | c4 re del nero · a3 torre del nero · b3 torre del bianco · c3 cavallo del nero · a2 pedone del nero · a1 re del bianco | c4 re del nero · a3 torre del nero · b3 torre del bianco · c3 cavallo del nero · a2 pedone del nero · a1 re del bianco | c4 re del nero · a3 torre del nero · b3 torre del bianco · c3 cavallo del nero · a2 pedone del nero · a1 re del bianco | c4 re del nero · a3 torre del nero · b3 torre del bianco · c3 cavallo del nero · a2 pedone del nero · a1 re del bianco | 3 |
| 2 | c4 re del nero · a3 torre del nero · b3 torre del bianco · c3 cavallo del nero · a2 pedone del nero · a1 re del bianco | c4 re del nero · a3 torre del nero · b3 torre del bianco · c3 cavallo del nero · a2 pedone del nero · a1 re del bianco | c4 re del nero · a3 torre del nero · b3 torre del bianco · c3 cavallo del nero · a2 pedone del nero · a1 re del bianco | c4 re del nero · a3 torre del nero · b3 torre del bianco · c3 cavallo del nero · a2 pedone del nero · a1 re del bianco | c4 re del nero · a3 torre del nero · b3 torre del bianco · c3 cavallo del nero · a2 pedone del nero · a1 re del bianco | c4 re del nero · a3 torre del nero · b3 torre del bianco · c3 cavallo del nero · a2 pedone del nero · a1 re del bianco | c4 re del nero · a3 torre del nero · b3 torre del bianco · c3 cavallo del nero · a2 pedone del nero · a1 re del bianco | c4 re del nero · a3 torre del nero · b3 torre del bianco · c3 cavallo del nero · a2 pedone del nero · a1 re del bianco | 2 |
| 1 | c4 re del nero · a3 torre del nero · b3 torre del bianco · c3 cavallo del nero · a2 pedone del nero · a1 re del bianco | c4 re del nero · a3 torre del nero · b3 torre del bianco · c3 cavallo del nero · a2 pedone del nero · a1 re del bianco | c4 re del nero · a3 torre del nero · b3 torre del bianco · c3 cavallo del nero · a2 pedone del nero · a1 re del bianco | c4 re del nero · a3 torre del nero · b3 torre del bianco · c3 cavallo del nero · a2 pedone del nero · a1 re del bianco | c4 re del nero · a3 torre del nero · b3 torre del bianco · c3 cavallo del nero · a2 pedone del nero · a1 re del bianco | c4 re del nero · a3 torre del nero · b3 torre del bianco · c3 cavallo del nero · a2 pedone del nero · a1 re del bianco | c4 re del nero · a3 torre del nero · b3 torre del bianco · c3 cavallo del nero · a2 pedone del nero · a1 re del bianco | c4 re del nero · a3 torre del nero · b3 torre del bianco · c3 cavallo del nero · a2 pedone del nero · a1 re del bianco | 1 |
|   | a | b | c | d | e | f | g | h |   |

## Sacrifici disperati
|   | a | b | c | d | e | f | g | h |   |
| 8 | a7 re del nero · b7 pedone del nero · a6 pedone del nero · a5 pedone del bianco · f5 donna del bianco · g5 pedone del nero · h4 pedone del nero · e3 donna del nero · h1 re del bianco | a7 re del nero · b7 pedone del nero · a6 pedone del nero · a5 pedone del bianco · f5 donna del bianco · g5 pedone del nero · h4 pedone del nero · e3 donna del nero · h1 re del bianco | a7 re del nero · b7 pedone del nero · a6 pedone del nero · a5 pedone del bianco · f5 donna del bianco · g5 pedone del nero · h4 pedone del nero · e3 donna del nero · h1 re del bianco | a7 re del nero · b7 pedone del nero · a6 pedone del nero · a5 pedone del bianco · f5 donna del bianco · g5 pedone del nero · h4 pedone del nero · e3 donna del nero · h1 re del bianco | a7 re del nero · b7 pedone del nero · a6 pedone del nero · a5 pedone del bianco · f5 donna del bianco · g5 pedone del nero · h4 pedone del nero · e3 donna del nero · h1 re del bianco | a7 re del nero · b7 pedone del nero · a6 pedone del nero · a5 pedone del bianco · f5 donna del bianco · g5 pedone del nero · h4 pedone del nero · e3 donna del nero · h1 re del bianco | a7 re del nero · b7 pedone del nero · a6 pedone del nero · a5 pedone del bianco · f5 donna del bianco · g5 pedone del nero · h4 pedone del nero · e3 donna del nero · h1 re del bianco | a7 re del nero · b7 pedone del nero · a6 pedone del nero · a5 pedone del bianco · f5 donna del bianco · g5 pedone del nero · h4 pedone del nero · e3 donna del nero · h1 re del bianco | 8 |
| 7 | a7 re del nero · b7 pedone del nero · a6 pedone del nero · a5 pedone del bianco · f5 donna del bianco · g5 pedone del nero · h4 pedone del nero · e3 donna del nero · h1 re del bianco | a7 re del nero · b7 pedone del nero · a6 pedone del nero · a5 pedone del bianco · f5 donna del bianco · g5 pedone del nero · h4 pedone del nero · e3 donna del nero · h1 re del bianco | a7 re del nero · b7 pedone del nero · a6 pedone del nero · a5 pedone del bianco · f5 donna del bianco · g5 pedone del nero · h4 pedone del nero · e3 donna del nero · h1 re del bianco | a7 re del nero · b7 pedone del nero · a6 pedone del nero · a5 pedone del bianco · f5 donna del bianco · g5 pedone del nero · h4 pedone del nero · e3 donna del nero · h1 re del bianco | a7 re del nero · b7 pedone del nero · a6 pedone del nero · a5 pedone del bianco · f5 donna del bianco · g5 pedone del nero · h4 pedone del nero · e3 donna del nero · h1 re del bianco | a7 re del nero · b7 pedone del nero · a6 pedone del nero · a5 pedone del bianco · f5 donna del bianco · g5 pedone del nero · h4 pedone del nero · e3 donna del nero · h1 re del bianco | a7 re del nero · b7 pedone del nero · a6 pedone del nero · a5 pedone del bianco · f5 donna del bianco · g5 pedone del nero · h4 pedone del nero · e3 donna del nero · h1 re del bianco | a7 re del nero · b7 pedone del nero · a6 pedone del nero · a5 pedone del bianco · f5 donna del bianco · g5 pedone del nero · h4 pedone del nero · e3 donna del nero · h1 re del bianco | 7 |
| 6 | a7 re del nero · b7 pedone del nero · a6 pedone del nero · a5 pedone del bianco · f5 donna del bianco · g5 pedone del nero · h4 pedone del nero · e3 donna del nero · h1 re del bianco | a7 re del nero · b7 pedone del nero · a6 pedone del nero · a5 pedone del bianco · f5 donna del bianco · g5 pedone del nero · h4 pedone del nero · e3 donna del nero · h1 re del bianco | a7 re del nero · b7 pedone del nero · a6 pedone del nero · a5 pedone del bianco · f5 donna del bianco · g5 pedone del nero · h4 pedone del nero · e3 donna del nero · h1 re del bianco | a7 re del nero · b7 pedone del nero · a6 pedone del nero · a5 pedone del bianco · f5 donna del bianco · g5 pedone del nero · h4 pedone del nero · e3 donna del nero · h1 re del bianco | a7 re del nero · b7 pedone del nero · a6 pedone del nero · a5 pedone del bianco · f5 donna del bianco · g5 pedone del nero · h4 pedone del nero · e3 donna del nero · h1 re del bianco | a7 re del nero · b7 pedone del nero · a6 pedone del nero · a5 pedone del bianco · f5 donna del bianco · g5 pedone del nero · h4 pedone del nero · e3 donna del nero · h1 re del bianco | a7 re del nero · b7 pedone del nero · a6 pedone del nero · a5 pedone del bianco · f5 donna del bianco · g5 pedone del nero · h4 pedone del nero · e3 donna del nero · h1 re del bianco | a7 re del nero · b7 pedone del nero · a6 pedone del nero · a5 pedone del bianco · f5 donna del bianco · g5 pedone del nero · h4 pedone del nero · e3 donna del nero · h1 re del bianco | 6 |
| 5 | a7 re del nero · b7 pedone del nero · a6 pedone del nero · a5 pedone del bianco · f5 donna del bianco · g5 pedone del nero · h4 pedone del nero · e3 donna del nero · h1 re del bianco | a7 re del nero · b7 pedone del nero · a6 pedone del nero · a5 pedone del bianco · f5 donna del bianco · g5 pedone del nero · h4 pedone del nero · e3 donna del nero · h1 re del bianco | a7 re del nero · b7 pedone del nero · a6 pedone del nero · a5 pedone del bianco · f5 donna del bianco · g5 pedone del nero · h4 pedone del nero · e3 donna del nero · h1 re del bianco | a7 re del nero · b7 pedone del nero · a6 pedone del nero · a5 pedone del bianco · f5 donna del bianco · g5 pedone del nero · h4 pedone del nero · e3 donna del nero · h1 re del bianco | a7 re del nero · b7 pedone del nero · a6 pedone del nero · a5 pedone del bianco · f5 donna del bianco · g5 pedone del nero · h4 pedone del nero · e3 donna del nero · h1 re del bianco | a7 re del nero · b7 pedone del nero · a6 pedone del nero · a5 pedone del bianco · f5 donna del bianco · g5 pedone del nero · h4 pedone del nero · e3 donna del nero · h1 re del bianco | a7 re del nero · b7 pedone del nero · a6 pedone del nero · a5 pedone del bianco · f5 donna del bianco · g5 pedone del nero · h4 pedone del nero · e3 donna del nero · h1 re del bianco | a7 re del nero · b7 pedone del nero · a6 pedone del nero · a5 pedone del bianco · f5 donna del bianco · g5 pedone del nero · h4 pedone del nero · e3 donna del nero · h1 re del bianco | 5 |
| 4 | a7 re del nero · b7 pedone del nero · a6 pedone del nero · a5 pedone del bianco · f5 donna del bianco · g5 pedone del nero · h4 pedone del nero · e3 donna del nero · h1 re del bianco | a7 re del nero · b7 pedone del nero · a6 pedone del nero · a5 pedone del bianco · f5 donna del bianco · g5 pedone del nero · h4 pedone del nero · e3 donna del nero · h1 re del bianco | a7 re del nero · b7 pedone del nero · a6 pedone del nero · a5 pedone del bianco · f5 donna del bianco · g5 pedone del nero · h4 pedone del nero · e3 donna del nero · h1 re del bianco | a7 re del nero · b7 pedone del nero · a6 pedone del nero · a5 pedone del bianco · f5 donna del bianco · g5 pedone del nero · h4 pedone del nero · e3 donna del nero · h1 re del bianco | a7 re del nero · b7 pedone del nero · a6 pedone del nero · a5 pedone del bianco · f5 donna del bianco · g5 pedone del nero · h4 pedone del nero · e3 donna del nero · h1 re del bianco | a7 re del nero · b7 pedone del nero · a6 pedone del nero · a5 pedone del bianco · f5 donna del bianco · g5 pedone del nero · h4 pedone del nero · e3 donna del nero · h1 re del bianco | a7 re del nero · b7 pedone del nero · a6 pedone del nero · a5 pedone del bianco · f5 donna del bianco · g5 pedone del nero · h4 pedone del nero · e3 donna del nero · h1 re del bianco | a7 re del nero · b7 pedone del nero · a6 pedone del nero · a5 pedone del bianco · f5 donna del bianco · g5 pedone del nero · h4 pedone del nero · e3 donna del nero · h1 re del bianco | 4 |
| 3 | a7 re del nero · b7 pedone del nero · a6 pedone del nero · a5 pedone del bianco · f5 donna del bianco · g5 pedone del nero · h4 pedone del nero · e3 donna del nero · h1 re del bianco | a7 re del nero · b7 pedone del nero · a6 pedone del nero · a5 pedone del bianco · f5 donna del bianco · g5 pedone del nero · h4 pedone del nero · e3 donna del nero · h1 re del bianco | a7 re del nero · b7 pedone del nero · a6 pedone del nero · a5 pedone del bianco · f5 donna del bianco · g5 pedone del nero · h4 pedone del nero · e3 donna del nero · h1 re del bianco | a7 re del nero · b7 pedone del nero · a6 pedone del nero · a5 pedone del bianco · f5 donna del bianco · g5 pedone del nero · h4 pedone del nero · e3 donna del nero · h1 re del bianco | a7 re del nero · b7 pedone del nero · a6 pedone del nero · a5 pedone del bianco · f5 donna del bianco · g5 pedone del nero · h4 pedone del nero · e3 donna del nero · h1 re del bianco | a7 re del nero · b7 pedone del nero · a6 pedone del nero · a5 pedone del bianco · f5 donna del bianco · g5 pedone del nero · h4 pedone del nero · e3 donna del nero · h1 re del bianco | a7 re del nero · b7 pedone del nero · a6 pedone del nero · a5 pedone del bianco · f5 donna del bianco · g5 pedone del nero · h4 pedone del nero · e3 donna del nero · h1 re del bianco | a7 re del nero · b7 pedone del nero · a6 pedone del nero · a5 pedone del bianco · f5 donna del bianco · g5 pedone del nero · h4 pedone del nero · e3 donna del nero · h1 re del bianco | 3 |
| 2 | a7 re del nero · b7 pedone del nero · a6 pedone del nero · a5 pedone del bianco · f5 donna del bianco · g5 pedone del nero · h4 pedone del nero · e3 donna del nero · h1 re del bianco | a7 re del nero · b7 pedone del nero · a6 pedone del nero · a5 pedone del bianco · f5 donna del bianco · g5 pedone del nero · h4 pedone del nero · e3 donna del nero · h1 re del bianco | a7 re del nero · b7 pedone del nero · a6 pedone del nero · a5 pedone del bianco · f5 donna del bianco · g5 pedone del nero · h4 pedone del nero · e3 donna del nero · h1 re del bianco | a7 re del nero · b7 pedone del nero · a6 pedone del nero · a5 pedone del bianco · f5 donna del bianco · g5 pedone del nero · h4 pedone del nero · e3 donna del nero · h1 re del bianco | a7 re del nero · b7 pedone del nero · a6 pedone del nero · a5 pedone del bianco · f5 donna del bianco · g5 pedone del nero · h4 pedone del nero · e3 donna del nero · h1 re del bianco | a7 re del nero · b7 pedone del nero · a6 pedone del nero · a5 pedone del bianco · f5 donna del bianco · g5 pedone del nero · h4 pedone del nero · e3 donna del nero · h1 re del bianco | a7 re del nero · b7 pedone del nero · a6 pedone del nero · a5 pedone del bianco · f5 donna del bianco · g5 pedone del nero · h4 pedone del nero · e3 donna del nero · h1 re del bianco | a7 re del nero · b7 pedone del nero · a6 pedone del nero · a5 pedone del bianco · f5 donna del bianco · g5 pedone del nero · h4 pedone del nero · e3 donna del nero · h1 re del bianco | 2 |
| 1 | a7 re del nero · b7 pedone del nero · a6 pedone del nero · a5 pedone del bianco · f5 donna del bianco · g5 pedone del nero · h4 pedone del nero · e3 donna del nero · h1 re del bianco | a7 re del nero · b7 pedone del nero · a6 pedone del nero · a5 pedone del bianco · f5 donna del bianco · g5 pedone del nero · h4 pedone del nero · e3 donna del nero · h1 re del bianco | a7 re del nero · b7 pedone del nero · a6 pedone del nero · a5 pedone del bianco · f5 donna del bianco · g5 pedone del nero · h4 pedone del nero · e3 donna del nero · h1 re del bianco | a7 re del nero · b7 pedone del nero · a6 pedone del nero · a5 pedone del bianco · f5 donna del bianco · g5 pedone del nero · h4 pedone del nero · e3 donna del nero · h1 re del bianco | a7 re del nero · b7 pedone del nero · a6 pedone del nero · a5 pedone del bianco · f5 donna del bianco · g5 pedone del nero · h4 pedone del nero · e3 donna del nero · h1 re del bianco | a7 re del nero · b7 pedone del nero · a6 pedone del nero · a5 pedone del bianco · f5 donna del bianco · g5 pedone del nero · h4 pedone del nero · e3 donna del nero · h1 re del bianco | a7 re del nero · b7 pedone del nero · a6 pedone del nero · a5 pedone del bianco · f5 donna del bianco · g5 pedone del nero · h4 pedone del nero · e3 donna del nero · h1 re del bianco | a7 re del nero · b7 pedone del nero · a6 pedone del nero · a5 pedone del bianco · f5 donna del bianco · g5 pedone del nero · h4 pedone del nero · e3 donna del nero · h1 re del bianco | 1 |
|   | a | b | c | d | e | f | g | h |   |

A volte un pezzo è offerto in sacrificio per creare una situazione di stallo. Molte partite sono state salvate da tali sacrifici disperati, una delle più note è quella giocata nel campionato statunitense del 1942 da Pilnik contro Reshevsky. Dalla posizione in diagramma, dopo 2…g4?? 2.Df2! la donna bianca è un sacrificio disperato: il Nero perde se non la prende, ma la sua cattura causa lo stallo.
Un altro ben noto esempio è quello della partita tra Evans e Reshevsky. Evans sacrificò la sua donna alla mossa 49 e offrì la torre alla mossa successiva. La torre bianca è stata chiamata torre eterna. Catturarla significa lo stallo, ma non farlo significa trovarsela per sempre in settima traversa a dare scacco al re all'infinito. In conclusione si avrebbe o una patta d'accordo o una patta per ripetizione o una patta per la regola delle cinquanta mosse.
47.h4! Te2+
48.Rh1 Dxg3?? (48…Df6!, e se 49.gxf4 Dxh4+, vince facilmente)
49.Dg8+ Rxg8
50.Txg7+
|   | a | b | c | d | e | f | g | h |   |
| 8 | c8 donna del bianco · f7 torre del bianco · g7 pedone del nero · h7 re del nero · b5 pedone del nero · e5 pedone del nero · g5 donna del nero · h5 pedone del nero · b4 pedone del bianco · e4 pedone del bianco · f4 cavallo del nero · e3 torre del nero · f3 pedone del bianco · g3 pedone del bianco · h3 pedone del bianco · h2 re del bianco | c8 donna del bianco · f7 torre del bianco · g7 pedone del nero · h7 re del nero · b5 pedone del nero · e5 pedone del nero · g5 donna del nero · h5 pedone del nero · b4 pedone del bianco · e4 pedone del bianco · f4 cavallo del nero · e3 torre del nero · f3 pedone del bianco · g3 pedone del bianco · h3 pedone del bianco · h2 re del bianco | c8 donna del bianco · f7 torre del bianco · g7 pedone del nero · h7 re del nero · b5 pedone del nero · e5 pedone del nero · g5 donna del nero · h5 pedone del nero · b4 pedone del bianco · e4 pedone del bianco · f4 cavallo del nero · e3 torre del nero · f3 pedone del bianco · g3 pedone del bianco · h3 pedone del bianco · h2 re del bianco | c8 donna del bianco · f7 torre del bianco · g7 pedone del nero · h7 re del nero · b5 pedone del nero · e5 pedone del nero · g5 donna del nero · h5 pedone del nero · b4 pedone del bianco · e4 pedone del bianco · f4 cavallo del nero · e3 torre del nero · f3 pedone del bianco · g3 pedone del bianco · h3 pedone del bianco · h2 re del bianco | c8 donna del bianco · f7 torre del bianco · g7 pedone del nero · h7 re del nero · b5 pedone del nero · e5 pedone del nero · g5 donna del nero · h5 pedone del nero · b4 pedone del bianco · e4 pedone del bianco · f4 cavallo del nero · e3 torre del nero · f3 pedone del bianco · g3 pedone del bianco · h3 pedone del bianco · h2 re del bianco | c8 donna del bianco · f7 torre del bianco · g7 pedone del nero · h7 re del nero · b5 pedone del nero · e5 pedone del nero · g5 donna del nero · h5 pedone del nero · b4 pedone del bianco · e4 pedone del bianco · f4 cavallo del nero · e3 torre del nero · f3 pedone del bianco · g3 pedone del bianco · h3 pedone del bianco · h2 re del bianco | c8 donna del bianco · f7 torre del bianco · g7 pedone del nero · h7 re del nero · b5 pedone del nero · e5 pedone del nero · g5 donna del nero · h5 pedone del nero · b4 pedone del bianco · e4 pedone del bianco · f4 cavallo del nero · e3 torre del nero · f3 pedone del bianco · g3 pedone del bianco · h3 pedone del bianco · h2 re del bianco | c8 donna del bianco · f7 torre del bianco · g7 pedone del nero · h7 re del nero · b5 pedone del nero · e5 pedone del nero · g5 donna del nero · h5 pedone del nero · b4 pedone del bianco · e4 pedone del bianco · f4 cavallo del nero · e3 torre del nero · f3 pedone del bianco · g3 pedone del bianco · h3 pedone del bianco · h2 re del bianco | 8 |
| 7 | c8 donna del bianco · f7 torre del bianco · g7 pedone del nero · h7 re del nero · b5 pedone del nero · e5 pedone del nero · g5 donna del nero · h5 pedone del nero · b4 pedone del bianco · e4 pedone del bianco · f4 cavallo del nero · e3 torre del nero · f3 pedone del bianco · g3 pedone del bianco · h3 pedone del bianco · h2 re del bianco | c8 donna del bianco · f7 torre del bianco · g7 pedone del nero · h7 re del nero · b5 pedone del nero · e5 pedone del nero · g5 donna del nero · h5 pedone del nero · b4 pedone del bianco · e4 pedone del bianco · f4 cavallo del nero · e3 torre del nero · f3 pedone del bianco · g3 pedone del bianco · h3 pedone del bianco · h2 re del bianco | c8 donna del bianco · f7 torre del bianco · g7 pedone del nero · h7 re del nero · b5 pedone del nero · e5 pedone del nero · g5 donna del nero · h5 pedone del nero · b4 pedone del bianco · e4 pedone del bianco · f4 cavallo del nero · e3 torre del nero · f3 pedone del bianco · g3 pedone del bianco · h3 pedone del bianco · h2 re del bianco | c8 donna del bianco · f7 torre del bianco · g7 pedone del nero · h7 re del nero · b5 pedone del nero · e5 pedone del nero · g5 donna del nero · h5 pedone del nero · b4 pedone del bianco · e4 pedone del bianco · f4 cavallo del nero · e3 torre del nero · f3 pedone del bianco · g3 pedone del bianco · h3 pedone del bianco · h2 re del bianco | c8 donna del bianco · f7 torre del bianco · g7 pedone del nero · h7 re del nero · b5 pedone del nero · e5 pedone del nero · g5 donna del nero · h5 pedone del nero · b4 pedone del bianco · e4 pedone del bianco · f4 cavallo del nero · e3 torre del nero · f3 pedone del bianco · g3 pedone del bianco · h3 pedone del bianco · h2 re del bianco | c8 donna del bianco · f7 torre del bianco · g7 pedone del nero · h7 re del nero · b5 pedone del nero · e5 pedone del nero · g5 donna del nero · h5 pedone del nero · b4 pedone del bianco · e4 pedone del bianco · f4 cavallo del nero · e3 torre del nero · f3 pedone del bianco · g3 pedone del bianco · h3 pedone del bianco · h2 re del bianco | c8 donna del bianco · f7 torre del bianco · g7 pedone del nero · h7 re del nero · b5 pedone del nero · e5 pedone del nero · g5 donna del nero · h5 pedone del nero · b4 pedone del bianco · e4 pedone del bianco · f4 cavallo del nero · e3 torre del nero · f3 pedone del bianco · g3 pedone del bianco · h3 pedone del bianco · h2 re del bianco | c8 donna del bianco · f7 torre del bianco · g7 pedone del nero · h7 re del nero · b5 pedone del nero · e5 pedone del nero · g5 donna del nero · h5 pedone del nero · b4 pedone del bianco · e4 pedone del bianco · f4 cavallo del nero · e3 torre del nero · f3 pedone del bianco · g3 pedone del bianco · h3 pedone del bianco · h2 re del bianco | 7 |
| 6 | c8 donna del bianco · f7 torre del bianco · g7 pedone del nero · h7 re del nero · b5 pedone del nero · e5 pedone del nero · g5 donna del nero · h5 pedone del nero · b4 pedone del bianco · e4 pedone del bianco · f4 cavallo del nero · e3 torre del nero · f3 pedone del bianco · g3 pedone del bianco · h3 pedone del bianco · h2 re del bianco | c8 donna del bianco · f7 torre del bianco · g7 pedone del nero · h7 re del nero · b5 pedone del nero · e5 pedone del nero · g5 donna del nero · h5 pedone del nero · b4 pedone del bianco · e4 pedone del bianco · f4 cavallo del nero · e3 torre del nero · f3 pedone del bianco · g3 pedone del bianco · h3 pedone del bianco · h2 re del bianco | c8 donna del bianco · f7 torre del bianco · g7 pedone del nero · h7 re del nero · b5 pedone del nero · e5 pedone del nero · g5 donna del nero · h5 pedone del nero · b4 pedone del bianco · e4 pedone del bianco · f4 cavallo del nero · e3 torre del nero · f3 pedone del bianco · g3 pedone del bianco · h3 pedone del bianco · h2 re del bianco | c8 donna del bianco · f7 torre del bianco · g7 pedone del nero · h7 re del nero · b5 pedone del nero · e5 pedone del nero · g5 donna del nero · h5 pedone del nero · b4 pedone del bianco · e4 pedone del bianco · f4 cavallo del nero · e3 torre del nero · f3 pedone del bianco · g3 pedone del bianco · h3 pedone del bianco · h2 re del bianco | c8 donna del bianco · f7 torre del bianco · g7 pedone del nero · h7 re del nero · b5 pedone del nero · e5 pedone del nero · g5 donna del nero · h5 pedone del nero · b4 pedone del bianco · e4 pedone del bianco · f4 cavallo del nero · e3 torre del nero · f3 pedone del bianco · g3 pedone del bianco · h3 pedone del bianco · h2 re del bianco | c8 donna del bianco · f7 torre del bianco · g7 pedone del nero · h7 re del nero · b5 pedone del nero · e5 pedone del nero · g5 donna del nero · h5 pedone del nero · b4 pedone del bianco · e4 pedone del bianco · f4 cavallo del nero · e3 torre del nero · f3 pedone del bianco · g3 pedone del bianco · h3 pedone del bianco · h2 re del bianco | c8 donna del bianco · f7 torre del bianco · g7 pedone del nero · h7 re del nero · b5 pedone del nero · e5 pedone del nero · g5 donna del nero · h5 pedone del nero · b4 pedone del bianco · e4 pedone del bianco · f4 cavallo del nero · e3 torre del nero · f3 pedone del bianco · g3 pedone del bianco · h3 pedone del bianco · h2 re del bianco | c8 donna del bianco · f7 torre del bianco · g7 pedone del nero · h7 re del nero · b5 pedone del nero · e5 pedone del nero · g5 donna del nero · h5 pedone del nero · b4 pedone del bianco · e4 pedone del bianco · f4 cavallo del nero · e3 torre del nero · f3 pedone del bianco · g3 pedone del bianco · h3 pedone del bianco · h2 re del bianco | 6 |
| 5 | c8 donna del bianco · f7 torre del bianco · g7 pedone del nero · h7 re del nero · b5 pedone del nero · e5 pedone del nero · g5 donna del nero · h5 pedone del nero · b4 pedone del bianco · e4 pedone del bianco · f4 cavallo del nero · e3 torre del nero · f3 pedone del bianco · g3 pedone del bianco · h3 pedone del bianco · h2 re del bianco | c8 donna del bianco · f7 torre del bianco · g7 pedone del nero · h7 re del nero · b5 pedone del nero · e5 pedone del nero · g5 donna del nero · h5 pedone del nero · b4 pedone del bianco · e4 pedone del bianco · f4 cavallo del nero · e3 torre del nero · f3 pedone del bianco · g3 pedone del bianco · h3 pedone del bianco · h2 re del bianco | c8 donna del bianco · f7 torre del bianco · g7 pedone del nero · h7 re del nero · b5 pedone del nero · e5 pedone del nero · g5 donna del nero · h5 pedone del nero · b4 pedone del bianco · e4 pedone del bianco · f4 cavallo del nero · e3 torre del nero · f3 pedone del bianco · g3 pedone del bianco · h3 pedone del bianco · h2 re del bianco | c8 donna del bianco · f7 torre del bianco · g7 pedone del nero · h7 re del nero · b5 pedone del nero · e5 pedone del nero · g5 donna del nero · h5 pedone del nero · b4 pedone del bianco · e4 pedone del bianco · f4 cavallo del nero · e3 torre del nero · f3 pedone del bianco · g3 pedone del bianco · h3 pedone del bianco · h2 re del bianco | c8 donna del bianco · f7 torre del bianco · g7 pedone del nero · h7 re del nero · b5 pedone del nero · e5 pedone del nero · g5 donna del nero · h5 pedone del nero · b4 pedone del bianco · e4 pedone del bianco · f4 cavallo del nero · e3 torre del nero · f3 pedone del bianco · g3 pedone del bianco · h3 pedone del bianco · h2 re del bianco | c8 donna del bianco · f7 torre del bianco · g7 pedone del nero · h7 re del nero · b5 pedone del nero · e5 pedone del nero · g5 donna del nero · h5 pedone del nero · b4 pedone del bianco · e4 pedone del bianco · f4 cavallo del nero · e3 torre del nero · f3 pedone del bianco · g3 pedone del bianco · h3 pedone del bianco · h2 re del bianco | c8 donna del bianco · f7 torre del bianco · g7 pedone del nero · h7 re del nero · b5 pedone del nero · e5 pedone del nero · g5 donna del nero · h5 pedone del nero · b4 pedone del bianco · e4 pedone del bianco · f4 cavallo del nero · e3 torre del nero · f3 pedone del bianco · g3 pedone del bianco · h3 pedone del bianco · h2 re del bianco | c8 donna del bianco · f7 torre del bianco · g7 pedone del nero · h7 re del nero · b5 pedone del nero · e5 pedone del nero · g5 donna del nero · h5 pedone del nero · b4 pedone del bianco · e4 pedone del bianco · f4 cavallo del nero · e3 torre del nero · f3 pedone del bianco · g3 pedone del bianco · h3 pedone del bianco · h2 re del bianco | 5 |
| 4 | c8 donna del bianco · f7 torre del bianco · g7 pedone del nero · h7 re del nero · b5 pedone del nero · e5 pedone del nero · g5 donna del nero · h5 pedone del nero · b4 pedone del bianco · e4 pedone del bianco · f4 cavallo del nero · e3 torre del nero · f3 pedone del bianco · g3 pedone del bianco · h3 pedone del bianco · h2 re del bianco | c8 donna del bianco · f7 torre del bianco · g7 pedone del nero · h7 re del nero · b5 pedone del nero · e5 pedone del nero · g5 donna del nero · h5 pedone del nero · b4 pedone del bianco · e4 pedone del bianco · f4 cavallo del nero · e3 torre del nero · f3 pedone del bianco · g3 pedone del bianco · h3 pedone del bianco · h2 re del bianco | c8 donna del bianco · f7 torre del bianco · g7 pedone del nero · h7 re del nero · b5 pedone del nero · e5 pedone del nero · g5 donna del nero · h5 pedone del nero · b4 pedone del bianco · e4 pedone del bianco · f4 cavallo del nero · e3 torre del nero · f3 pedone del bianco · g3 pedone del bianco · h3 pedone del bianco · h2 re del bianco | c8 donna del bianco · f7 torre del bianco · g7 pedone del nero · h7 re del nero · b5 pedone del nero · e5 pedone del nero · g5 donna del nero · h5 pedone del nero · b4 pedone del bianco · e4 pedone del bianco · f4 cavallo del nero · e3 torre del nero · f3 pedone del bianco · g3 pedone del bianco · h3 pedone del bianco · h2 re del bianco | c8 donna del bianco · f7 torre del bianco · g7 pedone del nero · h7 re del nero · b5 pedone del nero · e5 pedone del nero · g5 donna del nero · h5 pedone del nero · b4 pedone del bianco · e4 pedone del bianco · f4 cavallo del nero · e3 torre del nero · f3 pedone del bianco · g3 pedone del bianco · h3 pedone del bianco · h2 re del bianco | c8 donna del bianco · f7 torre del bianco · g7 pedone del nero · h7 re del nero · b5 pedone del nero · e5 pedone del nero · g5 donna del nero · h5 pedone del nero · b4 pedone del bianco · e4 pedone del bianco · f4 cavallo del nero · e3 torre del nero · f3 pedone del bianco · g3 pedone del bianco · h3 pedone del bianco · h2 re del bianco | c8 donna del bianco · f7 torre del bianco · g7 pedone del nero · h7 re del nero · b5 pedone del nero · e5 pedone del nero · g5 donna del nero · h5 pedone del nero · b4 pedone del bianco · e4 pedone del bianco · f4 cavallo del nero · e3 torre del nero · f3 pedone del bianco · g3 pedone del bianco · h3 pedone del bianco · h2 re del bianco | c8 donna del bianco · f7 torre del bianco · g7 pedone del nero · h7 re del nero · b5 pedone del nero · e5 pedone del nero · g5 donna del nero · h5 pedone del nero · b4 pedone del bianco · e4 pedone del bianco · f4 cavallo del nero · e3 torre del nero · f3 pedone del bianco · g3 pedone del bianco · h3 pedone del bianco · h2 re del bianco | 4 |
| 3 | c8 donna del bianco · f7 torre del bianco · g7 pedone del nero · h7 re del nero · b5 pedone del nero · e5 pedone del nero · g5 donna del nero · h5 pedone del nero · b4 pedone del bianco · e4 pedone del bianco · f4 cavallo del nero · e3 torre del nero · f3 pedone del bianco · g3 pedone del bianco · h3 pedone del bianco · h2 re del bianco | c8 donna del bianco · f7 torre del bianco · g7 pedone del nero · h7 re del nero · b5 pedone del nero · e5 pedone del nero · g5 donna del nero · h5 pedone del nero · b4 pedone del bianco · e4 pedone del bianco · f4 cavallo del nero · e3 torre del nero · f3 pedone del bianco · g3 pedone del bianco · h3 pedone del bianco · h2 re del bianco | c8 donna del bianco · f7 torre del bianco · g7 pedone del nero · h7 re del nero · b5 pedone del nero · e5 pedone del nero · g5 donna del nero · h5 pedone del nero · b4 pedone del bianco · e4 pedone del bianco · f4 cavallo del nero · e3 torre del nero · f3 pedone del bianco · g3 pedone del bianco · h3 pedone del bianco · h2 re del bianco | c8 donna del bianco · f7 torre del bianco · g7 pedone del nero · h7 re del nero · b5 pedone del nero · e5 pedone del nero · g5 donna del nero · h5 pedone del nero · b4 pedone del bianco · e4 pedone del bianco · f4 cavallo del nero · e3 torre del nero · f3 pedone del bianco · g3 pedone del bianco · h3 pedone del bianco · h2 re del bianco | c8 donna del bianco · f7 torre del bianco · g7 pedone del nero · h7 re del nero · b5 pedone del nero · e5 pedone del nero · g5 donna del nero · h5 pedone del nero · b4 pedone del bianco · e4 pedone del bianco · f4 cavallo del nero · e3 torre del nero · f3 pedone del bianco · g3 pedone del bianco · h3 pedone del bianco · h2 re del bianco | c8 donna del bianco · f7 torre del bianco · g7 pedone del nero · h7 re del nero · b5 pedone del nero · e5 pedone del nero · g5 donna del nero · h5 pedone del nero · b4 pedone del bianco · e4 pedone del bianco · f4 cavallo del nero · e3 torre del nero · f3 pedone del bianco · g3 pedone del bianco · h3 pedone del bianco · h2 re del bianco | c8 donna del bianco · f7 torre del bianco · g7 pedone del nero · h7 re del nero · b5 pedone del nero · e5 pedone del nero · g5 donna del nero · h5 pedone del nero · b4 pedone del bianco · e4 pedone del bianco · f4 cavallo del nero · e3 torre del nero · f3 pedone del bianco · g3 pedone del bianco · h3 pedone del bianco · h2 re del bianco | c8 donna del bianco · f7 torre del bianco · g7 pedone del nero · h7 re del nero · b5 pedone del nero · e5 pedone del nero · g5 donna del nero · h5 pedone del nero · b4 pedone del bianco · e4 pedone del bianco · f4 cavallo del nero · e3 torre del nero · f3 pedone del bianco · g3 pedone del bianco · h3 pedone del bianco · h2 re del bianco | 3 |
| 2 | c8 donna del bianco · f7 torre del bianco · g7 pedone del nero · h7 re del nero · b5 pedone del nero · e5 pedone del nero · g5 donna del nero · h5 pedone del nero · b4 pedone del bianco · e4 pedone del bianco · f4 cavallo del nero · e3 torre del nero · f3 pedone del bianco · g3 pedone del bianco · h3 pedone del bianco · h2 re del bianco | c8 donna del bianco · f7 torre del bianco · g7 pedone del nero · h7 re del nero · b5 pedone del nero · e5 pedone del nero · g5 donna del nero · h5 pedone del nero · b4 pedone del bianco · e4 pedone del bianco · f4 cavallo del nero · e3 torre del nero · f3 pedone del bianco · g3 pedone del bianco · h3 pedone del bianco · h2 re del bianco | c8 donna del bianco · f7 torre del bianco · g7 pedone del nero · h7 re del nero · b5 pedone del nero · e5 pedone del nero · g5 donna del nero · h5 pedone del nero · b4 pedone del bianco · e4 pedone del bianco · f4 cavallo del nero · e3 torre del nero · f3 pedone del bianco · g3 pedone del bianco · h3 pedone del bianco · h2 re del bianco | c8 donna del bianco · f7 torre del bianco · g7 pedone del nero · h7 re del nero · b5 pedone del nero · e5 pedone del nero · g5 donna del nero · h5 pedone del nero · b4 pedone del bianco · e4 pedone del bianco · f4 cavallo del nero · e3 torre del nero · f3 pedone del bianco · g3 pedone del bianco · h3 pedone del bianco · h2 re del bianco | c8 donna del bianco · f7 torre del bianco · g7 pedone del nero · h7 re del nero · b5 pedone del nero · e5 pedone del nero · g5 donna del nero · h5 pedone del nero · b4 pedone del bianco · e4 pedone del bianco · f4 cavallo del nero · e3 torre del nero · f3 pedone del bianco · g3 pedone del bianco · h3 pedone del bianco · h2 re del bianco | c8 donna del bianco · f7 torre del bianco · g7 pedone del nero · h7 re del nero · b5 pedone del nero · e5 pedone del nero · g5 donna del nero · h5 pedone del nero · b4 pedone del bianco · e4 pedone del bianco · f4 cavallo del nero · e3 torre del nero · f3 pedone del bianco · g3 pedone del bianco · h3 pedone del bianco · h2 re del bianco | c8 donna del bianco · f7 torre del bianco · g7 pedone del nero · h7 re del nero · b5 pedone del nero · e5 pedone del nero · g5 donna del nero · h5 pedone del nero · b4 pedone del bianco · e4 pedone del bianco · f4 cavallo del nero · e3 torre del nero · f3 pedone del bianco · g3 pedone del bianco · h3 pedone del bianco · h2 re del bianco | c8 donna del bianco · f7 torre del bianco · g7 pedone del nero · h7 re del nero · b5 pedone del nero · e5 pedone del nero · g5 donna del nero · h5 pedone del nero · b4 pedone del bianco · e4 pedone del bianco · f4 cavallo del nero · e3 torre del nero · f3 pedone del bianco · g3 pedone del bianco · h3 pedone del bianco · h2 re del bianco | 2 |
| 1 | c8 donna del bianco · f7 torre del bianco · g7 pedone del nero · h7 re del nero · b5 pedone del nero · e5 pedone del nero · g5 donna del nero · h5 pedone del nero · b4 pedone del bianco · e4 pedone del bianco · f4 cavallo del nero · e3 torre del nero · f3 pedone del bianco · g3 pedone del bianco · h3 pedone del bianco · h2 re del bianco | c8 donna del bianco · f7 torre del bianco · g7 pedone del nero · h7 re del nero · b5 pedone del nero · e5 pedone del nero · g5 donna del nero · h5 pedone del nero · b4 pedone del bianco · e4 pedone del bianco · f4 cavallo del nero · e3 torre del nero · f3 pedone del bianco · g3 pedone del bianco · h3 pedone del bianco · h2 re del bianco | c8 donna del bianco · f7 torre del bianco · g7 pedone del nero · h7 re del nero · b5 pedone del nero · e5 pedone del nero · g5 donna del nero · h5 pedone del nero · b4 pedone del bianco · e4 pedone del bianco · f4 cavallo del nero · e3 torre del nero · f3 pedone del bianco · g3 pedone del bianco · h3 pedone del bianco · h2 re del bianco | c8 donna del bianco · f7 torre del bianco · g7 pedone del nero · h7 re del nero · b5 pedone del nero · e5 pedone del nero · g5 donna del nero · h5 pedone del nero · b4 pedone del bianco · e4 pedone del bianco · f4 cavallo del nero · e3 torre del nero · f3 pedone del bianco · g3 pedone del bianco · h3 pedone del bianco · h2 re del bianco | c8 donna del bianco · f7 torre del bianco · g7 pedone del nero · h7 re del nero · b5 pedone del nero · e5 pedone del nero · g5 donna del nero · h5 pedone del nero · b4 pedone del bianco · e4 pedone del bianco · f4 cavallo del nero · e3 torre del nero · f3 pedone del bianco · g3 pedone del bianco · h3 pedone del bianco · h2 re del bianco | c8 donna del bianco · f7 torre del bianco · g7 pedone del nero · h7 re del nero · b5 pedone del nero · e5 pedone del nero · g5 donna del nero · h5 pedone del nero · b4 pedone del bianco · e4 pedone del bianco · f4 cavallo del nero · e3 torre del nero · f3 pedone del bianco · g3 pedone del bianco · h3 pedone del bianco · h2 re del bianco | c8 donna del bianco · f7 torre del bianco · g7 pedone del nero · h7 re del nero · b5 pedone del nero · e5 pedone del nero · g5 donna del nero · h5 pedone del nero · b4 pedone del bianco · e4 pedone del bianco · f4 cavallo del nero · e3 torre del nero · f3 pedone del bianco · g3 pedone del bianco · h3 pedone del bianco · h2 re del bianco | c8 donna del bianco · f7 torre del bianco · g7 pedone del nero · h7 re del nero · b5 pedone del nero · e5 pedone del nero · g5 donna del nero · h5 pedone del nero · b4 pedone del bianco · e4 pedone del bianco · f4 cavallo del nero · e3 torre del nero · f3 pedone del bianco · g3 pedone del bianco · h3 pedone del bianco · h2 re del bianco | 1 |
|   | a | b | c | d | e | f | g | h |   |

|   | a | b | c | d | e | f | g | h |   |
| 8 | g8 re del nero · g7 torre del bianco · b5 pedone del nero · e5 pedone del nero · h5 pedone del nero · b4 pedone del bianco · e4 pedone del bianco · f4 cavallo del nero · h4 pedone del bianco · f3 pedone del bianco · g3 donna del nero · e2 torre del nero · h1 re del bianco | g8 re del nero · g7 torre del bianco · b5 pedone del nero · e5 pedone del nero · h5 pedone del nero · b4 pedone del bianco · e4 pedone del bianco · f4 cavallo del nero · h4 pedone del bianco · f3 pedone del bianco · g3 donna del nero · e2 torre del nero · h1 re del bianco | g8 re del nero · g7 torre del bianco · b5 pedone del nero · e5 pedone del nero · h5 pedone del nero · b4 pedone del bianco · e4 pedone del bianco · f4 cavallo del nero · h4 pedone del bianco · f3 pedone del bianco · g3 donna del nero · e2 torre del nero · h1 re del bianco | g8 re del nero · g7 torre del bianco · b5 pedone del nero · e5 pedone del nero · h5 pedone del nero · b4 pedone del bianco · e4 pedone del bianco · f4 cavallo del nero · h4 pedone del bianco · f3 pedone del bianco · g3 donna del nero · e2 torre del nero · h1 re del bianco | g8 re del nero · g7 torre del bianco · b5 pedone del nero · e5 pedone del nero · h5 pedone del nero · b4 pedone del bianco · e4 pedone del bianco · f4 cavallo del nero · h4 pedone del bianco · f3 pedone del bianco · g3 donna del nero · e2 torre del nero · h1 re del bianco | g8 re del nero · g7 torre del bianco · b5 pedone del nero · e5 pedone del nero · h5 pedone del nero · b4 pedone del bianco · e4 pedone del bianco · f4 cavallo del nero · h4 pedone del bianco · f3 pedone del bianco · g3 donna del nero · e2 torre del nero · h1 re del bianco | g8 re del nero · g7 torre del bianco · b5 pedone del nero · e5 pedone del nero · h5 pedone del nero · b4 pedone del bianco · e4 pedone del bianco · f4 cavallo del nero · h4 pedone del bianco · f3 pedone del bianco · g3 donna del nero · e2 torre del nero · h1 re del bianco | g8 re del nero · g7 torre del bianco · b5 pedone del nero · e5 pedone del nero · h5 pedone del nero · b4 pedone del bianco · e4 pedone del bianco · f4 cavallo del nero · h4 pedone del bianco · f3 pedone del bianco · g3 donna del nero · e2 torre del nero · h1 re del bianco | 8 |
| 7 | g8 re del nero · g7 torre del bianco · b5 pedone del nero · e5 pedone del nero · h5 pedone del nero · b4 pedone del bianco · e4 pedone del bianco · f4 cavallo del nero · h4 pedone del bianco · f3 pedone del bianco · g3 donna del nero · e2 torre del nero · h1 re del bianco | g8 re del nero · g7 torre del bianco · b5 pedone del nero · e5 pedone del nero · h5 pedone del nero · b4 pedone del bianco · e4 pedone del bianco · f4 cavallo del nero · h4 pedone del bianco · f3 pedone del bianco · g3 donna del nero · e2 torre del nero · h1 re del bianco | g8 re del nero · g7 torre del bianco · b5 pedone del nero · e5 pedone del nero · h5 pedone del nero · b4 pedone del bianco · e4 pedone del bianco · f4 cavallo del nero · h4 pedone del bianco · f3 pedone del bianco · g3 donna del nero · e2 torre del nero · h1 re del bianco | g8 re del nero · g7 torre del bianco · b5 pedone del nero · e5 pedone del nero · h5 pedone del nero · b4 pedone del bianco · e4 pedone del bianco · f4 cavallo del nero · h4 pedone del bianco · f3 pedone del bianco · g3 donna del nero · e2 torre del nero · h1 re del bianco | g8 re del nero · g7 torre del bianco · b5 pedone del nero · e5 pedone del nero · h5 pedone del nero · b4 pedone del bianco · e4 pedone del bianco · f4 cavallo del nero · h4 pedone del bianco · f3 pedone del bianco · g3 donna del nero · e2 torre del nero · h1 re del bianco | g8 re del nero · g7 torre del bianco · b5 pedone del nero · e5 pedone del nero · h5 pedone del nero · b4 pedone del bianco · e4 pedone del bianco · f4 cavallo del nero · h4 pedone del bianco · f3 pedone del bianco · g3 donna del nero · e2 torre del nero · h1 re del bianco | g8 re del nero · g7 torre del bianco · b5 pedone del nero · e5 pedone del nero · h5 pedone del nero · b4 pedone del bianco · e4 pedone del bianco · f4 cavallo del nero · h4 pedone del bianco · f3 pedone del bianco · g3 donna del nero · e2 torre del nero · h1 re del bianco | g8 re del nero · g7 torre del bianco · b5 pedone del nero · e5 pedone del nero · h5 pedone del nero · b4 pedone del bianco · e4 pedone del bianco · f4 cavallo del nero · h4 pedone del bianco · f3 pedone del bianco · g3 donna del nero · e2 torre del nero · h1 re del bianco | 7 |
| 6 | g8 re del nero · g7 torre del bianco · b5 pedone del nero · e5 pedone del nero · h5 pedone del nero · b4 pedone del bianco · e4 pedone del bianco · f4 cavallo del nero · h4 pedone del bianco · f3 pedone del bianco · g3 donna del nero · e2 torre del nero · h1 re del bianco | g8 re del nero · g7 torre del bianco · b5 pedone del nero · e5 pedone del nero · h5 pedone del nero · b4 pedone del bianco · e4 pedone del bianco · f4 cavallo del nero · h4 pedone del bianco · f3 pedone del bianco · g3 donna del nero · e2 torre del nero · h1 re del bianco | g8 re del nero · g7 torre del bianco · b5 pedone del nero · e5 pedone del nero · h5 pedone del nero · b4 pedone del bianco · e4 pedone del bianco · f4 cavallo del nero · h4 pedone del bianco · f3 pedone del bianco · g3 donna del nero · e2 torre del nero · h1 re del bianco | g8 re del nero · g7 torre del bianco · b5 pedone del nero · e5 pedone del nero · h5 pedone del nero · b4 pedone del bianco · e4 pedone del bianco · f4 cavallo del nero · h4 pedone del bianco · f3 pedone del bianco · g3 donna del nero · e2 torre del nero · h1 re del bianco | g8 re del nero · g7 torre del bianco · b5 pedone del nero · e5 pedone del nero · h5 pedone del nero · b4 pedone del bianco · e4 pedone del bianco · f4 cavallo del nero · h4 pedone del bianco · f3 pedone del bianco · g3 donna del nero · e2 torre del nero · h1 re del bianco | g8 re del nero · g7 torre del bianco · b5 pedone del nero · e5 pedone del nero · h5 pedone del nero · b4 pedone del bianco · e4 pedone del bianco · f4 cavallo del nero · h4 pedone del bianco · f3 pedone del bianco · g3 donna del nero · e2 torre del nero · h1 re del bianco | g8 re del nero · g7 torre del bianco · b5 pedone del nero · e5 pedone del nero · h5 pedone del nero · b4 pedone del bianco · e4 pedone del bianco · f4 cavallo del nero · h4 pedone del bianco · f3 pedone del bianco · g3 donna del nero · e2 torre del nero · h1 re del bianco | g8 re del nero · g7 torre del bianco · b5 pedone del nero · e5 pedone del nero · h5 pedone del nero · b4 pedone del bianco · e4 pedone del bianco · f4 cavallo del nero · h4 pedone del bianco · f3 pedone del bianco · g3 donna del nero · e2 torre del nero · h1 re del bianco | 6 |
| 5 | g8 re del nero · g7 torre del bianco · b5 pedone del nero · e5 pedone del nero · h5 pedone del nero · b4 pedone del bianco · e4 pedone del bianco · f4 cavallo del nero · h4 pedone del bianco · f3 pedone del bianco · g3 donna del nero · e2 torre del nero · h1 re del bianco | g8 re del nero · g7 torre del bianco · b5 pedone del nero · e5 pedone del nero · h5 pedone del nero · b4 pedone del bianco · e4 pedone del bianco · f4 cavallo del nero · h4 pedone del bianco · f3 pedone del bianco · g3 donna del nero · e2 torre del nero · h1 re del bianco | g8 re del nero · g7 torre del bianco · b5 pedone del nero · e5 pedone del nero · h5 pedone del nero · b4 pedone del bianco · e4 pedone del bianco · f4 cavallo del nero · h4 pedone del bianco · f3 pedone del bianco · g3 donna del nero · e2 torre del nero · h1 re del bianco | g8 re del nero · g7 torre del bianco · b5 pedone del nero · e5 pedone del nero · h5 pedone del nero · b4 pedone del bianco · e4 pedone del bianco · f4 cavallo del nero · h4 pedone del bianco · f3 pedone del bianco · g3 donna del nero · e2 torre del nero · h1 re del bianco | g8 re del nero · g7 torre del bianco · b5 pedone del nero · e5 pedone del nero · h5 pedone del nero · b4 pedone del bianco · e4 pedone del bianco · f4 cavallo del nero · h4 pedone del bianco · f3 pedone del bianco · g3 donna del nero · e2 torre del nero · h1 re del bianco | g8 re del nero · g7 torre del bianco · b5 pedone del nero · e5 pedone del nero · h5 pedone del nero · b4 pedone del bianco · e4 pedone del bianco · f4 cavallo del nero · h4 pedone del bianco · f3 pedone del bianco · g3 donna del nero · e2 torre del nero · h1 re del bianco | g8 re del nero · g7 torre del bianco · b5 pedone del nero · e5 pedone del nero · h5 pedone del nero · b4 pedone del bianco · e4 pedone del bianco · f4 cavallo del nero · h4 pedone del bianco · f3 pedone del bianco · g3 donna del nero · e2 torre del nero · h1 re del bianco | g8 re del nero · g7 torre del bianco · b5 pedone del nero · e5 pedone del nero · h5 pedone del nero · b4 pedone del bianco · e4 pedone del bianco · f4 cavallo del nero · h4 pedone del bianco · f3 pedone del bianco · g3 donna del nero · e2 torre del nero · h1 re del bianco | 5 |
| 4 | g8 re del nero · g7 torre del bianco · b5 pedone del nero · e5 pedone del nero · h5 pedone del nero · b4 pedone del bianco · e4 pedone del bianco · f4 cavallo del nero · h4 pedone del bianco · f3 pedone del bianco · g3 donna del nero · e2 torre del nero · h1 re del bianco | g8 re del nero · g7 torre del bianco · b5 pedone del nero · e5 pedone del nero · h5 pedone del nero · b4 pedone del bianco · e4 pedone del bianco · f4 cavallo del nero · h4 pedone del bianco · f3 pedone del bianco · g3 donna del nero · e2 torre del nero · h1 re del bianco | g8 re del nero · g7 torre del bianco · b5 pedone del nero · e5 pedone del nero · h5 pedone del nero · b4 pedone del bianco · e4 pedone del bianco · f4 cavallo del nero · h4 pedone del bianco · f3 pedone del bianco · g3 donna del nero · e2 torre del nero · h1 re del bianco | g8 re del nero · g7 torre del bianco · b5 pedone del nero · e5 pedone del nero · h5 pedone del nero · b4 pedone del bianco · e4 pedone del bianco · f4 cavallo del nero · h4 pedone del bianco · f3 pedone del bianco · g3 donna del nero · e2 torre del nero · h1 re del bianco | g8 re del nero · g7 torre del bianco · b5 pedone del nero · e5 pedone del nero · h5 pedone del nero · b4 pedone del bianco · e4 pedone del bianco · f4 cavallo del nero · h4 pedone del bianco · f3 pedone del bianco · g3 donna del nero · e2 torre del nero · h1 re del bianco | g8 re del nero · g7 torre del bianco · b5 pedone del nero · e5 pedone del nero · h5 pedone del nero · b4 pedone del bianco · e4 pedone del bianco · f4 cavallo del nero · h4 pedone del bianco · f3 pedone del bianco · g3 donna del nero · e2 torre del nero · h1 re del bianco | g8 re del nero · g7 torre del bianco · b5 pedone del nero · e5 pedone del nero · h5 pedone del nero · b4 pedone del bianco · e4 pedone del bianco · f4 cavallo del nero · h4 pedone del bianco · f3 pedone del bianco · g3 donna del nero · e2 torre del nero · h1 re del bianco | g8 re del nero · g7 torre del bianco · b5 pedone del nero · e5 pedone del nero · h5 pedone del nero · b4 pedone del bianco · e4 pedone del bianco · f4 cavallo del nero · h4 pedone del bianco · f3 pedone del bianco · g3 donna del nero · e2 torre del nero · h1 re del bianco | 4 |
| 3 | g8 re del nero · g7 torre del bianco · b5 pedone del nero · e5 pedone del nero · h5 pedone del nero · b4 pedone del bianco · e4 pedone del bianco · f4 cavallo del nero · h4 pedone del bianco · f3 pedone del bianco · g3 donna del nero · e2 torre del nero · h1 re del bianco | g8 re del nero · g7 torre del bianco · b5 pedone del nero · e5 pedone del nero · h5 pedone del nero · b4 pedone del bianco · e4 pedone del bianco · f4 cavallo del nero · h4 pedone del bianco · f3 pedone del bianco · g3 donna del nero · e2 torre del nero · h1 re del bianco | g8 re del nero · g7 torre del bianco · b5 pedone del nero · e5 pedone del nero · h5 pedone del nero · b4 pedone del bianco · e4 pedone del bianco · f4 cavallo del nero · h4 pedone del bianco · f3 pedone del bianco · g3 donna del nero · e2 torre del nero · h1 re del bianco | g8 re del nero · g7 torre del bianco · b5 pedone del nero · e5 pedone del nero · h5 pedone del nero · b4 pedone del bianco · e4 pedone del bianco · f4 cavallo del nero · h4 pedone del bianco · f3 pedone del bianco · g3 donna del nero · e2 torre del nero · h1 re del bianco | g8 re del nero · g7 torre del bianco · b5 pedone del nero · e5 pedone del nero · h5 pedone del nero · b4 pedone del bianco · e4 pedone del bianco · f4 cavallo del nero · h4 pedone del bianco · f3 pedone del bianco · g3 donna del nero · e2 torre del nero · h1 re del bianco | g8 re del nero · g7 torre del bianco · b5 pedone del nero · e5 pedone del nero · h5 pedone del nero · b4 pedone del bianco · e4 pedone del bianco · f4 cavallo del nero · h4 pedone del bianco · f3 pedone del bianco · g3 donna del nero · e2 torre del nero · h1 re del bianco | g8 re del nero · g7 torre del bianco · b5 pedone del nero · e5 pedone del nero · h5 pedone del nero · b4 pedone del bianco · e4 pedone del bianco · f4 cavallo del nero · h4 pedone del bianco · f3 pedone del bianco · g3 donna del nero · e2 torre del nero · h1 re del bianco | g8 re del nero · g7 torre del bianco · b5 pedone del nero · e5 pedone del nero · h5 pedone del nero · b4 pedone del bianco · e4 pedone del bianco · f4 cavallo del nero · h4 pedone del bianco · f3 pedone del bianco · g3 donna del nero · e2 torre del nero · h1 re del bianco | 3 |
| 2 | g8 re del nero · g7 torre del bianco · b5 pedone del nero · e5 pedone del nero · h5 pedone del nero · b4 pedone del bianco · e4 pedone del bianco · f4 cavallo del nero · h4 pedone del bianco · f3 pedone del bianco · g3 donna del nero · e2 torre del nero · h1 re del bianco | g8 re del nero · g7 torre del bianco · b5 pedone del nero · e5 pedone del nero · h5 pedone del nero · b4 pedone del bianco · e4 pedone del bianco · f4 cavallo del nero · h4 pedone del bianco · f3 pedone del bianco · g3 donna del nero · e2 torre del nero · h1 re del bianco | g8 re del nero · g7 torre del bianco · b5 pedone del nero · e5 pedone del nero · h5 pedone del nero · b4 pedone del bianco · e4 pedone del bianco · f4 cavallo del nero · h4 pedone del bianco · f3 pedone del bianco · g3 donna del nero · e2 torre del nero · h1 re del bianco | g8 re del nero · g7 torre del bianco · b5 pedone del nero · e5 pedone del nero · h5 pedone del nero · b4 pedone del bianco · e4 pedone del bianco · f4 cavallo del nero · h4 pedone del bianco · f3 pedone del bianco · g3 donna del nero · e2 torre del nero · h1 re del bianco | g8 re del nero · g7 torre del bianco · b5 pedone del nero · e5 pedone del nero · h5 pedone del nero · b4 pedone del bianco · e4 pedone del bianco · f4 cavallo del nero · h4 pedone del bianco · f3 pedone del bianco · g3 donna del nero · e2 torre del nero · h1 re del bianco | g8 re del nero · g7 torre del bianco · b5 pedone del nero · e5 pedone del nero · h5 pedone del nero · b4 pedone del bianco · e4 pedone del bianco · f4 cavallo del nero · h4 pedone del bianco · f3 pedone del bianco · g3 donna del nero · e2 torre del nero · h1 re del bianco | g8 re del nero · g7 torre del bianco · b5 pedone del nero · e5 pedone del nero · h5 pedone del nero · b4 pedone del bianco · e4 pedone del bianco · f4 cavallo del nero · h4 pedone del bianco · f3 pedone del bianco · g3 donna del nero · e2 torre del nero · h1 re del bianco | g8 re del nero · g7 torre del bianco · b5 pedone del nero · e5 pedone del nero · h5 pedone del nero · b4 pedone del bianco · e4 pedone del bianco · f4 cavallo del nero · h4 pedone del bianco · f3 pedone del bianco · g3 donna del nero · e2 torre del nero · h1 re del bianco | 2 |
| 1 | g8 re del nero · g7 torre del bianco · b5 pedone del nero · e5 pedone del nero · h5 pedone del nero · b4 pedone del bianco · e4 pedone del bianco · f4 cavallo del nero · h4 pedone del bianco · f3 pedone del bianco · g3 donna del nero · e2 torre del nero · h1 re del bianco | g8 re del nero · g7 torre del bianco · b5 pedone del nero · e5 pedone del nero · h5 pedone del nero · b4 pedone del bianco · e4 pedone del bianco · f4 cavallo del nero · h4 pedone del bianco · f3 pedone del bianco · g3 donna del nero · e2 torre del nero · h1 re del bianco | g8 re del nero · g7 torre del bianco · b5 pedone del nero · e5 pedone del nero · h5 pedone del nero · b4 pedone del bianco · e4 pedone del bianco · f4 cavallo del nero · h4 pedone del bianco · f3 pedone del bianco · g3 donna del nero · e2 torre del nero · h1 re del bianco | g8 re del nero · g7 torre del bianco · b5 pedone del nero · e5 pedone del nero · h5 pedone del nero · b4 pedone del bianco · e4 pedone del bianco · f4 cavallo del nero · h4 pedone del bianco · f3 pedone del bianco · g3 donna del nero · e2 torre del nero · h1 re del bianco | g8 re del nero · g7 torre del bianco · b5 pedone del nero · e5 pedone del nero · h5 pedone del nero · b4 pedone del bianco · e4 pedone del bianco · f4 cavallo del nero · h4 pedone del bianco · f3 pedone del bianco · g3 donna del nero · e2 torre del nero · h1 re del bianco | g8 re del nero · g7 torre del bianco · b5 pedone del nero · e5 pedone del nero · h5 pedone del nero · b4 pedone del bianco · e4 pedone del bianco · f4 cavallo del nero · h4 pedone del bianco · f3 pedone del bianco · g3 donna del nero · e2 torre del nero · h1 re del bianco | g8 re del nero · g7 torre del bianco · b5 pedone del nero · e5 pedone del nero · h5 pedone del nero · b4 pedone del bianco · e4 pedone del bianco · f4 cavallo del nero · h4 pedone del bianco · f3 pedone del bianco · g3 donna del nero · e2 torre del nero · h1 re del bianco | g8 re del nero · g7 torre del bianco · b5 pedone del nero · e5 pedone del nero · h5 pedone del nero · b4 pedone del bianco · e4 pedone del bianco · f4 cavallo del nero · h4 pedone del bianco · f3 pedone del bianco · g3 donna del nero · e2 torre del nero · h1 re del bianco | 1 |
|   | a | b | c | d | e | f | g | h |   |

## Lo stallo negli studi
|   | a | b | c | d | e | f | g | h |   |
| 8 | c8 re del bianco · h8 donna del bianco · b6 donna del nero · c6 re del nero · d6 alfiere del nero · g6 alfiere del nero · c5 cavallo del nero · c4 pedone del nero · h4 torre del bianco · d3 cavallo del bianco · e3 cavallo del bianco · b2 cavallo del nero · b1 torre del bianco | c8 re del bianco · h8 donna del bianco · b6 donna del nero · c6 re del nero · d6 alfiere del nero · g6 alfiere del nero · c5 cavallo del nero · c4 pedone del nero · h4 torre del bianco · d3 cavallo del bianco · e3 cavallo del bianco · b2 cavallo del nero · b1 torre del bianco | c8 re del bianco · h8 donna del bianco · b6 donna del nero · c6 re del nero · d6 alfiere del nero · g6 alfiere del nero · c5 cavallo del nero · c4 pedone del nero · h4 torre del bianco · d3 cavallo del bianco · e3 cavallo del bianco · b2 cavallo del nero · b1 torre del bianco | c8 re del bianco · h8 donna del bianco · b6 donna del nero · c6 re del nero · d6 alfiere del nero · g6 alfiere del nero · c5 cavallo del nero · c4 pedone del nero · h4 torre del bianco · d3 cavallo del bianco · e3 cavallo del bianco · b2 cavallo del nero · b1 torre del bianco | c8 re del bianco · h8 donna del bianco · b6 donna del nero · c6 re del nero · d6 alfiere del nero · g6 alfiere del nero · c5 cavallo del nero · c4 pedone del nero · h4 torre del bianco · d3 cavallo del bianco · e3 cavallo del bianco · b2 cavallo del nero · b1 torre del bianco | c8 re del bianco · h8 donna del bianco · b6 donna del nero · c6 re del nero · d6 alfiere del nero · g6 alfiere del nero · c5 cavallo del nero · c4 pedone del nero · h4 torre del bianco · d3 cavallo del bianco · e3 cavallo del bianco · b2 cavallo del nero · b1 torre del bianco | c8 re del bianco · h8 donna del bianco · b6 donna del nero · c6 re del nero · d6 alfiere del nero · g6 alfiere del nero · c5 cavallo del nero · c4 pedone del nero · h4 torre del bianco · d3 cavallo del bianco · e3 cavallo del bianco · b2 cavallo del nero · b1 torre del bianco | c8 re del bianco · h8 donna del bianco · b6 donna del nero · c6 re del nero · d6 alfiere del nero · g6 alfiere del nero · c5 cavallo del nero · c4 pedone del nero · h4 torre del bianco · d3 cavallo del bianco · e3 cavallo del bianco · b2 cavallo del nero · b1 torre del bianco | 8 |
| 7 | c8 re del bianco · h8 donna del bianco · b6 donna del nero · c6 re del nero · d6 alfiere del nero · g6 alfiere del nero · c5 cavallo del nero · c4 pedone del nero · h4 torre del bianco · d3 cavallo del bianco · e3 cavallo del bianco · b2 cavallo del nero · b1 torre del bianco | c8 re del bianco · h8 donna del bianco · b6 donna del nero · c6 re del nero · d6 alfiere del nero · g6 alfiere del nero · c5 cavallo del nero · c4 pedone del nero · h4 torre del bianco · d3 cavallo del bianco · e3 cavallo del bianco · b2 cavallo del nero · b1 torre del bianco | c8 re del bianco · h8 donna del bianco · b6 donna del nero · c6 re del nero · d6 alfiere del nero · g6 alfiere del nero · c5 cavallo del nero · c4 pedone del nero · h4 torre del bianco · d3 cavallo del bianco · e3 cavallo del bianco · b2 cavallo del nero · b1 torre del bianco | c8 re del bianco · h8 donna del bianco · b6 donna del nero · c6 re del nero · d6 alfiere del nero · g6 alfiere del nero · c5 cavallo del nero · c4 pedone del nero · h4 torre del bianco · d3 cavallo del bianco · e3 cavallo del bianco · b2 cavallo del nero · b1 torre del bianco | c8 re del bianco · h8 donna del bianco · b6 donna del nero · c6 re del nero · d6 alfiere del nero · g6 alfiere del nero · c5 cavallo del nero · c4 pedone del nero · h4 torre del bianco · d3 cavallo del bianco · e3 cavallo del bianco · b2 cavallo del nero · b1 torre del bianco | c8 re del bianco · h8 donna del bianco · b6 donna del nero · c6 re del nero · d6 alfiere del nero · g6 alfiere del nero · c5 cavallo del nero · c4 pedone del nero · h4 torre del bianco · d3 cavallo del bianco · e3 cavallo del bianco · b2 cavallo del nero · b1 torre del bianco | c8 re del bianco · h8 donna del bianco · b6 donna del nero · c6 re del nero · d6 alfiere del nero · g6 alfiere del nero · c5 cavallo del nero · c4 pedone del nero · h4 torre del bianco · d3 cavallo del bianco · e3 cavallo del bianco · b2 cavallo del nero · b1 torre del bianco | c8 re del bianco · h8 donna del bianco · b6 donna del nero · c6 re del nero · d6 alfiere del nero · g6 alfiere del nero · c5 cavallo del nero · c4 pedone del nero · h4 torre del bianco · d3 cavallo del bianco · e3 cavallo del bianco · b2 cavallo del nero · b1 torre del bianco | 7 |
| 6 | c8 re del bianco · h8 donna del bianco · b6 donna del nero · c6 re del nero · d6 alfiere del nero · g6 alfiere del nero · c5 cavallo del nero · c4 pedone del nero · h4 torre del bianco · d3 cavallo del bianco · e3 cavallo del bianco · b2 cavallo del nero · b1 torre del bianco | c8 re del bianco · h8 donna del bianco · b6 donna del nero · c6 re del nero · d6 alfiere del nero · g6 alfiere del nero · c5 cavallo del nero · c4 pedone del nero · h4 torre del bianco · d3 cavallo del bianco · e3 cavallo del bianco · b2 cavallo del nero · b1 torre del bianco | c8 re del bianco · h8 donna del bianco · b6 donna del nero · c6 re del nero · d6 alfiere del nero · g6 alfiere del nero · c5 cavallo del nero · c4 pedone del nero · h4 torre del bianco · d3 cavallo del bianco · e3 cavallo del bianco · b2 cavallo del nero · b1 torre del bianco | c8 re del bianco · h8 donna del bianco · b6 donna del nero · c6 re del nero · d6 alfiere del nero · g6 alfiere del nero · c5 cavallo del nero · c4 pedone del nero · h4 torre del bianco · d3 cavallo del bianco · e3 cavallo del bianco · b2 cavallo del nero · b1 torre del bianco | c8 re del bianco · h8 donna del bianco · b6 donna del nero · c6 re del nero · d6 alfiere del nero · g6 alfiere del nero · c5 cavallo del nero · c4 pedone del nero · h4 torre del bianco · d3 cavallo del bianco · e3 cavallo del bianco · b2 cavallo del nero · b1 torre del bianco | c8 re del bianco · h8 donna del bianco · b6 donna del nero · c6 re del nero · d6 alfiere del nero · g6 alfiere del nero · c5 cavallo del nero · c4 pedone del nero · h4 torre del bianco · d3 cavallo del bianco · e3 cavallo del bianco · b2 cavallo del nero · b1 torre del bianco | c8 re del bianco · h8 donna del bianco · b6 donna del nero · c6 re del nero · d6 alfiere del nero · g6 alfiere del nero · c5 cavallo del nero · c4 pedone del nero · h4 torre del bianco · d3 cavallo del bianco · e3 cavallo del bianco · b2 cavallo del nero · b1 torre del bianco | c8 re del bianco · h8 donna del bianco · b6 donna del nero · c6 re del nero · d6 alfiere del nero · g6 alfiere del nero · c5 cavallo del nero · c4 pedone del nero · h4 torre del bianco · d3 cavallo del bianco · e3 cavallo del bianco · b2 cavallo del nero · b1 torre del bianco | 6 |
| 5 | c8 re del bianco · h8 donna del bianco · b6 donna del nero · c6 re del nero · d6 alfiere del nero · g6 alfiere del nero · c5 cavallo del nero · c4 pedone del nero · h4 torre del bianco · d3 cavallo del bianco · e3 cavallo del bianco · b2 cavallo del nero · b1 torre del bianco | c8 re del bianco · h8 donna del bianco · b6 donna del nero · c6 re del nero · d6 alfiere del nero · g6 alfiere del nero · c5 cavallo del nero · c4 pedone del nero · h4 torre del bianco · d3 cavallo del bianco · e3 cavallo del bianco · b2 cavallo del nero · b1 torre del bianco | c8 re del bianco · h8 donna del bianco · b6 donna del nero · c6 re del nero · d6 alfiere del nero · g6 alfiere del nero · c5 cavallo del nero · c4 pedone del nero · h4 torre del bianco · d3 cavallo del bianco · e3 cavallo del bianco · b2 cavallo del nero · b1 torre del bianco | c8 re del bianco · h8 donna del bianco · b6 donna del nero · c6 re del nero · d6 alfiere del nero · g6 alfiere del nero · c5 cavallo del nero · c4 pedone del nero · h4 torre del bianco · d3 cavallo del bianco · e3 cavallo del bianco · b2 cavallo del nero · b1 torre del bianco | c8 re del bianco · h8 donna del bianco · b6 donna del nero · c6 re del nero · d6 alfiere del nero · g6 alfiere del nero · c5 cavallo del nero · c4 pedone del nero · h4 torre del bianco · d3 cavallo del bianco · e3 cavallo del bianco · b2 cavallo del nero · b1 torre del bianco | c8 re del bianco · h8 donna del bianco · b6 donna del nero · c6 re del nero · d6 alfiere del nero · g6 alfiere del nero · c5 cavallo del nero · c4 pedone del nero · h4 torre del bianco · d3 cavallo del bianco · e3 cavallo del bianco · b2 cavallo del nero · b1 torre del bianco | c8 re del bianco · h8 donna del bianco · b6 donna del nero · c6 re del nero · d6 alfiere del nero · g6 alfiere del nero · c5 cavallo del nero · c4 pedone del nero · h4 torre del bianco · d3 cavallo del bianco · e3 cavallo del bianco · b2 cavallo del nero · b1 torre del bianco | c8 re del bianco · h8 donna del bianco · b6 donna del nero · c6 re del nero · d6 alfiere del nero · g6 alfiere del nero · c5 cavallo del nero · c4 pedone del nero · h4 torre del bianco · d3 cavallo del bianco · e3 cavallo del bianco · b2 cavallo del nero · b1 torre del bianco | 5 |
| 4 | c8 re del bianco · h8 donna del bianco · b6 donna del nero · c6 re del nero · d6 alfiere del nero · g6 alfiere del nero · c5 cavallo del nero · c4 pedone del nero · h4 torre del bianco · d3 cavallo del bianco · e3 cavallo del bianco · b2 cavallo del nero · b1 torre del bianco | c8 re del bianco · h8 donna del bianco · b6 donna del nero · c6 re del nero · d6 alfiere del nero · g6 alfiere del nero · c5 cavallo del nero · c4 pedone del nero · h4 torre del bianco · d3 cavallo del bianco · e3 cavallo del bianco · b2 cavallo del nero · b1 torre del bianco | c8 re del bianco · h8 donna del bianco · b6 donna del nero · c6 re del nero · d6 alfiere del nero · g6 alfiere del nero · c5 cavallo del nero · c4 pedone del nero · h4 torre del bianco · d3 cavallo del bianco · e3 cavallo del bianco · b2 cavallo del nero · b1 torre del bianco | c8 re del bianco · h8 donna del bianco · b6 donna del nero · c6 re del nero · d6 alfiere del nero · g6 alfiere del nero · c5 cavallo del nero · c4 pedone del nero · h4 torre del bianco · d3 cavallo del bianco · e3 cavallo del bianco · b2 cavallo del nero · b1 torre del bianco | c8 re del bianco · h8 donna del bianco · b6 donna del nero · c6 re del nero · d6 alfiere del nero · g6 alfiere del nero · c5 cavallo del nero · c4 pedone del nero · h4 torre del bianco · d3 cavallo del bianco · e3 cavallo del bianco · b2 cavallo del nero · b1 torre del bianco | c8 re del bianco · h8 donna del bianco · b6 donna del nero · c6 re del nero · d6 alfiere del nero · g6 alfiere del nero · c5 cavallo del nero · c4 pedone del nero · h4 torre del bianco · d3 cavallo del bianco · e3 cavallo del bianco · b2 cavallo del nero · b1 torre del bianco | c8 re del bianco · h8 donna del bianco · b6 donna del nero · c6 re del nero · d6 alfiere del nero · g6 alfiere del nero · c5 cavallo del nero · c4 pedone del nero · h4 torre del bianco · d3 cavallo del bianco · e3 cavallo del bianco · b2 cavallo del nero · b1 torre del bianco | c8 re del bianco · h8 donna del bianco · b6 donna del nero · c6 re del nero · d6 alfiere del nero · g6 alfiere del nero · c5 cavallo del nero · c4 pedone del nero · h4 torre del bianco · d3 cavallo del bianco · e3 cavallo del bianco · b2 cavallo del nero · b1 torre del bianco | 4 |
| 3 | c8 re del bianco · h8 donna del bianco · b6 donna del nero · c6 re del nero · d6 alfiere del nero · g6 alfiere del nero · c5 cavallo del nero · c4 pedone del nero · h4 torre del bianco · d3 cavallo del bianco · e3 cavallo del bianco · b2 cavallo del nero · b1 torre del bianco | c8 re del bianco · h8 donna del bianco · b6 donna del nero · c6 re del nero · d6 alfiere del nero · g6 alfiere del nero · c5 cavallo del nero · c4 pedone del nero · h4 torre del bianco · d3 cavallo del bianco · e3 cavallo del bianco · b2 cavallo del nero · b1 torre del bianco | c8 re del bianco · h8 donna del bianco · b6 donna del nero · c6 re del nero · d6 alfiere del nero · g6 alfiere del nero · c5 cavallo del nero · c4 pedone del nero · h4 torre del bianco · d3 cavallo del bianco · e3 cavallo del bianco · b2 cavallo del nero · b1 torre del bianco | c8 re del bianco · h8 donna del bianco · b6 donna del nero · c6 re del nero · d6 alfiere del nero · g6 alfiere del nero · c5 cavallo del nero · c4 pedone del nero · h4 torre del bianco · d3 cavallo del bianco · e3 cavallo del bianco · b2 cavallo del nero · b1 torre del bianco | c8 re del bianco · h8 donna del bianco · b6 donna del nero · c6 re del nero · d6 alfiere del nero · g6 alfiere del nero · c5 cavallo del nero · c4 pedone del nero · h4 torre del bianco · d3 cavallo del bianco · e3 cavallo del bianco · b2 cavallo del nero · b1 torre del bianco | c8 re del bianco · h8 donna del bianco · b6 donna del nero · c6 re del nero · d6 alfiere del nero · g6 alfiere del nero · c5 cavallo del nero · c4 pedone del nero · h4 torre del bianco · d3 cavallo del bianco · e3 cavallo del bianco · b2 cavallo del nero · b1 torre del bianco | c8 re del bianco · h8 donna del bianco · b6 donna del nero · c6 re del nero · d6 alfiere del nero · g6 alfiere del nero · c5 cavallo del nero · c4 pedone del nero · h4 torre del bianco · d3 cavallo del bianco · e3 cavallo del bianco · b2 cavallo del nero · b1 torre del bianco | c8 re del bianco · h8 donna del bianco · b6 donna del nero · c6 re del nero · d6 alfiere del nero · g6 alfiere del nero · c5 cavallo del nero · c4 pedone del nero · h4 torre del bianco · d3 cavallo del bianco · e3 cavallo del bianco · b2 cavallo del nero · b1 torre del bianco | 3 |
| 2 | c8 re del bianco · h8 donna del bianco · b6 donna del nero · c6 re del nero · d6 alfiere del nero · g6 alfiere del nero · c5 cavallo del nero · c4 pedone del nero · h4 torre del bianco · d3 cavallo del bianco · e3 cavallo del bianco · b2 cavallo del nero · b1 torre del bianco | c8 re del bianco · h8 donna del bianco · b6 donna del nero · c6 re del nero · d6 alfiere del nero · g6 alfiere del nero · c5 cavallo del nero · c4 pedone del nero · h4 torre del bianco · d3 cavallo del bianco · e3 cavallo del bianco · b2 cavallo del nero · b1 torre del bianco | c8 re del bianco · h8 donna del bianco · b6 donna del nero · c6 re del nero · d6 alfiere del nero · g6 alfiere del nero · c5 cavallo del nero · c4 pedone del nero · h4 torre del bianco · d3 cavallo del bianco · e3 cavallo del bianco · b2 cavallo del nero · b1 torre del bianco | c8 re del bianco · h8 donna del bianco · b6 donna del nero · c6 re del nero · d6 alfiere del nero · g6 alfiere del nero · c5 cavallo del nero · c4 pedone del nero · h4 torre del bianco · d3 cavallo del bianco · e3 cavallo del bianco · b2 cavallo del nero · b1 torre del bianco | c8 re del bianco · h8 donna del bianco · b6 donna del nero · c6 re del nero · d6 alfiere del nero · g6 alfiere del nero · c5 cavallo del nero · c4 pedone del nero · h4 torre del bianco · d3 cavallo del bianco · e3 cavallo del bianco · b2 cavallo del nero · b1 torre del bianco | c8 re del bianco · h8 donna del bianco · b6 donna del nero · c6 re del nero · d6 alfiere del nero · g6 alfiere del nero · c5 cavallo del nero · c4 pedone del nero · h4 torre del bianco · d3 cavallo del bianco · e3 cavallo del bianco · b2 cavallo del nero · b1 torre del bianco | c8 re del bianco · h8 donna del bianco · b6 donna del nero · c6 re del nero · d6 alfiere del nero · g6 alfiere del nero · c5 cavallo del nero · c4 pedone del nero · h4 torre del bianco · d3 cavallo del bianco · e3 cavallo del bianco · b2 cavallo del nero · b1 torre del bianco | c8 re del bianco · h8 donna del bianco · b6 donna del nero · c6 re del nero · d6 alfiere del nero · g6 alfiere del nero · c5 cavallo del nero · c4 pedone del nero · h4 torre del bianco · d3 cavallo del bianco · e3 cavallo del bianco · b2 cavallo del nero · b1 torre del bianco | 2 |
| 1 | c8 re del bianco · h8 donna del bianco · b6 donna del nero · c6 re del nero · d6 alfiere del nero · g6 alfiere del nero · c5 cavallo del nero · c4 pedone del nero · h4 torre del bianco · d3 cavallo del bianco · e3 cavallo del bianco · b2 cavallo del nero · b1 torre del bianco | c8 re del bianco · h8 donna del bianco · b6 donna del nero · c6 re del nero · d6 alfiere del nero · g6 alfiere del nero · c5 cavallo del nero · c4 pedone del nero · h4 torre del bianco · d3 cavallo del bianco · e3 cavallo del bianco · b2 cavallo del nero · b1 torre del bianco | c8 re del bianco · h8 donna del bianco · b6 donna del nero · c6 re del nero · d6 alfiere del nero · g6 alfiere del nero · c5 cavallo del nero · c4 pedone del nero · h4 torre del bianco · d3 cavallo del bianco · e3 cavallo del bianco · b2 cavallo del nero · b1 torre del bianco | c8 re del bianco · h8 donna del bianco · b6 donna del nero · c6 re del nero · d6 alfiere del nero · g6 alfiere del nero · c5 cavallo del nero · c4 pedone del nero · h4 torre del bianco · d3 cavallo del bianco · e3 cavallo del bianco · b2 cavallo del nero · b1 torre del bianco | c8 re del bianco · h8 donna del bianco · b6 donna del nero · c6 re del nero · d6 alfiere del nero · g6 alfiere del nero · c5 cavallo del nero · c4 pedone del nero · h4 torre del bianco · d3 cavallo del bianco · e3 cavallo del bianco · b2 cavallo del nero · b1 torre del bianco | c8 re del bianco · h8 donna del bianco · b6 donna del nero · c6 re del nero · d6 alfiere del nero · g6 alfiere del nero · c5 cavallo del nero · c4 pedone del nero · h4 torre del bianco · d3 cavallo del bianco · e3 cavallo del bianco · b2 cavallo del nero · b1 torre del bianco | c8 re del bianco · h8 donna del bianco · b6 donna del nero · c6 re del nero · d6 alfiere del nero · g6 alfiere del nero · c5 cavallo del nero · c4 pedone del nero · h4 torre del bianco · d3 cavallo del bianco · e3 cavallo del bianco · b2 cavallo del nero · b1 torre del bianco | c8 re del bianco · h8 donna del bianco · b6 donna del nero · c6 re del nero · d6 alfiere del nero · g6 alfiere del nero · c5 cavallo del nero · c4 pedone del nero · h4 torre del bianco · d3 cavallo del bianco · e3 cavallo del bianco · b2 cavallo del nero · b1 torre del bianco | 1 |
|   | a | b | c | d | e | f | g | h |   |

|   | a                                                                                                   | b                                                                                                   | c                                                                                                   | d                                                                                                   | e                                                                                                   | f                                                                                                   | g                                                                                                   | h                                                                                                   |   |
| 8 | d8 re del bianco · e8 alfiere del nero · b6 cavallo del nero · d6 re del nero · c5 cavallo del nero | d8 re del bianco · e8 alfiere del nero · b6 cavallo del nero · d6 re del nero · c5 cavallo del nero | d8 re del bianco · e8 alfiere del nero · b6 cavallo del nero · d6 re del nero · c5 cavallo del nero | d8 re del bianco · e8 alfiere del nero · b6 cavallo del nero · d6 re del nero · c5 cavallo del nero | d8 re del bianco · e8 alfiere del nero · b6 cavallo del nero · d6 re del nero · c5 cavallo del nero | d8 re del bianco · e8 alfiere del nero · b6 cavallo del nero · d6 re del nero · c5 cavallo del nero | d8 re del bianco · e8 alfiere del nero · b6 cavallo del nero · d6 re del nero · c5 cavallo del nero | d8 re del bianco · e8 alfiere del nero · b6 cavallo del nero · d6 re del nero · c5 cavallo del nero | 8 |
| 7 | d8 re del bianco · e8 alfiere del nero · b6 cavallo del nero · d6 re del nero · c5 cavallo del nero | d8 re del bianco · e8 alfiere del nero · b6 cavallo del nero · d6 re del nero · c5 cavallo del nero | d8 re del bianco · e8 alfiere del nero · b6 cavallo del nero · d6 re del nero · c5 cavallo del nero | d8 re del bianco · e8 alfiere del nero · b6 cavallo del nero · d6 re del nero · c5 cavallo del nero | d8 re del bianco · e8 alfiere del nero · b6 cavallo del nero · d6 re del nero · c5 cavallo del nero | d8 re del bianco · e8 alfiere del nero · b6 cavallo del nero · d6 re del nero · c5 cavallo del nero | d8 re del bianco · e8 alfiere del nero · b6 cavallo del nero · d6 re del nero · c5 cavallo del nero | d8 re del bianco · e8 alfiere del nero · b6 cavallo del nero · d6 re del nero · c5 cavallo del nero | 7 |
| 6 | d8 re del bianco · e8 alfiere del nero · b6 cavallo del nero · d6 re del nero · c5 cavallo del nero | d8 re del bianco · e8 alfiere del nero · b6 cavallo del nero · d6 re del nero · c5 cavallo del nero | d8 re del bianco · e8 alfiere del nero · b6 cavallo del nero · d6 re del nero · c5 cavallo del nero | d8 re del bianco · e8 alfiere del nero · b6 cavallo del nero · d6 re del nero · c5 cavallo del nero | d8 re del bianco · e8 alfiere del nero · b6 cavallo del nero · d6 re del nero · c5 cavallo del nero | d8 re del bianco · e8 alfiere del nero · b6 cavallo del nero · d6 re del nero · c5 cavallo del nero | d8 re del bianco · e8 alfiere del nero · b6 cavallo del nero · d6 re del nero · c5 cavallo del nero | d8 re del bianco · e8 alfiere del nero · b6 cavallo del nero · d6 re del nero · c5 cavallo del nero | 6 |
| 5 | d8 re del bianco · e8 alfiere del nero · b6 cavallo del nero · d6 re del nero · c5 cavallo del nero | d8 re del bianco · e8 alfiere del nero · b6 cavallo del nero · d6 re del nero · c5 cavallo del nero | d8 re del bianco · e8 alfiere del nero · b6 cavallo del nero · d6 re del nero · c5 cavallo del nero | d8 re del bianco · e8 alfiere del nero · b6 cavallo del nero · d6 re del nero · c5 cavallo del nero | d8 re del bianco · e8 alfiere del nero · b6 cavallo del nero · d6 re del nero · c5 cavallo del nero | d8 re del bianco · e8 alfiere del nero · b6 cavallo del nero · d6 re del nero · c5 cavallo del nero | d8 re del bianco · e8 alfiere del nero · b6 cavallo del nero · d6 re del nero · c5 cavallo del nero | d8 re del bianco · e8 alfiere del nero · b6 cavallo del nero · d6 re del nero · c5 cavallo del nero | 5 |
| 4 | d8 re del bianco · e8 alfiere del nero · b6 cavallo del nero · d6 re del nero · c5 cavallo del nero | d8 re del bianco · e8 alfiere del nero · b6 cavallo del nero · d6 re del nero · c5 cavallo del nero | d8 re del bianco · e8 alfiere del nero · b6 cavallo del nero · d6 re del nero · c5 cavallo del nero | d8 re del bianco · e8 alfiere del nero · b6 cavallo del nero · d6 re del nero · c5 cavallo del nero | d8 re del bianco · e8 alfiere del nero · b6 cavallo del nero · d6 re del nero · c5 cavallo del nero | d8 re del bianco · e8 alfiere del nero · b6 cavallo del nero · d6 re del nero · c5 cavallo del nero | d8 re del bianco · e8 alfiere del nero · b6 cavallo del nero · d6 re del nero · c5 cavallo del nero | d8 re del bianco · e8 alfiere del nero · b6 cavallo del nero · d6 re del nero · c5 cavallo del nero | 4 |
| 3 | d8 re del bianco · e8 alfiere del nero · b6 cavallo del nero · d6 re del nero · c5 cavallo del nero | d8 re del bianco · e8 alfiere del nero · b6 cavallo del nero · d6 re del nero · c5 cavallo del nero | d8 re del bianco · e8 alfiere del nero · b6 cavallo del nero · d6 re del nero · c5 cavallo del nero | d8 re del bianco · e8 alfiere del nero · b6 cavallo del nero · d6 re del nero · c5 cavallo del nero | d8 re del bianco · e8 alfiere del nero · b6 cavallo del nero · d6 re del nero · c5 cavallo del nero | d8 re del bianco · e8 alfiere del nero · b6 cavallo del nero · d6 re del nero · c5 cavallo del nero | d8 re del bianco · e8 alfiere del nero · b6 cavallo del nero · d6 re del nero · c5 cavallo del nero | d8 re del bianco · e8 alfiere del nero · b6 cavallo del nero · d6 re del nero · c5 cavallo del nero | 3 |
| 2 | d8 re del bianco · e8 alfiere del nero · b6 cavallo del nero · d6 re del nero · c5 cavallo del nero | d8 re del bianco · e8 alfiere del nero · b6 cavallo del nero · d6 re del nero · c5 cavallo del nero | d8 re del bianco · e8 alfiere del nero · b6 cavallo del nero · d6 re del nero · c5 cavallo del nero | d8 re del bianco · e8 alfiere del nero · b6 cavallo del nero · d6 re del nero · c5 cavallo del nero | d8 re del bianco · e8 alfiere del nero · b6 cavallo del nero · d6 re del nero · c5 cavallo del nero | d8 re del bianco · e8 alfiere del nero · b6 cavallo del nero · d6 re del nero · c5 cavallo del nero | d8 re del bianco · e8 alfiere del nero · b6 cavallo del nero · d6 re del nero · c5 cavallo del nero | d8 re del bianco · e8 alfiere del nero · b6 cavallo del nero · d6 re del nero · c5 cavallo del nero | 2 |
| 1 | d8 re del bianco · e8 alfiere del nero · b6 cavallo del nero · d6 re del nero · c5 cavallo del nero | d8 re del bianco · e8 alfiere del nero · b6 cavallo del nero · d6 re del nero · c5 cavallo del nero | d8 re del bianco · e8 alfiere del nero · b6 cavallo del nero · d6 re del nero · c5 cavallo del nero | d8 re del bianco · e8 alfiere del nero · b6 cavallo del nero · d6 re del nero · c5 cavallo del nero | d8 re del bianco · e8 alfiere del nero · b6 cavallo del nero · d6 re del nero · c5 cavallo del nero | d8 re del bianco · e8 alfiere del nero · b6 cavallo del nero · d6 re del nero · c5 cavallo del nero | d8 re del bianco · e8 alfiere del nero · b6 cavallo del nero · d6 re del nero · c5 cavallo del nero | d8 re del bianco · e8 alfiere del nero · b6 cavallo del nero · d6 re del nero · c5 cavallo del nero | 1 |
|   | a                                                                                                   | b                                                                                                   | c                                                                                                   | d                                                                                                   | e                                                                                                   | f                                                                                                   | g                                                                                                   | h                                                                                                   |   |

Lo stallo è presente di frequente negli studi riguardanti i finali e in altre composizioni di scacchi. Un esempio è il problema nel diagramma 1 composto dal Maestro di scacchi statunitense Frederick Rhine nel 2005. Il Bianco ottiene la patta con
1.Ce5+!
il Nero vince dopo 1.Cb4+? Rb5! o dopo 1.De8+? Axe8 2.Ce5+ Rb5! 3.Txb2+ Cb3
1…Axe5
dopo 1…Rb5? 2Txb2+ Cb3 3.Txc4! Dxe3 (la migliore; 3…Db8+ 4.Rd7 Dxh8 5.Txb3+ forza lo scacco matto) 4.Txb3+! Dxb3 5.Dh1! Af5+ 6.Rd8! Dxc4 7.Cxc4 Rxc4 8.Df3, il Bianco come minimo pareggia facilmente. Secondo il database dei finali, la posizione è vinta dal Bianco in altre 62 mosse.
2.De8+!
Se 2.Dxe5? Db7+ 3.Rd8 Dd7#
2…Axe8
3.Th6+ Ad6
anche 3…Rb5 4.Txb6+ Rxb6 5.Cxc4+ conduce ad un finale patto. Non 5.Txb2+? Axb2 6.Cc4+ Rb5 7.Cxb2 Ah5! e il cavallo bianco è in trappola.
4.Txd6+! Rxd6
5.Cxc4+! Cxc4
6.Txb6+ Cxb6+
Muovere il re sarebbe un tentativo migliore, ma il finale che ne risulterebbe di due cavalli ed un alfiere contro una torre è da molto tempo considerato una patta teorica.
7.Rd8! (diagramma 2)
Il Nero ha tre pezzi in più ma, se al Bianco viene permesso di prendere l'alfiere, i due cavalli non basterebbero a forzare lo scacco matto. L'unico modo di salvare l'alfiere è muoverlo, ma ciò provocherebbe lo stallo. Un'idea simile consente al giocatore in svantaggio di ottenere la patta nel finale di re, alfiere e cavallo contro re.
|   | a | b | c | d | e | f | g | h |   |
| 8 | e8 torre del nero · f8 donna del nero · g8 torre del nero · h8 cavallo del nero · b7 pedone del nero · e7 pedone del nero · f7 pedone del nero · g7 alfiere del nero · h7 re del bianco · b6 pedone del nero · c6 pedone del bianco · d6 pedone del nero · f6 pedone del nero · g6 pedone del nero · h6 cavallo del nero · a2 alfiere del nero · b2 pedone del nero · b1 re del nero | e8 torre del nero · f8 donna del nero · g8 torre del nero · h8 cavallo del nero · b7 pedone del nero · e7 pedone del nero · f7 pedone del nero · g7 alfiere del nero · h7 re del bianco · b6 pedone del nero · c6 pedone del bianco · d6 pedone del nero · f6 pedone del nero · g6 pedone del nero · h6 cavallo del nero · a2 alfiere del nero · b2 pedone del nero · b1 re del nero | e8 torre del nero · f8 donna del nero · g8 torre del nero · h8 cavallo del nero · b7 pedone del nero · e7 pedone del nero · f7 pedone del nero · g7 alfiere del nero · h7 re del bianco · b6 pedone del nero · c6 pedone del bianco · d6 pedone del nero · f6 pedone del nero · g6 pedone del nero · h6 cavallo del nero · a2 alfiere del nero · b2 pedone del nero · b1 re del nero | e8 torre del nero · f8 donna del nero · g8 torre del nero · h8 cavallo del nero · b7 pedone del nero · e7 pedone del nero · f7 pedone del nero · g7 alfiere del nero · h7 re del bianco · b6 pedone del nero · c6 pedone del bianco · d6 pedone del nero · f6 pedone del nero · g6 pedone del nero · h6 cavallo del nero · a2 alfiere del nero · b2 pedone del nero · b1 re del nero | e8 torre del nero · f8 donna del nero · g8 torre del nero · h8 cavallo del nero · b7 pedone del nero · e7 pedone del nero · f7 pedone del nero · g7 alfiere del nero · h7 re del bianco · b6 pedone del nero · c6 pedone del bianco · d6 pedone del nero · f6 pedone del nero · g6 pedone del nero · h6 cavallo del nero · a2 alfiere del nero · b2 pedone del nero · b1 re del nero | e8 torre del nero · f8 donna del nero · g8 torre del nero · h8 cavallo del nero · b7 pedone del nero · e7 pedone del nero · f7 pedone del nero · g7 alfiere del nero · h7 re del bianco · b6 pedone del nero · c6 pedone del bianco · d6 pedone del nero · f6 pedone del nero · g6 pedone del nero · h6 cavallo del nero · a2 alfiere del nero · b2 pedone del nero · b1 re del nero | e8 torre del nero · f8 donna del nero · g8 torre del nero · h8 cavallo del nero · b7 pedone del nero · e7 pedone del nero · f7 pedone del nero · g7 alfiere del nero · h7 re del bianco · b6 pedone del nero · c6 pedone del bianco · d6 pedone del nero · f6 pedone del nero · g6 pedone del nero · h6 cavallo del nero · a2 alfiere del nero · b2 pedone del nero · b1 re del nero | e8 torre del nero · f8 donna del nero · g8 torre del nero · h8 cavallo del nero · b7 pedone del nero · e7 pedone del nero · f7 pedone del nero · g7 alfiere del nero · h7 re del bianco · b6 pedone del nero · c6 pedone del bianco · d6 pedone del nero · f6 pedone del nero · g6 pedone del nero · h6 cavallo del nero · a2 alfiere del nero · b2 pedone del nero · b1 re del nero | 8 |
| 7 | e8 torre del nero · f8 donna del nero · g8 torre del nero · h8 cavallo del nero · b7 pedone del nero · e7 pedone del nero · f7 pedone del nero · g7 alfiere del nero · h7 re del bianco · b6 pedone del nero · c6 pedone del bianco · d6 pedone del nero · f6 pedone del nero · g6 pedone del nero · h6 cavallo del nero · a2 alfiere del nero · b2 pedone del nero · b1 re del nero | e8 torre del nero · f8 donna del nero · g8 torre del nero · h8 cavallo del nero · b7 pedone del nero · e7 pedone del nero · f7 pedone del nero · g7 alfiere del nero · h7 re del bianco · b6 pedone del nero · c6 pedone del bianco · d6 pedone del nero · f6 pedone del nero · g6 pedone del nero · h6 cavallo del nero · a2 alfiere del nero · b2 pedone del nero · b1 re del nero | e8 torre del nero · f8 donna del nero · g8 torre del nero · h8 cavallo del nero · b7 pedone del nero · e7 pedone del nero · f7 pedone del nero · g7 alfiere del nero · h7 re del bianco · b6 pedone del nero · c6 pedone del bianco · d6 pedone del nero · f6 pedone del nero · g6 pedone del nero · h6 cavallo del nero · a2 alfiere del nero · b2 pedone del nero · b1 re del nero | e8 torre del nero · f8 donna del nero · g8 torre del nero · h8 cavallo del nero · b7 pedone del nero · e7 pedone del nero · f7 pedone del nero · g7 alfiere del nero · h7 re del bianco · b6 pedone del nero · c6 pedone del bianco · d6 pedone del nero · f6 pedone del nero · g6 pedone del nero · h6 cavallo del nero · a2 alfiere del nero · b2 pedone del nero · b1 re del nero | e8 torre del nero · f8 donna del nero · g8 torre del nero · h8 cavallo del nero · b7 pedone del nero · e7 pedone del nero · f7 pedone del nero · g7 alfiere del nero · h7 re del bianco · b6 pedone del nero · c6 pedone del bianco · d6 pedone del nero · f6 pedone del nero · g6 pedone del nero · h6 cavallo del nero · a2 alfiere del nero · b2 pedone del nero · b1 re del nero | e8 torre del nero · f8 donna del nero · g8 torre del nero · h8 cavallo del nero · b7 pedone del nero · e7 pedone del nero · f7 pedone del nero · g7 alfiere del nero · h7 re del bianco · b6 pedone del nero · c6 pedone del bianco · d6 pedone del nero · f6 pedone del nero · g6 pedone del nero · h6 cavallo del nero · a2 alfiere del nero · b2 pedone del nero · b1 re del nero | e8 torre del nero · f8 donna del nero · g8 torre del nero · h8 cavallo del nero · b7 pedone del nero · e7 pedone del nero · f7 pedone del nero · g7 alfiere del nero · h7 re del bianco · b6 pedone del nero · c6 pedone del bianco · d6 pedone del nero · f6 pedone del nero · g6 pedone del nero · h6 cavallo del nero · a2 alfiere del nero · b2 pedone del nero · b1 re del nero | e8 torre del nero · f8 donna del nero · g8 torre del nero · h8 cavallo del nero · b7 pedone del nero · e7 pedone del nero · f7 pedone del nero · g7 alfiere del nero · h7 re del bianco · b6 pedone del nero · c6 pedone del bianco · d6 pedone del nero · f6 pedone del nero · g6 pedone del nero · h6 cavallo del nero · a2 alfiere del nero · b2 pedone del nero · b1 re del nero | 7 |
| 6 | e8 torre del nero · f8 donna del nero · g8 torre del nero · h8 cavallo del nero · b7 pedone del nero · e7 pedone del nero · f7 pedone del nero · g7 alfiere del nero · h7 re del bianco · b6 pedone del nero · c6 pedone del bianco · d6 pedone del nero · f6 pedone del nero · g6 pedone del nero · h6 cavallo del nero · a2 alfiere del nero · b2 pedone del nero · b1 re del nero | e8 torre del nero · f8 donna del nero · g8 torre del nero · h8 cavallo del nero · b7 pedone del nero · e7 pedone del nero · f7 pedone del nero · g7 alfiere del nero · h7 re del bianco · b6 pedone del nero · c6 pedone del bianco · d6 pedone del nero · f6 pedone del nero · g6 pedone del nero · h6 cavallo del nero · a2 alfiere del nero · b2 pedone del nero · b1 re del nero | e8 torre del nero · f8 donna del nero · g8 torre del nero · h8 cavallo del nero · b7 pedone del nero · e7 pedone del nero · f7 pedone del nero · g7 alfiere del nero · h7 re del bianco · b6 pedone del nero · c6 pedone del bianco · d6 pedone del nero · f6 pedone del nero · g6 pedone del nero · h6 cavallo del nero · a2 alfiere del nero · b2 pedone del nero · b1 re del nero | e8 torre del nero · f8 donna del nero · g8 torre del nero · h8 cavallo del nero · b7 pedone del nero · e7 pedone del nero · f7 pedone del nero · g7 alfiere del nero · h7 re del bianco · b6 pedone del nero · c6 pedone del bianco · d6 pedone del nero · f6 pedone del nero · g6 pedone del nero · h6 cavallo del nero · a2 alfiere del nero · b2 pedone del nero · b1 re del nero | e8 torre del nero · f8 donna del nero · g8 torre del nero · h8 cavallo del nero · b7 pedone del nero · e7 pedone del nero · f7 pedone del nero · g7 alfiere del nero · h7 re del bianco · b6 pedone del nero · c6 pedone del bianco · d6 pedone del nero · f6 pedone del nero · g6 pedone del nero · h6 cavallo del nero · a2 alfiere del nero · b2 pedone del nero · b1 re del nero | e8 torre del nero · f8 donna del nero · g8 torre del nero · h8 cavallo del nero · b7 pedone del nero · e7 pedone del nero · f7 pedone del nero · g7 alfiere del nero · h7 re del bianco · b6 pedone del nero · c6 pedone del bianco · d6 pedone del nero · f6 pedone del nero · g6 pedone del nero · h6 cavallo del nero · a2 alfiere del nero · b2 pedone del nero · b1 re del nero | e8 torre del nero · f8 donna del nero · g8 torre del nero · h8 cavallo del nero · b7 pedone del nero · e7 pedone del nero · f7 pedone del nero · g7 alfiere del nero · h7 re del bianco · b6 pedone del nero · c6 pedone del bianco · d6 pedone del nero · f6 pedone del nero · g6 pedone del nero · h6 cavallo del nero · a2 alfiere del nero · b2 pedone del nero · b1 re del nero | e8 torre del nero · f8 donna del nero · g8 torre del nero · h8 cavallo del nero · b7 pedone del nero · e7 pedone del nero · f7 pedone del nero · g7 alfiere del nero · h7 re del bianco · b6 pedone del nero · c6 pedone del bianco · d6 pedone del nero · f6 pedone del nero · g6 pedone del nero · h6 cavallo del nero · a2 alfiere del nero · b2 pedone del nero · b1 re del nero | 6 |
| 5 | e8 torre del nero · f8 donna del nero · g8 torre del nero · h8 cavallo del nero · b7 pedone del nero · e7 pedone del nero · f7 pedone del nero · g7 alfiere del nero · h7 re del bianco · b6 pedone del nero · c6 pedone del bianco · d6 pedone del nero · f6 pedone del nero · g6 pedone del nero · h6 cavallo del nero · a2 alfiere del nero · b2 pedone del nero · b1 re del nero | e8 torre del nero · f8 donna del nero · g8 torre del nero · h8 cavallo del nero · b7 pedone del nero · e7 pedone del nero · f7 pedone del nero · g7 alfiere del nero · h7 re del bianco · b6 pedone del nero · c6 pedone del bianco · d6 pedone del nero · f6 pedone del nero · g6 pedone del nero · h6 cavallo del nero · a2 alfiere del nero · b2 pedone del nero · b1 re del nero | e8 torre del nero · f8 donna del nero · g8 torre del nero · h8 cavallo del nero · b7 pedone del nero · e7 pedone del nero · f7 pedone del nero · g7 alfiere del nero · h7 re del bianco · b6 pedone del nero · c6 pedone del bianco · d6 pedone del nero · f6 pedone del nero · g6 pedone del nero · h6 cavallo del nero · a2 alfiere del nero · b2 pedone del nero · b1 re del nero | e8 torre del nero · f8 donna del nero · g8 torre del nero · h8 cavallo del nero · b7 pedone del nero · e7 pedone del nero · f7 pedone del nero · g7 alfiere del nero · h7 re del bianco · b6 pedone del nero · c6 pedone del bianco · d6 pedone del nero · f6 pedone del nero · g6 pedone del nero · h6 cavallo del nero · a2 alfiere del nero · b2 pedone del nero · b1 re del nero | e8 torre del nero · f8 donna del nero · g8 torre del nero · h8 cavallo del nero · b7 pedone del nero · e7 pedone del nero · f7 pedone del nero · g7 alfiere del nero · h7 re del bianco · b6 pedone del nero · c6 pedone del bianco · d6 pedone del nero · f6 pedone del nero · g6 pedone del nero · h6 cavallo del nero · a2 alfiere del nero · b2 pedone del nero · b1 re del nero | e8 torre del nero · f8 donna del nero · g8 torre del nero · h8 cavallo del nero · b7 pedone del nero · e7 pedone del nero · f7 pedone del nero · g7 alfiere del nero · h7 re del bianco · b6 pedone del nero · c6 pedone del bianco · d6 pedone del nero · f6 pedone del nero · g6 pedone del nero · h6 cavallo del nero · a2 alfiere del nero · b2 pedone del nero · b1 re del nero | e8 torre del nero · f8 donna del nero · g8 torre del nero · h8 cavallo del nero · b7 pedone del nero · e7 pedone del nero · f7 pedone del nero · g7 alfiere del nero · h7 re del bianco · b6 pedone del nero · c6 pedone del bianco · d6 pedone del nero · f6 pedone del nero · g6 pedone del nero · h6 cavallo del nero · a2 alfiere del nero · b2 pedone del nero · b1 re del nero | e8 torre del nero · f8 donna del nero · g8 torre del nero · h8 cavallo del nero · b7 pedone del nero · e7 pedone del nero · f7 pedone del nero · g7 alfiere del nero · h7 re del bianco · b6 pedone del nero · c6 pedone del bianco · d6 pedone del nero · f6 pedone del nero · g6 pedone del nero · h6 cavallo del nero · a2 alfiere del nero · b2 pedone del nero · b1 re del nero | 5 |
| 4 | e8 torre del nero · f8 donna del nero · g8 torre del nero · h8 cavallo del nero · b7 pedone del nero · e7 pedone del nero · f7 pedone del nero · g7 alfiere del nero · h7 re del bianco · b6 pedone del nero · c6 pedone del bianco · d6 pedone del nero · f6 pedone del nero · g6 pedone del nero · h6 cavallo del nero · a2 alfiere del nero · b2 pedone del nero · b1 re del nero | e8 torre del nero · f8 donna del nero · g8 torre del nero · h8 cavallo del nero · b7 pedone del nero · e7 pedone del nero · f7 pedone del nero · g7 alfiere del nero · h7 re del bianco · b6 pedone del nero · c6 pedone del bianco · d6 pedone del nero · f6 pedone del nero · g6 pedone del nero · h6 cavallo del nero · a2 alfiere del nero · b2 pedone del nero · b1 re del nero | e8 torre del nero · f8 donna del nero · g8 torre del nero · h8 cavallo del nero · b7 pedone del nero · e7 pedone del nero · f7 pedone del nero · g7 alfiere del nero · h7 re del bianco · b6 pedone del nero · c6 pedone del bianco · d6 pedone del nero · f6 pedone del nero · g6 pedone del nero · h6 cavallo del nero · a2 alfiere del nero · b2 pedone del nero · b1 re del nero | e8 torre del nero · f8 donna del nero · g8 torre del nero · h8 cavallo del nero · b7 pedone del nero · e7 pedone del nero · f7 pedone del nero · g7 alfiere del nero · h7 re del bianco · b6 pedone del nero · c6 pedone del bianco · d6 pedone del nero · f6 pedone del nero · g6 pedone del nero · h6 cavallo del nero · a2 alfiere del nero · b2 pedone del nero · b1 re del nero | e8 torre del nero · f8 donna del nero · g8 torre del nero · h8 cavallo del nero · b7 pedone del nero · e7 pedone del nero · f7 pedone del nero · g7 alfiere del nero · h7 re del bianco · b6 pedone del nero · c6 pedone del bianco · d6 pedone del nero · f6 pedone del nero · g6 pedone del nero · h6 cavallo del nero · a2 alfiere del nero · b2 pedone del nero · b1 re del nero | e8 torre del nero · f8 donna del nero · g8 torre del nero · h8 cavallo del nero · b7 pedone del nero · e7 pedone del nero · f7 pedone del nero · g7 alfiere del nero · h7 re del bianco · b6 pedone del nero · c6 pedone del bianco · d6 pedone del nero · f6 pedone del nero · g6 pedone del nero · h6 cavallo del nero · a2 alfiere del nero · b2 pedone del nero · b1 re del nero | e8 torre del nero · f8 donna del nero · g8 torre del nero · h8 cavallo del nero · b7 pedone del nero · e7 pedone del nero · f7 pedone del nero · g7 alfiere del nero · h7 re del bianco · b6 pedone del nero · c6 pedone del bianco · d6 pedone del nero · f6 pedone del nero · g6 pedone del nero · h6 cavallo del nero · a2 alfiere del nero · b2 pedone del nero · b1 re del nero | e8 torre del nero · f8 donna del nero · g8 torre del nero · h8 cavallo del nero · b7 pedone del nero · e7 pedone del nero · f7 pedone del nero · g7 alfiere del nero · h7 re del bianco · b6 pedone del nero · c6 pedone del bianco · d6 pedone del nero · f6 pedone del nero · g6 pedone del nero · h6 cavallo del nero · a2 alfiere del nero · b2 pedone del nero · b1 re del nero | 4 |
| 3 | e8 torre del nero · f8 donna del nero · g8 torre del nero · h8 cavallo del nero · b7 pedone del nero · e7 pedone del nero · f7 pedone del nero · g7 alfiere del nero · h7 re del bianco · b6 pedone del nero · c6 pedone del bianco · d6 pedone del nero · f6 pedone del nero · g6 pedone del nero · h6 cavallo del nero · a2 alfiere del nero · b2 pedone del nero · b1 re del nero | e8 torre del nero · f8 donna del nero · g8 torre del nero · h8 cavallo del nero · b7 pedone del nero · e7 pedone del nero · f7 pedone del nero · g7 alfiere del nero · h7 re del bianco · b6 pedone del nero · c6 pedone del bianco · d6 pedone del nero · f6 pedone del nero · g6 pedone del nero · h6 cavallo del nero · a2 alfiere del nero · b2 pedone del nero · b1 re del nero | e8 torre del nero · f8 donna del nero · g8 torre del nero · h8 cavallo del nero · b7 pedone del nero · e7 pedone del nero · f7 pedone del nero · g7 alfiere del nero · h7 re del bianco · b6 pedone del nero · c6 pedone del bianco · d6 pedone del nero · f6 pedone del nero · g6 pedone del nero · h6 cavallo del nero · a2 alfiere del nero · b2 pedone del nero · b1 re del nero | e8 torre del nero · f8 donna del nero · g8 torre del nero · h8 cavallo del nero · b7 pedone del nero · e7 pedone del nero · f7 pedone del nero · g7 alfiere del nero · h7 re del bianco · b6 pedone del nero · c6 pedone del bianco · d6 pedone del nero · f6 pedone del nero · g6 pedone del nero · h6 cavallo del nero · a2 alfiere del nero · b2 pedone del nero · b1 re del nero | e8 torre del nero · f8 donna del nero · g8 torre del nero · h8 cavallo del nero · b7 pedone del nero · e7 pedone del nero · f7 pedone del nero · g7 alfiere del nero · h7 re del bianco · b6 pedone del nero · c6 pedone del bianco · d6 pedone del nero · f6 pedone del nero · g6 pedone del nero · h6 cavallo del nero · a2 alfiere del nero · b2 pedone del nero · b1 re del nero | e8 torre del nero · f8 donna del nero · g8 torre del nero · h8 cavallo del nero · b7 pedone del nero · e7 pedone del nero · f7 pedone del nero · g7 alfiere del nero · h7 re del bianco · b6 pedone del nero · c6 pedone del bianco · d6 pedone del nero · f6 pedone del nero · g6 pedone del nero · h6 cavallo del nero · a2 alfiere del nero · b2 pedone del nero · b1 re del nero | e8 torre del nero · f8 donna del nero · g8 torre del nero · h8 cavallo del nero · b7 pedone del nero · e7 pedone del nero · f7 pedone del nero · g7 alfiere del nero · h7 re del bianco · b6 pedone del nero · c6 pedone del bianco · d6 pedone del nero · f6 pedone del nero · g6 pedone del nero · h6 cavallo del nero · a2 alfiere del nero · b2 pedone del nero · b1 re del nero | e8 torre del nero · f8 donna del nero · g8 torre del nero · h8 cavallo del nero · b7 pedone del nero · e7 pedone del nero · f7 pedone del nero · g7 alfiere del nero · h7 re del bianco · b6 pedone del nero · c6 pedone del bianco · d6 pedone del nero · f6 pedone del nero · g6 pedone del nero · h6 cavallo del nero · a2 alfiere del nero · b2 pedone del nero · b1 re del nero | 3 |
| 2 | e8 torre del nero · f8 donna del nero · g8 torre del nero · h8 cavallo del nero · b7 pedone del nero · e7 pedone del nero · f7 pedone del nero · g7 alfiere del nero · h7 re del bianco · b6 pedone del nero · c6 pedone del bianco · d6 pedone del nero · f6 pedone del nero · g6 pedone del nero · h6 cavallo del nero · a2 alfiere del nero · b2 pedone del nero · b1 re del nero | e8 torre del nero · f8 donna del nero · g8 torre del nero · h8 cavallo del nero · b7 pedone del nero · e7 pedone del nero · f7 pedone del nero · g7 alfiere del nero · h7 re del bianco · b6 pedone del nero · c6 pedone del bianco · d6 pedone del nero · f6 pedone del nero · g6 pedone del nero · h6 cavallo del nero · a2 alfiere del nero · b2 pedone del nero · b1 re del nero | e8 torre del nero · f8 donna del nero · g8 torre del nero · h8 cavallo del nero · b7 pedone del nero · e7 pedone del nero · f7 pedone del nero · g7 alfiere del nero · h7 re del bianco · b6 pedone del nero · c6 pedone del bianco · d6 pedone del nero · f6 pedone del nero · g6 pedone del nero · h6 cavallo del nero · a2 alfiere del nero · b2 pedone del nero · b1 re del nero | e8 torre del nero · f8 donna del nero · g8 torre del nero · h8 cavallo del nero · b7 pedone del nero · e7 pedone del nero · f7 pedone del nero · g7 alfiere del nero · h7 re del bianco · b6 pedone del nero · c6 pedone del bianco · d6 pedone del nero · f6 pedone del nero · g6 pedone del nero · h6 cavallo del nero · a2 alfiere del nero · b2 pedone del nero · b1 re del nero | e8 torre del nero · f8 donna del nero · g8 torre del nero · h8 cavallo del nero · b7 pedone del nero · e7 pedone del nero · f7 pedone del nero · g7 alfiere del nero · h7 re del bianco · b6 pedone del nero · c6 pedone del bianco · d6 pedone del nero · f6 pedone del nero · g6 pedone del nero · h6 cavallo del nero · a2 alfiere del nero · b2 pedone del nero · b1 re del nero | e8 torre del nero · f8 donna del nero · g8 torre del nero · h8 cavallo del nero · b7 pedone del nero · e7 pedone del nero · f7 pedone del nero · g7 alfiere del nero · h7 re del bianco · b6 pedone del nero · c6 pedone del bianco · d6 pedone del nero · f6 pedone del nero · g6 pedone del nero · h6 cavallo del nero · a2 alfiere del nero · b2 pedone del nero · b1 re del nero | e8 torre del nero · f8 donna del nero · g8 torre del nero · h8 cavallo del nero · b7 pedone del nero · e7 pedone del nero · f7 pedone del nero · g7 alfiere del nero · h7 re del bianco · b6 pedone del nero · c6 pedone del bianco · d6 pedone del nero · f6 pedone del nero · g6 pedone del nero · h6 cavallo del nero · a2 alfiere del nero · b2 pedone del nero · b1 re del nero | e8 torre del nero · f8 donna del nero · g8 torre del nero · h8 cavallo del nero · b7 pedone del nero · e7 pedone del nero · f7 pedone del nero · g7 alfiere del nero · h7 re del bianco · b6 pedone del nero · c6 pedone del bianco · d6 pedone del nero · f6 pedone del nero · g6 pedone del nero · h6 cavallo del nero · a2 alfiere del nero · b2 pedone del nero · b1 re del nero | 2 |
| 1 | e8 torre del nero · f8 donna del nero · g8 torre del nero · h8 cavallo del nero · b7 pedone del nero · e7 pedone del nero · f7 pedone del nero · g7 alfiere del nero · h7 re del bianco · b6 pedone del nero · c6 pedone del bianco · d6 pedone del nero · f6 pedone del nero · g6 pedone del nero · h6 cavallo del nero · a2 alfiere del nero · b2 pedone del nero · b1 re del nero | e8 torre del nero · f8 donna del nero · g8 torre del nero · h8 cavallo del nero · b7 pedone del nero · e7 pedone del nero · f7 pedone del nero · g7 alfiere del nero · h7 re del bianco · b6 pedone del nero · c6 pedone del bianco · d6 pedone del nero · f6 pedone del nero · g6 pedone del nero · h6 cavallo del nero · a2 alfiere del nero · b2 pedone del nero · b1 re del nero | e8 torre del nero · f8 donna del nero · g8 torre del nero · h8 cavallo del nero · b7 pedone del nero · e7 pedone del nero · f7 pedone del nero · g7 alfiere del nero · h7 re del bianco · b6 pedone del nero · c6 pedone del bianco · d6 pedone del nero · f6 pedone del nero · g6 pedone del nero · h6 cavallo del nero · a2 alfiere del nero · b2 pedone del nero · b1 re del nero | e8 torre del nero · f8 donna del nero · g8 torre del nero · h8 cavallo del nero · b7 pedone del nero · e7 pedone del nero · f7 pedone del nero · g7 alfiere del nero · h7 re del bianco · b6 pedone del nero · c6 pedone del bianco · d6 pedone del nero · f6 pedone del nero · g6 pedone del nero · h6 cavallo del nero · a2 alfiere del nero · b2 pedone del nero · b1 re del nero | e8 torre del nero · f8 donna del nero · g8 torre del nero · h8 cavallo del nero · b7 pedone del nero · e7 pedone del nero · f7 pedone del nero · g7 alfiere del nero · h7 re del bianco · b6 pedone del nero · c6 pedone del bianco · d6 pedone del nero · f6 pedone del nero · g6 pedone del nero · h6 cavallo del nero · a2 alfiere del nero · b2 pedone del nero · b1 re del nero | e8 torre del nero · f8 donna del nero · g8 torre del nero · h8 cavallo del nero · b7 pedone del nero · e7 pedone del nero · f7 pedone del nero · g7 alfiere del nero · h7 re del bianco · b6 pedone del nero · c6 pedone del bianco · d6 pedone del nero · f6 pedone del nero · g6 pedone del nero · h6 cavallo del nero · a2 alfiere del nero · b2 pedone del nero · b1 re del nero | e8 torre del nero · f8 donna del nero · g8 torre del nero · h8 cavallo del nero · b7 pedone del nero · e7 pedone del nero · f7 pedone del nero · g7 alfiere del nero · h7 re del bianco · b6 pedone del nero · c6 pedone del bianco · d6 pedone del nero · f6 pedone del nero · g6 pedone del nero · h6 cavallo del nero · a2 alfiere del nero · b2 pedone del nero · b1 re del nero | e8 torre del nero · f8 donna del nero · g8 torre del nero · h8 cavallo del nero · b7 pedone del nero · e7 pedone del nero · f7 pedone del nero · g7 alfiere del nero · h7 re del bianco · b6 pedone del nero · c6 pedone del bianco · d6 pedone del nero · f6 pedone del nero · g6 pedone del nero · h6 cavallo del nero · a2 alfiere del nero · b2 pedone del nero · b1 re del nero | 1 |
|   | a | b | c | d | e | f | g | h |   |

|   | a | b | c | d | e | f | g | h |   |
| 8 | e8 torre del nero · f8 donna del nero · g8 torre del nero · h8 cavallo del nero · b7 pedone del nero · e7 pedone del nero · f7 pedone del nero · g7 alfiere del nero · h7 re del bianco · b6 pedone del nero · d6 pedone del nero · f6 pedone del nero · h6 cavallo del nero · g5 pedone del nero · c4 alfiere del nero · b2 pedone del nero · c2 torre del bianco · d2 re del nero | e8 torre del nero · f8 donna del nero · g8 torre del nero · h8 cavallo del nero · b7 pedone del nero · e7 pedone del nero · f7 pedone del nero · g7 alfiere del nero · h7 re del bianco · b6 pedone del nero · d6 pedone del nero · f6 pedone del nero · h6 cavallo del nero · g5 pedone del nero · c4 alfiere del nero · b2 pedone del nero · c2 torre del bianco · d2 re del nero | e8 torre del nero · f8 donna del nero · g8 torre del nero · h8 cavallo del nero · b7 pedone del nero · e7 pedone del nero · f7 pedone del nero · g7 alfiere del nero · h7 re del bianco · b6 pedone del nero · d6 pedone del nero · f6 pedone del nero · h6 cavallo del nero · g5 pedone del nero · c4 alfiere del nero · b2 pedone del nero · c2 torre del bianco · d2 re del nero | e8 torre del nero · f8 donna del nero · g8 torre del nero · h8 cavallo del nero · b7 pedone del nero · e7 pedone del nero · f7 pedone del nero · g7 alfiere del nero · h7 re del bianco · b6 pedone del nero · d6 pedone del nero · f6 pedone del nero · h6 cavallo del nero · g5 pedone del nero · c4 alfiere del nero · b2 pedone del nero · c2 torre del bianco · d2 re del nero | e8 torre del nero · f8 donna del nero · g8 torre del nero · h8 cavallo del nero · b7 pedone del nero · e7 pedone del nero · f7 pedone del nero · g7 alfiere del nero · h7 re del bianco · b6 pedone del nero · d6 pedone del nero · f6 pedone del nero · h6 cavallo del nero · g5 pedone del nero · c4 alfiere del nero · b2 pedone del nero · c2 torre del bianco · d2 re del nero | e8 torre del nero · f8 donna del nero · g8 torre del nero · h8 cavallo del nero · b7 pedone del nero · e7 pedone del nero · f7 pedone del nero · g7 alfiere del nero · h7 re del bianco · b6 pedone del nero · d6 pedone del nero · f6 pedone del nero · h6 cavallo del nero · g5 pedone del nero · c4 alfiere del nero · b2 pedone del nero · c2 torre del bianco · d2 re del nero | e8 torre del nero · f8 donna del nero · g8 torre del nero · h8 cavallo del nero · b7 pedone del nero · e7 pedone del nero · f7 pedone del nero · g7 alfiere del nero · h7 re del bianco · b6 pedone del nero · d6 pedone del nero · f6 pedone del nero · h6 cavallo del nero · g5 pedone del nero · c4 alfiere del nero · b2 pedone del nero · c2 torre del bianco · d2 re del nero | e8 torre del nero · f8 donna del nero · g8 torre del nero · h8 cavallo del nero · b7 pedone del nero · e7 pedone del nero · f7 pedone del nero · g7 alfiere del nero · h7 re del bianco · b6 pedone del nero · d6 pedone del nero · f6 pedone del nero · h6 cavallo del nero · g5 pedone del nero · c4 alfiere del nero · b2 pedone del nero · c2 torre del bianco · d2 re del nero | 8 |
| 7 | e8 torre del nero · f8 donna del nero · g8 torre del nero · h8 cavallo del nero · b7 pedone del nero · e7 pedone del nero · f7 pedone del nero · g7 alfiere del nero · h7 re del bianco · b6 pedone del nero · d6 pedone del nero · f6 pedone del nero · h6 cavallo del nero · g5 pedone del nero · c4 alfiere del nero · b2 pedone del nero · c2 torre del bianco · d2 re del nero | e8 torre del nero · f8 donna del nero · g8 torre del nero · h8 cavallo del nero · b7 pedone del nero · e7 pedone del nero · f7 pedone del nero · g7 alfiere del nero · h7 re del bianco · b6 pedone del nero · d6 pedone del nero · f6 pedone del nero · h6 cavallo del nero · g5 pedone del nero · c4 alfiere del nero · b2 pedone del nero · c2 torre del bianco · d2 re del nero | e8 torre del nero · f8 donna del nero · g8 torre del nero · h8 cavallo del nero · b7 pedone del nero · e7 pedone del nero · f7 pedone del nero · g7 alfiere del nero · h7 re del bianco · b6 pedone del nero · d6 pedone del nero · f6 pedone del nero · h6 cavallo del nero · g5 pedone del nero · c4 alfiere del nero · b2 pedone del nero · c2 torre del bianco · d2 re del nero | e8 torre del nero · f8 donna del nero · g8 torre del nero · h8 cavallo del nero · b7 pedone del nero · e7 pedone del nero · f7 pedone del nero · g7 alfiere del nero · h7 re del bianco · b6 pedone del nero · d6 pedone del nero · f6 pedone del nero · h6 cavallo del nero · g5 pedone del nero · c4 alfiere del nero · b2 pedone del nero · c2 torre del bianco · d2 re del nero | e8 torre del nero · f8 donna del nero · g8 torre del nero · h8 cavallo del nero · b7 pedone del nero · e7 pedone del nero · f7 pedone del nero · g7 alfiere del nero · h7 re del bianco · b6 pedone del nero · d6 pedone del nero · f6 pedone del nero · h6 cavallo del nero · g5 pedone del nero · c4 alfiere del nero · b2 pedone del nero · c2 torre del bianco · d2 re del nero | e8 torre del nero · f8 donna del nero · g8 torre del nero · h8 cavallo del nero · b7 pedone del nero · e7 pedone del nero · f7 pedone del nero · g7 alfiere del nero · h7 re del bianco · b6 pedone del nero · d6 pedone del nero · f6 pedone del nero · h6 cavallo del nero · g5 pedone del nero · c4 alfiere del nero · b2 pedone del nero · c2 torre del bianco · d2 re del nero | e8 torre del nero · f8 donna del nero · g8 torre del nero · h8 cavallo del nero · b7 pedone del nero · e7 pedone del nero · f7 pedone del nero · g7 alfiere del nero · h7 re del bianco · b6 pedone del nero · d6 pedone del nero · f6 pedone del nero · h6 cavallo del nero · g5 pedone del nero · c4 alfiere del nero · b2 pedone del nero · c2 torre del bianco · d2 re del nero | e8 torre del nero · f8 donna del nero · g8 torre del nero · h8 cavallo del nero · b7 pedone del nero · e7 pedone del nero · f7 pedone del nero · g7 alfiere del nero · h7 re del bianco · b6 pedone del nero · d6 pedone del nero · f6 pedone del nero · h6 cavallo del nero · g5 pedone del nero · c4 alfiere del nero · b2 pedone del nero · c2 torre del bianco · d2 re del nero | 7 |
| 6 | e8 torre del nero · f8 donna del nero · g8 torre del nero · h8 cavallo del nero · b7 pedone del nero · e7 pedone del nero · f7 pedone del nero · g7 alfiere del nero · h7 re del bianco · b6 pedone del nero · d6 pedone del nero · f6 pedone del nero · h6 cavallo del nero · g5 pedone del nero · c4 alfiere del nero · b2 pedone del nero · c2 torre del bianco · d2 re del nero | e8 torre del nero · f8 donna del nero · g8 torre del nero · h8 cavallo del nero · b7 pedone del nero · e7 pedone del nero · f7 pedone del nero · g7 alfiere del nero · h7 re del bianco · b6 pedone del nero · d6 pedone del nero · f6 pedone del nero · h6 cavallo del nero · g5 pedone del nero · c4 alfiere del nero · b2 pedone del nero · c2 torre del bianco · d2 re del nero | e8 torre del nero · f8 donna del nero · g8 torre del nero · h8 cavallo del nero · b7 pedone del nero · e7 pedone del nero · f7 pedone del nero · g7 alfiere del nero · h7 re del bianco · b6 pedone del nero · d6 pedone del nero · f6 pedone del nero · h6 cavallo del nero · g5 pedone del nero · c4 alfiere del nero · b2 pedone del nero · c2 torre del bianco · d2 re del nero | e8 torre del nero · f8 donna del nero · g8 torre del nero · h8 cavallo del nero · b7 pedone del nero · e7 pedone del nero · f7 pedone del nero · g7 alfiere del nero · h7 re del bianco · b6 pedone del nero · d6 pedone del nero · f6 pedone del nero · h6 cavallo del nero · g5 pedone del nero · c4 alfiere del nero · b2 pedone del nero · c2 torre del bianco · d2 re del nero | e8 torre del nero · f8 donna del nero · g8 torre del nero · h8 cavallo del nero · b7 pedone del nero · e7 pedone del nero · f7 pedone del nero · g7 alfiere del nero · h7 re del bianco · b6 pedone del nero · d6 pedone del nero · f6 pedone del nero · h6 cavallo del nero · g5 pedone del nero · c4 alfiere del nero · b2 pedone del nero · c2 torre del bianco · d2 re del nero | e8 torre del nero · f8 donna del nero · g8 torre del nero · h8 cavallo del nero · b7 pedone del nero · e7 pedone del nero · f7 pedone del nero · g7 alfiere del nero · h7 re del bianco · b6 pedone del nero · d6 pedone del nero · f6 pedone del nero · h6 cavallo del nero · g5 pedone del nero · c4 alfiere del nero · b2 pedone del nero · c2 torre del bianco · d2 re del nero | e8 torre del nero · f8 donna del nero · g8 torre del nero · h8 cavallo del nero · b7 pedone del nero · e7 pedone del nero · f7 pedone del nero · g7 alfiere del nero · h7 re del bianco · b6 pedone del nero · d6 pedone del nero · f6 pedone del nero · h6 cavallo del nero · g5 pedone del nero · c4 alfiere del nero · b2 pedone del nero · c2 torre del bianco · d2 re del nero | e8 torre del nero · f8 donna del nero · g8 torre del nero · h8 cavallo del nero · b7 pedone del nero · e7 pedone del nero · f7 pedone del nero · g7 alfiere del nero · h7 re del bianco · b6 pedone del nero · d6 pedone del nero · f6 pedone del nero · h6 cavallo del nero · g5 pedone del nero · c4 alfiere del nero · b2 pedone del nero · c2 torre del bianco · d2 re del nero | 6 |
| 5 | e8 torre del nero · f8 donna del nero · g8 torre del nero · h8 cavallo del nero · b7 pedone del nero · e7 pedone del nero · f7 pedone del nero · g7 alfiere del nero · h7 re del bianco · b6 pedone del nero · d6 pedone del nero · f6 pedone del nero · h6 cavallo del nero · g5 pedone del nero · c4 alfiere del nero · b2 pedone del nero · c2 torre del bianco · d2 re del nero | e8 torre del nero · f8 donna del nero · g8 torre del nero · h8 cavallo del nero · b7 pedone del nero · e7 pedone del nero · f7 pedone del nero · g7 alfiere del nero · h7 re del bianco · b6 pedone del nero · d6 pedone del nero · f6 pedone del nero · h6 cavallo del nero · g5 pedone del nero · c4 alfiere del nero · b2 pedone del nero · c2 torre del bianco · d2 re del nero | e8 torre del nero · f8 donna del nero · g8 torre del nero · h8 cavallo del nero · b7 pedone del nero · e7 pedone del nero · f7 pedone del nero · g7 alfiere del nero · h7 re del bianco · b6 pedone del nero · d6 pedone del nero · f6 pedone del nero · h6 cavallo del nero · g5 pedone del nero · c4 alfiere del nero · b2 pedone del nero · c2 torre del bianco · d2 re del nero | e8 torre del nero · f8 donna del nero · g8 torre del nero · h8 cavallo del nero · b7 pedone del nero · e7 pedone del nero · f7 pedone del nero · g7 alfiere del nero · h7 re del bianco · b6 pedone del nero · d6 pedone del nero · f6 pedone del nero · h6 cavallo del nero · g5 pedone del nero · c4 alfiere del nero · b2 pedone del nero · c2 torre del bianco · d2 re del nero | e8 torre del nero · f8 donna del nero · g8 torre del nero · h8 cavallo del nero · b7 pedone del nero · e7 pedone del nero · f7 pedone del nero · g7 alfiere del nero · h7 re del bianco · b6 pedone del nero · d6 pedone del nero · f6 pedone del nero · h6 cavallo del nero · g5 pedone del nero · c4 alfiere del nero · b2 pedone del nero · c2 torre del bianco · d2 re del nero | e8 torre del nero · f8 donna del nero · g8 torre del nero · h8 cavallo del nero · b7 pedone del nero · e7 pedone del nero · f7 pedone del nero · g7 alfiere del nero · h7 re del bianco · b6 pedone del nero · d6 pedone del nero · f6 pedone del nero · h6 cavallo del nero · g5 pedone del nero · c4 alfiere del nero · b2 pedone del nero · c2 torre del bianco · d2 re del nero | e8 torre del nero · f8 donna del nero · g8 torre del nero · h8 cavallo del nero · b7 pedone del nero · e7 pedone del nero · f7 pedone del nero · g7 alfiere del nero · h7 re del bianco · b6 pedone del nero · d6 pedone del nero · f6 pedone del nero · h6 cavallo del nero · g5 pedone del nero · c4 alfiere del nero · b2 pedone del nero · c2 torre del bianco · d2 re del nero | e8 torre del nero · f8 donna del nero · g8 torre del nero · h8 cavallo del nero · b7 pedone del nero · e7 pedone del nero · f7 pedone del nero · g7 alfiere del nero · h7 re del bianco · b6 pedone del nero · d6 pedone del nero · f6 pedone del nero · h6 cavallo del nero · g5 pedone del nero · c4 alfiere del nero · b2 pedone del nero · c2 torre del bianco · d2 re del nero | 5 |
| 4 | e8 torre del nero · f8 donna del nero · g8 torre del nero · h8 cavallo del nero · b7 pedone del nero · e7 pedone del nero · f7 pedone del nero · g7 alfiere del nero · h7 re del bianco · b6 pedone del nero · d6 pedone del nero · f6 pedone del nero · h6 cavallo del nero · g5 pedone del nero · c4 alfiere del nero · b2 pedone del nero · c2 torre del bianco · d2 re del nero | e8 torre del nero · f8 donna del nero · g8 torre del nero · h8 cavallo del nero · b7 pedone del nero · e7 pedone del nero · f7 pedone del nero · g7 alfiere del nero · h7 re del bianco · b6 pedone del nero · d6 pedone del nero · f6 pedone del nero · h6 cavallo del nero · g5 pedone del nero · c4 alfiere del nero · b2 pedone del nero · c2 torre del bianco · d2 re del nero | e8 torre del nero · f8 donna del nero · g8 torre del nero · h8 cavallo del nero · b7 pedone del nero · e7 pedone del nero · f7 pedone del nero · g7 alfiere del nero · h7 re del bianco · b6 pedone del nero · d6 pedone del nero · f6 pedone del nero · h6 cavallo del nero · g5 pedone del nero · c4 alfiere del nero · b2 pedone del nero · c2 torre del bianco · d2 re del nero | e8 torre del nero · f8 donna del nero · g8 torre del nero · h8 cavallo del nero · b7 pedone del nero · e7 pedone del nero · f7 pedone del nero · g7 alfiere del nero · h7 re del bianco · b6 pedone del nero · d6 pedone del nero · f6 pedone del nero · h6 cavallo del nero · g5 pedone del nero · c4 alfiere del nero · b2 pedone del nero · c2 torre del bianco · d2 re del nero | e8 torre del nero · f8 donna del nero · g8 torre del nero · h8 cavallo del nero · b7 pedone del nero · e7 pedone del nero · f7 pedone del nero · g7 alfiere del nero · h7 re del bianco · b6 pedone del nero · d6 pedone del nero · f6 pedone del nero · h6 cavallo del nero · g5 pedone del nero · c4 alfiere del nero · b2 pedone del nero · c2 torre del bianco · d2 re del nero | e8 torre del nero · f8 donna del nero · g8 torre del nero · h8 cavallo del nero · b7 pedone del nero · e7 pedone del nero · f7 pedone del nero · g7 alfiere del nero · h7 re del bianco · b6 pedone del nero · d6 pedone del nero · f6 pedone del nero · h6 cavallo del nero · g5 pedone del nero · c4 alfiere del nero · b2 pedone del nero · c2 torre del bianco · d2 re del nero | e8 torre del nero · f8 donna del nero · g8 torre del nero · h8 cavallo del nero · b7 pedone del nero · e7 pedone del nero · f7 pedone del nero · g7 alfiere del nero · h7 re del bianco · b6 pedone del nero · d6 pedone del nero · f6 pedone del nero · h6 cavallo del nero · g5 pedone del nero · c4 alfiere del nero · b2 pedone del nero · c2 torre del bianco · d2 re del nero | e8 torre del nero · f8 donna del nero · g8 torre del nero · h8 cavallo del nero · b7 pedone del nero · e7 pedone del nero · f7 pedone del nero · g7 alfiere del nero · h7 re del bianco · b6 pedone del nero · d6 pedone del nero · f6 pedone del nero · h6 cavallo del nero · g5 pedone del nero · c4 alfiere del nero · b2 pedone del nero · c2 torre del bianco · d2 re del nero | 4 |
| 3 | e8 torre del nero · f8 donna del nero · g8 torre del nero · h8 cavallo del nero · b7 pedone del nero · e7 pedone del nero · f7 pedone del nero · g7 alfiere del nero · h7 re del bianco · b6 pedone del nero · d6 pedone del nero · f6 pedone del nero · h6 cavallo del nero · g5 pedone del nero · c4 alfiere del nero · b2 pedone del nero · c2 torre del bianco · d2 re del nero | e8 torre del nero · f8 donna del nero · g8 torre del nero · h8 cavallo del nero · b7 pedone del nero · e7 pedone del nero · f7 pedone del nero · g7 alfiere del nero · h7 re del bianco · b6 pedone del nero · d6 pedone del nero · f6 pedone del nero · h6 cavallo del nero · g5 pedone del nero · c4 alfiere del nero · b2 pedone del nero · c2 torre del bianco · d2 re del nero | e8 torre del nero · f8 donna del nero · g8 torre del nero · h8 cavallo del nero · b7 pedone del nero · e7 pedone del nero · f7 pedone del nero · g7 alfiere del nero · h7 re del bianco · b6 pedone del nero · d6 pedone del nero · f6 pedone del nero · h6 cavallo del nero · g5 pedone del nero · c4 alfiere del nero · b2 pedone del nero · c2 torre del bianco · d2 re del nero | e8 torre del nero · f8 donna del nero · g8 torre del nero · h8 cavallo del nero · b7 pedone del nero · e7 pedone del nero · f7 pedone del nero · g7 alfiere del nero · h7 re del bianco · b6 pedone del nero · d6 pedone del nero · f6 pedone del nero · h6 cavallo del nero · g5 pedone del nero · c4 alfiere del nero · b2 pedone del nero · c2 torre del bianco · d2 re del nero | e8 torre del nero · f8 donna del nero · g8 torre del nero · h8 cavallo del nero · b7 pedone del nero · e7 pedone del nero · f7 pedone del nero · g7 alfiere del nero · h7 re del bianco · b6 pedone del nero · d6 pedone del nero · f6 pedone del nero · h6 cavallo del nero · g5 pedone del nero · c4 alfiere del nero · b2 pedone del nero · c2 torre del bianco · d2 re del nero | e8 torre del nero · f8 donna del nero · g8 torre del nero · h8 cavallo del nero · b7 pedone del nero · e7 pedone del nero · f7 pedone del nero · g7 alfiere del nero · h7 re del bianco · b6 pedone del nero · d6 pedone del nero · f6 pedone del nero · h6 cavallo del nero · g5 pedone del nero · c4 alfiere del nero · b2 pedone del nero · c2 torre del bianco · d2 re del nero | e8 torre del nero · f8 donna del nero · g8 torre del nero · h8 cavallo del nero · b7 pedone del nero · e7 pedone del nero · f7 pedone del nero · g7 alfiere del nero · h7 re del bianco · b6 pedone del nero · d6 pedone del nero · f6 pedone del nero · h6 cavallo del nero · g5 pedone del nero · c4 alfiere del nero · b2 pedone del nero · c2 torre del bianco · d2 re del nero | e8 torre del nero · f8 donna del nero · g8 torre del nero · h8 cavallo del nero · b7 pedone del nero · e7 pedone del nero · f7 pedone del nero · g7 alfiere del nero · h7 re del bianco · b6 pedone del nero · d6 pedone del nero · f6 pedone del nero · h6 cavallo del nero · g5 pedone del nero · c4 alfiere del nero · b2 pedone del nero · c2 torre del bianco · d2 re del nero | 3 |
| 2 | e8 torre del nero · f8 donna del nero · g8 torre del nero · h8 cavallo del nero · b7 pedone del nero · e7 pedone del nero · f7 pedone del nero · g7 alfiere del nero · h7 re del bianco · b6 pedone del nero · d6 pedone del nero · f6 pedone del nero · h6 cavallo del nero · g5 pedone del nero · c4 alfiere del nero · b2 pedone del nero · c2 torre del bianco · d2 re del nero | e8 torre del nero · f8 donna del nero · g8 torre del nero · h8 cavallo del nero · b7 pedone del nero · e7 pedone del nero · f7 pedone del nero · g7 alfiere del nero · h7 re del bianco · b6 pedone del nero · d6 pedone del nero · f6 pedone del nero · h6 cavallo del nero · g5 pedone del nero · c4 alfiere del nero · b2 pedone del nero · c2 torre del bianco · d2 re del nero | e8 torre del nero · f8 donna del nero · g8 torre del nero · h8 cavallo del nero · b7 pedone del nero · e7 pedone del nero · f7 pedone del nero · g7 alfiere del nero · h7 re del bianco · b6 pedone del nero · d6 pedone del nero · f6 pedone del nero · h6 cavallo del nero · g5 pedone del nero · c4 alfiere del nero · b2 pedone del nero · c2 torre del bianco · d2 re del nero | e8 torre del nero · f8 donna del nero · g8 torre del nero · h8 cavallo del nero · b7 pedone del nero · e7 pedone del nero · f7 pedone del nero · g7 alfiere del nero · h7 re del bianco · b6 pedone del nero · d6 pedone del nero · f6 pedone del nero · h6 cavallo del nero · g5 pedone del nero · c4 alfiere del nero · b2 pedone del nero · c2 torre del bianco · d2 re del nero | e8 torre del nero · f8 donna del nero · g8 torre del nero · h8 cavallo del nero · b7 pedone del nero · e7 pedone del nero · f7 pedone del nero · g7 alfiere del nero · h7 re del bianco · b6 pedone del nero · d6 pedone del nero · f6 pedone del nero · h6 cavallo del nero · g5 pedone del nero · c4 alfiere del nero · b2 pedone del nero · c2 torre del bianco · d2 re del nero | e8 torre del nero · f8 donna del nero · g8 torre del nero · h8 cavallo del nero · b7 pedone del nero · e7 pedone del nero · f7 pedone del nero · g7 alfiere del nero · h7 re del bianco · b6 pedone del nero · d6 pedone del nero · f6 pedone del nero · h6 cavallo del nero · g5 pedone del nero · c4 alfiere del nero · b2 pedone del nero · c2 torre del bianco · d2 re del nero | e8 torre del nero · f8 donna del nero · g8 torre del nero · h8 cavallo del nero · b7 pedone del nero · e7 pedone del nero · f7 pedone del nero · g7 alfiere del nero · h7 re del bianco · b6 pedone del nero · d6 pedone del nero · f6 pedone del nero · h6 cavallo del nero · g5 pedone del nero · c4 alfiere del nero · b2 pedone del nero · c2 torre del bianco · d2 re del nero | e8 torre del nero · f8 donna del nero · g8 torre del nero · h8 cavallo del nero · b7 pedone del nero · e7 pedone del nero · f7 pedone del nero · g7 alfiere del nero · h7 re del bianco · b6 pedone del nero · d6 pedone del nero · f6 pedone del nero · h6 cavallo del nero · g5 pedone del nero · c4 alfiere del nero · b2 pedone del nero · c2 torre del bianco · d2 re del nero | 2 |
| 1 | e8 torre del nero · f8 donna del nero · g8 torre del nero · h8 cavallo del nero · b7 pedone del nero · e7 pedone del nero · f7 pedone del nero · g7 alfiere del nero · h7 re del bianco · b6 pedone del nero · d6 pedone del nero · f6 pedone del nero · h6 cavallo del nero · g5 pedone del nero · c4 alfiere del nero · b2 pedone del nero · c2 torre del bianco · d2 re del nero | e8 torre del nero · f8 donna del nero · g8 torre del nero · h8 cavallo del nero · b7 pedone del nero · e7 pedone del nero · f7 pedone del nero · g7 alfiere del nero · h7 re del bianco · b6 pedone del nero · d6 pedone del nero · f6 pedone del nero · h6 cavallo del nero · g5 pedone del nero · c4 alfiere del nero · b2 pedone del nero · c2 torre del bianco · d2 re del nero | e8 torre del nero · f8 donna del nero · g8 torre del nero · h8 cavallo del nero · b7 pedone del nero · e7 pedone del nero · f7 pedone del nero · g7 alfiere del nero · h7 re del bianco · b6 pedone del nero · d6 pedone del nero · f6 pedone del nero · h6 cavallo del nero · g5 pedone del nero · c4 alfiere del nero · b2 pedone del nero · c2 torre del bianco · d2 re del nero | e8 torre del nero · f8 donna del nero · g8 torre del nero · h8 cavallo del nero · b7 pedone del nero · e7 pedone del nero · f7 pedone del nero · g7 alfiere del nero · h7 re del bianco · b6 pedone del nero · d6 pedone del nero · f6 pedone del nero · h6 cavallo del nero · g5 pedone del nero · c4 alfiere del nero · b2 pedone del nero · c2 torre del bianco · d2 re del nero | e8 torre del nero · f8 donna del nero · g8 torre del nero · h8 cavallo del nero · b7 pedone del nero · e7 pedone del nero · f7 pedone del nero · g7 alfiere del nero · h7 re del bianco · b6 pedone del nero · d6 pedone del nero · f6 pedone del nero · h6 cavallo del nero · g5 pedone del nero · c4 alfiere del nero · b2 pedone del nero · c2 torre del bianco · d2 re del nero | e8 torre del nero · f8 donna del nero · g8 torre del nero · h8 cavallo del nero · b7 pedone del nero · e7 pedone del nero · f7 pedone del nero · g7 alfiere del nero · h7 re del bianco · b6 pedone del nero · d6 pedone del nero · f6 pedone del nero · h6 cavallo del nero · g5 pedone del nero · c4 alfiere del nero · b2 pedone del nero · c2 torre del bianco · d2 re del nero | e8 torre del nero · f8 donna del nero · g8 torre del nero · h8 cavallo del nero · b7 pedone del nero · e7 pedone del nero · f7 pedone del nero · g7 alfiere del nero · h7 re del bianco · b6 pedone del nero · d6 pedone del nero · f6 pedone del nero · h6 cavallo del nero · g5 pedone del nero · c4 alfiere del nero · b2 pedone del nero · c2 torre del bianco · d2 re del nero | e8 torre del nero · f8 donna del nero · g8 torre del nero · h8 cavallo del nero · b7 pedone del nero · e7 pedone del nero · f7 pedone del nero · g7 alfiere del nero · h7 re del bianco · b6 pedone del nero · d6 pedone del nero · f6 pedone del nero · h6 cavallo del nero · g5 pedone del nero · c4 alfiere del nero · b2 pedone del nero · c2 torre del bianco · d2 re del nero | 1 |
|   | a | b | c | d | e | f | g | h |   |

Il diagramma 3 mostra una notevole composizione di A.J.Roycroft. Il Bianco patta con:
1.c7! Ra1
se 1…g5 2.c8=T!! Cg6 3.Tc1+ forza il Nero alla cattura con stallo.
2.c8=T!! g5
a 2…b1=D segue 3.Tc2!! e ora 3…Dxc2 o 3…g5 causano lo stallo, altrimenti il Bianco sacrifica la torre in a2
3.Tc2!!
non 3.Tc1+?? b1=D+! 4.Txb1+ Axb1#. Ora il Bianco minaccia 4.Txb2 e 5.Txa2+ forzando lo stallo o lo scacco perpetuo.
3…Ac4
cercando di venire poi a trovarsi sotto scacco; 3…b1=D, 3…b1=A o 3…Ab1 portano tutte allo stallo; se 3…Cg6 segue 4.Tc1+!
4.Tc1+ Ra2
5.Ta1+ Rb3
6.Ta3+ Rc2
7.Tc3+ Rd2
8.Tc2+ (diagramma 4)
Come nell'esempio della torre eterna.

## Lo stallo nei problemi
Alcuni problemi di scacchi richiedono "Il Bianco muove e patta con stallo in n mosse", invece del più comune "Il Bianco muove e matta in n mosse".
|   | a | b | c | d | e | f | g | h |   |
| 8 | f8 alfiere del nero · g8 cavallo del nero · h8 torre del nero · e7 pedone del nero · g7 pedone del nero · h7 donna del nero · e6 donna del bianco · f6 pedone del nero · g6 re del nero · h6 torre del nero · h5 pedone del nero · h4 pedone del bianco · e3 pedone del bianco · a2 pedone del bianco · b2 pedone del bianco · c2 pedone del bianco · d2 pedone del bianco · f2 pedone del bianco · g2 pedone del bianco · a1 torre del bianco · b1 cavallo del bianco · c1 alfiere del bianco · e1 re del bianco · f1 alfiere del bianco · g1 cavallo del bianco · h1 torre del bianco | f8 alfiere del nero · g8 cavallo del nero · h8 torre del nero · e7 pedone del nero · g7 pedone del nero · h7 donna del nero · e6 donna del bianco · f6 pedone del nero · g6 re del nero · h6 torre del nero · h5 pedone del nero · h4 pedone del bianco · e3 pedone del bianco · a2 pedone del bianco · b2 pedone del bianco · c2 pedone del bianco · d2 pedone del bianco · f2 pedone del bianco · g2 pedone del bianco · a1 torre del bianco · b1 cavallo del bianco · c1 alfiere del bianco · e1 re del bianco · f1 alfiere del bianco · g1 cavallo del bianco · h1 torre del bianco | f8 alfiere del nero · g8 cavallo del nero · h8 torre del nero · e7 pedone del nero · g7 pedone del nero · h7 donna del nero · e6 donna del bianco · f6 pedone del nero · g6 re del nero · h6 torre del nero · h5 pedone del nero · h4 pedone del bianco · e3 pedone del bianco · a2 pedone del bianco · b2 pedone del bianco · c2 pedone del bianco · d2 pedone del bianco · f2 pedone del bianco · g2 pedone del bianco · a1 torre del bianco · b1 cavallo del bianco · c1 alfiere del bianco · e1 re del bianco · f1 alfiere del bianco · g1 cavallo del bianco · h1 torre del bianco | f8 alfiere del nero · g8 cavallo del nero · h8 torre del nero · e7 pedone del nero · g7 pedone del nero · h7 donna del nero · e6 donna del bianco · f6 pedone del nero · g6 re del nero · h6 torre del nero · h5 pedone del nero · h4 pedone del bianco · e3 pedone del bianco · a2 pedone del bianco · b2 pedone del bianco · c2 pedone del bianco · d2 pedone del bianco · f2 pedone del bianco · g2 pedone del bianco · a1 torre del bianco · b1 cavallo del bianco · c1 alfiere del bianco · e1 re del bianco · f1 alfiere del bianco · g1 cavallo del bianco · h1 torre del bianco | f8 alfiere del nero · g8 cavallo del nero · h8 torre del nero · e7 pedone del nero · g7 pedone del nero · h7 donna del nero · e6 donna del bianco · f6 pedone del nero · g6 re del nero · h6 torre del nero · h5 pedone del nero · h4 pedone del bianco · e3 pedone del bianco · a2 pedone del bianco · b2 pedone del bianco · c2 pedone del bianco · d2 pedone del bianco · f2 pedone del bianco · g2 pedone del bianco · a1 torre del bianco · b1 cavallo del bianco · c1 alfiere del bianco · e1 re del bianco · f1 alfiere del bianco · g1 cavallo del bianco · h1 torre del bianco | f8 alfiere del nero · g8 cavallo del nero · h8 torre del nero · e7 pedone del nero · g7 pedone del nero · h7 donna del nero · e6 donna del bianco · f6 pedone del nero · g6 re del nero · h6 torre del nero · h5 pedone del nero · h4 pedone del bianco · e3 pedone del bianco · a2 pedone del bianco · b2 pedone del bianco · c2 pedone del bianco · d2 pedone del bianco · f2 pedone del bianco · g2 pedone del bianco · a1 torre del bianco · b1 cavallo del bianco · c1 alfiere del bianco · e1 re del bianco · f1 alfiere del bianco · g1 cavallo del bianco · h1 torre del bianco | f8 alfiere del nero · g8 cavallo del nero · h8 torre del nero · e7 pedone del nero · g7 pedone del nero · h7 donna del nero · e6 donna del bianco · f6 pedone del nero · g6 re del nero · h6 torre del nero · h5 pedone del nero · h4 pedone del bianco · e3 pedone del bianco · a2 pedone del bianco · b2 pedone del bianco · c2 pedone del bianco · d2 pedone del bianco · f2 pedone del bianco · g2 pedone del bianco · a1 torre del bianco · b1 cavallo del bianco · c1 alfiere del bianco · e1 re del bianco · f1 alfiere del bianco · g1 cavallo del bianco · h1 torre del bianco | f8 alfiere del nero · g8 cavallo del nero · h8 torre del nero · e7 pedone del nero · g7 pedone del nero · h7 donna del nero · e6 donna del bianco · f6 pedone del nero · g6 re del nero · h6 torre del nero · h5 pedone del nero · h4 pedone del bianco · e3 pedone del bianco · a2 pedone del bianco · b2 pedone del bianco · c2 pedone del bianco · d2 pedone del bianco · f2 pedone del bianco · g2 pedone del bianco · a1 torre del bianco · b1 cavallo del bianco · c1 alfiere del bianco · e1 re del bianco · f1 alfiere del bianco · g1 cavallo del bianco · h1 torre del bianco | 8 |
| 7 | f8 alfiere del nero · g8 cavallo del nero · h8 torre del nero · e7 pedone del nero · g7 pedone del nero · h7 donna del nero · e6 donna del bianco · f6 pedone del nero · g6 re del nero · h6 torre del nero · h5 pedone del nero · h4 pedone del bianco · e3 pedone del bianco · a2 pedone del bianco · b2 pedone del bianco · c2 pedone del bianco · d2 pedone del bianco · f2 pedone del bianco · g2 pedone del bianco · a1 torre del bianco · b1 cavallo del bianco · c1 alfiere del bianco · e1 re del bianco · f1 alfiere del bianco · g1 cavallo del bianco · h1 torre del bianco | f8 alfiere del nero · g8 cavallo del nero · h8 torre del nero · e7 pedone del nero · g7 pedone del nero · h7 donna del nero · e6 donna del bianco · f6 pedone del nero · g6 re del nero · h6 torre del nero · h5 pedone del nero · h4 pedone del bianco · e3 pedone del bianco · a2 pedone del bianco · b2 pedone del bianco · c2 pedone del bianco · d2 pedone del bianco · f2 pedone del bianco · g2 pedone del bianco · a1 torre del bianco · b1 cavallo del bianco · c1 alfiere del bianco · e1 re del bianco · f1 alfiere del bianco · g1 cavallo del bianco · h1 torre del bianco | f8 alfiere del nero · g8 cavallo del nero · h8 torre del nero · e7 pedone del nero · g7 pedone del nero · h7 donna del nero · e6 donna del bianco · f6 pedone del nero · g6 re del nero · h6 torre del nero · h5 pedone del nero · h4 pedone del bianco · e3 pedone del bianco · a2 pedone del bianco · b2 pedone del bianco · c2 pedone del bianco · d2 pedone del bianco · f2 pedone del bianco · g2 pedone del bianco · a1 torre del bianco · b1 cavallo del bianco · c1 alfiere del bianco · e1 re del bianco · f1 alfiere del bianco · g1 cavallo del bianco · h1 torre del bianco | f8 alfiere del nero · g8 cavallo del nero · h8 torre del nero · e7 pedone del nero · g7 pedone del nero · h7 donna del nero · e6 donna del bianco · f6 pedone del nero · g6 re del nero · h6 torre del nero · h5 pedone del nero · h4 pedone del bianco · e3 pedone del bianco · a2 pedone del bianco · b2 pedone del bianco · c2 pedone del bianco · d2 pedone del bianco · f2 pedone del bianco · g2 pedone del bianco · a1 torre del bianco · b1 cavallo del bianco · c1 alfiere del bianco · e1 re del bianco · f1 alfiere del bianco · g1 cavallo del bianco · h1 torre del bianco | f8 alfiere del nero · g8 cavallo del nero · h8 torre del nero · e7 pedone del nero · g7 pedone del nero · h7 donna del nero · e6 donna del bianco · f6 pedone del nero · g6 re del nero · h6 torre del nero · h5 pedone del nero · h4 pedone del bianco · e3 pedone del bianco · a2 pedone del bianco · b2 pedone del bianco · c2 pedone del bianco · d2 pedone del bianco · f2 pedone del bianco · g2 pedone del bianco · a1 torre del bianco · b1 cavallo del bianco · c1 alfiere del bianco · e1 re del bianco · f1 alfiere del bianco · g1 cavallo del bianco · h1 torre del bianco | f8 alfiere del nero · g8 cavallo del nero · h8 torre del nero · e7 pedone del nero · g7 pedone del nero · h7 donna del nero · e6 donna del bianco · f6 pedone del nero · g6 re del nero · h6 torre del nero · h5 pedone del nero · h4 pedone del bianco · e3 pedone del bianco · a2 pedone del bianco · b2 pedone del bianco · c2 pedone del bianco · d2 pedone del bianco · f2 pedone del bianco · g2 pedone del bianco · a1 torre del bianco · b1 cavallo del bianco · c1 alfiere del bianco · e1 re del bianco · f1 alfiere del bianco · g1 cavallo del bianco · h1 torre del bianco | f8 alfiere del nero · g8 cavallo del nero · h8 torre del nero · e7 pedone del nero · g7 pedone del nero · h7 donna del nero · e6 donna del bianco · f6 pedone del nero · g6 re del nero · h6 torre del nero · h5 pedone del nero · h4 pedone del bianco · e3 pedone del bianco · a2 pedone del bianco · b2 pedone del bianco · c2 pedone del bianco · d2 pedone del bianco · f2 pedone del bianco · g2 pedone del bianco · a1 torre del bianco · b1 cavallo del bianco · c1 alfiere del bianco · e1 re del bianco · f1 alfiere del bianco · g1 cavallo del bianco · h1 torre del bianco | f8 alfiere del nero · g8 cavallo del nero · h8 torre del nero · e7 pedone del nero · g7 pedone del nero · h7 donna del nero · e6 donna del bianco · f6 pedone del nero · g6 re del nero · h6 torre del nero · h5 pedone del nero · h4 pedone del bianco · e3 pedone del bianco · a2 pedone del bianco · b2 pedone del bianco · c2 pedone del bianco · d2 pedone del bianco · f2 pedone del bianco · g2 pedone del bianco · a1 torre del bianco · b1 cavallo del bianco · c1 alfiere del bianco · e1 re del bianco · f1 alfiere del bianco · g1 cavallo del bianco · h1 torre del bianco | 7 |
| 6 | f8 alfiere del nero · g8 cavallo del nero · h8 torre del nero · e7 pedone del nero · g7 pedone del nero · h7 donna del nero · e6 donna del bianco · f6 pedone del nero · g6 re del nero · h6 torre del nero · h5 pedone del nero · h4 pedone del bianco · e3 pedone del bianco · a2 pedone del bianco · b2 pedone del bianco · c2 pedone del bianco · d2 pedone del bianco · f2 pedone del bianco · g2 pedone del bianco · a1 torre del bianco · b1 cavallo del bianco · c1 alfiere del bianco · e1 re del bianco · f1 alfiere del bianco · g1 cavallo del bianco · h1 torre del bianco | f8 alfiere del nero · g8 cavallo del nero · h8 torre del nero · e7 pedone del nero · g7 pedone del nero · h7 donna del nero · e6 donna del bianco · f6 pedone del nero · g6 re del nero · h6 torre del nero · h5 pedone del nero · h4 pedone del bianco · e3 pedone del bianco · a2 pedone del bianco · b2 pedone del bianco · c2 pedone del bianco · d2 pedone del bianco · f2 pedone del bianco · g2 pedone del bianco · a1 torre del bianco · b1 cavallo del bianco · c1 alfiere del bianco · e1 re del bianco · f1 alfiere del bianco · g1 cavallo del bianco · h1 torre del bianco | f8 alfiere del nero · g8 cavallo del nero · h8 torre del nero · e7 pedone del nero · g7 pedone del nero · h7 donna del nero · e6 donna del bianco · f6 pedone del nero · g6 re del nero · h6 torre del nero · h5 pedone del nero · h4 pedone del bianco · e3 pedone del bianco · a2 pedone del bianco · b2 pedone del bianco · c2 pedone del bianco · d2 pedone del bianco · f2 pedone del bianco · g2 pedone del bianco · a1 torre del bianco · b1 cavallo del bianco · c1 alfiere del bianco · e1 re del bianco · f1 alfiere del bianco · g1 cavallo del bianco · h1 torre del bianco | f8 alfiere del nero · g8 cavallo del nero · h8 torre del nero · e7 pedone del nero · g7 pedone del nero · h7 donna del nero · e6 donna del bianco · f6 pedone del nero · g6 re del nero · h6 torre del nero · h5 pedone del nero · h4 pedone del bianco · e3 pedone del bianco · a2 pedone del bianco · b2 pedone del bianco · c2 pedone del bianco · d2 pedone del bianco · f2 pedone del bianco · g2 pedone del bianco · a1 torre del bianco · b1 cavallo del bianco · c1 alfiere del bianco · e1 re del bianco · f1 alfiere del bianco · g1 cavallo del bianco · h1 torre del bianco | f8 alfiere del nero · g8 cavallo del nero · h8 torre del nero · e7 pedone del nero · g7 pedone del nero · h7 donna del nero · e6 donna del bianco · f6 pedone del nero · g6 re del nero · h6 torre del nero · h5 pedone del nero · h4 pedone del bianco · e3 pedone del bianco · a2 pedone del bianco · b2 pedone del bianco · c2 pedone del bianco · d2 pedone del bianco · f2 pedone del bianco · g2 pedone del bianco · a1 torre del bianco · b1 cavallo del bianco · c1 alfiere del bianco · e1 re del bianco · f1 alfiere del bianco · g1 cavallo del bianco · h1 torre del bianco | f8 alfiere del nero · g8 cavallo del nero · h8 torre del nero · e7 pedone del nero · g7 pedone del nero · h7 donna del nero · e6 donna del bianco · f6 pedone del nero · g6 re del nero · h6 torre del nero · h5 pedone del nero · h4 pedone del bianco · e3 pedone del bianco · a2 pedone del bianco · b2 pedone del bianco · c2 pedone del bianco · d2 pedone del bianco · f2 pedone del bianco · g2 pedone del bianco · a1 torre del bianco · b1 cavallo del bianco · c1 alfiere del bianco · e1 re del bianco · f1 alfiere del bianco · g1 cavallo del bianco · h1 torre del bianco | f8 alfiere del nero · g8 cavallo del nero · h8 torre del nero · e7 pedone del nero · g7 pedone del nero · h7 donna del nero · e6 donna del bianco · f6 pedone del nero · g6 re del nero · h6 torre del nero · h5 pedone del nero · h4 pedone del bianco · e3 pedone del bianco · a2 pedone del bianco · b2 pedone del bianco · c2 pedone del bianco · d2 pedone del bianco · f2 pedone del bianco · g2 pedone del bianco · a1 torre del bianco · b1 cavallo del bianco · c1 alfiere del bianco · e1 re del bianco · f1 alfiere del bianco · g1 cavallo del bianco · h1 torre del bianco | f8 alfiere del nero · g8 cavallo del nero · h8 torre del nero · e7 pedone del nero · g7 pedone del nero · h7 donna del nero · e6 donna del bianco · f6 pedone del nero · g6 re del nero · h6 torre del nero · h5 pedone del nero · h4 pedone del bianco · e3 pedone del bianco · a2 pedone del bianco · b2 pedone del bianco · c2 pedone del bianco · d2 pedone del bianco · f2 pedone del bianco · g2 pedone del bianco · a1 torre del bianco · b1 cavallo del bianco · c1 alfiere del bianco · e1 re del bianco · f1 alfiere del bianco · g1 cavallo del bianco · h1 torre del bianco | 6 |
| 5 | f8 alfiere del nero · g8 cavallo del nero · h8 torre del nero · e7 pedone del nero · g7 pedone del nero · h7 donna del nero · e6 donna del bianco · f6 pedone del nero · g6 re del nero · h6 torre del nero · h5 pedone del nero · h4 pedone del bianco · e3 pedone del bianco · a2 pedone del bianco · b2 pedone del bianco · c2 pedone del bianco · d2 pedone del bianco · f2 pedone del bianco · g2 pedone del bianco · a1 torre del bianco · b1 cavallo del bianco · c1 alfiere del bianco · e1 re del bianco · f1 alfiere del bianco · g1 cavallo del bianco · h1 torre del bianco | f8 alfiere del nero · g8 cavallo del nero · h8 torre del nero · e7 pedone del nero · g7 pedone del nero · h7 donna del nero · e6 donna del bianco · f6 pedone del nero · g6 re del nero · h6 torre del nero · h5 pedone del nero · h4 pedone del bianco · e3 pedone del bianco · a2 pedone del bianco · b2 pedone del bianco · c2 pedone del bianco · d2 pedone del bianco · f2 pedone del bianco · g2 pedone del bianco · a1 torre del bianco · b1 cavallo del bianco · c1 alfiere del bianco · e1 re del bianco · f1 alfiere del bianco · g1 cavallo del bianco · h1 torre del bianco | f8 alfiere del nero · g8 cavallo del nero · h8 torre del nero · e7 pedone del nero · g7 pedone del nero · h7 donna del nero · e6 donna del bianco · f6 pedone del nero · g6 re del nero · h6 torre del nero · h5 pedone del nero · h4 pedone del bianco · e3 pedone del bianco · a2 pedone del bianco · b2 pedone del bianco · c2 pedone del bianco · d2 pedone del bianco · f2 pedone del bianco · g2 pedone del bianco · a1 torre del bianco · b1 cavallo del bianco · c1 alfiere del bianco · e1 re del bianco · f1 alfiere del bianco · g1 cavallo del bianco · h1 torre del bianco | f8 alfiere del nero · g8 cavallo del nero · h8 torre del nero · e7 pedone del nero · g7 pedone del nero · h7 donna del nero · e6 donna del bianco · f6 pedone del nero · g6 re del nero · h6 torre del nero · h5 pedone del nero · h4 pedone del bianco · e3 pedone del bianco · a2 pedone del bianco · b2 pedone del bianco · c2 pedone del bianco · d2 pedone del bianco · f2 pedone del bianco · g2 pedone del bianco · a1 torre del bianco · b1 cavallo del bianco · c1 alfiere del bianco · e1 re del bianco · f1 alfiere del bianco · g1 cavallo del bianco · h1 torre del bianco | f8 alfiere del nero · g8 cavallo del nero · h8 torre del nero · e7 pedone del nero · g7 pedone del nero · h7 donna del nero · e6 donna del bianco · f6 pedone del nero · g6 re del nero · h6 torre del nero · h5 pedone del nero · h4 pedone del bianco · e3 pedone del bianco · a2 pedone del bianco · b2 pedone del bianco · c2 pedone del bianco · d2 pedone del bianco · f2 pedone del bianco · g2 pedone del bianco · a1 torre del bianco · b1 cavallo del bianco · c1 alfiere del bianco · e1 re del bianco · f1 alfiere del bianco · g1 cavallo del bianco · h1 torre del bianco | f8 alfiere del nero · g8 cavallo del nero · h8 torre del nero · e7 pedone del nero · g7 pedone del nero · h7 donna del nero · e6 donna del bianco · f6 pedone del nero · g6 re del nero · h6 torre del nero · h5 pedone del nero · h4 pedone del bianco · e3 pedone del bianco · a2 pedone del bianco · b2 pedone del bianco · c2 pedone del bianco · d2 pedone del bianco · f2 pedone del bianco · g2 pedone del bianco · a1 torre del bianco · b1 cavallo del bianco · c1 alfiere del bianco · e1 re del bianco · f1 alfiere del bianco · g1 cavallo del bianco · h1 torre del bianco | f8 alfiere del nero · g8 cavallo del nero · h8 torre del nero · e7 pedone del nero · g7 pedone del nero · h7 donna del nero · e6 donna del bianco · f6 pedone del nero · g6 re del nero · h6 torre del nero · h5 pedone del nero · h4 pedone del bianco · e3 pedone del bianco · a2 pedone del bianco · b2 pedone del bianco · c2 pedone del bianco · d2 pedone del bianco · f2 pedone del bianco · g2 pedone del bianco · a1 torre del bianco · b1 cavallo del bianco · c1 alfiere del bianco · e1 re del bianco · f1 alfiere del bianco · g1 cavallo del bianco · h1 torre del bianco | f8 alfiere del nero · g8 cavallo del nero · h8 torre del nero · e7 pedone del nero · g7 pedone del nero · h7 donna del nero · e6 donna del bianco · f6 pedone del nero · g6 re del nero · h6 torre del nero · h5 pedone del nero · h4 pedone del bianco · e3 pedone del bianco · a2 pedone del bianco · b2 pedone del bianco · c2 pedone del bianco · d2 pedone del bianco · f2 pedone del bianco · g2 pedone del bianco · a1 torre del bianco · b1 cavallo del bianco · c1 alfiere del bianco · e1 re del bianco · f1 alfiere del bianco · g1 cavallo del bianco · h1 torre del bianco | 5 |
| 4 | f8 alfiere del nero · g8 cavallo del nero · h8 torre del nero · e7 pedone del nero · g7 pedone del nero · h7 donna del nero · e6 donna del bianco · f6 pedone del nero · g6 re del nero · h6 torre del nero · h5 pedone del nero · h4 pedone del bianco · e3 pedone del bianco · a2 pedone del bianco · b2 pedone del bianco · c2 pedone del bianco · d2 pedone del bianco · f2 pedone del bianco · g2 pedone del bianco · a1 torre del bianco · b1 cavallo del bianco · c1 alfiere del bianco · e1 re del bianco · f1 alfiere del bianco · g1 cavallo del bianco · h1 torre del bianco | f8 alfiere del nero · g8 cavallo del nero · h8 torre del nero · e7 pedone del nero · g7 pedone del nero · h7 donna del nero · e6 donna del bianco · f6 pedone del nero · g6 re del nero · h6 torre del nero · h5 pedone del nero · h4 pedone del bianco · e3 pedone del bianco · a2 pedone del bianco · b2 pedone del bianco · c2 pedone del bianco · d2 pedone del bianco · f2 pedone del bianco · g2 pedone del bianco · a1 torre del bianco · b1 cavallo del bianco · c1 alfiere del bianco · e1 re del bianco · f1 alfiere del bianco · g1 cavallo del bianco · h1 torre del bianco | f8 alfiere del nero · g8 cavallo del nero · h8 torre del nero · e7 pedone del nero · g7 pedone del nero · h7 donna del nero · e6 donna del bianco · f6 pedone del nero · g6 re del nero · h6 torre del nero · h5 pedone del nero · h4 pedone del bianco · e3 pedone del bianco · a2 pedone del bianco · b2 pedone del bianco · c2 pedone del bianco · d2 pedone del bianco · f2 pedone del bianco · g2 pedone del bianco · a1 torre del bianco · b1 cavallo del bianco · c1 alfiere del bianco · e1 re del bianco · f1 alfiere del bianco · g1 cavallo del bianco · h1 torre del bianco | f8 alfiere del nero · g8 cavallo del nero · h8 torre del nero · e7 pedone del nero · g7 pedone del nero · h7 donna del nero · e6 donna del bianco · f6 pedone del nero · g6 re del nero · h6 torre del nero · h5 pedone del nero · h4 pedone del bianco · e3 pedone del bianco · a2 pedone del bianco · b2 pedone del bianco · c2 pedone del bianco · d2 pedone del bianco · f2 pedone del bianco · g2 pedone del bianco · a1 torre del bianco · b1 cavallo del bianco · c1 alfiere del bianco · e1 re del bianco · f1 alfiere del bianco · g1 cavallo del bianco · h1 torre del bianco | f8 alfiere del nero · g8 cavallo del nero · h8 torre del nero · e7 pedone del nero · g7 pedone del nero · h7 donna del nero · e6 donna del bianco · f6 pedone del nero · g6 re del nero · h6 torre del nero · h5 pedone del nero · h4 pedone del bianco · e3 pedone del bianco · a2 pedone del bianco · b2 pedone del bianco · c2 pedone del bianco · d2 pedone del bianco · f2 pedone del bianco · g2 pedone del bianco · a1 torre del bianco · b1 cavallo del bianco · c1 alfiere del bianco · e1 re del bianco · f1 alfiere del bianco · g1 cavallo del bianco · h1 torre del bianco | f8 alfiere del nero · g8 cavallo del nero · h8 torre del nero · e7 pedone del nero · g7 pedone del nero · h7 donna del nero · e6 donna del bianco · f6 pedone del nero · g6 re del nero · h6 torre del nero · h5 pedone del nero · h4 pedone del bianco · e3 pedone del bianco · a2 pedone del bianco · b2 pedone del bianco · c2 pedone del bianco · d2 pedone del bianco · f2 pedone del bianco · g2 pedone del bianco · a1 torre del bianco · b1 cavallo del bianco · c1 alfiere del bianco · e1 re del bianco · f1 alfiere del bianco · g1 cavallo del bianco · h1 torre del bianco | f8 alfiere del nero · g8 cavallo del nero · h8 torre del nero · e7 pedone del nero · g7 pedone del nero · h7 donna del nero · e6 donna del bianco · f6 pedone del nero · g6 re del nero · h6 torre del nero · h5 pedone del nero · h4 pedone del bianco · e3 pedone del bianco · a2 pedone del bianco · b2 pedone del bianco · c2 pedone del bianco · d2 pedone del bianco · f2 pedone del bianco · g2 pedone del bianco · a1 torre del bianco · b1 cavallo del bianco · c1 alfiere del bianco · e1 re del bianco · f1 alfiere del bianco · g1 cavallo del bianco · h1 torre del bianco | f8 alfiere del nero · g8 cavallo del nero · h8 torre del nero · e7 pedone del nero · g7 pedone del nero · h7 donna del nero · e6 donna del bianco · f6 pedone del nero · g6 re del nero · h6 torre del nero · h5 pedone del nero · h4 pedone del bianco · e3 pedone del bianco · a2 pedone del bianco · b2 pedone del bianco · c2 pedone del bianco · d2 pedone del bianco · f2 pedone del bianco · g2 pedone del bianco · a1 torre del bianco · b1 cavallo del bianco · c1 alfiere del bianco · e1 re del bianco · f1 alfiere del bianco · g1 cavallo del bianco · h1 torre del bianco | 4 |
| 3 | f8 alfiere del nero · g8 cavallo del nero · h8 torre del nero · e7 pedone del nero · g7 pedone del nero · h7 donna del nero · e6 donna del bianco · f6 pedone del nero · g6 re del nero · h6 torre del nero · h5 pedone del nero · h4 pedone del bianco · e3 pedone del bianco · a2 pedone del bianco · b2 pedone del bianco · c2 pedone del bianco · d2 pedone del bianco · f2 pedone del bianco · g2 pedone del bianco · a1 torre del bianco · b1 cavallo del bianco · c1 alfiere del bianco · e1 re del bianco · f1 alfiere del bianco · g1 cavallo del bianco · h1 torre del bianco | f8 alfiere del nero · g8 cavallo del nero · h8 torre del nero · e7 pedone del nero · g7 pedone del nero · h7 donna del nero · e6 donna del bianco · f6 pedone del nero · g6 re del nero · h6 torre del nero · h5 pedone del nero · h4 pedone del bianco · e3 pedone del bianco · a2 pedone del bianco · b2 pedone del bianco · c2 pedone del bianco · d2 pedone del bianco · f2 pedone del bianco · g2 pedone del bianco · a1 torre del bianco · b1 cavallo del bianco · c1 alfiere del bianco · e1 re del bianco · f1 alfiere del bianco · g1 cavallo del bianco · h1 torre del bianco | f8 alfiere del nero · g8 cavallo del nero · h8 torre del nero · e7 pedone del nero · g7 pedone del nero · h7 donna del nero · e6 donna del bianco · f6 pedone del nero · g6 re del nero · h6 torre del nero · h5 pedone del nero · h4 pedone del bianco · e3 pedone del bianco · a2 pedone del bianco · b2 pedone del bianco · c2 pedone del bianco · d2 pedone del bianco · f2 pedone del bianco · g2 pedone del bianco · a1 torre del bianco · b1 cavallo del bianco · c1 alfiere del bianco · e1 re del bianco · f1 alfiere del bianco · g1 cavallo del bianco · h1 torre del bianco | f8 alfiere del nero · g8 cavallo del nero · h8 torre del nero · e7 pedone del nero · g7 pedone del nero · h7 donna del nero · e6 donna del bianco · f6 pedone del nero · g6 re del nero · h6 torre del nero · h5 pedone del nero · h4 pedone del bianco · e3 pedone del bianco · a2 pedone del bianco · b2 pedone del bianco · c2 pedone del bianco · d2 pedone del bianco · f2 pedone del bianco · g2 pedone del bianco · a1 torre del bianco · b1 cavallo del bianco · c1 alfiere del bianco · e1 re del bianco · f1 alfiere del bianco · g1 cavallo del bianco · h1 torre del bianco | f8 alfiere del nero · g8 cavallo del nero · h8 torre del nero · e7 pedone del nero · g7 pedone del nero · h7 donna del nero · e6 donna del bianco · f6 pedone del nero · g6 re del nero · h6 torre del nero · h5 pedone del nero · h4 pedone del bianco · e3 pedone del bianco · a2 pedone del bianco · b2 pedone del bianco · c2 pedone del bianco · d2 pedone del bianco · f2 pedone del bianco · g2 pedone del bianco · a1 torre del bianco · b1 cavallo del bianco · c1 alfiere del bianco · e1 re del bianco · f1 alfiere del bianco · g1 cavallo del bianco · h1 torre del bianco | f8 alfiere del nero · g8 cavallo del nero · h8 torre del nero · e7 pedone del nero · g7 pedone del nero · h7 donna del nero · e6 donna del bianco · f6 pedone del nero · g6 re del nero · h6 torre del nero · h5 pedone del nero · h4 pedone del bianco · e3 pedone del bianco · a2 pedone del bianco · b2 pedone del bianco · c2 pedone del bianco · d2 pedone del bianco · f2 pedone del bianco · g2 pedone del bianco · a1 torre del bianco · b1 cavallo del bianco · c1 alfiere del bianco · e1 re del bianco · f1 alfiere del bianco · g1 cavallo del bianco · h1 torre del bianco | f8 alfiere del nero · g8 cavallo del nero · h8 torre del nero · e7 pedone del nero · g7 pedone del nero · h7 donna del nero · e6 donna del bianco · f6 pedone del nero · g6 re del nero · h6 torre del nero · h5 pedone del nero · h4 pedone del bianco · e3 pedone del bianco · a2 pedone del bianco · b2 pedone del bianco · c2 pedone del bianco · d2 pedone del bianco · f2 pedone del bianco · g2 pedone del bianco · a1 torre del bianco · b1 cavallo del bianco · c1 alfiere del bianco · e1 re del bianco · f1 alfiere del bianco · g1 cavallo del bianco · h1 torre del bianco | f8 alfiere del nero · g8 cavallo del nero · h8 torre del nero · e7 pedone del nero · g7 pedone del nero · h7 donna del nero · e6 donna del bianco · f6 pedone del nero · g6 re del nero · h6 torre del nero · h5 pedone del nero · h4 pedone del bianco · e3 pedone del bianco · a2 pedone del bianco · b2 pedone del bianco · c2 pedone del bianco · d2 pedone del bianco · f2 pedone del bianco · g2 pedone del bianco · a1 torre del bianco · b1 cavallo del bianco · c1 alfiere del bianco · e1 re del bianco · f1 alfiere del bianco · g1 cavallo del bianco · h1 torre del bianco | 3 |
| 2 | f8 alfiere del nero · g8 cavallo del nero · h8 torre del nero · e7 pedone del nero · g7 pedone del nero · h7 donna del nero · e6 donna del bianco · f6 pedone del nero · g6 re del nero · h6 torre del nero · h5 pedone del nero · h4 pedone del bianco · e3 pedone del bianco · a2 pedone del bianco · b2 pedone del bianco · c2 pedone del bianco · d2 pedone del bianco · f2 pedone del bianco · g2 pedone del bianco · a1 torre del bianco · b1 cavallo del bianco · c1 alfiere del bianco · e1 re del bianco · f1 alfiere del bianco · g1 cavallo del bianco · h1 torre del bianco | f8 alfiere del nero · g8 cavallo del nero · h8 torre del nero · e7 pedone del nero · g7 pedone del nero · h7 donna del nero · e6 donna del bianco · f6 pedone del nero · g6 re del nero · h6 torre del nero · h5 pedone del nero · h4 pedone del bianco · e3 pedone del bianco · a2 pedone del bianco · b2 pedone del bianco · c2 pedone del bianco · d2 pedone del bianco · f2 pedone del bianco · g2 pedone del bianco · a1 torre del bianco · b1 cavallo del bianco · c1 alfiere del bianco · e1 re del bianco · f1 alfiere del bianco · g1 cavallo del bianco · h1 torre del bianco | f8 alfiere del nero · g8 cavallo del nero · h8 torre del nero · e7 pedone del nero · g7 pedone del nero · h7 donna del nero · e6 donna del bianco · f6 pedone del nero · g6 re del nero · h6 torre del nero · h5 pedone del nero · h4 pedone del bianco · e3 pedone del bianco · a2 pedone del bianco · b2 pedone del bianco · c2 pedone del bianco · d2 pedone del bianco · f2 pedone del bianco · g2 pedone del bianco · a1 torre del bianco · b1 cavallo del bianco · c1 alfiere del bianco · e1 re del bianco · f1 alfiere del bianco · g1 cavallo del bianco · h1 torre del bianco | f8 alfiere del nero · g8 cavallo del nero · h8 torre del nero · e7 pedone del nero · g7 pedone del nero · h7 donna del nero · e6 donna del bianco · f6 pedone del nero · g6 re del nero · h6 torre del nero · h5 pedone del nero · h4 pedone del bianco · e3 pedone del bianco · a2 pedone del bianco · b2 pedone del bianco · c2 pedone del bianco · d2 pedone del bianco · f2 pedone del bianco · g2 pedone del bianco · a1 torre del bianco · b1 cavallo del bianco · c1 alfiere del bianco · e1 re del bianco · f1 alfiere del bianco · g1 cavallo del bianco · h1 torre del bianco | f8 alfiere del nero · g8 cavallo del nero · h8 torre del nero · e7 pedone del nero · g7 pedone del nero · h7 donna del nero · e6 donna del bianco · f6 pedone del nero · g6 re del nero · h6 torre del nero · h5 pedone del nero · h4 pedone del bianco · e3 pedone del bianco · a2 pedone del bianco · b2 pedone del bianco · c2 pedone del bianco · d2 pedone del bianco · f2 pedone del bianco · g2 pedone del bianco · a1 torre del bianco · b1 cavallo del bianco · c1 alfiere del bianco · e1 re del bianco · f1 alfiere del bianco · g1 cavallo del bianco · h1 torre del bianco | f8 alfiere del nero · g8 cavallo del nero · h8 torre del nero · e7 pedone del nero · g7 pedone del nero · h7 donna del nero · e6 donna del bianco · f6 pedone del nero · g6 re del nero · h6 torre del nero · h5 pedone del nero · h4 pedone del bianco · e3 pedone del bianco · a2 pedone del bianco · b2 pedone del bianco · c2 pedone del bianco · d2 pedone del bianco · f2 pedone del bianco · g2 pedone del bianco · a1 torre del bianco · b1 cavallo del bianco · c1 alfiere del bianco · e1 re del bianco · f1 alfiere del bianco · g1 cavallo del bianco · h1 torre del bianco | f8 alfiere del nero · g8 cavallo del nero · h8 torre del nero · e7 pedone del nero · g7 pedone del nero · h7 donna del nero · e6 donna del bianco · f6 pedone del nero · g6 re del nero · h6 torre del nero · h5 pedone del nero · h4 pedone del bianco · e3 pedone del bianco · a2 pedone del bianco · b2 pedone del bianco · c2 pedone del bianco · d2 pedone del bianco · f2 pedone del bianco · g2 pedone del bianco · a1 torre del bianco · b1 cavallo del bianco · c1 alfiere del bianco · e1 re del bianco · f1 alfiere del bianco · g1 cavallo del bianco · h1 torre del bianco | f8 alfiere del nero · g8 cavallo del nero · h8 torre del nero · e7 pedone del nero · g7 pedone del nero · h7 donna del nero · e6 donna del bianco · f6 pedone del nero · g6 re del nero · h6 torre del nero · h5 pedone del nero · h4 pedone del bianco · e3 pedone del bianco · a2 pedone del bianco · b2 pedone del bianco · c2 pedone del bianco · d2 pedone del bianco · f2 pedone del bianco · g2 pedone del bianco · a1 torre del bianco · b1 cavallo del bianco · c1 alfiere del bianco · e1 re del bianco · f1 alfiere del bianco · g1 cavallo del bianco · h1 torre del bianco | 2 |
| 1 | f8 alfiere del nero · g8 cavallo del nero · h8 torre del nero · e7 pedone del nero · g7 pedone del nero · h7 donna del nero · e6 donna del bianco · f6 pedone del nero · g6 re del nero · h6 torre del nero · h5 pedone del nero · h4 pedone del bianco · e3 pedone del bianco · a2 pedone del bianco · b2 pedone del bianco · c2 pedone del bianco · d2 pedone del bianco · f2 pedone del bianco · g2 pedone del bianco · a1 torre del bianco · b1 cavallo del bianco · c1 alfiere del bianco · e1 re del bianco · f1 alfiere del bianco · g1 cavallo del bianco · h1 torre del bianco | f8 alfiere del nero · g8 cavallo del nero · h8 torre del nero · e7 pedone del nero · g7 pedone del nero · h7 donna del nero · e6 donna del bianco · f6 pedone del nero · g6 re del nero · h6 torre del nero · h5 pedone del nero · h4 pedone del bianco · e3 pedone del bianco · a2 pedone del bianco · b2 pedone del bianco · c2 pedone del bianco · d2 pedone del bianco · f2 pedone del bianco · g2 pedone del bianco · a1 torre del bianco · b1 cavallo del bianco · c1 alfiere del bianco · e1 re del bianco · f1 alfiere del bianco · g1 cavallo del bianco · h1 torre del bianco | f8 alfiere del nero · g8 cavallo del nero · h8 torre del nero · e7 pedone del nero · g7 pedone del nero · h7 donna del nero · e6 donna del bianco · f6 pedone del nero · g6 re del nero · h6 torre del nero · h5 pedone del nero · h4 pedone del bianco · e3 pedone del bianco · a2 pedone del bianco · b2 pedone del bianco · c2 pedone del bianco · d2 pedone del bianco · f2 pedone del bianco · g2 pedone del bianco · a1 torre del bianco · b1 cavallo del bianco · c1 alfiere del bianco · e1 re del bianco · f1 alfiere del bianco · g1 cavallo del bianco · h1 torre del bianco | f8 alfiere del nero · g8 cavallo del nero · h8 torre del nero · e7 pedone del nero · g7 pedone del nero · h7 donna del nero · e6 donna del bianco · f6 pedone del nero · g6 re del nero · h6 torre del nero · h5 pedone del nero · h4 pedone del bianco · e3 pedone del bianco · a2 pedone del bianco · b2 pedone del bianco · c2 pedone del bianco · d2 pedone del bianco · f2 pedone del bianco · g2 pedone del bianco · a1 torre del bianco · b1 cavallo del bianco · c1 alfiere del bianco · e1 re del bianco · f1 alfiere del bianco · g1 cavallo del bianco · h1 torre del bianco | f8 alfiere del nero · g8 cavallo del nero · h8 torre del nero · e7 pedone del nero · g7 pedone del nero · h7 donna del nero · e6 donna del bianco · f6 pedone del nero · g6 re del nero · h6 torre del nero · h5 pedone del nero · h4 pedone del bianco · e3 pedone del bianco · a2 pedone del bianco · b2 pedone del bianco · c2 pedone del bianco · d2 pedone del bianco · f2 pedone del bianco · g2 pedone del bianco · a1 torre del bianco · b1 cavallo del bianco · c1 alfiere del bianco · e1 re del bianco · f1 alfiere del bianco · g1 cavallo del bianco · h1 torre del bianco | f8 alfiere del nero · g8 cavallo del nero · h8 torre del nero · e7 pedone del nero · g7 pedone del nero · h7 donna del nero · e6 donna del bianco · f6 pedone del nero · g6 re del nero · h6 torre del nero · h5 pedone del nero · h4 pedone del bianco · e3 pedone del bianco · a2 pedone del bianco · b2 pedone del bianco · c2 pedone del bianco · d2 pedone del bianco · f2 pedone del bianco · g2 pedone del bianco · a1 torre del bianco · b1 cavallo del bianco · c1 alfiere del bianco · e1 re del bianco · f1 alfiere del bianco · g1 cavallo del bianco · h1 torre del bianco | f8 alfiere del nero · g8 cavallo del nero · h8 torre del nero · e7 pedone del nero · g7 pedone del nero · h7 donna del nero · e6 donna del bianco · f6 pedone del nero · g6 re del nero · h6 torre del nero · h5 pedone del nero · h4 pedone del bianco · e3 pedone del bianco · a2 pedone del bianco · b2 pedone del bianco · c2 pedone del bianco · d2 pedone del bianco · f2 pedone del bianco · g2 pedone del bianco · a1 torre del bianco · b1 cavallo del bianco · c1 alfiere del bianco · e1 re del bianco · f1 alfiere del bianco · g1 cavallo del bianco · h1 torre del bianco | f8 alfiere del nero · g8 cavallo del nero · h8 torre del nero · e7 pedone del nero · g7 pedone del nero · h7 donna del nero · e6 donna del bianco · f6 pedone del nero · g6 re del nero · h6 torre del nero · h5 pedone del nero · h4 pedone del bianco · e3 pedone del bianco · a2 pedone del bianco · b2 pedone del bianco · c2 pedone del bianco · d2 pedone del bianco · f2 pedone del bianco · g2 pedone del bianco · a1 torre del bianco · b1 cavallo del bianco · c1 alfiere del bianco · e1 re del bianco · f1 alfiere del bianco · g1 cavallo del bianco · h1 torre del bianco | 1 |
|   | a | b | c | d | e | f | g | h |   |

|   | a | b | c | d | e | f | g | h |   |
| 8 | a8 torre del nero · b8 cavallo del nero · e8 re del nero · g8 cavallo del nero · h8 torre del nero · a7 pedone del nero · b7 pedone del nero · g7 pedone del nero · h7 pedone del nero · d6 pedone del nero · a5 donna del nero · c5 pedone del nero · d5 pedone del bianco · a4 pedone del bianco · c4 pedone del bianco · f4 pedone del nero · h4 alfiere del nero · b3 alfiere del nero · e3 pedone del nero · f3 pedone del bianco · g3 torre del bianco · h3 pedone del bianco · b2 pedone del bianco · d2 cavallo del bianco · e2 pedone del bianco · g2 pedone del bianco · h2 donna del bianco · c1 alfiere del bianco · e1 re del bianco · f1 alfiere del bianco · g1 cavallo del bianco · h1 torre del bianco | a8 torre del nero · b8 cavallo del nero · e8 re del nero · g8 cavallo del nero · h8 torre del nero · a7 pedone del nero · b7 pedone del nero · g7 pedone del nero · h7 pedone del nero · d6 pedone del nero · a5 donna del nero · c5 pedone del nero · d5 pedone del bianco · a4 pedone del bianco · c4 pedone del bianco · f4 pedone del nero · h4 alfiere del nero · b3 alfiere del nero · e3 pedone del nero · f3 pedone del bianco · g3 torre del bianco · h3 pedone del bianco · b2 pedone del bianco · d2 cavallo del bianco · e2 pedone del bianco · g2 pedone del bianco · h2 donna del bianco · c1 alfiere del bianco · e1 re del bianco · f1 alfiere del bianco · g1 cavallo del bianco · h1 torre del bianco | a8 torre del nero · b8 cavallo del nero · e8 re del nero · g8 cavallo del nero · h8 torre del nero · a7 pedone del nero · b7 pedone del nero · g7 pedone del nero · h7 pedone del nero · d6 pedone del nero · a5 donna del nero · c5 pedone del nero · d5 pedone del bianco · a4 pedone del bianco · c4 pedone del bianco · f4 pedone del nero · h4 alfiere del nero · b3 alfiere del nero · e3 pedone del nero · f3 pedone del bianco · g3 torre del bianco · h3 pedone del bianco · b2 pedone del bianco · d2 cavallo del bianco · e2 pedone del bianco · g2 pedone del bianco · h2 donna del bianco · c1 alfiere del bianco · e1 re del bianco · f1 alfiere del bianco · g1 cavallo del bianco · h1 torre del bianco | a8 torre del nero · b8 cavallo del nero · e8 re del nero · g8 cavallo del nero · h8 torre del nero · a7 pedone del nero · b7 pedone del nero · g7 pedone del nero · h7 pedone del nero · d6 pedone del nero · a5 donna del nero · c5 pedone del nero · d5 pedone del bianco · a4 pedone del bianco · c4 pedone del bianco · f4 pedone del nero · h4 alfiere del nero · b3 alfiere del nero · e3 pedone del nero · f3 pedone del bianco · g3 torre del bianco · h3 pedone del bianco · b2 pedone del bianco · d2 cavallo del bianco · e2 pedone del bianco · g2 pedone del bianco · h2 donna del bianco · c1 alfiere del bianco · e1 re del bianco · f1 alfiere del bianco · g1 cavallo del bianco · h1 torre del bianco | a8 torre del nero · b8 cavallo del nero · e8 re del nero · g8 cavallo del nero · h8 torre del nero · a7 pedone del nero · b7 pedone del nero · g7 pedone del nero · h7 pedone del nero · d6 pedone del nero · a5 donna del nero · c5 pedone del nero · d5 pedone del bianco · a4 pedone del bianco · c4 pedone del bianco · f4 pedone del nero · h4 alfiere del nero · b3 alfiere del nero · e3 pedone del nero · f3 pedone del bianco · g3 torre del bianco · h3 pedone del bianco · b2 pedone del bianco · d2 cavallo del bianco · e2 pedone del bianco · g2 pedone del bianco · h2 donna del bianco · c1 alfiere del bianco · e1 re del bianco · f1 alfiere del bianco · g1 cavallo del bianco · h1 torre del bianco | a8 torre del nero · b8 cavallo del nero · e8 re del nero · g8 cavallo del nero · h8 torre del nero · a7 pedone del nero · b7 pedone del nero · g7 pedone del nero · h7 pedone del nero · d6 pedone del nero · a5 donna del nero · c5 pedone del nero · d5 pedone del bianco · a4 pedone del bianco · c4 pedone del bianco · f4 pedone del nero · h4 alfiere del nero · b3 alfiere del nero · e3 pedone del nero · f3 pedone del bianco · g3 torre del bianco · h3 pedone del bianco · b2 pedone del bianco · d2 cavallo del bianco · e2 pedone del bianco · g2 pedone del bianco · h2 donna del bianco · c1 alfiere del bianco · e1 re del bianco · f1 alfiere del bianco · g1 cavallo del bianco · h1 torre del bianco | a8 torre del nero · b8 cavallo del nero · e8 re del nero · g8 cavallo del nero · h8 torre del nero · a7 pedone del nero · b7 pedone del nero · g7 pedone del nero · h7 pedone del nero · d6 pedone del nero · a5 donna del nero · c5 pedone del nero · d5 pedone del bianco · a4 pedone del bianco · c4 pedone del bianco · f4 pedone del nero · h4 alfiere del nero · b3 alfiere del nero · e3 pedone del nero · f3 pedone del bianco · g3 torre del bianco · h3 pedone del bianco · b2 pedone del bianco · d2 cavallo del bianco · e2 pedone del bianco · g2 pedone del bianco · h2 donna del bianco · c1 alfiere del bianco · e1 re del bianco · f1 alfiere del bianco · g1 cavallo del bianco · h1 torre del bianco | a8 torre del nero · b8 cavallo del nero · e8 re del nero · g8 cavallo del nero · h8 torre del nero · a7 pedone del nero · b7 pedone del nero · g7 pedone del nero · h7 pedone del nero · d6 pedone del nero · a5 donna del nero · c5 pedone del nero · d5 pedone del bianco · a4 pedone del bianco · c4 pedone del bianco · f4 pedone del nero · h4 alfiere del nero · b3 alfiere del nero · e3 pedone del nero · f3 pedone del bianco · g3 torre del bianco · h3 pedone del bianco · b2 pedone del bianco · d2 cavallo del bianco · e2 pedone del bianco · g2 pedone del bianco · h2 donna del bianco · c1 alfiere del bianco · e1 re del bianco · f1 alfiere del bianco · g1 cavallo del bianco · h1 torre del bianco | 8 |
| 7 | a8 torre del nero · b8 cavallo del nero · e8 re del nero · g8 cavallo del nero · h8 torre del nero · a7 pedone del nero · b7 pedone del nero · g7 pedone del nero · h7 pedone del nero · d6 pedone del nero · a5 donna del nero · c5 pedone del nero · d5 pedone del bianco · a4 pedone del bianco · c4 pedone del bianco · f4 pedone del nero · h4 alfiere del nero · b3 alfiere del nero · e3 pedone del nero · f3 pedone del bianco · g3 torre del bianco · h3 pedone del bianco · b2 pedone del bianco · d2 cavallo del bianco · e2 pedone del bianco · g2 pedone del bianco · h2 donna del bianco · c1 alfiere del bianco · e1 re del bianco · f1 alfiere del bianco · g1 cavallo del bianco · h1 torre del bianco | a8 torre del nero · b8 cavallo del nero · e8 re del nero · g8 cavallo del nero · h8 torre del nero · a7 pedone del nero · b7 pedone del nero · g7 pedone del nero · h7 pedone del nero · d6 pedone del nero · a5 donna del nero · c5 pedone del nero · d5 pedone del bianco · a4 pedone del bianco · c4 pedone del bianco · f4 pedone del nero · h4 alfiere del nero · b3 alfiere del nero · e3 pedone del nero · f3 pedone del bianco · g3 torre del bianco · h3 pedone del bianco · b2 pedone del bianco · d2 cavallo del bianco · e2 pedone del bianco · g2 pedone del bianco · h2 donna del bianco · c1 alfiere del bianco · e1 re del bianco · f1 alfiere del bianco · g1 cavallo del bianco · h1 torre del bianco | a8 torre del nero · b8 cavallo del nero · e8 re del nero · g8 cavallo del nero · h8 torre del nero · a7 pedone del nero · b7 pedone del nero · g7 pedone del nero · h7 pedone del nero · d6 pedone del nero · a5 donna del nero · c5 pedone del nero · d5 pedone del bianco · a4 pedone del bianco · c4 pedone del bianco · f4 pedone del nero · h4 alfiere del nero · b3 alfiere del nero · e3 pedone del nero · f3 pedone del bianco · g3 torre del bianco · h3 pedone del bianco · b2 pedone del bianco · d2 cavallo del bianco · e2 pedone del bianco · g2 pedone del bianco · h2 donna del bianco · c1 alfiere del bianco · e1 re del bianco · f1 alfiere del bianco · g1 cavallo del bianco · h1 torre del bianco | a8 torre del nero · b8 cavallo del nero · e8 re del nero · g8 cavallo del nero · h8 torre del nero · a7 pedone del nero · b7 pedone del nero · g7 pedone del nero · h7 pedone del nero · d6 pedone del nero · a5 donna del nero · c5 pedone del nero · d5 pedone del bianco · a4 pedone del bianco · c4 pedone del bianco · f4 pedone del nero · h4 alfiere del nero · b3 alfiere del nero · e3 pedone del nero · f3 pedone del bianco · g3 torre del bianco · h3 pedone del bianco · b2 pedone del bianco · d2 cavallo del bianco · e2 pedone del bianco · g2 pedone del bianco · h2 donna del bianco · c1 alfiere del bianco · e1 re del bianco · f1 alfiere del bianco · g1 cavallo del bianco · h1 torre del bianco | a8 torre del nero · b8 cavallo del nero · e8 re del nero · g8 cavallo del nero · h8 torre del nero · a7 pedone del nero · b7 pedone del nero · g7 pedone del nero · h7 pedone del nero · d6 pedone del nero · a5 donna del nero · c5 pedone del nero · d5 pedone del bianco · a4 pedone del bianco · c4 pedone del bianco · f4 pedone del nero · h4 alfiere del nero · b3 alfiere del nero · e3 pedone del nero · f3 pedone del bianco · g3 torre del bianco · h3 pedone del bianco · b2 pedone del bianco · d2 cavallo del bianco · e2 pedone del bianco · g2 pedone del bianco · h2 donna del bianco · c1 alfiere del bianco · e1 re del bianco · f1 alfiere del bianco · g1 cavallo del bianco · h1 torre del bianco | a8 torre del nero · b8 cavallo del nero · e8 re del nero · g8 cavallo del nero · h8 torre del nero · a7 pedone del nero · b7 pedone del nero · g7 pedone del nero · h7 pedone del nero · d6 pedone del nero · a5 donna del nero · c5 pedone del nero · d5 pedone del bianco · a4 pedone del bianco · c4 pedone del bianco · f4 pedone del nero · h4 alfiere del nero · b3 alfiere del nero · e3 pedone del nero · f3 pedone del bianco · g3 torre del bianco · h3 pedone del bianco · b2 pedone del bianco · d2 cavallo del bianco · e2 pedone del bianco · g2 pedone del bianco · h2 donna del bianco · c1 alfiere del bianco · e1 re del bianco · f1 alfiere del bianco · g1 cavallo del bianco · h1 torre del bianco | a8 torre del nero · b8 cavallo del nero · e8 re del nero · g8 cavallo del nero · h8 torre del nero · a7 pedone del nero · b7 pedone del nero · g7 pedone del nero · h7 pedone del nero · d6 pedone del nero · a5 donna del nero · c5 pedone del nero · d5 pedone del bianco · a4 pedone del bianco · c4 pedone del bianco · f4 pedone del nero · h4 alfiere del nero · b3 alfiere del nero · e3 pedone del nero · f3 pedone del bianco · g3 torre del bianco · h3 pedone del bianco · b2 pedone del bianco · d2 cavallo del bianco · e2 pedone del bianco · g2 pedone del bianco · h2 donna del bianco · c1 alfiere del bianco · e1 re del bianco · f1 alfiere del bianco · g1 cavallo del bianco · h1 torre del bianco | a8 torre del nero · b8 cavallo del nero · e8 re del nero · g8 cavallo del nero · h8 torre del nero · a7 pedone del nero · b7 pedone del nero · g7 pedone del nero · h7 pedone del nero · d6 pedone del nero · a5 donna del nero · c5 pedone del nero · d5 pedone del bianco · a4 pedone del bianco · c4 pedone del bianco · f4 pedone del nero · h4 alfiere del nero · b3 alfiere del nero · e3 pedone del nero · f3 pedone del bianco · g3 torre del bianco · h3 pedone del bianco · b2 pedone del bianco · d2 cavallo del bianco · e2 pedone del bianco · g2 pedone del bianco · h2 donna del bianco · c1 alfiere del bianco · e1 re del bianco · f1 alfiere del bianco · g1 cavallo del bianco · h1 torre del bianco | 7 |
| 6 | a8 torre del nero · b8 cavallo del nero · e8 re del nero · g8 cavallo del nero · h8 torre del nero · a7 pedone del nero · b7 pedone del nero · g7 pedone del nero · h7 pedone del nero · d6 pedone del nero · a5 donna del nero · c5 pedone del nero · d5 pedone del bianco · a4 pedone del bianco · c4 pedone del bianco · f4 pedone del nero · h4 alfiere del nero · b3 alfiere del nero · e3 pedone del nero · f3 pedone del bianco · g3 torre del bianco · h3 pedone del bianco · b2 pedone del bianco · d2 cavallo del bianco · e2 pedone del bianco · g2 pedone del bianco · h2 donna del bianco · c1 alfiere del bianco · e1 re del bianco · f1 alfiere del bianco · g1 cavallo del bianco · h1 torre del bianco | a8 torre del nero · b8 cavallo del nero · e8 re del nero · g8 cavallo del nero · h8 torre del nero · a7 pedone del nero · b7 pedone del nero · g7 pedone del nero · h7 pedone del nero · d6 pedone del nero · a5 donna del nero · c5 pedone del nero · d5 pedone del bianco · a4 pedone del bianco · c4 pedone del bianco · f4 pedone del nero · h4 alfiere del nero · b3 alfiere del nero · e3 pedone del nero · f3 pedone del bianco · g3 torre del bianco · h3 pedone del bianco · b2 pedone del bianco · d2 cavallo del bianco · e2 pedone del bianco · g2 pedone del bianco · h2 donna del bianco · c1 alfiere del bianco · e1 re del bianco · f1 alfiere del bianco · g1 cavallo del bianco · h1 torre del bianco | a8 torre del nero · b8 cavallo del nero · e8 re del nero · g8 cavallo del nero · h8 torre del nero · a7 pedone del nero · b7 pedone del nero · g7 pedone del nero · h7 pedone del nero · d6 pedone del nero · a5 donna del nero · c5 pedone del nero · d5 pedone del bianco · a4 pedone del bianco · c4 pedone del bianco · f4 pedone del nero · h4 alfiere del nero · b3 alfiere del nero · e3 pedone del nero · f3 pedone del bianco · g3 torre del bianco · h3 pedone del bianco · b2 pedone del bianco · d2 cavallo del bianco · e2 pedone del bianco · g2 pedone del bianco · h2 donna del bianco · c1 alfiere del bianco · e1 re del bianco · f1 alfiere del bianco · g1 cavallo del bianco · h1 torre del bianco | a8 torre del nero · b8 cavallo del nero · e8 re del nero · g8 cavallo del nero · h8 torre del nero · a7 pedone del nero · b7 pedone del nero · g7 pedone del nero · h7 pedone del nero · d6 pedone del nero · a5 donna del nero · c5 pedone del nero · d5 pedone del bianco · a4 pedone del bianco · c4 pedone del bianco · f4 pedone del nero · h4 alfiere del nero · b3 alfiere del nero · e3 pedone del nero · f3 pedone del bianco · g3 torre del bianco · h3 pedone del bianco · b2 pedone del bianco · d2 cavallo del bianco · e2 pedone del bianco · g2 pedone del bianco · h2 donna del bianco · c1 alfiere del bianco · e1 re del bianco · f1 alfiere del bianco · g1 cavallo del bianco · h1 torre del bianco | a8 torre del nero · b8 cavallo del nero · e8 re del nero · g8 cavallo del nero · h8 torre del nero · a7 pedone del nero · b7 pedone del nero · g7 pedone del nero · h7 pedone del nero · d6 pedone del nero · a5 donna del nero · c5 pedone del nero · d5 pedone del bianco · a4 pedone del bianco · c4 pedone del bianco · f4 pedone del nero · h4 alfiere del nero · b3 alfiere del nero · e3 pedone del nero · f3 pedone del bianco · g3 torre del bianco · h3 pedone del bianco · b2 pedone del bianco · d2 cavallo del bianco · e2 pedone del bianco · g2 pedone del bianco · h2 donna del bianco · c1 alfiere del bianco · e1 re del bianco · f1 alfiere del bianco · g1 cavallo del bianco · h1 torre del bianco | a8 torre del nero · b8 cavallo del nero · e8 re del nero · g8 cavallo del nero · h8 torre del nero · a7 pedone del nero · b7 pedone del nero · g7 pedone del nero · h7 pedone del nero · d6 pedone del nero · a5 donna del nero · c5 pedone del nero · d5 pedone del bianco · a4 pedone del bianco · c4 pedone del bianco · f4 pedone del nero · h4 alfiere del nero · b3 alfiere del nero · e3 pedone del nero · f3 pedone del bianco · g3 torre del bianco · h3 pedone del bianco · b2 pedone del bianco · d2 cavallo del bianco · e2 pedone del bianco · g2 pedone del bianco · h2 donna del bianco · c1 alfiere del bianco · e1 re del bianco · f1 alfiere del bianco · g1 cavallo del bianco · h1 torre del bianco | a8 torre del nero · b8 cavallo del nero · e8 re del nero · g8 cavallo del nero · h8 torre del nero · a7 pedone del nero · b7 pedone del nero · g7 pedone del nero · h7 pedone del nero · d6 pedone del nero · a5 donna del nero · c5 pedone del nero · d5 pedone del bianco · a4 pedone del bianco · c4 pedone del bianco · f4 pedone del nero · h4 alfiere del nero · b3 alfiere del nero · e3 pedone del nero · f3 pedone del bianco · g3 torre del bianco · h3 pedone del bianco · b2 pedone del bianco · d2 cavallo del bianco · e2 pedone del bianco · g2 pedone del bianco · h2 donna del bianco · c1 alfiere del bianco · e1 re del bianco · f1 alfiere del bianco · g1 cavallo del bianco · h1 torre del bianco | a8 torre del nero · b8 cavallo del nero · e8 re del nero · g8 cavallo del nero · h8 torre del nero · a7 pedone del nero · b7 pedone del nero · g7 pedone del nero · h7 pedone del nero · d6 pedone del nero · a5 donna del nero · c5 pedone del nero · d5 pedone del bianco · a4 pedone del bianco · c4 pedone del bianco · f4 pedone del nero · h4 alfiere del nero · b3 alfiere del nero · e3 pedone del nero · f3 pedone del bianco · g3 torre del bianco · h3 pedone del bianco · b2 pedone del bianco · d2 cavallo del bianco · e2 pedone del bianco · g2 pedone del bianco · h2 donna del bianco · c1 alfiere del bianco · e1 re del bianco · f1 alfiere del bianco · g1 cavallo del bianco · h1 torre del bianco | 6 |
| 5 | a8 torre del nero · b8 cavallo del nero · e8 re del nero · g8 cavallo del nero · h8 torre del nero · a7 pedone del nero · b7 pedone del nero · g7 pedone del nero · h7 pedone del nero · d6 pedone del nero · a5 donna del nero · c5 pedone del nero · d5 pedone del bianco · a4 pedone del bianco · c4 pedone del bianco · f4 pedone del nero · h4 alfiere del nero · b3 alfiere del nero · e3 pedone del nero · f3 pedone del bianco · g3 torre del bianco · h3 pedone del bianco · b2 pedone del bianco · d2 cavallo del bianco · e2 pedone del bianco · g2 pedone del bianco · h2 donna del bianco · c1 alfiere del bianco · e1 re del bianco · f1 alfiere del bianco · g1 cavallo del bianco · h1 torre del bianco | a8 torre del nero · b8 cavallo del nero · e8 re del nero · g8 cavallo del nero · h8 torre del nero · a7 pedone del nero · b7 pedone del nero · g7 pedone del nero · h7 pedone del nero · d6 pedone del nero · a5 donna del nero · c5 pedone del nero · d5 pedone del bianco · a4 pedone del bianco · c4 pedone del bianco · f4 pedone del nero · h4 alfiere del nero · b3 alfiere del nero · e3 pedone del nero · f3 pedone del bianco · g3 torre del bianco · h3 pedone del bianco · b2 pedone del bianco · d2 cavallo del bianco · e2 pedone del bianco · g2 pedone del bianco · h2 donna del bianco · c1 alfiere del bianco · e1 re del bianco · f1 alfiere del bianco · g1 cavallo del bianco · h1 torre del bianco | a8 torre del nero · b8 cavallo del nero · e8 re del nero · g8 cavallo del nero · h8 torre del nero · a7 pedone del nero · b7 pedone del nero · g7 pedone del nero · h7 pedone del nero · d6 pedone del nero · a5 donna del nero · c5 pedone del nero · d5 pedone del bianco · a4 pedone del bianco · c4 pedone del bianco · f4 pedone del nero · h4 alfiere del nero · b3 alfiere del nero · e3 pedone del nero · f3 pedone del bianco · g3 torre del bianco · h3 pedone del bianco · b2 pedone del bianco · d2 cavallo del bianco · e2 pedone del bianco · g2 pedone del bianco · h2 donna del bianco · c1 alfiere del bianco · e1 re del bianco · f1 alfiere del bianco · g1 cavallo del bianco · h1 torre del bianco | a8 torre del nero · b8 cavallo del nero · e8 re del nero · g8 cavallo del nero · h8 torre del nero · a7 pedone del nero · b7 pedone del nero · g7 pedone del nero · h7 pedone del nero · d6 pedone del nero · a5 donna del nero · c5 pedone del nero · d5 pedone del bianco · a4 pedone del bianco · c4 pedone del bianco · f4 pedone del nero · h4 alfiere del nero · b3 alfiere del nero · e3 pedone del nero · f3 pedone del bianco · g3 torre del bianco · h3 pedone del bianco · b2 pedone del bianco · d2 cavallo del bianco · e2 pedone del bianco · g2 pedone del bianco · h2 donna del bianco · c1 alfiere del bianco · e1 re del bianco · f1 alfiere del bianco · g1 cavallo del bianco · h1 torre del bianco | a8 torre del nero · b8 cavallo del nero · e8 re del nero · g8 cavallo del nero · h8 torre del nero · a7 pedone del nero · b7 pedone del nero · g7 pedone del nero · h7 pedone del nero · d6 pedone del nero · a5 donna del nero · c5 pedone del nero · d5 pedone del bianco · a4 pedone del bianco · c4 pedone del bianco · f4 pedone del nero · h4 alfiere del nero · b3 alfiere del nero · e3 pedone del nero · f3 pedone del bianco · g3 torre del bianco · h3 pedone del bianco · b2 pedone del bianco · d2 cavallo del bianco · e2 pedone del bianco · g2 pedone del bianco · h2 donna del bianco · c1 alfiere del bianco · e1 re del bianco · f1 alfiere del bianco · g1 cavallo del bianco · h1 torre del bianco | a8 torre del nero · b8 cavallo del nero · e8 re del nero · g8 cavallo del nero · h8 torre del nero · a7 pedone del nero · b7 pedone del nero · g7 pedone del nero · h7 pedone del nero · d6 pedone del nero · a5 donna del nero · c5 pedone del nero · d5 pedone del bianco · a4 pedone del bianco · c4 pedone del bianco · f4 pedone del nero · h4 alfiere del nero · b3 alfiere del nero · e3 pedone del nero · f3 pedone del bianco · g3 torre del bianco · h3 pedone del bianco · b2 pedone del bianco · d2 cavallo del bianco · e2 pedone del bianco · g2 pedone del bianco · h2 donna del bianco · c1 alfiere del bianco · e1 re del bianco · f1 alfiere del bianco · g1 cavallo del bianco · h1 torre del bianco | a8 torre del nero · b8 cavallo del nero · e8 re del nero · g8 cavallo del nero · h8 torre del nero · a7 pedone del nero · b7 pedone del nero · g7 pedone del nero · h7 pedone del nero · d6 pedone del nero · a5 donna del nero · c5 pedone del nero · d5 pedone del bianco · a4 pedone del bianco · c4 pedone del bianco · f4 pedone del nero · h4 alfiere del nero · b3 alfiere del nero · e3 pedone del nero · f3 pedone del bianco · g3 torre del bianco · h3 pedone del bianco · b2 pedone del bianco · d2 cavallo del bianco · e2 pedone del bianco · g2 pedone del bianco · h2 donna del bianco · c1 alfiere del bianco · e1 re del bianco · f1 alfiere del bianco · g1 cavallo del bianco · h1 torre del bianco | a8 torre del nero · b8 cavallo del nero · e8 re del nero · g8 cavallo del nero · h8 torre del nero · a7 pedone del nero · b7 pedone del nero · g7 pedone del nero · h7 pedone del nero · d6 pedone del nero · a5 donna del nero · c5 pedone del nero · d5 pedone del bianco · a4 pedone del bianco · c4 pedone del bianco · f4 pedone del nero · h4 alfiere del nero · b3 alfiere del nero · e3 pedone del nero · f3 pedone del bianco · g3 torre del bianco · h3 pedone del bianco · b2 pedone del bianco · d2 cavallo del bianco · e2 pedone del bianco · g2 pedone del bianco · h2 donna del bianco · c1 alfiere del bianco · e1 re del bianco · f1 alfiere del bianco · g1 cavallo del bianco · h1 torre del bianco | 5 |
| 4 | a8 torre del nero · b8 cavallo del nero · e8 re del nero · g8 cavallo del nero · h8 torre del nero · a7 pedone del nero · b7 pedone del nero · g7 pedone del nero · h7 pedone del nero · d6 pedone del nero · a5 donna del nero · c5 pedone del nero · d5 pedone del bianco · a4 pedone del bianco · c4 pedone del bianco · f4 pedone del nero · h4 alfiere del nero · b3 alfiere del nero · e3 pedone del nero · f3 pedone del bianco · g3 torre del bianco · h3 pedone del bianco · b2 pedone del bianco · d2 cavallo del bianco · e2 pedone del bianco · g2 pedone del bianco · h2 donna del bianco · c1 alfiere del bianco · e1 re del bianco · f1 alfiere del bianco · g1 cavallo del bianco · h1 torre del bianco | a8 torre del nero · b8 cavallo del nero · e8 re del nero · g8 cavallo del nero · h8 torre del nero · a7 pedone del nero · b7 pedone del nero · g7 pedone del nero · h7 pedone del nero · d6 pedone del nero · a5 donna del nero · c5 pedone del nero · d5 pedone del bianco · a4 pedone del bianco · c4 pedone del bianco · f4 pedone del nero · h4 alfiere del nero · b3 alfiere del nero · e3 pedone del nero · f3 pedone del bianco · g3 torre del bianco · h3 pedone del bianco · b2 pedone del bianco · d2 cavallo del bianco · e2 pedone del bianco · g2 pedone del bianco · h2 donna del bianco · c1 alfiere del bianco · e1 re del bianco · f1 alfiere del bianco · g1 cavallo del bianco · h1 torre del bianco | a8 torre del nero · b8 cavallo del nero · e8 re del nero · g8 cavallo del nero · h8 torre del nero · a7 pedone del nero · b7 pedone del nero · g7 pedone del nero · h7 pedone del nero · d6 pedone del nero · a5 donna del nero · c5 pedone del nero · d5 pedone del bianco · a4 pedone del bianco · c4 pedone del bianco · f4 pedone del nero · h4 alfiere del nero · b3 alfiere del nero · e3 pedone del nero · f3 pedone del bianco · g3 torre del bianco · h3 pedone del bianco · b2 pedone del bianco · d2 cavallo del bianco · e2 pedone del bianco · g2 pedone del bianco · h2 donna del bianco · c1 alfiere del bianco · e1 re del bianco · f1 alfiere del bianco · g1 cavallo del bianco · h1 torre del bianco | a8 torre del nero · b8 cavallo del nero · e8 re del nero · g8 cavallo del nero · h8 torre del nero · a7 pedone del nero · b7 pedone del nero · g7 pedone del nero · h7 pedone del nero · d6 pedone del nero · a5 donna del nero · c5 pedone del nero · d5 pedone del bianco · a4 pedone del bianco · c4 pedone del bianco · f4 pedone del nero · h4 alfiere del nero · b3 alfiere del nero · e3 pedone del nero · f3 pedone del bianco · g3 torre del bianco · h3 pedone del bianco · b2 pedone del bianco · d2 cavallo del bianco · e2 pedone del bianco · g2 pedone del bianco · h2 donna del bianco · c1 alfiere del bianco · e1 re del bianco · f1 alfiere del bianco · g1 cavallo del bianco · h1 torre del bianco | a8 torre del nero · b8 cavallo del nero · e8 re del nero · g8 cavallo del nero · h8 torre del nero · a7 pedone del nero · b7 pedone del nero · g7 pedone del nero · h7 pedone del nero · d6 pedone del nero · a5 donna del nero · c5 pedone del nero · d5 pedone del bianco · a4 pedone del bianco · c4 pedone del bianco · f4 pedone del nero · h4 alfiere del nero · b3 alfiere del nero · e3 pedone del nero · f3 pedone del bianco · g3 torre del bianco · h3 pedone del bianco · b2 pedone del bianco · d2 cavallo del bianco · e2 pedone del bianco · g2 pedone del bianco · h2 donna del bianco · c1 alfiere del bianco · e1 re del bianco · f1 alfiere del bianco · g1 cavallo del bianco · h1 torre del bianco | a8 torre del nero · b8 cavallo del nero · e8 re del nero · g8 cavallo del nero · h8 torre del nero · a7 pedone del nero · b7 pedone del nero · g7 pedone del nero · h7 pedone del nero · d6 pedone del nero · a5 donna del nero · c5 pedone del nero · d5 pedone del bianco · a4 pedone del bianco · c4 pedone del bianco · f4 pedone del nero · h4 alfiere del nero · b3 alfiere del nero · e3 pedone del nero · f3 pedone del bianco · g3 torre del bianco · h3 pedone del bianco · b2 pedone del bianco · d2 cavallo del bianco · e2 pedone del bianco · g2 pedone del bianco · h2 donna del bianco · c1 alfiere del bianco · e1 re del bianco · f1 alfiere del bianco · g1 cavallo del bianco · h1 torre del bianco | a8 torre del nero · b8 cavallo del nero · e8 re del nero · g8 cavallo del nero · h8 torre del nero · a7 pedone del nero · b7 pedone del nero · g7 pedone del nero · h7 pedone del nero · d6 pedone del nero · a5 donna del nero · c5 pedone del nero · d5 pedone del bianco · a4 pedone del bianco · c4 pedone del bianco · f4 pedone del nero · h4 alfiere del nero · b3 alfiere del nero · e3 pedone del nero · f3 pedone del bianco · g3 torre del bianco · h3 pedone del bianco · b2 pedone del bianco · d2 cavallo del bianco · e2 pedone del bianco · g2 pedone del bianco · h2 donna del bianco · c1 alfiere del bianco · e1 re del bianco · f1 alfiere del bianco · g1 cavallo del bianco · h1 torre del bianco | a8 torre del nero · b8 cavallo del nero · e8 re del nero · g8 cavallo del nero · h8 torre del nero · a7 pedone del nero · b7 pedone del nero · g7 pedone del nero · h7 pedone del nero · d6 pedone del nero · a5 donna del nero · c5 pedone del nero · d5 pedone del bianco · a4 pedone del bianco · c4 pedone del bianco · f4 pedone del nero · h4 alfiere del nero · b3 alfiere del nero · e3 pedone del nero · f3 pedone del bianco · g3 torre del bianco · h3 pedone del bianco · b2 pedone del bianco · d2 cavallo del bianco · e2 pedone del bianco · g2 pedone del bianco · h2 donna del bianco · c1 alfiere del bianco · e1 re del bianco · f1 alfiere del bianco · g1 cavallo del bianco · h1 torre del bianco | 4 |
| 3 | a8 torre del nero · b8 cavallo del nero · e8 re del nero · g8 cavallo del nero · h8 torre del nero · a7 pedone del nero · b7 pedone del nero · g7 pedone del nero · h7 pedone del nero · d6 pedone del nero · a5 donna del nero · c5 pedone del nero · d5 pedone del bianco · a4 pedone del bianco · c4 pedone del bianco · f4 pedone del nero · h4 alfiere del nero · b3 alfiere del nero · e3 pedone del nero · f3 pedone del bianco · g3 torre del bianco · h3 pedone del bianco · b2 pedone del bianco · d2 cavallo del bianco · e2 pedone del bianco · g2 pedone del bianco · h2 donna del bianco · c1 alfiere del bianco · e1 re del bianco · f1 alfiere del bianco · g1 cavallo del bianco · h1 torre del bianco | a8 torre del nero · b8 cavallo del nero · e8 re del nero · g8 cavallo del nero · h8 torre del nero · a7 pedone del nero · b7 pedone del nero · g7 pedone del nero · h7 pedone del nero · d6 pedone del nero · a5 donna del nero · c5 pedone del nero · d5 pedone del bianco · a4 pedone del bianco · c4 pedone del bianco · f4 pedone del nero · h4 alfiere del nero · b3 alfiere del nero · e3 pedone del nero · f3 pedone del bianco · g3 torre del bianco · h3 pedone del bianco · b2 pedone del bianco · d2 cavallo del bianco · e2 pedone del bianco · g2 pedone del bianco · h2 donna del bianco · c1 alfiere del bianco · e1 re del bianco · f1 alfiere del bianco · g1 cavallo del bianco · h1 torre del bianco | a8 torre del nero · b8 cavallo del nero · e8 re del nero · g8 cavallo del nero · h8 torre del nero · a7 pedone del nero · b7 pedone del nero · g7 pedone del nero · h7 pedone del nero · d6 pedone del nero · a5 donna del nero · c5 pedone del nero · d5 pedone del bianco · a4 pedone del bianco · c4 pedone del bianco · f4 pedone del nero · h4 alfiere del nero · b3 alfiere del nero · e3 pedone del nero · f3 pedone del bianco · g3 torre del bianco · h3 pedone del bianco · b2 pedone del bianco · d2 cavallo del bianco · e2 pedone del bianco · g2 pedone del bianco · h2 donna del bianco · c1 alfiere del bianco · e1 re del bianco · f1 alfiere del bianco · g1 cavallo del bianco · h1 torre del bianco | a8 torre del nero · b8 cavallo del nero · e8 re del nero · g8 cavallo del nero · h8 torre del nero · a7 pedone del nero · b7 pedone del nero · g7 pedone del nero · h7 pedone del nero · d6 pedone del nero · a5 donna del nero · c5 pedone del nero · d5 pedone del bianco · a4 pedone del bianco · c4 pedone del bianco · f4 pedone del nero · h4 alfiere del nero · b3 alfiere del nero · e3 pedone del nero · f3 pedone del bianco · g3 torre del bianco · h3 pedone del bianco · b2 pedone del bianco · d2 cavallo del bianco · e2 pedone del bianco · g2 pedone del bianco · h2 donna del bianco · c1 alfiere del bianco · e1 re del bianco · f1 alfiere del bianco · g1 cavallo del bianco · h1 torre del bianco | a8 torre del nero · b8 cavallo del nero · e8 re del nero · g8 cavallo del nero · h8 torre del nero · a7 pedone del nero · b7 pedone del nero · g7 pedone del nero · h7 pedone del nero · d6 pedone del nero · a5 donna del nero · c5 pedone del nero · d5 pedone del bianco · a4 pedone del bianco · c4 pedone del bianco · f4 pedone del nero · h4 alfiere del nero · b3 alfiere del nero · e3 pedone del nero · f3 pedone del bianco · g3 torre del bianco · h3 pedone del bianco · b2 pedone del bianco · d2 cavallo del bianco · e2 pedone del bianco · g2 pedone del bianco · h2 donna del bianco · c1 alfiere del bianco · e1 re del bianco · f1 alfiere del bianco · g1 cavallo del bianco · h1 torre del bianco | a8 torre del nero · b8 cavallo del nero · e8 re del nero · g8 cavallo del nero · h8 torre del nero · a7 pedone del nero · b7 pedone del nero · g7 pedone del nero · h7 pedone del nero · d6 pedone del nero · a5 donna del nero · c5 pedone del nero · d5 pedone del bianco · a4 pedone del bianco · c4 pedone del bianco · f4 pedone del nero · h4 alfiere del nero · b3 alfiere del nero · e3 pedone del nero · f3 pedone del bianco · g3 torre del bianco · h3 pedone del bianco · b2 pedone del bianco · d2 cavallo del bianco · e2 pedone del bianco · g2 pedone del bianco · h2 donna del bianco · c1 alfiere del bianco · e1 re del bianco · f1 alfiere del bianco · g1 cavallo del bianco · h1 torre del bianco | a8 torre del nero · b8 cavallo del nero · e8 re del nero · g8 cavallo del nero · h8 torre del nero · a7 pedone del nero · b7 pedone del nero · g7 pedone del nero · h7 pedone del nero · d6 pedone del nero · a5 donna del nero · c5 pedone del nero · d5 pedone del bianco · a4 pedone del bianco · c4 pedone del bianco · f4 pedone del nero · h4 alfiere del nero · b3 alfiere del nero · e3 pedone del nero · f3 pedone del bianco · g3 torre del bianco · h3 pedone del bianco · b2 pedone del bianco · d2 cavallo del bianco · e2 pedone del bianco · g2 pedone del bianco · h2 donna del bianco · c1 alfiere del bianco · e1 re del bianco · f1 alfiere del bianco · g1 cavallo del bianco · h1 torre del bianco | a8 torre del nero · b8 cavallo del nero · e8 re del nero · g8 cavallo del nero · h8 torre del nero · a7 pedone del nero · b7 pedone del nero · g7 pedone del nero · h7 pedone del nero · d6 pedone del nero · a5 donna del nero · c5 pedone del nero · d5 pedone del bianco · a4 pedone del bianco · c4 pedone del bianco · f4 pedone del nero · h4 alfiere del nero · b3 alfiere del nero · e3 pedone del nero · f3 pedone del bianco · g3 torre del bianco · h3 pedone del bianco · b2 pedone del bianco · d2 cavallo del bianco · e2 pedone del bianco · g2 pedone del bianco · h2 donna del bianco · c1 alfiere del bianco · e1 re del bianco · f1 alfiere del bianco · g1 cavallo del bianco · h1 torre del bianco | 3 |
| 2 | a8 torre del nero · b8 cavallo del nero · e8 re del nero · g8 cavallo del nero · h8 torre del nero · a7 pedone del nero · b7 pedone del nero · g7 pedone del nero · h7 pedone del nero · d6 pedone del nero · a5 donna del nero · c5 pedone del nero · d5 pedone del bianco · a4 pedone del bianco · c4 pedone del bianco · f4 pedone del nero · h4 alfiere del nero · b3 alfiere del nero · e3 pedone del nero · f3 pedone del bianco · g3 torre del bianco · h3 pedone del bianco · b2 pedone del bianco · d2 cavallo del bianco · e2 pedone del bianco · g2 pedone del bianco · h2 donna del bianco · c1 alfiere del bianco · e1 re del bianco · f1 alfiere del bianco · g1 cavallo del bianco · h1 torre del bianco | a8 torre del nero · b8 cavallo del nero · e8 re del nero · g8 cavallo del nero · h8 torre del nero · a7 pedone del nero · b7 pedone del nero · g7 pedone del nero · h7 pedone del nero · d6 pedone del nero · a5 donna del nero · c5 pedone del nero · d5 pedone del bianco · a4 pedone del bianco · c4 pedone del bianco · f4 pedone del nero · h4 alfiere del nero · b3 alfiere del nero · e3 pedone del nero · f3 pedone del bianco · g3 torre del bianco · h3 pedone del bianco · b2 pedone del bianco · d2 cavallo del bianco · e2 pedone del bianco · g2 pedone del bianco · h2 donna del bianco · c1 alfiere del bianco · e1 re del bianco · f1 alfiere del bianco · g1 cavallo del bianco · h1 torre del bianco | a8 torre del nero · b8 cavallo del nero · e8 re del nero · g8 cavallo del nero · h8 torre del nero · a7 pedone del nero · b7 pedone del nero · g7 pedone del nero · h7 pedone del nero · d6 pedone del nero · a5 donna del nero · c5 pedone del nero · d5 pedone del bianco · a4 pedone del bianco · c4 pedone del bianco · f4 pedone del nero · h4 alfiere del nero · b3 alfiere del nero · e3 pedone del nero · f3 pedone del bianco · g3 torre del bianco · h3 pedone del bianco · b2 pedone del bianco · d2 cavallo del bianco · e2 pedone del bianco · g2 pedone del bianco · h2 donna del bianco · c1 alfiere del bianco · e1 re del bianco · f1 alfiere del bianco · g1 cavallo del bianco · h1 torre del bianco | a8 torre del nero · b8 cavallo del nero · e8 re del nero · g8 cavallo del nero · h8 torre del nero · a7 pedone del nero · b7 pedone del nero · g7 pedone del nero · h7 pedone del nero · d6 pedone del nero · a5 donna del nero · c5 pedone del nero · d5 pedone del bianco · a4 pedone del bianco · c4 pedone del bianco · f4 pedone del nero · h4 alfiere del nero · b3 alfiere del nero · e3 pedone del nero · f3 pedone del bianco · g3 torre del bianco · h3 pedone del bianco · b2 pedone del bianco · d2 cavallo del bianco · e2 pedone del bianco · g2 pedone del bianco · h2 donna del bianco · c1 alfiere del bianco · e1 re del bianco · f1 alfiere del bianco · g1 cavallo del bianco · h1 torre del bianco | a8 torre del nero · b8 cavallo del nero · e8 re del nero · g8 cavallo del nero · h8 torre del nero · a7 pedone del nero · b7 pedone del nero · g7 pedone del nero · h7 pedone del nero · d6 pedone del nero · a5 donna del nero · c5 pedone del nero · d5 pedone del bianco · a4 pedone del bianco · c4 pedone del bianco · f4 pedone del nero · h4 alfiere del nero · b3 alfiere del nero · e3 pedone del nero · f3 pedone del bianco · g3 torre del bianco · h3 pedone del bianco · b2 pedone del bianco · d2 cavallo del bianco · e2 pedone del bianco · g2 pedone del bianco · h2 donna del bianco · c1 alfiere del bianco · e1 re del bianco · f1 alfiere del bianco · g1 cavallo del bianco · h1 torre del bianco | a8 torre del nero · b8 cavallo del nero · e8 re del nero · g8 cavallo del nero · h8 torre del nero · a7 pedone del nero · b7 pedone del nero · g7 pedone del nero · h7 pedone del nero · d6 pedone del nero · a5 donna del nero · c5 pedone del nero · d5 pedone del bianco · a4 pedone del bianco · c4 pedone del bianco · f4 pedone del nero · h4 alfiere del nero · b3 alfiere del nero · e3 pedone del nero · f3 pedone del bianco · g3 torre del bianco · h3 pedone del bianco · b2 pedone del bianco · d2 cavallo del bianco · e2 pedone del bianco · g2 pedone del bianco · h2 donna del bianco · c1 alfiere del bianco · e1 re del bianco · f1 alfiere del bianco · g1 cavallo del bianco · h1 torre del bianco | a8 torre del nero · b8 cavallo del nero · e8 re del nero · g8 cavallo del nero · h8 torre del nero · a7 pedone del nero · b7 pedone del nero · g7 pedone del nero · h7 pedone del nero · d6 pedone del nero · a5 donna del nero · c5 pedone del nero · d5 pedone del bianco · a4 pedone del bianco · c4 pedone del bianco · f4 pedone del nero · h4 alfiere del nero · b3 alfiere del nero · e3 pedone del nero · f3 pedone del bianco · g3 torre del bianco · h3 pedone del bianco · b2 pedone del bianco · d2 cavallo del bianco · e2 pedone del bianco · g2 pedone del bianco · h2 donna del bianco · c1 alfiere del bianco · e1 re del bianco · f1 alfiere del bianco · g1 cavallo del bianco · h1 torre del bianco | a8 torre del nero · b8 cavallo del nero · e8 re del nero · g8 cavallo del nero · h8 torre del nero · a7 pedone del nero · b7 pedone del nero · g7 pedone del nero · h7 pedone del nero · d6 pedone del nero · a5 donna del nero · c5 pedone del nero · d5 pedone del bianco · a4 pedone del bianco · c4 pedone del bianco · f4 pedone del nero · h4 alfiere del nero · b3 alfiere del nero · e3 pedone del nero · f3 pedone del bianco · g3 torre del bianco · h3 pedone del bianco · b2 pedone del bianco · d2 cavallo del bianco · e2 pedone del bianco · g2 pedone del bianco · h2 donna del bianco · c1 alfiere del bianco · e1 re del bianco · f1 alfiere del bianco · g1 cavallo del bianco · h1 torre del bianco | 2 |
| 1 | a8 torre del nero · b8 cavallo del nero · e8 re del nero · g8 cavallo del nero · h8 torre del nero · a7 pedone del nero · b7 pedone del nero · g7 pedone del nero · h7 pedone del nero · d6 pedone del nero · a5 donna del nero · c5 pedone del nero · d5 pedone del bianco · a4 pedone del bianco · c4 pedone del bianco · f4 pedone del nero · h4 alfiere del nero · b3 alfiere del nero · e3 pedone del nero · f3 pedone del bianco · g3 torre del bianco · h3 pedone del bianco · b2 pedone del bianco · d2 cavallo del bianco · e2 pedone del bianco · g2 pedone del bianco · h2 donna del bianco · c1 alfiere del bianco · e1 re del bianco · f1 alfiere del bianco · g1 cavallo del bianco · h1 torre del bianco | a8 torre del nero · b8 cavallo del nero · e8 re del nero · g8 cavallo del nero · h8 torre del nero · a7 pedone del nero · b7 pedone del nero · g7 pedone del nero · h7 pedone del nero · d6 pedone del nero · a5 donna del nero · c5 pedone del nero · d5 pedone del bianco · a4 pedone del bianco · c4 pedone del bianco · f4 pedone del nero · h4 alfiere del nero · b3 alfiere del nero · e3 pedone del nero · f3 pedone del bianco · g3 torre del bianco · h3 pedone del bianco · b2 pedone del bianco · d2 cavallo del bianco · e2 pedone del bianco · g2 pedone del bianco · h2 donna del bianco · c1 alfiere del bianco · e1 re del bianco · f1 alfiere del bianco · g1 cavallo del bianco · h1 torre del bianco | a8 torre del nero · b8 cavallo del nero · e8 re del nero · g8 cavallo del nero · h8 torre del nero · a7 pedone del nero · b7 pedone del nero · g7 pedone del nero · h7 pedone del nero · d6 pedone del nero · a5 donna del nero · c5 pedone del nero · d5 pedone del bianco · a4 pedone del bianco · c4 pedone del bianco · f4 pedone del nero · h4 alfiere del nero · b3 alfiere del nero · e3 pedone del nero · f3 pedone del bianco · g3 torre del bianco · h3 pedone del bianco · b2 pedone del bianco · d2 cavallo del bianco · e2 pedone del bianco · g2 pedone del bianco · h2 donna del bianco · c1 alfiere del bianco · e1 re del bianco · f1 alfiere del bianco · g1 cavallo del bianco · h1 torre del bianco | a8 torre del nero · b8 cavallo del nero · e8 re del nero · g8 cavallo del nero · h8 torre del nero · a7 pedone del nero · b7 pedone del nero · g7 pedone del nero · h7 pedone del nero · d6 pedone del nero · a5 donna del nero · c5 pedone del nero · d5 pedone del bianco · a4 pedone del bianco · c4 pedone del bianco · f4 pedone del nero · h4 alfiere del nero · b3 alfiere del nero · e3 pedone del nero · f3 pedone del bianco · g3 torre del bianco · h3 pedone del bianco · b2 pedone del bianco · d2 cavallo del bianco · e2 pedone del bianco · g2 pedone del bianco · h2 donna del bianco · c1 alfiere del bianco · e1 re del bianco · f1 alfiere del bianco · g1 cavallo del bianco · h1 torre del bianco | a8 torre del nero · b8 cavallo del nero · e8 re del nero · g8 cavallo del nero · h8 torre del nero · a7 pedone del nero · b7 pedone del nero · g7 pedone del nero · h7 pedone del nero · d6 pedone del nero · a5 donna del nero · c5 pedone del nero · d5 pedone del bianco · a4 pedone del bianco · c4 pedone del bianco · f4 pedone del nero · h4 alfiere del nero · b3 alfiere del nero · e3 pedone del nero · f3 pedone del bianco · g3 torre del bianco · h3 pedone del bianco · b2 pedone del bianco · d2 cavallo del bianco · e2 pedone del bianco · g2 pedone del bianco · h2 donna del bianco · c1 alfiere del bianco · e1 re del bianco · f1 alfiere del bianco · g1 cavallo del bianco · h1 torre del bianco | a8 torre del nero · b8 cavallo del nero · e8 re del nero · g8 cavallo del nero · h8 torre del nero · a7 pedone del nero · b7 pedone del nero · g7 pedone del nero · h7 pedone del nero · d6 pedone del nero · a5 donna del nero · c5 pedone del nero · d5 pedone del bianco · a4 pedone del bianco · c4 pedone del bianco · f4 pedone del nero · h4 alfiere del nero · b3 alfiere del nero · e3 pedone del nero · f3 pedone del bianco · g3 torre del bianco · h3 pedone del bianco · b2 pedone del bianco · d2 cavallo del bianco · e2 pedone del bianco · g2 pedone del bianco · h2 donna del bianco · c1 alfiere del bianco · e1 re del bianco · f1 alfiere del bianco · g1 cavallo del bianco · h1 torre del bianco | a8 torre del nero · b8 cavallo del nero · e8 re del nero · g8 cavallo del nero · h8 torre del nero · a7 pedone del nero · b7 pedone del nero · g7 pedone del nero · h7 pedone del nero · d6 pedone del nero · a5 donna del nero · c5 pedone del nero · d5 pedone del bianco · a4 pedone del bianco · c4 pedone del bianco · f4 pedone del nero · h4 alfiere del nero · b3 alfiere del nero · e3 pedone del nero · f3 pedone del bianco · g3 torre del bianco · h3 pedone del bianco · b2 pedone del bianco · d2 cavallo del bianco · e2 pedone del bianco · g2 pedone del bianco · h2 donna del bianco · c1 alfiere del bianco · e1 re del bianco · f1 alfiere del bianco · g1 cavallo del bianco · h1 torre del bianco | a8 torre del nero · b8 cavallo del nero · e8 re del nero · g8 cavallo del nero · h8 torre del nero · a7 pedone del nero · b7 pedone del nero · g7 pedone del nero · h7 pedone del nero · d6 pedone del nero · a5 donna del nero · c5 pedone del nero · d5 pedone del bianco · a4 pedone del bianco · c4 pedone del bianco · f4 pedone del nero · h4 alfiere del nero · b3 alfiere del nero · e3 pedone del nero · f3 pedone del bianco · g3 torre del bianco · h3 pedone del bianco · b2 pedone del bianco · d2 cavallo del bianco · e2 pedone del bianco · g2 pedone del bianco · h2 donna del bianco · c1 alfiere del bianco · e1 re del bianco · f1 alfiere del bianco · g1 cavallo del bianco · h1 torre del bianco | 1 |
|   | a | b | c | d | e | f | g | h |   |

I problemisti hanno anche cercato di ricostruire la più breve partita possibile che finisca con uno stallo. Samuel Loyd ne trovò una di sole dieci mosse: 1.e3 a5 2.Dh5 Ta6 3.Dxa5 h5 4.Dxc7 Tah6 5.h4 f6 6.Dxd7+ Rf7 7.Dxb7 Dd3 8.Dxb8 Dh7 9.Dxc8 Rg6 10.De6 (diagramma 1). Uno stallo simile si raggiunge con 1.d4 c5 2.dxc5 f6 3.Dxd7+ Rf7 4.Dxd8 Af5 5.Dxb8 h5 6.Dxa8 Th6 7.Dxb7 a6 8.Dxa6 Ah7 9.h4 Rg6 10.De6 (Frederick Rhine).
Loyd dimostrò inoltre che è possibile che si verifichi uno stallo con tutti i pezzi ancora sulla scacchiera (diagramma 2): 1.d4 d6 2.Dd2 e5 3.a4 e4 4.Df4 f5 5.h3 Ae7 6.Dh2 Ae6 7.Ta3 c5 8.Tg3 Da5+ 9.Cd2 Ah4 10.f3 Ab3 11.d5 e3 12.c4 f4.

### Doppio stallo
|   | a | b | c | d | e | f | g | h |   |
| 8 | a8 cavallo del bianco · b8 alfiere del bianco · c8 re del nero · a7 pedone del bianco · b7 pedone del nero · c7 pedone del bianco · e7 pedone del nero · b6 pedone del bianco · e6 pedone del bianco · d3 pedone del nero · f3 pedone del nero · d2 pedone del bianco · e2 pedone del nero · f2 pedone del bianco · g2 pedone del nero · h2 pedone del nero · e1 re del bianco · f1 alfiere del nero · g1 torre del nero · h1 donna del nero | a8 cavallo del bianco · b8 alfiere del bianco · c8 re del nero · a7 pedone del bianco · b7 pedone del nero · c7 pedone del bianco · e7 pedone del nero · b6 pedone del bianco · e6 pedone del bianco · d3 pedone del nero · f3 pedone del nero · d2 pedone del bianco · e2 pedone del nero · f2 pedone del bianco · g2 pedone del nero · h2 pedone del nero · e1 re del bianco · f1 alfiere del nero · g1 torre del nero · h1 donna del nero | a8 cavallo del bianco · b8 alfiere del bianco · c8 re del nero · a7 pedone del bianco · b7 pedone del nero · c7 pedone del bianco · e7 pedone del nero · b6 pedone del bianco · e6 pedone del bianco · d3 pedone del nero · f3 pedone del nero · d2 pedone del bianco · e2 pedone del nero · f2 pedone del bianco · g2 pedone del nero · h2 pedone del nero · e1 re del bianco · f1 alfiere del nero · g1 torre del nero · h1 donna del nero | a8 cavallo del bianco · b8 alfiere del bianco · c8 re del nero · a7 pedone del bianco · b7 pedone del nero · c7 pedone del bianco · e7 pedone del nero · b6 pedone del bianco · e6 pedone del bianco · d3 pedone del nero · f3 pedone del nero · d2 pedone del bianco · e2 pedone del nero · f2 pedone del bianco · g2 pedone del nero · h2 pedone del nero · e1 re del bianco · f1 alfiere del nero · g1 torre del nero · h1 donna del nero | a8 cavallo del bianco · b8 alfiere del bianco · c8 re del nero · a7 pedone del bianco · b7 pedone del nero · c7 pedone del bianco · e7 pedone del nero · b6 pedone del bianco · e6 pedone del bianco · d3 pedone del nero · f3 pedone del nero · d2 pedone del bianco · e2 pedone del nero · f2 pedone del bianco · g2 pedone del nero · h2 pedone del nero · e1 re del bianco · f1 alfiere del nero · g1 torre del nero · h1 donna del nero | a8 cavallo del bianco · b8 alfiere del bianco · c8 re del nero · a7 pedone del bianco · b7 pedone del nero · c7 pedone del bianco · e7 pedone del nero · b6 pedone del bianco · e6 pedone del bianco · d3 pedone del nero · f3 pedone del nero · d2 pedone del bianco · e2 pedone del nero · f2 pedone del bianco · g2 pedone del nero · h2 pedone del nero · e1 re del bianco · f1 alfiere del nero · g1 torre del nero · h1 donna del nero | a8 cavallo del bianco · b8 alfiere del bianco · c8 re del nero · a7 pedone del bianco · b7 pedone del nero · c7 pedone del bianco · e7 pedone del nero · b6 pedone del bianco · e6 pedone del bianco · d3 pedone del nero · f3 pedone del nero · d2 pedone del bianco · e2 pedone del nero · f2 pedone del bianco · g2 pedone del nero · h2 pedone del nero · e1 re del bianco · f1 alfiere del nero · g1 torre del nero · h1 donna del nero | a8 cavallo del bianco · b8 alfiere del bianco · c8 re del nero · a7 pedone del bianco · b7 pedone del nero · c7 pedone del bianco · e7 pedone del nero · b6 pedone del bianco · e6 pedone del bianco · d3 pedone del nero · f3 pedone del nero · d2 pedone del bianco · e2 pedone del nero · f2 pedone del bianco · g2 pedone del nero · h2 pedone del nero · e1 re del bianco · f1 alfiere del nero · g1 torre del nero · h1 donna del nero | 8 |
| 7 | a8 cavallo del bianco · b8 alfiere del bianco · c8 re del nero · a7 pedone del bianco · b7 pedone del nero · c7 pedone del bianco · e7 pedone del nero · b6 pedone del bianco · e6 pedone del bianco · d3 pedone del nero · f3 pedone del nero · d2 pedone del bianco · e2 pedone del nero · f2 pedone del bianco · g2 pedone del nero · h2 pedone del nero · e1 re del bianco · f1 alfiere del nero · g1 torre del nero · h1 donna del nero | a8 cavallo del bianco · b8 alfiere del bianco · c8 re del nero · a7 pedone del bianco · b7 pedone del nero · c7 pedone del bianco · e7 pedone del nero · b6 pedone del bianco · e6 pedone del bianco · d3 pedone del nero · f3 pedone del nero · d2 pedone del bianco · e2 pedone del nero · f2 pedone del bianco · g2 pedone del nero · h2 pedone del nero · e1 re del bianco · f1 alfiere del nero · g1 torre del nero · h1 donna del nero | a8 cavallo del bianco · b8 alfiere del bianco · c8 re del nero · a7 pedone del bianco · b7 pedone del nero · c7 pedone del bianco · e7 pedone del nero · b6 pedone del bianco · e6 pedone del bianco · d3 pedone del nero · f3 pedone del nero · d2 pedone del bianco · e2 pedone del nero · f2 pedone del bianco · g2 pedone del nero · h2 pedone del nero · e1 re del bianco · f1 alfiere del nero · g1 torre del nero · h1 donna del nero | a8 cavallo del bianco · b8 alfiere del bianco · c8 re del nero · a7 pedone del bianco · b7 pedone del nero · c7 pedone del bianco · e7 pedone del nero · b6 pedone del bianco · e6 pedone del bianco · d3 pedone del nero · f3 pedone del nero · d2 pedone del bianco · e2 pedone del nero · f2 pedone del bianco · g2 pedone del nero · h2 pedone del nero · e1 re del bianco · f1 alfiere del nero · g1 torre del nero · h1 donna del nero | a8 cavallo del bianco · b8 alfiere del bianco · c8 re del nero · a7 pedone del bianco · b7 pedone del nero · c7 pedone del bianco · e7 pedone del nero · b6 pedone del bianco · e6 pedone del bianco · d3 pedone del nero · f3 pedone del nero · d2 pedone del bianco · e2 pedone del nero · f2 pedone del bianco · g2 pedone del nero · h2 pedone del nero · e1 re del bianco · f1 alfiere del nero · g1 torre del nero · h1 donna del nero | a8 cavallo del bianco · b8 alfiere del bianco · c8 re del nero · a7 pedone del bianco · b7 pedone del nero · c7 pedone del bianco · e7 pedone del nero · b6 pedone del bianco · e6 pedone del bianco · d3 pedone del nero · f3 pedone del nero · d2 pedone del bianco · e2 pedone del nero · f2 pedone del bianco · g2 pedone del nero · h2 pedone del nero · e1 re del bianco · f1 alfiere del nero · g1 torre del nero · h1 donna del nero | a8 cavallo del bianco · b8 alfiere del bianco · c8 re del nero · a7 pedone del bianco · b7 pedone del nero · c7 pedone del bianco · e7 pedone del nero · b6 pedone del bianco · e6 pedone del bianco · d3 pedone del nero · f3 pedone del nero · d2 pedone del bianco · e2 pedone del nero · f2 pedone del bianco · g2 pedone del nero · h2 pedone del nero · e1 re del bianco · f1 alfiere del nero · g1 torre del nero · h1 donna del nero | a8 cavallo del bianco · b8 alfiere del bianco · c8 re del nero · a7 pedone del bianco · b7 pedone del nero · c7 pedone del bianco · e7 pedone del nero · b6 pedone del bianco · e6 pedone del bianco · d3 pedone del nero · f3 pedone del nero · d2 pedone del bianco · e2 pedone del nero · f2 pedone del bianco · g2 pedone del nero · h2 pedone del nero · e1 re del bianco · f1 alfiere del nero · g1 torre del nero · h1 donna del nero | 7 |
| 6 | a8 cavallo del bianco · b8 alfiere del bianco · c8 re del nero · a7 pedone del bianco · b7 pedone del nero · c7 pedone del bianco · e7 pedone del nero · b6 pedone del bianco · e6 pedone del bianco · d3 pedone del nero · f3 pedone del nero · d2 pedone del bianco · e2 pedone del nero · f2 pedone del bianco · g2 pedone del nero · h2 pedone del nero · e1 re del bianco · f1 alfiere del nero · g1 torre del nero · h1 donna del nero | a8 cavallo del bianco · b8 alfiere del bianco · c8 re del nero · a7 pedone del bianco · b7 pedone del nero · c7 pedone del bianco · e7 pedone del nero · b6 pedone del bianco · e6 pedone del bianco · d3 pedone del nero · f3 pedone del nero · d2 pedone del bianco · e2 pedone del nero · f2 pedone del bianco · g2 pedone del nero · h2 pedone del nero · e1 re del bianco · f1 alfiere del nero · g1 torre del nero · h1 donna del nero | a8 cavallo del bianco · b8 alfiere del bianco · c8 re del nero · a7 pedone del bianco · b7 pedone del nero · c7 pedone del bianco · e7 pedone del nero · b6 pedone del bianco · e6 pedone del bianco · d3 pedone del nero · f3 pedone del nero · d2 pedone del bianco · e2 pedone del nero · f2 pedone del bianco · g2 pedone del nero · h2 pedone del nero · e1 re del bianco · f1 alfiere del nero · g1 torre del nero · h1 donna del nero | a8 cavallo del bianco · b8 alfiere del bianco · c8 re del nero · a7 pedone del bianco · b7 pedone del nero · c7 pedone del bianco · e7 pedone del nero · b6 pedone del bianco · e6 pedone del bianco · d3 pedone del nero · f3 pedone del nero · d2 pedone del bianco · e2 pedone del nero · f2 pedone del bianco · g2 pedone del nero · h2 pedone del nero · e1 re del bianco · f1 alfiere del nero · g1 torre del nero · h1 donna del nero | a8 cavallo del bianco · b8 alfiere del bianco · c8 re del nero · a7 pedone del bianco · b7 pedone del nero · c7 pedone del bianco · e7 pedone del nero · b6 pedone del bianco · e6 pedone del bianco · d3 pedone del nero · f3 pedone del nero · d2 pedone del bianco · e2 pedone del nero · f2 pedone del bianco · g2 pedone del nero · h2 pedone del nero · e1 re del bianco · f1 alfiere del nero · g1 torre del nero · h1 donna del nero | a8 cavallo del bianco · b8 alfiere del bianco · c8 re del nero · a7 pedone del bianco · b7 pedone del nero · c7 pedone del bianco · e7 pedone del nero · b6 pedone del bianco · e6 pedone del bianco · d3 pedone del nero · f3 pedone del nero · d2 pedone del bianco · e2 pedone del nero · f2 pedone del bianco · g2 pedone del nero · h2 pedone del nero · e1 re del bianco · f1 alfiere del nero · g1 torre del nero · h1 donna del nero | a8 cavallo del bianco · b8 alfiere del bianco · c8 re del nero · a7 pedone del bianco · b7 pedone del nero · c7 pedone del bianco · e7 pedone del nero · b6 pedone del bianco · e6 pedone del bianco · d3 pedone del nero · f3 pedone del nero · d2 pedone del bianco · e2 pedone del nero · f2 pedone del bianco · g2 pedone del nero · h2 pedone del nero · e1 re del bianco · f1 alfiere del nero · g1 torre del nero · h1 donna del nero | a8 cavallo del bianco · b8 alfiere del bianco · c8 re del nero · a7 pedone del bianco · b7 pedone del nero · c7 pedone del bianco · e7 pedone del nero · b6 pedone del bianco · e6 pedone del bianco · d3 pedone del nero · f3 pedone del nero · d2 pedone del bianco · e2 pedone del nero · f2 pedone del bianco · g2 pedone del nero · h2 pedone del nero · e1 re del bianco · f1 alfiere del nero · g1 torre del nero · h1 donna del nero | 6 |
| 5 | a8 cavallo del bianco · b8 alfiere del bianco · c8 re del nero · a7 pedone del bianco · b7 pedone del nero · c7 pedone del bianco · e7 pedone del nero · b6 pedone del bianco · e6 pedone del bianco · d3 pedone del nero · f3 pedone del nero · d2 pedone del bianco · e2 pedone del nero · f2 pedone del bianco · g2 pedone del nero · h2 pedone del nero · e1 re del bianco · f1 alfiere del nero · g1 torre del nero · h1 donna del nero | a8 cavallo del bianco · b8 alfiere del bianco · c8 re del nero · a7 pedone del bianco · b7 pedone del nero · c7 pedone del bianco · e7 pedone del nero · b6 pedone del bianco · e6 pedone del bianco · d3 pedone del nero · f3 pedone del nero · d2 pedone del bianco · e2 pedone del nero · f2 pedone del bianco · g2 pedone del nero · h2 pedone del nero · e1 re del bianco · f1 alfiere del nero · g1 torre del nero · h1 donna del nero | a8 cavallo del bianco · b8 alfiere del bianco · c8 re del nero · a7 pedone del bianco · b7 pedone del nero · c7 pedone del bianco · e7 pedone del nero · b6 pedone del bianco · e6 pedone del bianco · d3 pedone del nero · f3 pedone del nero · d2 pedone del bianco · e2 pedone del nero · f2 pedone del bianco · g2 pedone del nero · h2 pedone del nero · e1 re del bianco · f1 alfiere del nero · g1 torre del nero · h1 donna del nero | a8 cavallo del bianco · b8 alfiere del bianco · c8 re del nero · a7 pedone del bianco · b7 pedone del nero · c7 pedone del bianco · e7 pedone del nero · b6 pedone del bianco · e6 pedone del bianco · d3 pedone del nero · f3 pedone del nero · d2 pedone del bianco · e2 pedone del nero · f2 pedone del bianco · g2 pedone del nero · h2 pedone del nero · e1 re del bianco · f1 alfiere del nero · g1 torre del nero · h1 donna del nero | a8 cavallo del bianco · b8 alfiere del bianco · c8 re del nero · a7 pedone del bianco · b7 pedone del nero · c7 pedone del bianco · e7 pedone del nero · b6 pedone del bianco · e6 pedone del bianco · d3 pedone del nero · f3 pedone del nero · d2 pedone del bianco · e2 pedone del nero · f2 pedone del bianco · g2 pedone del nero · h2 pedone del nero · e1 re del bianco · f1 alfiere del nero · g1 torre del nero · h1 donna del nero | a8 cavallo del bianco · b8 alfiere del bianco · c8 re del nero · a7 pedone del bianco · b7 pedone del nero · c7 pedone del bianco · e7 pedone del nero · b6 pedone del bianco · e6 pedone del bianco · d3 pedone del nero · f3 pedone del nero · d2 pedone del bianco · e2 pedone del nero · f2 pedone del bianco · g2 pedone del nero · h2 pedone del nero · e1 re del bianco · f1 alfiere del nero · g1 torre del nero · h1 donna del nero | a8 cavallo del bianco · b8 alfiere del bianco · c8 re del nero · a7 pedone del bianco · b7 pedone del nero · c7 pedone del bianco · e7 pedone del nero · b6 pedone del bianco · e6 pedone del bianco · d3 pedone del nero · f3 pedone del nero · d2 pedone del bianco · e2 pedone del nero · f2 pedone del bianco · g2 pedone del nero · h2 pedone del nero · e1 re del bianco · f1 alfiere del nero · g1 torre del nero · h1 donna del nero | a8 cavallo del bianco · b8 alfiere del bianco · c8 re del nero · a7 pedone del bianco · b7 pedone del nero · c7 pedone del bianco · e7 pedone del nero · b6 pedone del bianco · e6 pedone del bianco · d3 pedone del nero · f3 pedone del nero · d2 pedone del bianco · e2 pedone del nero · f2 pedone del bianco · g2 pedone del nero · h2 pedone del nero · e1 re del bianco · f1 alfiere del nero · g1 torre del nero · h1 donna del nero | 5 |
| 4 | a8 cavallo del bianco · b8 alfiere del bianco · c8 re del nero · a7 pedone del bianco · b7 pedone del nero · c7 pedone del bianco · e7 pedone del nero · b6 pedone del bianco · e6 pedone del bianco · d3 pedone del nero · f3 pedone del nero · d2 pedone del bianco · e2 pedone del nero · f2 pedone del bianco · g2 pedone del nero · h2 pedone del nero · e1 re del bianco · f1 alfiere del nero · g1 torre del nero · h1 donna del nero | a8 cavallo del bianco · b8 alfiere del bianco · c8 re del nero · a7 pedone del bianco · b7 pedone del nero · c7 pedone del bianco · e7 pedone del nero · b6 pedone del bianco · e6 pedone del bianco · d3 pedone del nero · f3 pedone del nero · d2 pedone del bianco · e2 pedone del nero · f2 pedone del bianco · g2 pedone del nero · h2 pedone del nero · e1 re del bianco · f1 alfiere del nero · g1 torre del nero · h1 donna del nero | a8 cavallo del bianco · b8 alfiere del bianco · c8 re del nero · a7 pedone del bianco · b7 pedone del nero · c7 pedone del bianco · e7 pedone del nero · b6 pedone del bianco · e6 pedone del bianco · d3 pedone del nero · f3 pedone del nero · d2 pedone del bianco · e2 pedone del nero · f2 pedone del bianco · g2 pedone del nero · h2 pedone del nero · e1 re del bianco · f1 alfiere del nero · g1 torre del nero · h1 donna del nero | a8 cavallo del bianco · b8 alfiere del bianco · c8 re del nero · a7 pedone del bianco · b7 pedone del nero · c7 pedone del bianco · e7 pedone del nero · b6 pedone del bianco · e6 pedone del bianco · d3 pedone del nero · f3 pedone del nero · d2 pedone del bianco · e2 pedone del nero · f2 pedone del bianco · g2 pedone del nero · h2 pedone del nero · e1 re del bianco · f1 alfiere del nero · g1 torre del nero · h1 donna del nero | a8 cavallo del bianco · b8 alfiere del bianco · c8 re del nero · a7 pedone del bianco · b7 pedone del nero · c7 pedone del bianco · e7 pedone del nero · b6 pedone del bianco · e6 pedone del bianco · d3 pedone del nero · f3 pedone del nero · d2 pedone del bianco · e2 pedone del nero · f2 pedone del bianco · g2 pedone del nero · h2 pedone del nero · e1 re del bianco · f1 alfiere del nero · g1 torre del nero · h1 donna del nero | a8 cavallo del bianco · b8 alfiere del bianco · c8 re del nero · a7 pedone del bianco · b7 pedone del nero · c7 pedone del bianco · e7 pedone del nero · b6 pedone del bianco · e6 pedone del bianco · d3 pedone del nero · f3 pedone del nero · d2 pedone del bianco · e2 pedone del nero · f2 pedone del bianco · g2 pedone del nero · h2 pedone del nero · e1 re del bianco · f1 alfiere del nero · g1 torre del nero · h1 donna del nero | a8 cavallo del bianco · b8 alfiere del bianco · c8 re del nero · a7 pedone del bianco · b7 pedone del nero · c7 pedone del bianco · e7 pedone del nero · b6 pedone del bianco · e6 pedone del bianco · d3 pedone del nero · f3 pedone del nero · d2 pedone del bianco · e2 pedone del nero · f2 pedone del bianco · g2 pedone del nero · h2 pedone del nero · e1 re del bianco · f1 alfiere del nero · g1 torre del nero · h1 donna del nero | a8 cavallo del bianco · b8 alfiere del bianco · c8 re del nero · a7 pedone del bianco · b7 pedone del nero · c7 pedone del bianco · e7 pedone del nero · b6 pedone del bianco · e6 pedone del bianco · d3 pedone del nero · f3 pedone del nero · d2 pedone del bianco · e2 pedone del nero · f2 pedone del bianco · g2 pedone del nero · h2 pedone del nero · e1 re del bianco · f1 alfiere del nero · g1 torre del nero · h1 donna del nero | 4 |
| 3 | a8 cavallo del bianco · b8 alfiere del bianco · c8 re del nero · a7 pedone del bianco · b7 pedone del nero · c7 pedone del bianco · e7 pedone del nero · b6 pedone del bianco · e6 pedone del bianco · d3 pedone del nero · f3 pedone del nero · d2 pedone del bianco · e2 pedone del nero · f2 pedone del bianco · g2 pedone del nero · h2 pedone del nero · e1 re del bianco · f1 alfiere del nero · g1 torre del nero · h1 donna del nero | a8 cavallo del bianco · b8 alfiere del bianco · c8 re del nero · a7 pedone del bianco · b7 pedone del nero · c7 pedone del bianco · e7 pedone del nero · b6 pedone del bianco · e6 pedone del bianco · d3 pedone del nero · f3 pedone del nero · d2 pedone del bianco · e2 pedone del nero · f2 pedone del bianco · g2 pedone del nero · h2 pedone del nero · e1 re del bianco · f1 alfiere del nero · g1 torre del nero · h1 donna del nero | a8 cavallo del bianco · b8 alfiere del bianco · c8 re del nero · a7 pedone del bianco · b7 pedone del nero · c7 pedone del bianco · e7 pedone del nero · b6 pedone del bianco · e6 pedone del bianco · d3 pedone del nero · f3 pedone del nero · d2 pedone del bianco · e2 pedone del nero · f2 pedone del bianco · g2 pedone del nero · h2 pedone del nero · e1 re del bianco · f1 alfiere del nero · g1 torre del nero · h1 donna del nero | a8 cavallo del bianco · b8 alfiere del bianco · c8 re del nero · a7 pedone del bianco · b7 pedone del nero · c7 pedone del bianco · e7 pedone del nero · b6 pedone del bianco · e6 pedone del bianco · d3 pedone del nero · f3 pedone del nero · d2 pedone del bianco · e2 pedone del nero · f2 pedone del bianco · g2 pedone del nero · h2 pedone del nero · e1 re del bianco · f1 alfiere del nero · g1 torre del nero · h1 donna del nero | a8 cavallo del bianco · b8 alfiere del bianco · c8 re del nero · a7 pedone del bianco · b7 pedone del nero · c7 pedone del bianco · e7 pedone del nero · b6 pedone del bianco · e6 pedone del bianco · d3 pedone del nero · f3 pedone del nero · d2 pedone del bianco · e2 pedone del nero · f2 pedone del bianco · g2 pedone del nero · h2 pedone del nero · e1 re del bianco · f1 alfiere del nero · g1 torre del nero · h1 donna del nero | a8 cavallo del bianco · b8 alfiere del bianco · c8 re del nero · a7 pedone del bianco · b7 pedone del nero · c7 pedone del bianco · e7 pedone del nero · b6 pedone del bianco · e6 pedone del bianco · d3 pedone del nero · f3 pedone del nero · d2 pedone del bianco · e2 pedone del nero · f2 pedone del bianco · g2 pedone del nero · h2 pedone del nero · e1 re del bianco · f1 alfiere del nero · g1 torre del nero · h1 donna del nero | a8 cavallo del bianco · b8 alfiere del bianco · c8 re del nero · a7 pedone del bianco · b7 pedone del nero · c7 pedone del bianco · e7 pedone del nero · b6 pedone del bianco · e6 pedone del bianco · d3 pedone del nero · f3 pedone del nero · d2 pedone del bianco · e2 pedone del nero · f2 pedone del bianco · g2 pedone del nero · h2 pedone del nero · e1 re del bianco · f1 alfiere del nero · g1 torre del nero · h1 donna del nero | a8 cavallo del bianco · b8 alfiere del bianco · c8 re del nero · a7 pedone del bianco · b7 pedone del nero · c7 pedone del bianco · e7 pedone del nero · b6 pedone del bianco · e6 pedone del bianco · d3 pedone del nero · f3 pedone del nero · d2 pedone del bianco · e2 pedone del nero · f2 pedone del bianco · g2 pedone del nero · h2 pedone del nero · e1 re del bianco · f1 alfiere del nero · g1 torre del nero · h1 donna del nero | 3 |
| 2 | a8 cavallo del bianco · b8 alfiere del bianco · c8 re del nero · a7 pedone del bianco · b7 pedone del nero · c7 pedone del bianco · e7 pedone del nero · b6 pedone del bianco · e6 pedone del bianco · d3 pedone del nero · f3 pedone del nero · d2 pedone del bianco · e2 pedone del nero · f2 pedone del bianco · g2 pedone del nero · h2 pedone del nero · e1 re del bianco · f1 alfiere del nero · g1 torre del nero · h1 donna del nero | a8 cavallo del bianco · b8 alfiere del bianco · c8 re del nero · a7 pedone del bianco · b7 pedone del nero · c7 pedone del bianco · e7 pedone del nero · b6 pedone del bianco · e6 pedone del bianco · d3 pedone del nero · f3 pedone del nero · d2 pedone del bianco · e2 pedone del nero · f2 pedone del bianco · g2 pedone del nero · h2 pedone del nero · e1 re del bianco · f1 alfiere del nero · g1 torre del nero · h1 donna del nero | a8 cavallo del bianco · b8 alfiere del bianco · c8 re del nero · a7 pedone del bianco · b7 pedone del nero · c7 pedone del bianco · e7 pedone del nero · b6 pedone del bianco · e6 pedone del bianco · d3 pedone del nero · f3 pedone del nero · d2 pedone del bianco · e2 pedone del nero · f2 pedone del bianco · g2 pedone del nero · h2 pedone del nero · e1 re del bianco · f1 alfiere del nero · g1 torre del nero · h1 donna del nero | a8 cavallo del bianco · b8 alfiere del bianco · c8 re del nero · a7 pedone del bianco · b7 pedone del nero · c7 pedone del bianco · e7 pedone del nero · b6 pedone del bianco · e6 pedone del bianco · d3 pedone del nero · f3 pedone del nero · d2 pedone del bianco · e2 pedone del nero · f2 pedone del bianco · g2 pedone del nero · h2 pedone del nero · e1 re del bianco · f1 alfiere del nero · g1 torre del nero · h1 donna del nero | a8 cavallo del bianco · b8 alfiere del bianco · c8 re del nero · a7 pedone del bianco · b7 pedone del nero · c7 pedone del bianco · e7 pedone del nero · b6 pedone del bianco · e6 pedone del bianco · d3 pedone del nero · f3 pedone del nero · d2 pedone del bianco · e2 pedone del nero · f2 pedone del bianco · g2 pedone del nero · h2 pedone del nero · e1 re del bianco · f1 alfiere del nero · g1 torre del nero · h1 donna del nero | a8 cavallo del bianco · b8 alfiere del bianco · c8 re del nero · a7 pedone del bianco · b7 pedone del nero · c7 pedone del bianco · e7 pedone del nero · b6 pedone del bianco · e6 pedone del bianco · d3 pedone del nero · f3 pedone del nero · d2 pedone del bianco · e2 pedone del nero · f2 pedone del bianco · g2 pedone del nero · h2 pedone del nero · e1 re del bianco · f1 alfiere del nero · g1 torre del nero · h1 donna del nero | a8 cavallo del bianco · b8 alfiere del bianco · c8 re del nero · a7 pedone del bianco · b7 pedone del nero · c7 pedone del bianco · e7 pedone del nero · b6 pedone del bianco · e6 pedone del bianco · d3 pedone del nero · f3 pedone del nero · d2 pedone del bianco · e2 pedone del nero · f2 pedone del bianco · g2 pedone del nero · h2 pedone del nero · e1 re del bianco · f1 alfiere del nero · g1 torre del nero · h1 donna del nero | a8 cavallo del bianco · b8 alfiere del bianco · c8 re del nero · a7 pedone del bianco · b7 pedone del nero · c7 pedone del bianco · e7 pedone del nero · b6 pedone del bianco · e6 pedone del bianco · d3 pedone del nero · f3 pedone del nero · d2 pedone del bianco · e2 pedone del nero · f2 pedone del bianco · g2 pedone del nero · h2 pedone del nero · e1 re del bianco · f1 alfiere del nero · g1 torre del nero · h1 donna del nero | 2 |
| 1 | a8 cavallo del bianco · b8 alfiere del bianco · c8 re del nero · a7 pedone del bianco · b7 pedone del nero · c7 pedone del bianco · e7 pedone del nero · b6 pedone del bianco · e6 pedone del bianco · d3 pedone del nero · f3 pedone del nero · d2 pedone del bianco · e2 pedone del nero · f2 pedone del bianco · g2 pedone del nero · h2 pedone del nero · e1 re del bianco · f1 alfiere del nero · g1 torre del nero · h1 donna del nero | a8 cavallo del bianco · b8 alfiere del bianco · c8 re del nero · a7 pedone del bianco · b7 pedone del nero · c7 pedone del bianco · e7 pedone del nero · b6 pedone del bianco · e6 pedone del bianco · d3 pedone del nero · f3 pedone del nero · d2 pedone del bianco · e2 pedone del nero · f2 pedone del bianco · g2 pedone del nero · h2 pedone del nero · e1 re del bianco · f1 alfiere del nero · g1 torre del nero · h1 donna del nero | a8 cavallo del bianco · b8 alfiere del bianco · c8 re del nero · a7 pedone del bianco · b7 pedone del nero · c7 pedone del bianco · e7 pedone del nero · b6 pedone del bianco · e6 pedone del bianco · d3 pedone del nero · f3 pedone del nero · d2 pedone del bianco · e2 pedone del nero · f2 pedone del bianco · g2 pedone del nero · h2 pedone del nero · e1 re del bianco · f1 alfiere del nero · g1 torre del nero · h1 donna del nero | a8 cavallo del bianco · b8 alfiere del bianco · c8 re del nero · a7 pedone del bianco · b7 pedone del nero · c7 pedone del bianco · e7 pedone del nero · b6 pedone del bianco · e6 pedone del bianco · d3 pedone del nero · f3 pedone del nero · d2 pedone del bianco · e2 pedone del nero · f2 pedone del bianco · g2 pedone del nero · h2 pedone del nero · e1 re del bianco · f1 alfiere del nero · g1 torre del nero · h1 donna del nero | a8 cavallo del bianco · b8 alfiere del bianco · c8 re del nero · a7 pedone del bianco · b7 pedone del nero · c7 pedone del bianco · e7 pedone del nero · b6 pedone del bianco · e6 pedone del bianco · d3 pedone del nero · f3 pedone del nero · d2 pedone del bianco · e2 pedone del nero · f2 pedone del bianco · g2 pedone del nero · h2 pedone del nero · e1 re del bianco · f1 alfiere del nero · g1 torre del nero · h1 donna del nero | a8 cavallo del bianco · b8 alfiere del bianco · c8 re del nero · a7 pedone del bianco · b7 pedone del nero · c7 pedone del bianco · e7 pedone del nero · b6 pedone del bianco · e6 pedone del bianco · d3 pedone del nero · f3 pedone del nero · d2 pedone del bianco · e2 pedone del nero · f2 pedone del bianco · g2 pedone del nero · h2 pedone del nero · e1 re del bianco · f1 alfiere del nero · g1 torre del nero · h1 donna del nero | a8 cavallo del bianco · b8 alfiere del bianco · c8 re del nero · a7 pedone del bianco · b7 pedone del nero · c7 pedone del bianco · e7 pedone del nero · b6 pedone del bianco · e6 pedone del bianco · d3 pedone del nero · f3 pedone del nero · d2 pedone del bianco · e2 pedone del nero · f2 pedone del bianco · g2 pedone del nero · h2 pedone del nero · e1 re del bianco · f1 alfiere del nero · g1 torre del nero · h1 donna del nero | a8 cavallo del bianco · b8 alfiere del bianco · c8 re del nero · a7 pedone del bianco · b7 pedone del nero · c7 pedone del bianco · e7 pedone del nero · b6 pedone del bianco · e6 pedone del bianco · d3 pedone del nero · f3 pedone del nero · d2 pedone del bianco · e2 pedone del nero · f2 pedone del bianco · g2 pedone del nero · h2 pedone del nero · e1 re del bianco · f1 alfiere del nero · g1 torre del nero · h1 donna del nero | 1 |
|   | a | b | c | d | e | f | g | h |   |

|   | a | b | c | d | e | f | g | h |   |
| 8 | b7 pedone del nero · a6 alfiere del nero · b6 pedone del nero · a5 torre del nero · b5 pedone del nero · a4 donna del nero · b4 pedone del nero · a3 re del nero · b3 pedone del nero · b2 pedone del nero · b1 re del bianco | b7 pedone del nero · a6 alfiere del nero · b6 pedone del nero · a5 torre del nero · b5 pedone del nero · a4 donna del nero · b4 pedone del nero · a3 re del nero · b3 pedone del nero · b2 pedone del nero · b1 re del bianco | b7 pedone del nero · a6 alfiere del nero · b6 pedone del nero · a5 torre del nero · b5 pedone del nero · a4 donna del nero · b4 pedone del nero · a3 re del nero · b3 pedone del nero · b2 pedone del nero · b1 re del bianco | b7 pedone del nero · a6 alfiere del nero · b6 pedone del nero · a5 torre del nero · b5 pedone del nero · a4 donna del nero · b4 pedone del nero · a3 re del nero · b3 pedone del nero · b2 pedone del nero · b1 re del bianco | b7 pedone del nero · a6 alfiere del nero · b6 pedone del nero · a5 torre del nero · b5 pedone del nero · a4 donna del nero · b4 pedone del nero · a3 re del nero · b3 pedone del nero · b2 pedone del nero · b1 re del bianco | b7 pedone del nero · a6 alfiere del nero · b6 pedone del nero · a5 torre del nero · b5 pedone del nero · a4 donna del nero · b4 pedone del nero · a3 re del nero · b3 pedone del nero · b2 pedone del nero · b1 re del bianco | b7 pedone del nero · a6 alfiere del nero · b6 pedone del nero · a5 torre del nero · b5 pedone del nero · a4 donna del nero · b4 pedone del nero · a3 re del nero · b3 pedone del nero · b2 pedone del nero · b1 re del bianco | b7 pedone del nero · a6 alfiere del nero · b6 pedone del nero · a5 torre del nero · b5 pedone del nero · a4 donna del nero · b4 pedone del nero · a3 re del nero · b3 pedone del nero · b2 pedone del nero · b1 re del bianco | 8 |
| 7 | b7 pedone del nero · a6 alfiere del nero · b6 pedone del nero · a5 torre del nero · b5 pedone del nero · a4 donna del nero · b4 pedone del nero · a3 re del nero · b3 pedone del nero · b2 pedone del nero · b1 re del bianco | b7 pedone del nero · a6 alfiere del nero · b6 pedone del nero · a5 torre del nero · b5 pedone del nero · a4 donna del nero · b4 pedone del nero · a3 re del nero · b3 pedone del nero · b2 pedone del nero · b1 re del bianco | b7 pedone del nero · a6 alfiere del nero · b6 pedone del nero · a5 torre del nero · b5 pedone del nero · a4 donna del nero · b4 pedone del nero · a3 re del nero · b3 pedone del nero · b2 pedone del nero · b1 re del bianco | b7 pedone del nero · a6 alfiere del nero · b6 pedone del nero · a5 torre del nero · b5 pedone del nero · a4 donna del nero · b4 pedone del nero · a3 re del nero · b3 pedone del nero · b2 pedone del nero · b1 re del bianco | b7 pedone del nero · a6 alfiere del nero · b6 pedone del nero · a5 torre del nero · b5 pedone del nero · a4 donna del nero · b4 pedone del nero · a3 re del nero · b3 pedone del nero · b2 pedone del nero · b1 re del bianco | b7 pedone del nero · a6 alfiere del nero · b6 pedone del nero · a5 torre del nero · b5 pedone del nero · a4 donna del nero · b4 pedone del nero · a3 re del nero · b3 pedone del nero · b2 pedone del nero · b1 re del bianco | b7 pedone del nero · a6 alfiere del nero · b6 pedone del nero · a5 torre del nero · b5 pedone del nero · a4 donna del nero · b4 pedone del nero · a3 re del nero · b3 pedone del nero · b2 pedone del nero · b1 re del bianco | b7 pedone del nero · a6 alfiere del nero · b6 pedone del nero · a5 torre del nero · b5 pedone del nero · a4 donna del nero · b4 pedone del nero · a3 re del nero · b3 pedone del nero · b2 pedone del nero · b1 re del bianco | 7 |
| 6 | b7 pedone del nero · a6 alfiere del nero · b6 pedone del nero · a5 torre del nero · b5 pedone del nero · a4 donna del nero · b4 pedone del nero · a3 re del nero · b3 pedone del nero · b2 pedone del nero · b1 re del bianco | b7 pedone del nero · a6 alfiere del nero · b6 pedone del nero · a5 torre del nero · b5 pedone del nero · a4 donna del nero · b4 pedone del nero · a3 re del nero · b3 pedone del nero · b2 pedone del nero · b1 re del bianco | b7 pedone del nero · a6 alfiere del nero · b6 pedone del nero · a5 torre del nero · b5 pedone del nero · a4 donna del nero · b4 pedone del nero · a3 re del nero · b3 pedone del nero · b2 pedone del nero · b1 re del bianco | b7 pedone del nero · a6 alfiere del nero · b6 pedone del nero · a5 torre del nero · b5 pedone del nero · a4 donna del nero · b4 pedone del nero · a3 re del nero · b3 pedone del nero · b2 pedone del nero · b1 re del bianco | b7 pedone del nero · a6 alfiere del nero · b6 pedone del nero · a5 torre del nero · b5 pedone del nero · a4 donna del nero · b4 pedone del nero · a3 re del nero · b3 pedone del nero · b2 pedone del nero · b1 re del bianco | b7 pedone del nero · a6 alfiere del nero · b6 pedone del nero · a5 torre del nero · b5 pedone del nero · a4 donna del nero · b4 pedone del nero · a3 re del nero · b3 pedone del nero · b2 pedone del nero · b1 re del bianco | b7 pedone del nero · a6 alfiere del nero · b6 pedone del nero · a5 torre del nero · b5 pedone del nero · a4 donna del nero · b4 pedone del nero · a3 re del nero · b3 pedone del nero · b2 pedone del nero · b1 re del bianco | b7 pedone del nero · a6 alfiere del nero · b6 pedone del nero · a5 torre del nero · b5 pedone del nero · a4 donna del nero · b4 pedone del nero · a3 re del nero · b3 pedone del nero · b2 pedone del nero · b1 re del bianco | 6 |
| 5 | b7 pedone del nero · a6 alfiere del nero · b6 pedone del nero · a5 torre del nero · b5 pedone del nero · a4 donna del nero · b4 pedone del nero · a3 re del nero · b3 pedone del nero · b2 pedone del nero · b1 re del bianco | b7 pedone del nero · a6 alfiere del nero · b6 pedone del nero · a5 torre del nero · b5 pedone del nero · a4 donna del nero · b4 pedone del nero · a3 re del nero · b3 pedone del nero · b2 pedone del nero · b1 re del bianco | b7 pedone del nero · a6 alfiere del nero · b6 pedone del nero · a5 torre del nero · b5 pedone del nero · a4 donna del nero · b4 pedone del nero · a3 re del nero · b3 pedone del nero · b2 pedone del nero · b1 re del bianco | b7 pedone del nero · a6 alfiere del nero · b6 pedone del nero · a5 torre del nero · b5 pedone del nero · a4 donna del nero · b4 pedone del nero · a3 re del nero · b3 pedone del nero · b2 pedone del nero · b1 re del bianco | b7 pedone del nero · a6 alfiere del nero · b6 pedone del nero · a5 torre del nero · b5 pedone del nero · a4 donna del nero · b4 pedone del nero · a3 re del nero · b3 pedone del nero · b2 pedone del nero · b1 re del bianco | b7 pedone del nero · a6 alfiere del nero · b6 pedone del nero · a5 torre del nero · b5 pedone del nero · a4 donna del nero · b4 pedone del nero · a3 re del nero · b3 pedone del nero · b2 pedone del nero · b1 re del bianco | b7 pedone del nero · a6 alfiere del nero · b6 pedone del nero · a5 torre del nero · b5 pedone del nero · a4 donna del nero · b4 pedone del nero · a3 re del nero · b3 pedone del nero · b2 pedone del nero · b1 re del bianco | b7 pedone del nero · a6 alfiere del nero · b6 pedone del nero · a5 torre del nero · b5 pedone del nero · a4 donna del nero · b4 pedone del nero · a3 re del nero · b3 pedone del nero · b2 pedone del nero · b1 re del bianco | 5 |
| 4 | b7 pedone del nero · a6 alfiere del nero · b6 pedone del nero · a5 torre del nero · b5 pedone del nero · a4 donna del nero · b4 pedone del nero · a3 re del nero · b3 pedone del nero · b2 pedone del nero · b1 re del bianco | b7 pedone del nero · a6 alfiere del nero · b6 pedone del nero · a5 torre del nero · b5 pedone del nero · a4 donna del nero · b4 pedone del nero · a3 re del nero · b3 pedone del nero · b2 pedone del nero · b1 re del bianco | b7 pedone del nero · a6 alfiere del nero · b6 pedone del nero · a5 torre del nero · b5 pedone del nero · a4 donna del nero · b4 pedone del nero · a3 re del nero · b3 pedone del nero · b2 pedone del nero · b1 re del bianco | b7 pedone del nero · a6 alfiere del nero · b6 pedone del nero · a5 torre del nero · b5 pedone del nero · a4 donna del nero · b4 pedone del nero · a3 re del nero · b3 pedone del nero · b2 pedone del nero · b1 re del bianco | b7 pedone del nero · a6 alfiere del nero · b6 pedone del nero · a5 torre del nero · b5 pedone del nero · a4 donna del nero · b4 pedone del nero · a3 re del nero · b3 pedone del nero · b2 pedone del nero · b1 re del bianco | b7 pedone del nero · a6 alfiere del nero · b6 pedone del nero · a5 torre del nero · b5 pedone del nero · a4 donna del nero · b4 pedone del nero · a3 re del nero · b3 pedone del nero · b2 pedone del nero · b1 re del bianco | b7 pedone del nero · a6 alfiere del nero · b6 pedone del nero · a5 torre del nero · b5 pedone del nero · a4 donna del nero · b4 pedone del nero · a3 re del nero · b3 pedone del nero · b2 pedone del nero · b1 re del bianco | b7 pedone del nero · a6 alfiere del nero · b6 pedone del nero · a5 torre del nero · b5 pedone del nero · a4 donna del nero · b4 pedone del nero · a3 re del nero · b3 pedone del nero · b2 pedone del nero · b1 re del bianco | 4 |
| 3 | b7 pedone del nero · a6 alfiere del nero · b6 pedone del nero · a5 torre del nero · b5 pedone del nero · a4 donna del nero · b4 pedone del nero · a3 re del nero · b3 pedone del nero · b2 pedone del nero · b1 re del bianco | b7 pedone del nero · a6 alfiere del nero · b6 pedone del nero · a5 torre del nero · b5 pedone del nero · a4 donna del nero · b4 pedone del nero · a3 re del nero · b3 pedone del nero · b2 pedone del nero · b1 re del bianco | b7 pedone del nero · a6 alfiere del nero · b6 pedone del nero · a5 torre del nero · b5 pedone del nero · a4 donna del nero · b4 pedone del nero · a3 re del nero · b3 pedone del nero · b2 pedone del nero · b1 re del bianco | b7 pedone del nero · a6 alfiere del nero · b6 pedone del nero · a5 torre del nero · b5 pedone del nero · a4 donna del nero · b4 pedone del nero · a3 re del nero · b3 pedone del nero · b2 pedone del nero · b1 re del bianco | b7 pedone del nero · a6 alfiere del nero · b6 pedone del nero · a5 torre del nero · b5 pedone del nero · a4 donna del nero · b4 pedone del nero · a3 re del nero · b3 pedone del nero · b2 pedone del nero · b1 re del bianco | b7 pedone del nero · a6 alfiere del nero · b6 pedone del nero · a5 torre del nero · b5 pedone del nero · a4 donna del nero · b4 pedone del nero · a3 re del nero · b3 pedone del nero · b2 pedone del nero · b1 re del bianco | b7 pedone del nero · a6 alfiere del nero · b6 pedone del nero · a5 torre del nero · b5 pedone del nero · a4 donna del nero · b4 pedone del nero · a3 re del nero · b3 pedone del nero · b2 pedone del nero · b1 re del bianco | b7 pedone del nero · a6 alfiere del nero · b6 pedone del nero · a5 torre del nero · b5 pedone del nero · a4 donna del nero · b4 pedone del nero · a3 re del nero · b3 pedone del nero · b2 pedone del nero · b1 re del bianco | 3 |
| 2 | b7 pedone del nero · a6 alfiere del nero · b6 pedone del nero · a5 torre del nero · b5 pedone del nero · a4 donna del nero · b4 pedone del nero · a3 re del nero · b3 pedone del nero · b2 pedone del nero · b1 re del bianco | b7 pedone del nero · a6 alfiere del nero · b6 pedone del nero · a5 torre del nero · b5 pedone del nero · a4 donna del nero · b4 pedone del nero · a3 re del nero · b3 pedone del nero · b2 pedone del nero · b1 re del bianco | b7 pedone del nero · a6 alfiere del nero · b6 pedone del nero · a5 torre del nero · b5 pedone del nero · a4 donna del nero · b4 pedone del nero · a3 re del nero · b3 pedone del nero · b2 pedone del nero · b1 re del bianco | b7 pedone del nero · a6 alfiere del nero · b6 pedone del nero · a5 torre del nero · b5 pedone del nero · a4 donna del nero · b4 pedone del nero · a3 re del nero · b3 pedone del nero · b2 pedone del nero · b1 re del bianco | b7 pedone del nero · a6 alfiere del nero · b6 pedone del nero · a5 torre del nero · b5 pedone del nero · a4 donna del nero · b4 pedone del nero · a3 re del nero · b3 pedone del nero · b2 pedone del nero · b1 re del bianco | b7 pedone del nero · a6 alfiere del nero · b6 pedone del nero · a5 torre del nero · b5 pedone del nero · a4 donna del nero · b4 pedone del nero · a3 re del nero · b3 pedone del nero · b2 pedone del nero · b1 re del bianco | b7 pedone del nero · a6 alfiere del nero · b6 pedone del nero · a5 torre del nero · b5 pedone del nero · a4 donna del nero · b4 pedone del nero · a3 re del nero · b3 pedone del nero · b2 pedone del nero · b1 re del bianco | b7 pedone del nero · a6 alfiere del nero · b6 pedone del nero · a5 torre del nero · b5 pedone del nero · a4 donna del nero · b4 pedone del nero · a3 re del nero · b3 pedone del nero · b2 pedone del nero · b1 re del bianco | 2 |
| 1 | b7 pedone del nero · a6 alfiere del nero · b6 pedone del nero · a5 torre del nero · b5 pedone del nero · a4 donna del nero · b4 pedone del nero · a3 re del nero · b3 pedone del nero · b2 pedone del nero · b1 re del bianco | b7 pedone del nero · a6 alfiere del nero · b6 pedone del nero · a5 torre del nero · b5 pedone del nero · a4 donna del nero · b4 pedone del nero · a3 re del nero · b3 pedone del nero · b2 pedone del nero · b1 re del bianco | b7 pedone del nero · a6 alfiere del nero · b6 pedone del nero · a5 torre del nero · b5 pedone del nero · a4 donna del nero · b4 pedone del nero · a3 re del nero · b3 pedone del nero · b2 pedone del nero · b1 re del bianco | b7 pedone del nero · a6 alfiere del nero · b6 pedone del nero · a5 torre del nero · b5 pedone del nero · a4 donna del nero · b4 pedone del nero · a3 re del nero · b3 pedone del nero · b2 pedone del nero · b1 re del bianco | b7 pedone del nero · a6 alfiere del nero · b6 pedone del nero · a5 torre del nero · b5 pedone del nero · a4 donna del nero · b4 pedone del nero · a3 re del nero · b3 pedone del nero · b2 pedone del nero · b1 re del bianco | b7 pedone del nero · a6 alfiere del nero · b6 pedone del nero · a5 torre del nero · b5 pedone del nero · a4 donna del nero · b4 pedone del nero · a3 re del nero · b3 pedone del nero · b2 pedone del nero · b1 re del bianco | b7 pedone del nero · a6 alfiere del nero · b6 pedone del nero · a5 torre del nero · b5 pedone del nero · a4 donna del nero · b4 pedone del nero · a3 re del nero · b3 pedone del nero · b2 pedone del nero · b1 re del bianco | b7 pedone del nero · a6 alfiere del nero · b6 pedone del nero · a5 torre del nero · b5 pedone del nero · a4 donna del nero · b4 pedone del nero · a3 re del nero · b3 pedone del nero · b2 pedone del nero · b1 re del bianco | 1 |
|   | a | b | c | d | e | f | g | h |   |

Esistono particolari composizioni in cui compare il doppio stallo. Nei diagrammi sono illustrate due possibili posizioni nelle quali nessuno dei due giocatori ha mosse legali disponibili, tali posizioni non si riscontrano in partita. Esistono anche bizzarre varianti degli scacchi che iniziano da una posizione di doppio stallo.
|   | a | b | c | d | e | f | g | h |   |
| 8 | c5 pedone del nero · f5 pedone del nero · h5 pedone del nero · c4 pedone del bianco · f4 pedone del bianco · h4 re del nero · e3 pedone del nero · f3 pedone del bianco · h3 pedone del bianco · e2 pedone del bianco · g2 re del bianco · h2 pedone del bianco · f1 alfiere del bianco · g1 cavallo del bianco · h1 torre del bianco | c5 pedone del nero · f5 pedone del nero · h5 pedone del nero · c4 pedone del bianco · f4 pedone del bianco · h4 re del nero · e3 pedone del nero · f3 pedone del bianco · h3 pedone del bianco · e2 pedone del bianco · g2 re del bianco · h2 pedone del bianco · f1 alfiere del bianco · g1 cavallo del bianco · h1 torre del bianco | c5 pedone del nero · f5 pedone del nero · h5 pedone del nero · c4 pedone del bianco · f4 pedone del bianco · h4 re del nero · e3 pedone del nero · f3 pedone del bianco · h3 pedone del bianco · e2 pedone del bianco · g2 re del bianco · h2 pedone del bianco · f1 alfiere del bianco · g1 cavallo del bianco · h1 torre del bianco | c5 pedone del nero · f5 pedone del nero · h5 pedone del nero · c4 pedone del bianco · f4 pedone del bianco · h4 re del nero · e3 pedone del nero · f3 pedone del bianco · h3 pedone del bianco · e2 pedone del bianco · g2 re del bianco · h2 pedone del bianco · f1 alfiere del bianco · g1 cavallo del bianco · h1 torre del bianco | c5 pedone del nero · f5 pedone del nero · h5 pedone del nero · c4 pedone del bianco · f4 pedone del bianco · h4 re del nero · e3 pedone del nero · f3 pedone del bianco · h3 pedone del bianco · e2 pedone del bianco · g2 re del bianco · h2 pedone del bianco · f1 alfiere del bianco · g1 cavallo del bianco · h1 torre del bianco | c5 pedone del nero · f5 pedone del nero · h5 pedone del nero · c4 pedone del bianco · f4 pedone del bianco · h4 re del nero · e3 pedone del nero · f3 pedone del bianco · h3 pedone del bianco · e2 pedone del bianco · g2 re del bianco · h2 pedone del bianco · f1 alfiere del bianco · g1 cavallo del bianco · h1 torre del bianco | c5 pedone del nero · f5 pedone del nero · h5 pedone del nero · c4 pedone del bianco · f4 pedone del bianco · h4 re del nero · e3 pedone del nero · f3 pedone del bianco · h3 pedone del bianco · e2 pedone del bianco · g2 re del bianco · h2 pedone del bianco · f1 alfiere del bianco · g1 cavallo del bianco · h1 torre del bianco | c5 pedone del nero · f5 pedone del nero · h5 pedone del nero · c4 pedone del bianco · f4 pedone del bianco · h4 re del nero · e3 pedone del nero · f3 pedone del bianco · h3 pedone del bianco · e2 pedone del bianco · g2 re del bianco · h2 pedone del bianco · f1 alfiere del bianco · g1 cavallo del bianco · h1 torre del bianco | 8 |
| 7 | c5 pedone del nero · f5 pedone del nero · h5 pedone del nero · c4 pedone del bianco · f4 pedone del bianco · h4 re del nero · e3 pedone del nero · f3 pedone del bianco · h3 pedone del bianco · e2 pedone del bianco · g2 re del bianco · h2 pedone del bianco · f1 alfiere del bianco · g1 cavallo del bianco · h1 torre del bianco | c5 pedone del nero · f5 pedone del nero · h5 pedone del nero · c4 pedone del bianco · f4 pedone del bianco · h4 re del nero · e3 pedone del nero · f3 pedone del bianco · h3 pedone del bianco · e2 pedone del bianco · g2 re del bianco · h2 pedone del bianco · f1 alfiere del bianco · g1 cavallo del bianco · h1 torre del bianco | c5 pedone del nero · f5 pedone del nero · h5 pedone del nero · c4 pedone del bianco · f4 pedone del bianco · h4 re del nero · e3 pedone del nero · f3 pedone del bianco · h3 pedone del bianco · e2 pedone del bianco · g2 re del bianco · h2 pedone del bianco · f1 alfiere del bianco · g1 cavallo del bianco · h1 torre del bianco | c5 pedone del nero · f5 pedone del nero · h5 pedone del nero · c4 pedone del bianco · f4 pedone del bianco · h4 re del nero · e3 pedone del nero · f3 pedone del bianco · h3 pedone del bianco · e2 pedone del bianco · g2 re del bianco · h2 pedone del bianco · f1 alfiere del bianco · g1 cavallo del bianco · h1 torre del bianco | c5 pedone del nero · f5 pedone del nero · h5 pedone del nero · c4 pedone del bianco · f4 pedone del bianco · h4 re del nero · e3 pedone del nero · f3 pedone del bianco · h3 pedone del bianco · e2 pedone del bianco · g2 re del bianco · h2 pedone del bianco · f1 alfiere del bianco · g1 cavallo del bianco · h1 torre del bianco | c5 pedone del nero · f5 pedone del nero · h5 pedone del nero · c4 pedone del bianco · f4 pedone del bianco · h4 re del nero · e3 pedone del nero · f3 pedone del bianco · h3 pedone del bianco · e2 pedone del bianco · g2 re del bianco · h2 pedone del bianco · f1 alfiere del bianco · g1 cavallo del bianco · h1 torre del bianco | c5 pedone del nero · f5 pedone del nero · h5 pedone del nero · c4 pedone del bianco · f4 pedone del bianco · h4 re del nero · e3 pedone del nero · f3 pedone del bianco · h3 pedone del bianco · e2 pedone del bianco · g2 re del bianco · h2 pedone del bianco · f1 alfiere del bianco · g1 cavallo del bianco · h1 torre del bianco | c5 pedone del nero · f5 pedone del nero · h5 pedone del nero · c4 pedone del bianco · f4 pedone del bianco · h4 re del nero · e3 pedone del nero · f3 pedone del bianco · h3 pedone del bianco · e2 pedone del bianco · g2 re del bianco · h2 pedone del bianco · f1 alfiere del bianco · g1 cavallo del bianco · h1 torre del bianco | 7 |
| 6 | c5 pedone del nero · f5 pedone del nero · h5 pedone del nero · c4 pedone del bianco · f4 pedone del bianco · h4 re del nero · e3 pedone del nero · f3 pedone del bianco · h3 pedone del bianco · e2 pedone del bianco · g2 re del bianco · h2 pedone del bianco · f1 alfiere del bianco · g1 cavallo del bianco · h1 torre del bianco | c5 pedone del nero · f5 pedone del nero · h5 pedone del nero · c4 pedone del bianco · f4 pedone del bianco · h4 re del nero · e3 pedone del nero · f3 pedone del bianco · h3 pedone del bianco · e2 pedone del bianco · g2 re del bianco · h2 pedone del bianco · f1 alfiere del bianco · g1 cavallo del bianco · h1 torre del bianco | c5 pedone del nero · f5 pedone del nero · h5 pedone del nero · c4 pedone del bianco · f4 pedone del bianco · h4 re del nero · e3 pedone del nero · f3 pedone del bianco · h3 pedone del bianco · e2 pedone del bianco · g2 re del bianco · h2 pedone del bianco · f1 alfiere del bianco · g1 cavallo del bianco · h1 torre del bianco | c5 pedone del nero · f5 pedone del nero · h5 pedone del nero · c4 pedone del bianco · f4 pedone del bianco · h4 re del nero · e3 pedone del nero · f3 pedone del bianco · h3 pedone del bianco · e2 pedone del bianco · g2 re del bianco · h2 pedone del bianco · f1 alfiere del bianco · g1 cavallo del bianco · h1 torre del bianco | c5 pedone del nero · f5 pedone del nero · h5 pedone del nero · c4 pedone del bianco · f4 pedone del bianco · h4 re del nero · e3 pedone del nero · f3 pedone del bianco · h3 pedone del bianco · e2 pedone del bianco · g2 re del bianco · h2 pedone del bianco · f1 alfiere del bianco · g1 cavallo del bianco · h1 torre del bianco | c5 pedone del nero · f5 pedone del nero · h5 pedone del nero · c4 pedone del bianco · f4 pedone del bianco · h4 re del nero · e3 pedone del nero · f3 pedone del bianco · h3 pedone del bianco · e2 pedone del bianco · g2 re del bianco · h2 pedone del bianco · f1 alfiere del bianco · g1 cavallo del bianco · h1 torre del bianco | c5 pedone del nero · f5 pedone del nero · h5 pedone del nero · c4 pedone del bianco · f4 pedone del bianco · h4 re del nero · e3 pedone del nero · f3 pedone del bianco · h3 pedone del bianco · e2 pedone del bianco · g2 re del bianco · h2 pedone del bianco · f1 alfiere del bianco · g1 cavallo del bianco · h1 torre del bianco | c5 pedone del nero · f5 pedone del nero · h5 pedone del nero · c4 pedone del bianco · f4 pedone del bianco · h4 re del nero · e3 pedone del nero · f3 pedone del bianco · h3 pedone del bianco · e2 pedone del bianco · g2 re del bianco · h2 pedone del bianco · f1 alfiere del bianco · g1 cavallo del bianco · h1 torre del bianco | 6 |
| 5 | c5 pedone del nero · f5 pedone del nero · h5 pedone del nero · c4 pedone del bianco · f4 pedone del bianco · h4 re del nero · e3 pedone del nero · f3 pedone del bianco · h3 pedone del bianco · e2 pedone del bianco · g2 re del bianco · h2 pedone del bianco · f1 alfiere del bianco · g1 cavallo del bianco · h1 torre del bianco | c5 pedone del nero · f5 pedone del nero · h5 pedone del nero · c4 pedone del bianco · f4 pedone del bianco · h4 re del nero · e3 pedone del nero · f3 pedone del bianco · h3 pedone del bianco · e2 pedone del bianco · g2 re del bianco · h2 pedone del bianco · f1 alfiere del bianco · g1 cavallo del bianco · h1 torre del bianco | c5 pedone del nero · f5 pedone del nero · h5 pedone del nero · c4 pedone del bianco · f4 pedone del bianco · h4 re del nero · e3 pedone del nero · f3 pedone del bianco · h3 pedone del bianco · e2 pedone del bianco · g2 re del bianco · h2 pedone del bianco · f1 alfiere del bianco · g1 cavallo del bianco · h1 torre del bianco | c5 pedone del nero · f5 pedone del nero · h5 pedone del nero · c4 pedone del bianco · f4 pedone del bianco · h4 re del nero · e3 pedone del nero · f3 pedone del bianco · h3 pedone del bianco · e2 pedone del bianco · g2 re del bianco · h2 pedone del bianco · f1 alfiere del bianco · g1 cavallo del bianco · h1 torre del bianco | c5 pedone del nero · f5 pedone del nero · h5 pedone del nero · c4 pedone del bianco · f4 pedone del bianco · h4 re del nero · e3 pedone del nero · f3 pedone del bianco · h3 pedone del bianco · e2 pedone del bianco · g2 re del bianco · h2 pedone del bianco · f1 alfiere del bianco · g1 cavallo del bianco · h1 torre del bianco | c5 pedone del nero · f5 pedone del nero · h5 pedone del nero · c4 pedone del bianco · f4 pedone del bianco · h4 re del nero · e3 pedone del nero · f3 pedone del bianco · h3 pedone del bianco · e2 pedone del bianco · g2 re del bianco · h2 pedone del bianco · f1 alfiere del bianco · g1 cavallo del bianco · h1 torre del bianco | c5 pedone del nero · f5 pedone del nero · h5 pedone del nero · c4 pedone del bianco · f4 pedone del bianco · h4 re del nero · e3 pedone del nero · f3 pedone del bianco · h3 pedone del bianco · e2 pedone del bianco · g2 re del bianco · h2 pedone del bianco · f1 alfiere del bianco · g1 cavallo del bianco · h1 torre del bianco | c5 pedone del nero · f5 pedone del nero · h5 pedone del nero · c4 pedone del bianco · f4 pedone del bianco · h4 re del nero · e3 pedone del nero · f3 pedone del bianco · h3 pedone del bianco · e2 pedone del bianco · g2 re del bianco · h2 pedone del bianco · f1 alfiere del bianco · g1 cavallo del bianco · h1 torre del bianco | 5 |
| 4 | c5 pedone del nero · f5 pedone del nero · h5 pedone del nero · c4 pedone del bianco · f4 pedone del bianco · h4 re del nero · e3 pedone del nero · f3 pedone del bianco · h3 pedone del bianco · e2 pedone del bianco · g2 re del bianco · h2 pedone del bianco · f1 alfiere del bianco · g1 cavallo del bianco · h1 torre del bianco | c5 pedone del nero · f5 pedone del nero · h5 pedone del nero · c4 pedone del bianco · f4 pedone del bianco · h4 re del nero · e3 pedone del nero · f3 pedone del bianco · h3 pedone del bianco · e2 pedone del bianco · g2 re del bianco · h2 pedone del bianco · f1 alfiere del bianco · g1 cavallo del bianco · h1 torre del bianco | c5 pedone del nero · f5 pedone del nero · h5 pedone del nero · c4 pedone del bianco · f4 pedone del bianco · h4 re del nero · e3 pedone del nero · f3 pedone del bianco · h3 pedone del bianco · e2 pedone del bianco · g2 re del bianco · h2 pedone del bianco · f1 alfiere del bianco · g1 cavallo del bianco · h1 torre del bianco | c5 pedone del nero · f5 pedone del nero · h5 pedone del nero · c4 pedone del bianco · f4 pedone del bianco · h4 re del nero · e3 pedone del nero · f3 pedone del bianco · h3 pedone del bianco · e2 pedone del bianco · g2 re del bianco · h2 pedone del bianco · f1 alfiere del bianco · g1 cavallo del bianco · h1 torre del bianco | c5 pedone del nero · f5 pedone del nero · h5 pedone del nero · c4 pedone del bianco · f4 pedone del bianco · h4 re del nero · e3 pedone del nero · f3 pedone del bianco · h3 pedone del bianco · e2 pedone del bianco · g2 re del bianco · h2 pedone del bianco · f1 alfiere del bianco · g1 cavallo del bianco · h1 torre del bianco | c5 pedone del nero · f5 pedone del nero · h5 pedone del nero · c4 pedone del bianco · f4 pedone del bianco · h4 re del nero · e3 pedone del nero · f3 pedone del bianco · h3 pedone del bianco · e2 pedone del bianco · g2 re del bianco · h2 pedone del bianco · f1 alfiere del bianco · g1 cavallo del bianco · h1 torre del bianco | c5 pedone del nero · f5 pedone del nero · h5 pedone del nero · c4 pedone del bianco · f4 pedone del bianco · h4 re del nero · e3 pedone del nero · f3 pedone del bianco · h3 pedone del bianco · e2 pedone del bianco · g2 re del bianco · h2 pedone del bianco · f1 alfiere del bianco · g1 cavallo del bianco · h1 torre del bianco | c5 pedone del nero · f5 pedone del nero · h5 pedone del nero · c4 pedone del bianco · f4 pedone del bianco · h4 re del nero · e3 pedone del nero · f3 pedone del bianco · h3 pedone del bianco · e2 pedone del bianco · g2 re del bianco · h2 pedone del bianco · f1 alfiere del bianco · g1 cavallo del bianco · h1 torre del bianco | 4 |
| 3 | c5 pedone del nero · f5 pedone del nero · h5 pedone del nero · c4 pedone del bianco · f4 pedone del bianco · h4 re del nero · e3 pedone del nero · f3 pedone del bianco · h3 pedone del bianco · e2 pedone del bianco · g2 re del bianco · h2 pedone del bianco · f1 alfiere del bianco · g1 cavallo del bianco · h1 torre del bianco | c5 pedone del nero · f5 pedone del nero · h5 pedone del nero · c4 pedone del bianco · f4 pedone del bianco · h4 re del nero · e3 pedone del nero · f3 pedone del bianco · h3 pedone del bianco · e2 pedone del bianco · g2 re del bianco · h2 pedone del bianco · f1 alfiere del bianco · g1 cavallo del bianco · h1 torre del bianco | c5 pedone del nero · f5 pedone del nero · h5 pedone del nero · c4 pedone del bianco · f4 pedone del bianco · h4 re del nero · e3 pedone del nero · f3 pedone del bianco · h3 pedone del bianco · e2 pedone del bianco · g2 re del bianco · h2 pedone del bianco · f1 alfiere del bianco · g1 cavallo del bianco · h1 torre del bianco | c5 pedone del nero · f5 pedone del nero · h5 pedone del nero · c4 pedone del bianco · f4 pedone del bianco · h4 re del nero · e3 pedone del nero · f3 pedone del bianco · h3 pedone del bianco · e2 pedone del bianco · g2 re del bianco · h2 pedone del bianco · f1 alfiere del bianco · g1 cavallo del bianco · h1 torre del bianco | c5 pedone del nero · f5 pedone del nero · h5 pedone del nero · c4 pedone del bianco · f4 pedone del bianco · h4 re del nero · e3 pedone del nero · f3 pedone del bianco · h3 pedone del bianco · e2 pedone del bianco · g2 re del bianco · h2 pedone del bianco · f1 alfiere del bianco · g1 cavallo del bianco · h1 torre del bianco | c5 pedone del nero · f5 pedone del nero · h5 pedone del nero · c4 pedone del bianco · f4 pedone del bianco · h4 re del nero · e3 pedone del nero · f3 pedone del bianco · h3 pedone del bianco · e2 pedone del bianco · g2 re del bianco · h2 pedone del bianco · f1 alfiere del bianco · g1 cavallo del bianco · h1 torre del bianco | c5 pedone del nero · f5 pedone del nero · h5 pedone del nero · c4 pedone del bianco · f4 pedone del bianco · h4 re del nero · e3 pedone del nero · f3 pedone del bianco · h3 pedone del bianco · e2 pedone del bianco · g2 re del bianco · h2 pedone del bianco · f1 alfiere del bianco · g1 cavallo del bianco · h1 torre del bianco | c5 pedone del nero · f5 pedone del nero · h5 pedone del nero · c4 pedone del bianco · f4 pedone del bianco · h4 re del nero · e3 pedone del nero · f3 pedone del bianco · h3 pedone del bianco · e2 pedone del bianco · g2 re del bianco · h2 pedone del bianco · f1 alfiere del bianco · g1 cavallo del bianco · h1 torre del bianco | 3 |
| 2 | c5 pedone del nero · f5 pedone del nero · h5 pedone del nero · c4 pedone del bianco · f4 pedone del bianco · h4 re del nero · e3 pedone del nero · f3 pedone del bianco · h3 pedone del bianco · e2 pedone del bianco · g2 re del bianco · h2 pedone del bianco · f1 alfiere del bianco · g1 cavallo del bianco · h1 torre del bianco | c5 pedone del nero · f5 pedone del nero · h5 pedone del nero · c4 pedone del bianco · f4 pedone del bianco · h4 re del nero · e3 pedone del nero · f3 pedone del bianco · h3 pedone del bianco · e2 pedone del bianco · g2 re del bianco · h2 pedone del bianco · f1 alfiere del bianco · g1 cavallo del bianco · h1 torre del bianco | c5 pedone del nero · f5 pedone del nero · h5 pedone del nero · c4 pedone del bianco · f4 pedone del bianco · h4 re del nero · e3 pedone del nero · f3 pedone del bianco · h3 pedone del bianco · e2 pedone del bianco · g2 re del bianco · h2 pedone del bianco · f1 alfiere del bianco · g1 cavallo del bianco · h1 torre del bianco | c5 pedone del nero · f5 pedone del nero · h5 pedone del nero · c4 pedone del bianco · f4 pedone del bianco · h4 re del nero · e3 pedone del nero · f3 pedone del bianco · h3 pedone del bianco · e2 pedone del bianco · g2 re del bianco · h2 pedone del bianco · f1 alfiere del bianco · g1 cavallo del bianco · h1 torre del bianco | c5 pedone del nero · f5 pedone del nero · h5 pedone del nero · c4 pedone del bianco · f4 pedone del bianco · h4 re del nero · e3 pedone del nero · f3 pedone del bianco · h3 pedone del bianco · e2 pedone del bianco · g2 re del bianco · h2 pedone del bianco · f1 alfiere del bianco · g1 cavallo del bianco · h1 torre del bianco | c5 pedone del nero · f5 pedone del nero · h5 pedone del nero · c4 pedone del bianco · f4 pedone del bianco · h4 re del nero · e3 pedone del nero · f3 pedone del bianco · h3 pedone del bianco · e2 pedone del bianco · g2 re del bianco · h2 pedone del bianco · f1 alfiere del bianco · g1 cavallo del bianco · h1 torre del bianco | c5 pedone del nero · f5 pedone del nero · h5 pedone del nero · c4 pedone del bianco · f4 pedone del bianco · h4 re del nero · e3 pedone del nero · f3 pedone del bianco · h3 pedone del bianco · e2 pedone del bianco · g2 re del bianco · h2 pedone del bianco · f1 alfiere del bianco · g1 cavallo del bianco · h1 torre del bianco | c5 pedone del nero · f5 pedone del nero · h5 pedone del nero · c4 pedone del bianco · f4 pedone del bianco · h4 re del nero · e3 pedone del nero · f3 pedone del bianco · h3 pedone del bianco · e2 pedone del bianco · g2 re del bianco · h2 pedone del bianco · f1 alfiere del bianco · g1 cavallo del bianco · h1 torre del bianco | 2 |
| 1 | c5 pedone del nero · f5 pedone del nero · h5 pedone del nero · c4 pedone del bianco · f4 pedone del bianco · h4 re del nero · e3 pedone del nero · f3 pedone del bianco · h3 pedone del bianco · e2 pedone del bianco · g2 re del bianco · h2 pedone del bianco · f1 alfiere del bianco · g1 cavallo del bianco · h1 torre del bianco | c5 pedone del nero · f5 pedone del nero · h5 pedone del nero · c4 pedone del bianco · f4 pedone del bianco · h4 re del nero · e3 pedone del nero · f3 pedone del bianco · h3 pedone del bianco · e2 pedone del bianco · g2 re del bianco · h2 pedone del bianco · f1 alfiere del bianco · g1 cavallo del bianco · h1 torre del bianco | c5 pedone del nero · f5 pedone del nero · h5 pedone del nero · c4 pedone del bianco · f4 pedone del bianco · h4 re del nero · e3 pedone del nero · f3 pedone del bianco · h3 pedone del bianco · e2 pedone del bianco · g2 re del bianco · h2 pedone del bianco · f1 alfiere del bianco · g1 cavallo del bianco · h1 torre del bianco | c5 pedone del nero · f5 pedone del nero · h5 pedone del nero · c4 pedone del bianco · f4 pedone del bianco · h4 re del nero · e3 pedone del nero · f3 pedone del bianco · h3 pedone del bianco · e2 pedone del bianco · g2 re del bianco · h2 pedone del bianco · f1 alfiere del bianco · g1 cavallo del bianco · h1 torre del bianco | c5 pedone del nero · f5 pedone del nero · h5 pedone del nero · c4 pedone del bianco · f4 pedone del bianco · h4 re del nero · e3 pedone del nero · f3 pedone del bianco · h3 pedone del bianco · e2 pedone del bianco · g2 re del bianco · h2 pedone del bianco · f1 alfiere del bianco · g1 cavallo del bianco · h1 torre del bianco | c5 pedone del nero · f5 pedone del nero · h5 pedone del nero · c4 pedone del bianco · f4 pedone del bianco · h4 re del nero · e3 pedone del nero · f3 pedone del bianco · h3 pedone del bianco · e2 pedone del bianco · g2 re del bianco · h2 pedone del bianco · f1 alfiere del bianco · g1 cavallo del bianco · h1 torre del bianco | c5 pedone del nero · f5 pedone del nero · h5 pedone del nero · c4 pedone del bianco · f4 pedone del bianco · h4 re del nero · e3 pedone del nero · f3 pedone del bianco · h3 pedone del bianco · e2 pedone del bianco · g2 re del bianco · h2 pedone del bianco · f1 alfiere del bianco · g1 cavallo del bianco · h1 torre del bianco | c5 pedone del nero · f5 pedone del nero · h5 pedone del nero · c4 pedone del bianco · f4 pedone del bianco · h4 re del nero · e3 pedone del nero · f3 pedone del bianco · h3 pedone del bianco · e2 pedone del bianco · g2 re del bianco · h2 pedone del bianco · f1 alfiere del bianco · g1 cavallo del bianco · h1 torre del bianco | 1 |
|   | a | b | c | d | e | f | g | h |   |

Il più veloce doppio stallo conosciuto fu scoperto da Enzo Minerva e pubblicato nell'inserto scacchistico del quotidiano l'Unità il 14 agosto 2007: 1.c4 d5 2.Db3 Ah3 3.gxh3 f5 4.Dxb7 Rf7 5.Dxa7 Rg6 6.f3 c5 7.Dxe7 Txa2 8.Rf2 Txb2 9.Dxg7+ Rh5 10.Dxg8 Txb1 11.Txb1 Rh4 12.Dxh8 h5 13.Dh6 Axh6 14.Txb8 Ae3+ 15.dxe3 Dxb8 16.Rg2 Df4 17.exf4 d4 18.Ae3 dxe3 (36 tratti). Il record precedente (37 tratti) apparteneva al tedesco Eduard Schildberg e venne pubblicato nel 1915 sulla rivista Deutsches Wochenschach.